# Maximilien de Robespierre
Vous lisez un « bon article » labellisé en 2011.
« Robespierre » redirige ici. Pour les autres significations, voir Robespierre (homonymie).
Maximilien de Robespierre, ou Maximilien Robespierre, est un avocat et homme politique français né le 6 mai 1758 à Arras (Artois, aujourd'hui Pas-de-Calais) et mort guillotiné le 28 juillet 1794 à Paris, place de la Révolution (actuelle place de la Concorde). Il est l'une des principales figures de la Révolution française et demeure l'un des personnages les plus controversés de cette période.
Maximilien de Robespierre est l'aîné d'une fratrie de cinq enfants. Il perd sa mère à l'âge de six ans. Son père abandonne le foyer et dès lors, Maximilien est pris en charge par son grand-père maternel. Après d'excellentes études au collège d'Arras et au collège Louis-le-Grand de Paris, licencié en droit, il devient avocat et s'inscrit en 1781 au Conseil provincial d'Artois, occupant même un temps la charge de juge au tribunal épiscopal.
Élu député du tiers état aux États généraux de 1789, il devient bientôt l'une des principales figures des « démocrates » à l'Assemblée nationale constituante, défendant l'abolition de la peine de mort et de l'esclavage, le droit de vote des gens de couleur, des juifs ou des comédiens, ainsi que le suffrage universel (masculin) et l'égalité des droits contre le suffrage censitaire. Son intransigeance lui vaut bientôt d'être surnommé « l'Incorruptible ». Membre du club des Jacobins dès ses origines, il en devient progressivement l'une des figures de proue.
Opposé à la guerre contre l'Autriche en 1792, il s'oppose à La Fayette et soutient la chute de la royauté. Membre de la Commune insurrectionnelle de Paris, il est élu à la Convention nationale, où il siège sur les bancs de la Montagne et s'oppose à la Gironde. Après les journées du 31 mai et du 2 juin 1793, il entre le 27 juillet 1793 au Comité de salut public, où il participe à l'instauration d'un gouvernement révolutionnaire et de la Terreur, dans un contexte de guerre extérieure contre les monarchies coalisées et de guerre civile (insurrections fédéralistes, guerre de Vendée…).
Au printemps 1794, Robespierre et ses collègues du Comité de salut public font arrêter successivement les hébertistes, meneurs du club des Cordeliers, puis Danton et les indulgents, mesures suivies de la condamnation et de l'exécution des dirigeants des deux « factions ». Il contribue ensuite à faire cesser la politique de déchristianisation et fait voter, en qualité de rapporteur, le décret du 18 floréal an II, par lequel « le peuple français reconnaît l’existence de l’être suprême et l’immortalité de l’âme », ainsi que la loi de Prairial, dite de « Grande Terreur ».
Le 8 thermidor an II (26 juillet 1794), il est attaqué et isolé au sein de la Convention par une coalition hétéroclite de Montagnards, composée pour la circonstance d'anciens dantonistes, de représentants en mission rappelés et, au sein du gouvernement révolutionnaire, par le Comité de sûreté générale et certains collègues du Comité de salut public. Robespierre prend l'Assemblée à témoin de ces dissensions mais ne parvient pas à imposer ses vues. Le 9 thermidor, empêché de parler par ses adversaires, il est arrêté avec son frère Augustin et ses amis Couthon, Saint-Just et Le Bas. La Commune entre alors en insurrection et le fait libérer, pendant que la Convention le déclare hors la loi. Dans la nuit, une colonne armée s'empare de l'hôtel de ville, où Robespierre se trouve avec ses partisans. Il est blessé à la mâchoire dans des circonstances incertaines. Après vérification de son identité devant le Tribunal révolutionnaire, il est guillotiné dans l'après-midi du 10 thermidor avec vingt-et-un de ses partisans. Sa mort entraîne, dans les mois qui suivent, une « réaction thermidorienne », qui voit le démantèlement du gouvernement révolutionnaire et de la Terreur.
Robespierre est sans doute le personnage le plus controversé de la Révolution française. Ses détracteurs (les thermidoriens, les fondateurs de la IIIe République et les historiens de l'« école libérale » dont le chef de file fut François Furet) soulignent son rôle dans l'instauration de la Terreur et la nature autoritaire du Comité de salut public. Pour d'autres, Robespierre tenta de limiter les excès de la Terreur, et fut avant tout un défenseur de la paix, de la démocratie directe et de la justice sociale, un porte-parole des pauvres, et l'un des acteurs de la première abolition de l'esclavage en France.

## Biographie

### Enfance

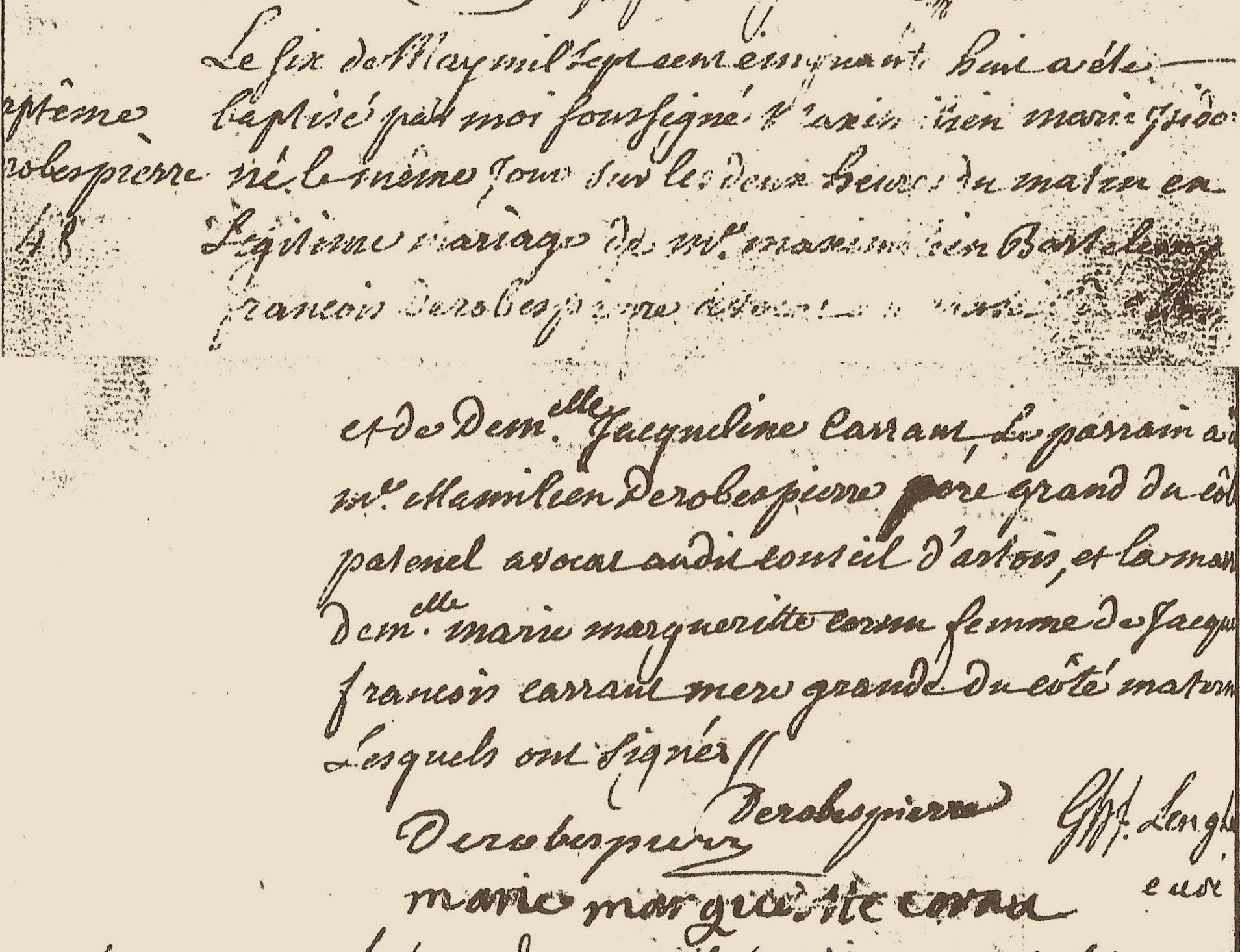
Acte de baptême de Maximilien de Robespierre, paroisse Sainte-Marie-Madeleine à Arras, le 6 mai 1758.
Archives départementales du Pas-de-Calais.

Fils aîné de Maximilien Barthélemy François de Robespierre (1732-1777), avocat au Conseil supérieur d'Artois et fils d'un avocat également prénommé Maximilien, et de Jacqueline-Marguerite Carraut (1735-1764), fille d'un brasseur d'Arras, Maximilien Marie Isidore de Robespierre nait le 6 mai 1758 à Arras et est baptisé le même jour paroisse Sainte-Marie-Madeleine,,. Ses parents, qui se sont rencontrés en 1757, se sont mariés le 2 janvier 1758. Maximilien fut donc conçu hors mariage.
Par son père, il descend d'une famille de gens de robe artésiens : son grand-père Maximilien (1694-1762) était également avocat au Conseil supérieur d'Artois, son bisaïeul Martin (1664-1720) procureur à Carvin, son trisaïeul Robert (1627-1707) notaire à Carvin et bailli d'Oignies.
Le couple a quatre autres enfants : Marie Marguerite Charlotte née le 5 février 1760, Henriette-Eulalie-Françoise en 1761 et Augustin en 1763 ; le benjamin voit le jour le 4 juillet 1764, il est ondoyé, décède et est inhumé au cimetière Saint-Nicaise le même jour, sans qu'un prénom lui soit attribué. La mère ne se relève pas et meurt le 15 juillet suivant, à vingt-neuf ans. Maximilien a six ans.
À en croire les Mémoires de Charlotte, François de Robespierre aurait abandonné ses enfants peu après la mort de son épouse. En revanche, selon Gérard Walter, on trouve des traces de lui à Arras jusqu'en mars 1766, puis de nouveau en octobre 1768. Ensuite, deux lettres de François de Robespierre, envoyées de Mannheim, confirment qu'il vivait en Allemagne en juin 1770 et en octobre 1771. L'année suivante, d'après le registre d'audiences du Conseil d'Artois, il est de retour à Arras, où il plaide quinze affaires du 13 février au 22 mai. Enfin, en mars 1778, à la mort de son beau-père, un jugement de l'échevinage d'Arras indique qu'étant absent il s'était fait représenter. Par la suite, si l'on prête foi à ce document, on perd sa trace. L'abbé Proyart (qui semble avoir connu personnellement le père de l'Incorruptible) prétend que, après avoir habité quelque temps à Cologne, il aurait annoncé « le dessein de se rendre à Londres, et de là aux Îles, où il serait possible qu'il vécût encore » en 1795, mais cette hypothèse, discutée par Albert Mathiez, est rejetée par Auguste Paris et Gérard Walter,. Un acte d'inhumation le fait mourir à Munich le 6 novembre 1777, version reprise par Henri Guillemin et Catherine Fouquet.

### Formation

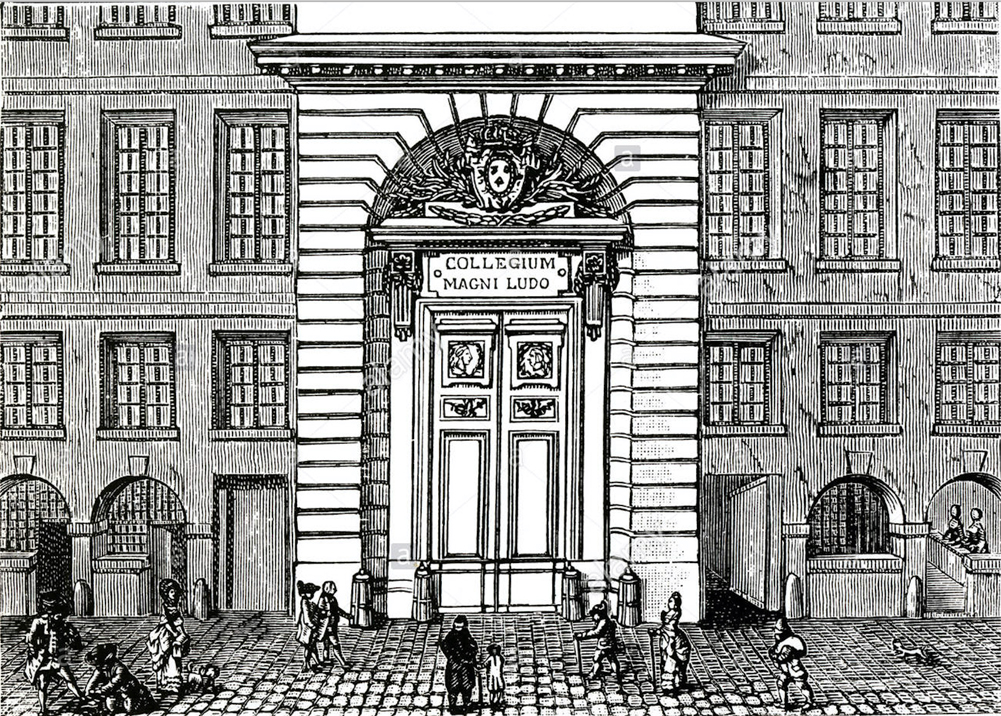
Le collège Louis-le-Grand vers 1789.

Après la mort de leur mère, les deux filles sont recueillies par leurs tantes paternelles, les garçons par leur grand-père maternel, Jacques Carraut (1701-1778). Maximilien entre, en 1765, au collège d'Arras (ancienne institution jésuite qui n'appartenait pas encore aux Oratoriens, étant gérée par un comité local nommé par l'évêque). Charlotte, dans ses Mémoires, affirme que l'attitude de Maximilien avait connu un grand changement à l'époque et que, conscient d'être en quelque sorte le chef de la famille, il avait pris un tour plus grave, plus sérieux. En 1769, grâce à l'intervention du chanoine Aymé auprès de l’évêque d’Arras, Louis-François de Conzié, il obtient une bourse de 450 livres annuelles de l'abbaye de Saint-Vaast et entre au collège Louis-le-Grand, à Paris,.
Malgré un certain dénuement, il fait de brillantes études au collège Louis-le-Grand (1769-1781), où il a pour condisciples Camille Desmoulins et Louis-Marie Fréron. Son nom est plusieurs fois proclamé aux distributions de prix du Concours général : sixième accessit de version latine en 1771, deuxième prix de thème latin et sixième accessit de version latine en 1772, quatrième accessit de vers latins et de version latine en 1774, deuxième prix de vers latins, deuxième prix de version latine et cinquième accessit de version grecque en 1775, et troisième accessit de version latine en 1776. D'après l'abbé Proyart, préfet du collège, c'est un élève studieux, se consacrant uniquement au travail, solitaire et rêveur, peu expansif.
Traditionnellement, les historiens expliquent que, bien vu par ses maîtres, il est choisi, en 1775, pour prononcer le compliment en vers au nouveau roi Louis XVI de retour de son sacre. Cependant, Hervé Leuwers démontre, dans sa biographie de Robespierre, que la rencontre n'a pu avoir lieu à ce moment-là, mais qu'il est possible qu'elle se soit déroulée en 1773 ou 1779,.
Reçu bachelier en droit de la faculté de Paris le 31 juillet 1780, il obtient son diplôme de licence le 15 mai 1781 et s'inscrit sur le registre des avocats du Parlement de Paris deux semaines après. Le 19 juillet, sur rapport du principal du collège, une récompense de 600 livres lui est octroyée. Par ailleurs, sa bourse à Louis-le-Grand passe à son frère cadet, Augustin.
Robespierre rencontra Jean-Jacques Rousseau à la fin de sa vie, entre 1775 et 1778 – ou peut-être se contenta-t-il de l'apercevoir, selon Gérard Walter. Selon les Mémoires posthumes de Jacques Pierre Brissot, témoignage rejeté par l'éditeur Gérard Walter comme invraisemblable pour des raisons chronologiques, il aurait été un temps clerc chez le procureur Nolleau fils, où le futur girondin l'aurait croisé.

### Jeune avocat à Arras

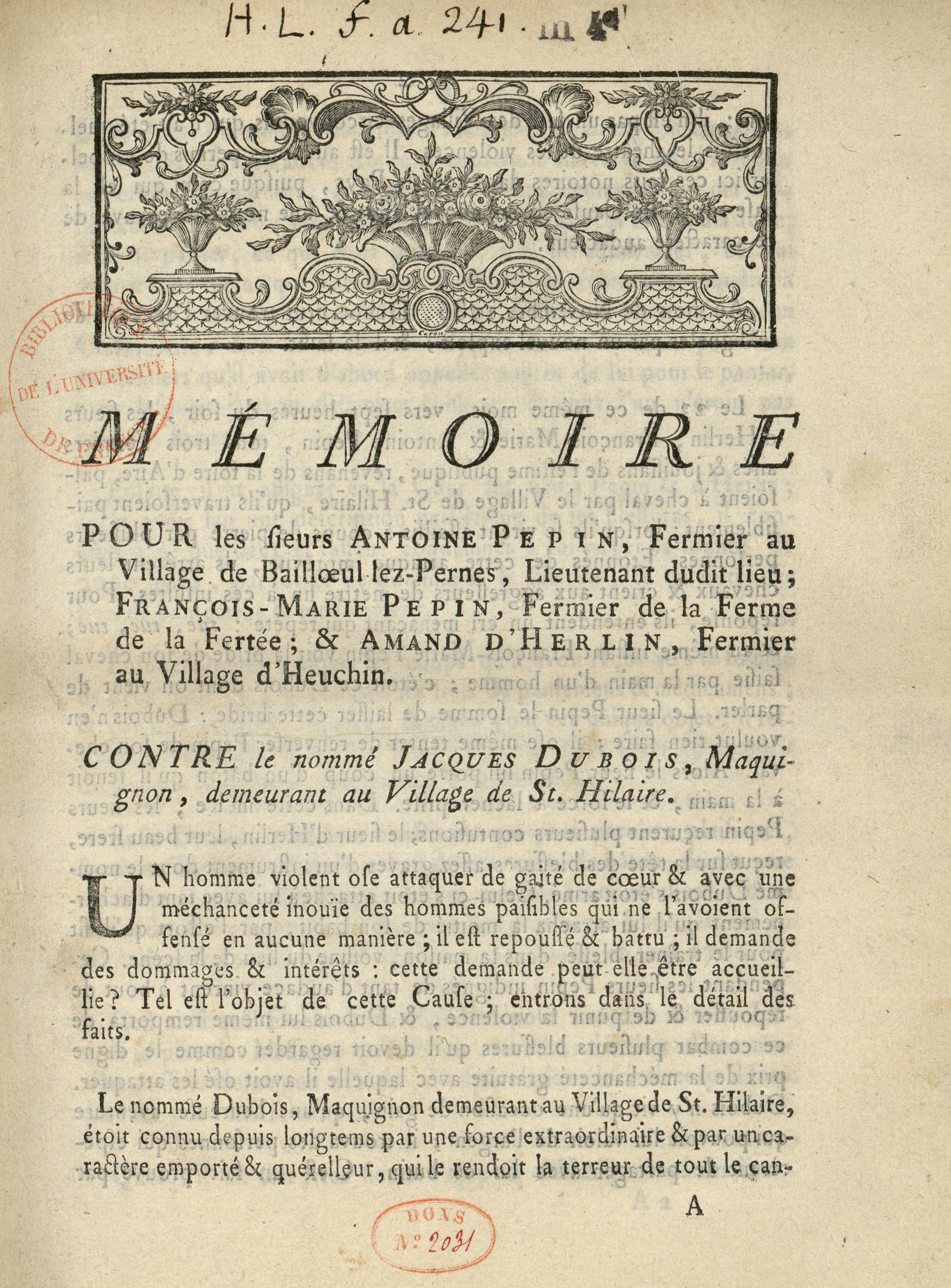
Maximilien de Robespierre, Mémoire pour les sieurs Antoine Pepin, Fermier au Village de Baillœul-lez-Pernes (…), Bibliothèque de la Sorbonne (NuBIS).

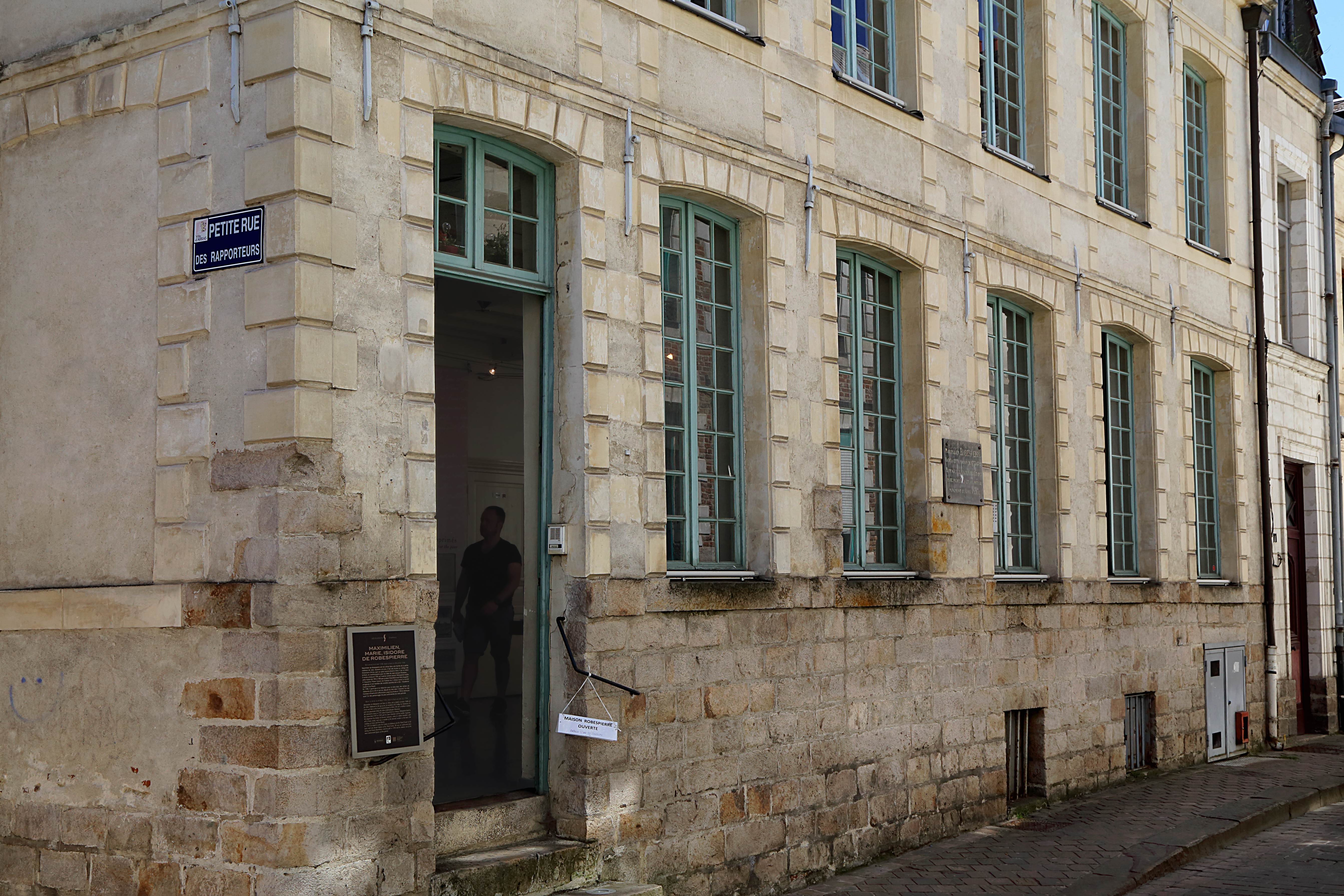
Maison de Maximilien de Robespierre. Construite en 1730, elle est située rue Maximilien-de-Robespierre, anciennement rue de la Gouvernance, à Arras. Le jeune avocat loge dans cette demeure de 1787 à 1789 avec sa sœur Charlotte et son frère Augustin ; c'est là qu'il rédige ses textes prérévolutionnaires.

À son retour à Arras, la situation de sa famille a changé : sa grand-mère est morte en 1775, son grand-père maternel en 1778, sa sœur Henriette en 1780. Quant à ses deux tantes paternelles, elles se sont mariées l'une et l'autre à 41 ans, Eulalie le 2 janvier 1776 avec un ancien notaire devenu négociant, Henriette le 6 février 1777 avec le médecin Gabriel-François Du Rut. Jacques Carraut laissait 4 000 livres à ses petits-enfants. Installé dans une petite maison de la rue Saumon avec sa sœur Charlotte, Maximilien s'inscrit le 8 novembre 1781 au Conseil provincial d'Artois, comme l'avaient fait son père et son grand-père paternel, et il commence à plaider le 16 janvier 1782. Le 9 mars 1782, il est nommé par l'évêque Louis-Hilaire de Conzié juge au tribunal épiscopal. Après un passage chez les Du Rut, fin 1782, il s'installe avec sa sœur rue des Jésuites, fin 1783 ; c'est là qu'il vit jusqu'à son départ pour Paris. Dans ses fonctions, il se distingue, notamment lors de l'affaire du paratonnerre de M. de Vissery, où il fait un plaidoyer devenu célèbre le faisant connaître comme un défenseur du progrès scientifique, en mai 1783, et de l'affaire Deteuf, qui l'oppose aux bénédictins de l'abbaye Saint-Sauveur d'Anchin ; comme avocat, il publie une douzaine de mémoires judiciaires, qui montrent son goût pour les causes célèbres. Deux de ces défenses écrites ont été récemment redécouvertes et analysées par l'historien Hervé Leuwers.
Le 15 novembre 1783, Robespierre est accueilli dans l'Académie des sciences, lettres et arts d'Arras, patronné par son collègue maître Antoine-Joseph Buissart, avec lequel il a collaboré dans l'affaire du paratonnerre, et par M. Dubois de Fosseux, qui est son ami ainsi que celui de Gracchus Babeuf. Il participe à plusieurs concours académiques. En 1784, un de ses mémoires envoyé à l'Académie nationale de Metz lui vaut une médaille, ainsi qu'un prix de 400 livres. Publié, ce mémoire fait l'objet d'un article de Charles de Lacretelle dans le Mercure de France. De même, il rédige un Éloge de Gresset pour le concours de l'Académie des sciences, des lettres et des arts d'Amiens de 1785 qui n'est pas primé, mais qu'il publie lui aussi. Le 4 février 1786, l'Académie royale des belles-lettres d'Arras l'élit à l'unanimité comme directeur. Dans ses fonctions, il prend des positions rompant avec les préjugés sociaux alors en vigueur. Ainsi, en 1786, il rédige deux discours sur les droits des bâtards où il affirme que le mariage et les bonnes mœurs doivent être promus mais que les enfants illégitimes ne doivent pas être tenus responsables des conditions de leur naissance et doivent être légitimés, protégés par le versement de pensions alimentaires ou à défaut par la multiplication des auspices et des incitations à l'adoption financées par de l'argent public,. Affirmant partager le point de vue des cartésiens sur l'égalité des sexes et soucieux de favoriser la mixité au sein des sociétés savantes, il soutient en outre l'entrée de deux femmes de lettres, Marie Le Masson Le Golft et Louise de Kéralio, en février 1787. De même, en décembre 1786, il est nommé parmi les trois commissaires chargés de l'examen des mémoires envoyés au concours. En 1787, les Rosati d'Arras, petit cénacle poétique fondé le 12 juin 1778 par un groupe d'officiers et d'avocats, l'accueillent dans leurs rangs ; Louis-Joseph Le Gay, son confrère au barreau et à l'Académie, prononce le discours de réception. En tant que titulaire de cette société, il chante des couplets et compose des vers « anacréontiques », notamment un Éloge de la Rose écrit en réponse au discours de réception d'un nouveau membre.
Maximilien de Robespierre restera célibataire. Toutefois, à Arras, il cultive les relations féminines : il a une ébauche d'idylle avec Mlle Dehay, amie de sa sœur, une jeune Anglaise inconnue et une certaine Mlle Henriette. Il correspond avec une « dame très haut placée », peut-être Mme Necker, selon Gérard Walter, il est reçu chez Mme Marchand, future directrice du Journal du Pas-de-Calais, etc. D'après sa sœur Charlotte, une Mlle Anaïs Deshorties, belle-fille de sa tante Eulalie, aima Robespierre et fut aimée de lui ; en 1789, il la courtisait depuis deux ou trois ans. Elle se maria avec un autre, l'avocat Leducq, tandis qu'il était à Paris. Selon Pierre Villiers, Robespierre aurait eu en 1790 une liaison avec une jeune femme de condition modeste « d'environ vingt-six ans, ». Enfin, il a été dit qu'il était fiancé avec la fille de son logeur, Éléonore Duplay.

### L'Assemblée constituante

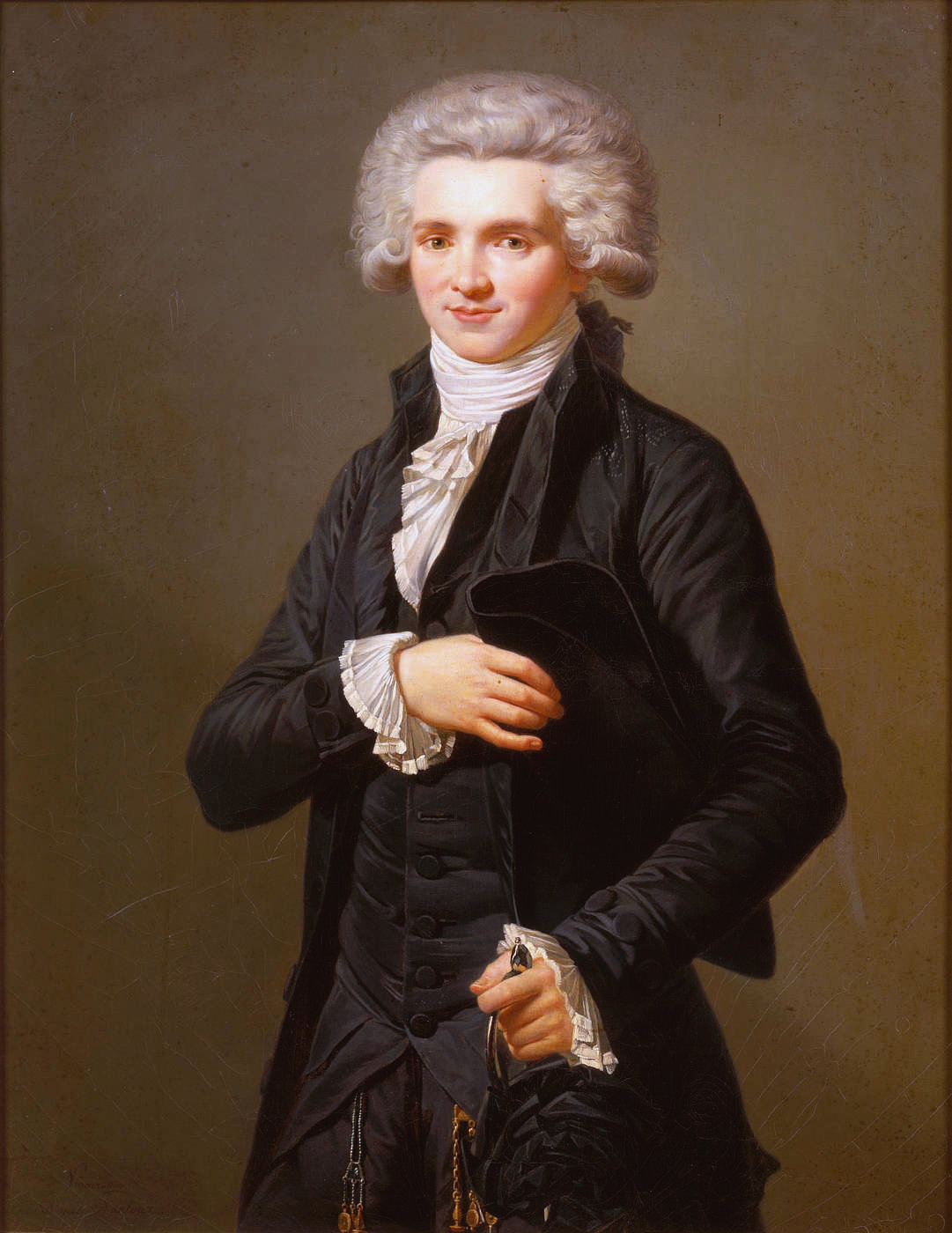
Portrait de Maximilien Robespierre en habit de député du Tiers état, huile sur toile de Pierre-Roch Vigneron, 1790, château de Versailles. L'historien Hervé Leuwers considère cependant que ce portrait a été assimilé à tort à Robespierre.

Imprégné des idées des philosophes du XVIIIe siècle, notamment de Rousseau, il participe à la vie politique dans sa province à la veille de la Révolution, faisant paraître en janvier 1789 un mémoire intitulé À la Nation artésienne, sur la nécessité de réformer les États d'Artois, réédité dans une version augmentée en mars-avril. En avril, il édite également une deuxième brochure, plus vive encore, appelée : Les Ennemis de la patrie. Puis, appuyé par sa famille et ses amis, il se porte candidat à la représentation du Tiers état aux États généraux ; la corporation des savetiers mineurs, la plus pauvre mais la plus nombreuse, lui confie la rédaction de son cahier de doléances le 25 mars 1789.
Successivement choisi pour représenter l'assemblée des habitants non corporés de la ville d'Arras (23-25 mars) puis celle des électeurs du Tiers état de la ville (26-29 mars), il est élu, le 26 avril 1789, par l'assemblée électorale d'Artois, parmi les huit députés du Tiers état. Après la réunion des députés des trois ordres de la province le 1er mai, il se rend à Versailles où il s'installe avec trois collègues, cultivateurs, à l'hôtellerie du Renard, rue Sainte-Élisabeth. Parmi ses premiers contacts, on compte Jacques Necker, qui le reçoit à dîner chez lui en mai. Toutefois, le ministre, auquel il avait adressé de nombreuses louanges dans son mémoire, le déçoit. Au contraire, il noue des relations avec Mirabeau, dont il fut proche quelque temps. Il se rapprocha également de Bertrand Barère, qui publiait un journal très lu dans les milieux politiques. Par ailleurs, des liens amicaux le lient au comte Charles de Lameth.

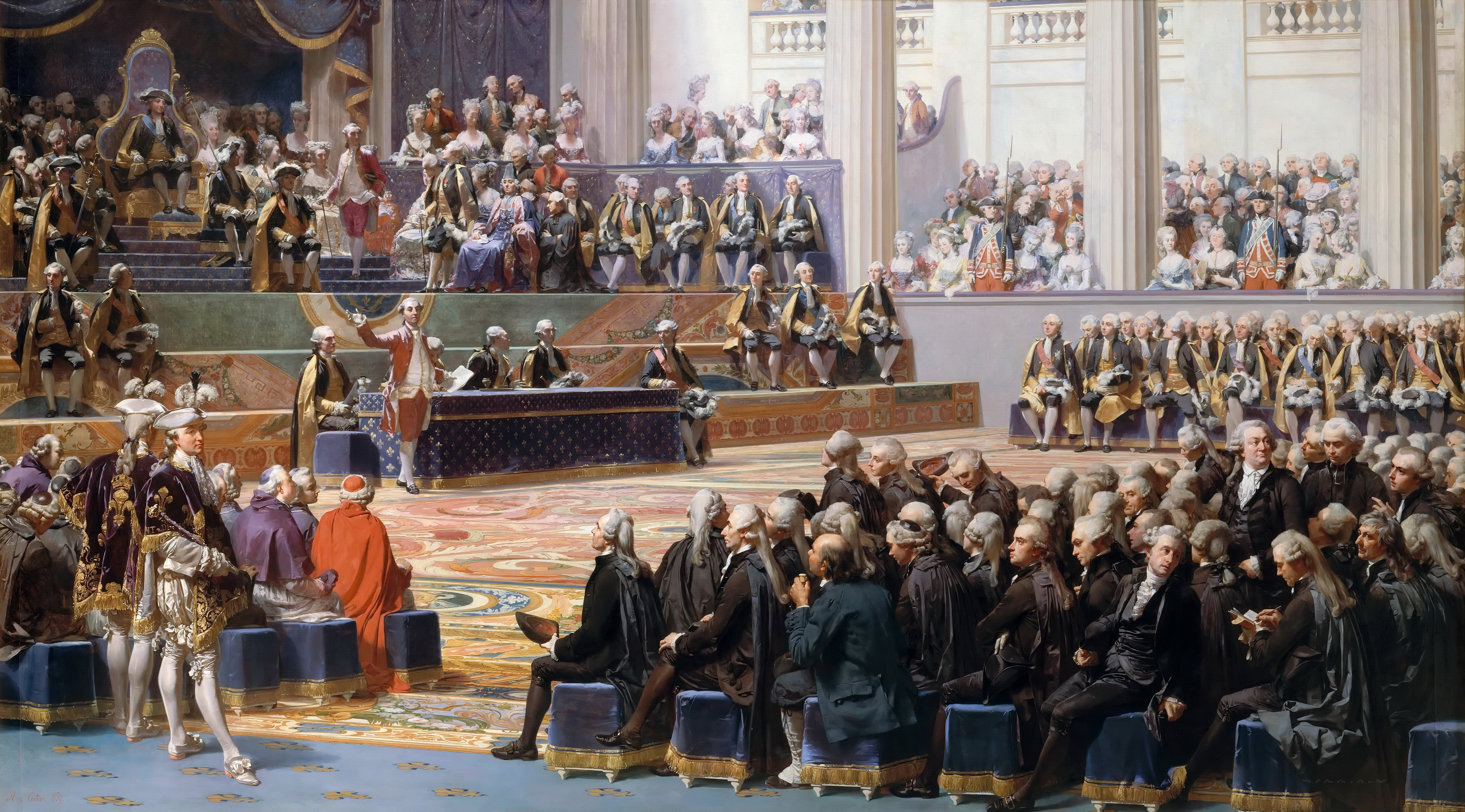
Séance d'ouverture de l'assemblée des États généraux, 5 mai 1789. Peinture d'histoire d'Auguste Couder (1839). Robespierre est représenté assis parmi le groupe de députés du Tiers état.
Le Serment du jeu de paume, par Jacques-Louis David (1791). Robespierre est parmi le groupe de députés à la gauche de Bailly (à droite sur l'image), les mains contre la poitrine. Derrière lui, Dubois-Crancé, debout sur une chaise, le bras droit tendu.
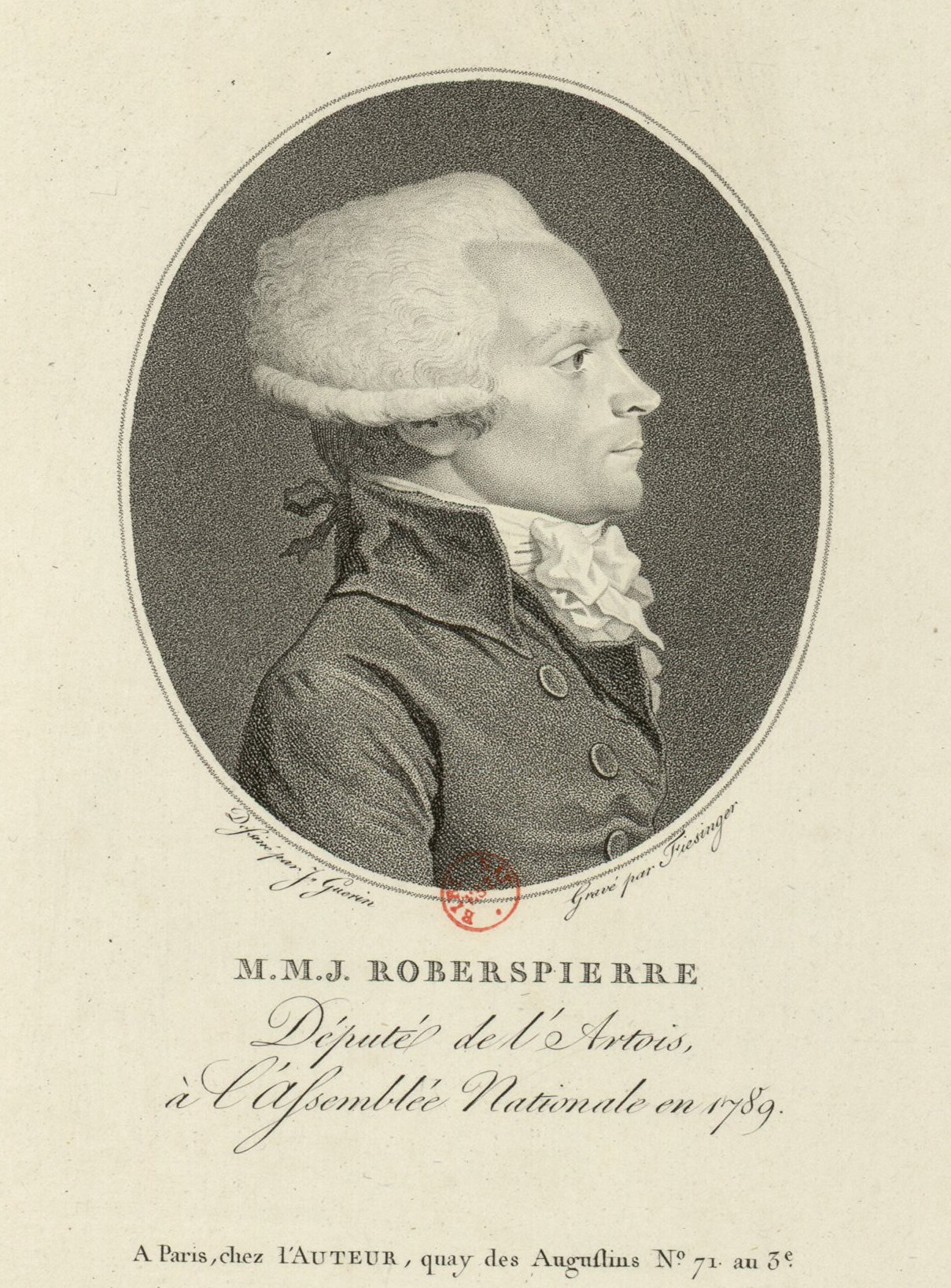
« M.M.J. Roberspierre (sic) : député de l'Artois à l'Assemblée nationale en 1789 », estampe dessinée par Guérin et gravée par Fiesinger (BNF).

À l'Assemblée constituante, Robespierre avance avec assurance et sérénité, poursuivant, selon Gérard Walter, « la réalisation d'un plan mûrement réfléchi et soigneusement étudié ». Sa première intervention à la tribune parlementaire date du 18 mai 1789 ; il prend la parole environ soixante fois de mai à décembre 1789, une centaine de fois en 1790 et autant de janvier à la fin de septembre 1791. Son discours contre la loi martiale du 21 octobre 1789 en fait l'un des principaux animateurs de la Révolution et la cible d'attaques de plus en plus acharnées de ses adversaires, particulièrement de son ancien professeur, l'abbé Royou, et l'équipe de journalistes des Actes des Apôtres. Il est l'un des rares défenseurs du suffrage universel (masculin   et contrairement à Condorcet qui publie un article dans le Journal de la Société de 1789, le 3  juillet 1790 en faveur du "droit de cité des femmes") et de l'égalité des droits, s'opposant au décret dit du « marc d'argent » qui instaure le suffrage censitaire, le 25 janvier 1790 et défendant le droit de vote des comédiens et des juifs. Au second semestre, ses interventions à la tribune deviennent de plus en plus fréquentes : en une année, il vainc l'indifférence et le scepticisme de ses collègues. Il est élu troisième secrétaire suppléant de l'Assemblée, par 111 voix, le 4 mars 1790, puis l'un des secrétaires, lors de la présidence de Louis-Michel Lepeletier de Saint-Fargeau, du 21 juin au 4 juillet,.
| |  |  |
| Robespierre, Discours sur l'organisation des gardes nationales, décembre 1790. À droite, huile sur toile représentant un officier et des soldats de la Garde nationale en 1791. |  |  |

En mai 1790, à la suite d'Alexandre de Lameth, il plaide devant la Constituante pour que « le droit de déclarer la guerre, ou de faire la paix » soit un domaine de compétence réservé de l'Assemblée, considérée comme l'incarnation de la souveraineté nationale. Le roi, simple « commis de la nation », devrait être dépossédé ainsi de son « principal moyen d'action » au profit du pouvoir législatif. Le projet échoue face à Mirabeau, désormais soutien du pouvoir exécutif.
Robespierre prend ensuite part, de novembre 1790 à septembre 1791, aux débats relatifs à l'organisation de la Garde nationale car il considère la « nature de la force armée, et son usage politique » comme des enjeux fondamentaux. À ses yeux, la Garde nationale doit se composer de citoyens-soldats défenseurs des libertés et non être militarisée pour former une armée auxiliaire susceptible d'être détournée par le pouvoir royal. Le 5 décembre 1790, l'Incorruptible intervient à la Constituante en affirmant que tout homme majeur, riche ou pauvre, a le droit et le devoir de porter les armes pour prévenir le risque d'une « force particulière » dirigée contre les citoyens. Interrompu par plusieurs députés qui protestent contre la création d'une potentielle « armée de brigands », l'orateur prend la parole le soir même au Club des jacobins pour contester avec colère les décrets de l'Assemblée. Il suscite ainsi l'opposition du président de séance, Mirabeau, mais parvient à achever théâtralement son intervention avec le soutien minoritaire d'une trentaine de jacobins ; l'incident consacre la rupture entre les deux tribuns. À la mi-décembre 1790, le député de l'Artois prend l'opinion à témoin en diffusant une version remaniée de son allocution non prononcée sous le titre Discours sur l'organisation des gardes nationales. Il y conçoit la devise « Liberté, Égalité, Fraternité » pour proposer vainement un décret disposant que cette formule soit inscrite sur les uniformes et drapeaux des gardes,,,. Lu dans les clubs révolutionnaires de Paris et de la province, dont la société des Amis de la Constitution et la société des Amis des droits de l'homme et du citoyen, le Discours… est largement commenté dans la presse à partir de février 1791. Dans son journal Les Révolutions de France et de Brabant, Camille Desmoulins exprime son enthousiasme pour les principes robespierristes qu'il estime devoir inspirer le côté gauche de l'Assemblée. « Jalon essentiel (…) dans la montée nationale de la popularité » de Robespierre, le Discours… lui permet de nouer des liens avec des patriotes de Lille, Marseille et Versailles,.
Le 18 novembre 1790, puis du 21 avril au 4 mai 1791, Robespierre défend également les droits des Avignonnais séduits par les idées révolutionnaires à se soustraire à l'autorité pontificale du pape Pie VI et à se rattacher à la France. Avignon est finalement rattachée à la France le 14 septembre 1791.
Il participe à l'élaboration de la Déclaration des Droits de l'Homme et du Citoyen ainsi qu’à la première Constitution française, en 1791. Particulièrement, le 16 mai 1791, il fait voter le principe de la non-rééligibilité des députés de l'Assemblée constituante dans l'Assemblée suivante, qui vise principalement le triumvirat du parti patriote, Adrien Duport, Antoine Barnave et Alexandre de Lameth.
Toujours contre le triumvirat et contre Moreau de Saint-Méry (ancien acteur de la prise de la Bastille, devenu en 1790 député de la Martinique), il défend l'abolition de l'esclavage et le droit de vote des gens de couleur, refusant, même seul, les concessions proposées le 13 mai par Bertrand Barère sur la reconnaissance constitutionnelle de l'esclavage et le 15 par Jean-François Reubell sur le refus du droit de vote aux affranchis ; d'où sa célèbre exclamation, déformée avec le temps, prononcée le 13 : « Périssent les colonies s'il doit vous en coûter votre bonheur, votre gloire, votre liberté »,.
Robespierre défend aussi les Sociétés populaires. Le 30 mai 1791, à la suite d'un projet visant à condamner à mort tout « chef de parti déclaré rebelle par un décret du corps législatif », il prononce un discours pour l'abolition de la peine de mort, resté célèbre. Choisi le 3 juin suivant par les députés du club des jacobins comme leur candidat pour la présidence de l'Assemblée nationale pour la période du 6 au 21 juin, il se voit opposer le député Luc-Jacques-Édouard Dauchy, soutenu par la majorité modérée. S'il obtient un nombre égal de voix au premier tour, il est légèrement distancé au scrutin de ballottage.

### Le Club des Jacobins

#### 1790-1791: entrée et ascension dans le club

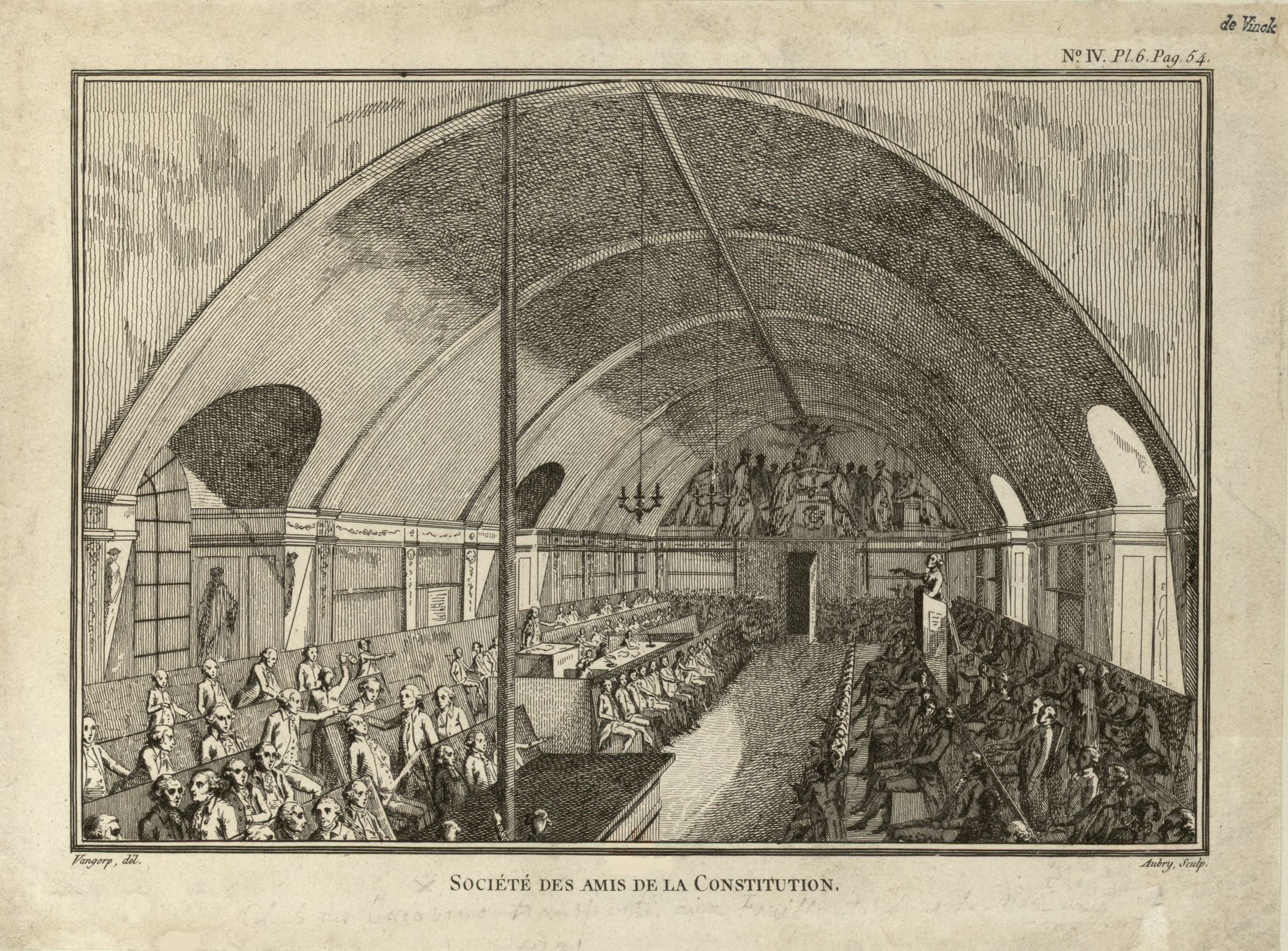
Une séance au Club des jacobins en 1791, dans la bibliothèque des Dominicains. Alexandre de Lameth préside, tandis que Mirabeau prononce un discours.

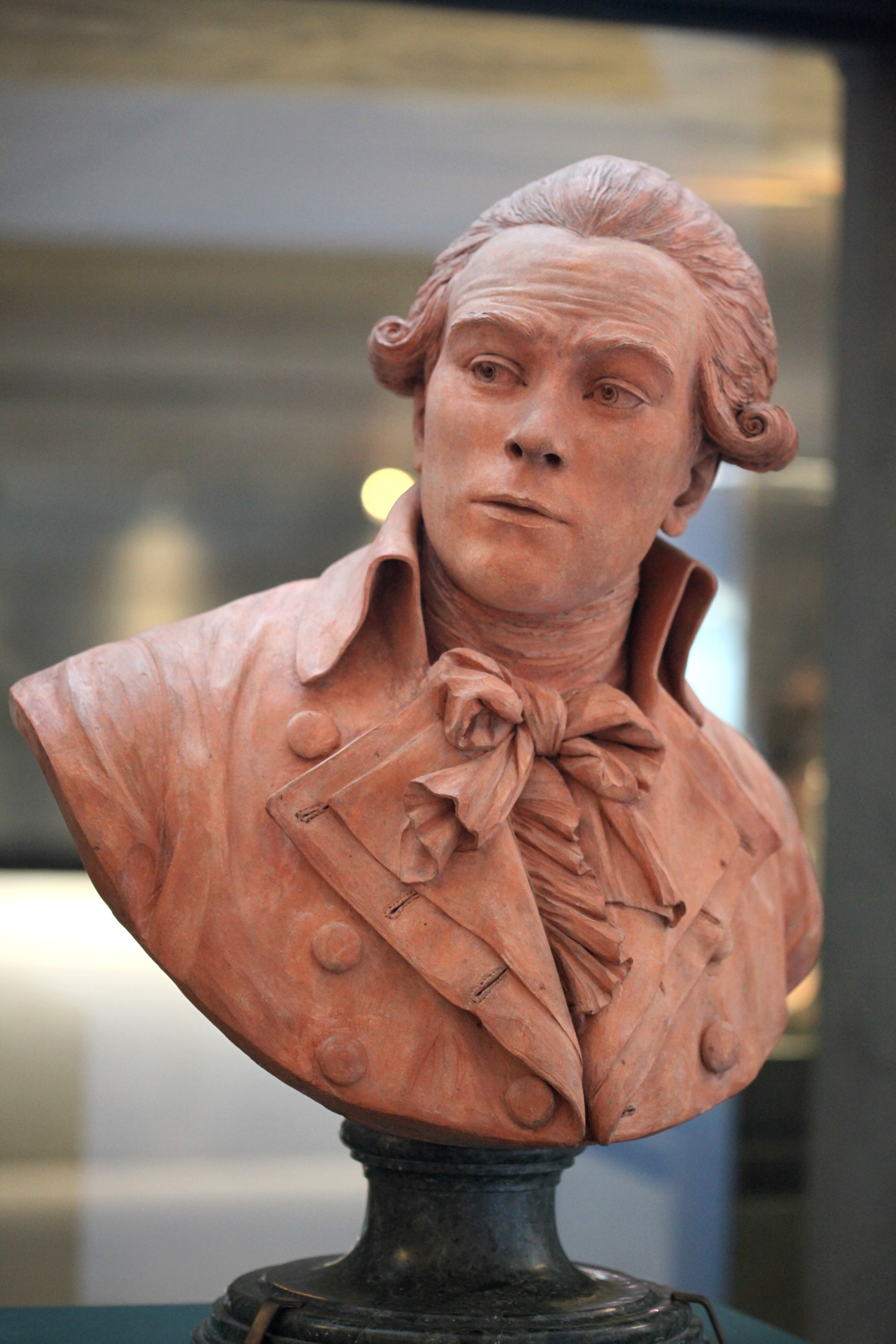
Buste de Robespierre, par Claude-André Deseine, 1791 (musée de la Révolution française).

Dans les premiers mois de l'Assemblée constituante, Robespierre avait été l'un des premiers, avec Honoré-Gabriel Riqueti de Mirabeau, Pétion, l'abbé Grégoire, les frères Alexandre et Charles de Lameth, à adhérer au Club breton, qui se réunissait au café Amaury, à Versailles. Lors de l'installation de l'Assemblée à Paris, en octobre 1789, il rejoignit la Société des Amis de la Constitution, plus connue sous le nom de club des jacobins, située près des Tuileries, dans le couvent des Jacobins, rue Saint-Honoré. Lui-même était installé dans un meublé, au troisième étage, du no 9 de la rue de Saintonge, dans un quartier éloigné des Tuileries. En 1790, un certain Pierre Villiers, officier de dragons et auteur dramatique, lui servit durant sept mois de secrétaire. De plus en plus éloigné de Mirabeau, qui avait dit de lui en 1789 : « Il ira loin, il croit tout ce qu’il dit », il rompit avec lui lors d'une séance particulièrement vive aux Jacobins, le 6 décembre 1790. Il devint bientôt le principal animateur des Jacobins.

#### Affaires des provinces
Aux Jacobins, Robespierre noue de précieuses relations avec les groupements patriotes de province. Sous l'assemblée constituante il est élu président des Jacobins le 31 mars 1790, et accueille les délégués de la municipalité de Bastia, emmenés par Pascal Paoli, le 22 avril suivant. Il y soutient constamment les demandes des patriotes avignonnais à un rattachement de la principauté pontificale à la France et, écrit-il, « la cause d'Avignon est celle de l'univers ». Il argumente : la vente d'Avignon au pape en 1348 était illégale car on ne saurait vendre un peuple. Le club d'Avignon décide alors début janvier 1791 de le nommer « membre effectif». D'après son biographe Jean-Clément Martin, il a sous la Législative, à l'instar des Girondins, purement et simplement cautionné le massacre de la Glacière d'octobre 1791 et accepté l'amnistie du 19 mars 1792.
Le 18 janvier 1792, il insère l'affaire avignonnaise dans la question de la guerre d'attaque qui l'oppose à Brissot : à l'instar des autres contre-révolutionnaires de l'intérieur, ceux d'Avignon sont plus dangereux que les émigrés de Coblence.

#### Propositions législatives
Le 5 avril 1791, Robespierre plaide pour restreindre la liberté testamentaire du père de famille afin d'assurer l'égalité entre héritiers,. Le 9 mai 1791, il prononce au club un long discours en faveur de la liberté de la presse sur le modèle américain. Toutefois, il admet la nécessité de lois pénales qui la limitent contre les risques de diffamation personnelle. Le 13 au soir, président du club, Robespierre laissa, à l'occasion des débats sur l'égalité des blancs et métis dans les colonies, la parole au mulâtre Julien Raymond en même temps qu'il la refusa à son adversaire, Charles de Lameth. Il y prononça des attaques contre les groupes de pression aristocratiques blancs et les tentations de certains constituants de céder à leurs requêtes. Il invoque même la fraternité et l'Être Suprême : « Vous êtes bien fondés à venir nous dire que ces droits existent, lorsque vos frères dans une autre partie du monde, en ont été privés par vous ; parce qu’il a plu à l’Être Suprême de mettre sur leur front une autre couleur, vous les avez privés de ces droits naturels ; il avait donné des droits égaux aux autres, à ces hommes à qui vous les ravissez… ».

#### La fuite de Varennes et la rupture avec les Feuillants
Lors de la fuite du roi à Varennes, le 20 juin 1791, Robespierre était chez les Amis de la Constitution de Versailles. Élu par l'assemblée électorale accusateur public de Paris le 10 juin précédent par 220 voix sur 372 votants, il venait de démissionner de sa charge de juge au tribunal de Versailles, qu'il occupait théoriquement depuis le 5 octobre 1790, et devait leur expliquer ses raisons. Apprenant la nouvelle le lendemain, il prononça un discours au club des jacobins dans lequel il accusait l'Assemblée par ses faiblesses de trahir les intérêts de la nation. Il invoquait pour cela les multiples discriminations électorales : « le décret du marc d'argent… les distinctions ridicules entre les citoyens entiers, les demi-citoyens et les quarterons ». C'est-à-dire le droit draconien d'éligibilité, le concept de « citoyens actifs » électeurs et de « citoyens passifs » qui ne pouvaient l'être, et dans les colonies, les droits civiques accordés aux hommes de couleur libres « nés de père et mère libres », et refusés à ceux qui ne l'étaient pas. Quelques semaines après, le 14 juillet, dans son discours sur la fuite du roi, prononcé devant l'Assemblée, il ne réclama pas le jugement de Louis XVI, mais se prononça en faveur de sa déchéance. La quasi-totalité des députés – hormis Robespierre, Pétion, Buzot, Pierre-Louis Roederer, François Nicolas Anthoine et Louis-Jacques Coroller du Moustoir – et les trois quarts des sociétaires parisiens (1 800 sur 2 400) quittent les Jacobins pour fonder le club des feuillants ; la grande majorité des sociétés affiliées de province restent fidèles au club de la rue Saint-Honoré,. C'est Robespierre lui-même qui rédige l'adresse expédiée le 24 juillet 1791 aux sociétés affiliées pour expliquer la crise des Feuillants.

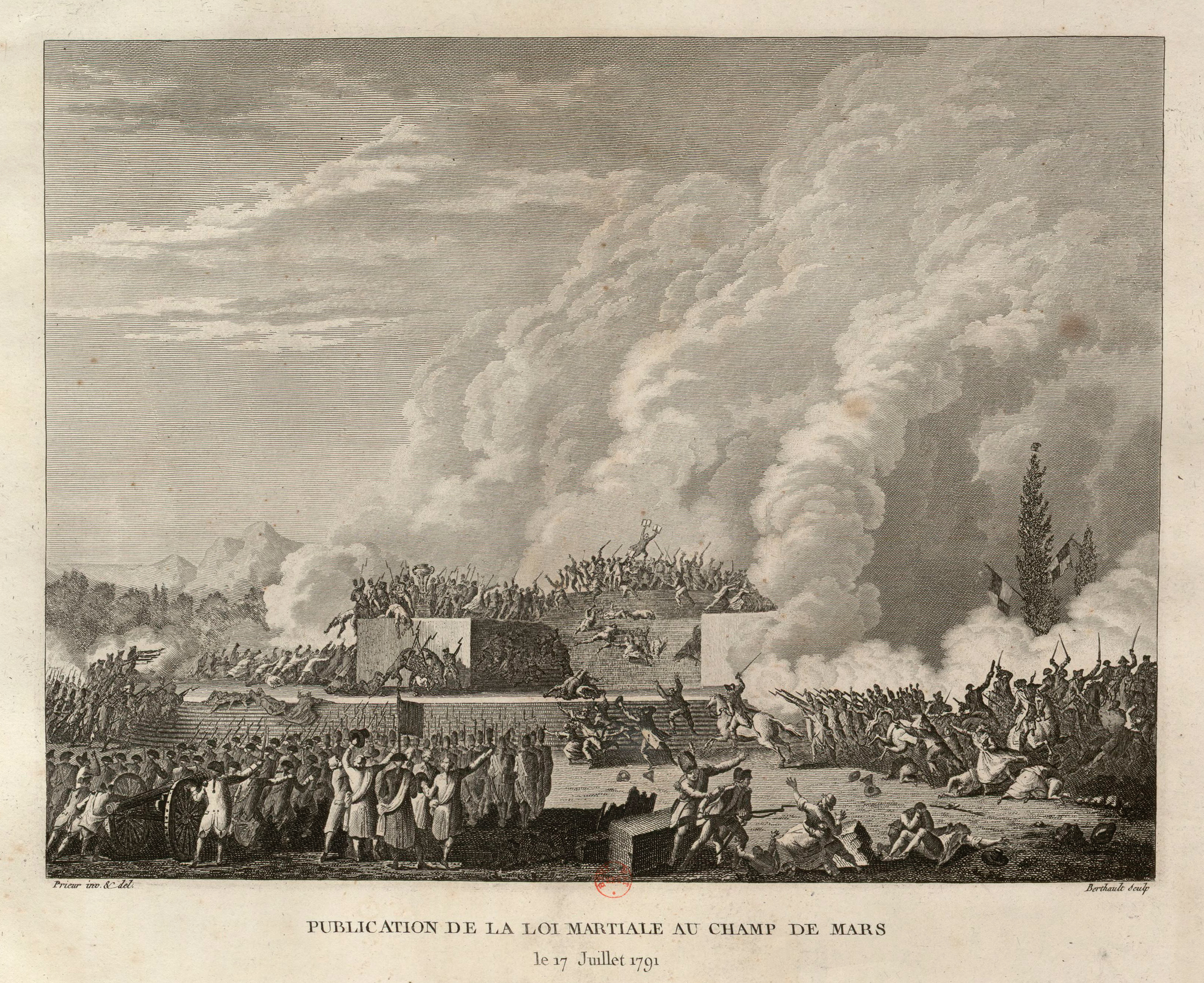
Estampe représentant la fusillade du Champ-de-Mars,
Paris, BnF, département des estampes et de la photographie.

Le lendemain, le club des cordeliers lance l'idée d'une pétition réclamant la République qui recueille 6 000 signatures avant d'être déposée sur l'autel de la patrie, haut lieu de la Fête de la Fédération de 1790, sur le Champ-de-Mars. La loi martiale proclamée, Jean Sylvain Bailly, maire de Paris, fait mitrailler la foule. Tandis que la répression s'abat sur les Sociétés populaires, une campagne accuse Robespierre d'avoir été l'instigateur de la manifestation,.
Menacé après la fusillade du Champ-de-Mars, il accepte l'offre de Maurice Duplay, un entrepreneur de menuiserie, qui lui proposait de loger chez lui, 398 rue Saint-Honoré. Il vit dans cette maison jusqu'à sa mort,.
Le 30 septembre 1791, au sortir de la salle du Manège après la clôture de la session parlementaire de la Constituante, les députés du Centre se font huer par la foule tandis que Robespierre et Pétion sont acclamés comme les « députés sans tache », couronnés de feuilles de chêne et portés en triomphe. Robespierre rentre ensuite dans la vie civile le 1er octobre 1791. Durant ce mois, de nombreuses adresses affluent rue Saint-Honoré, pour lui rendre hommage. Après la séance inaugurale de l'Assemblée législative, il fait un voyage vers l'Artois et en Flandre, où il est accueilli avec enthousiasme par le peuple : à Arras, à Béthune et à Lille,.

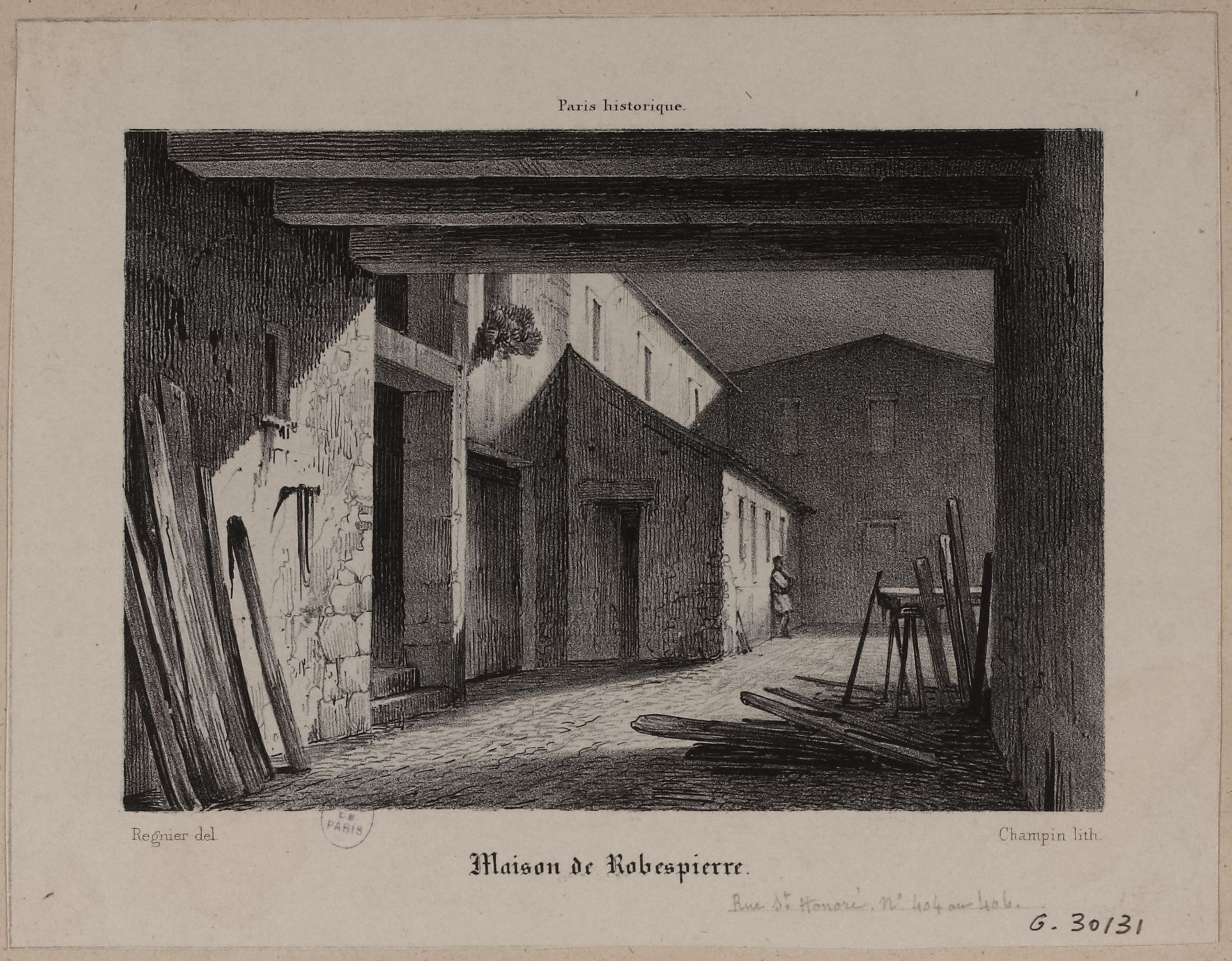
Cour de la maison de Maurice Duplay, où loge Robespierre à compter de 1791.
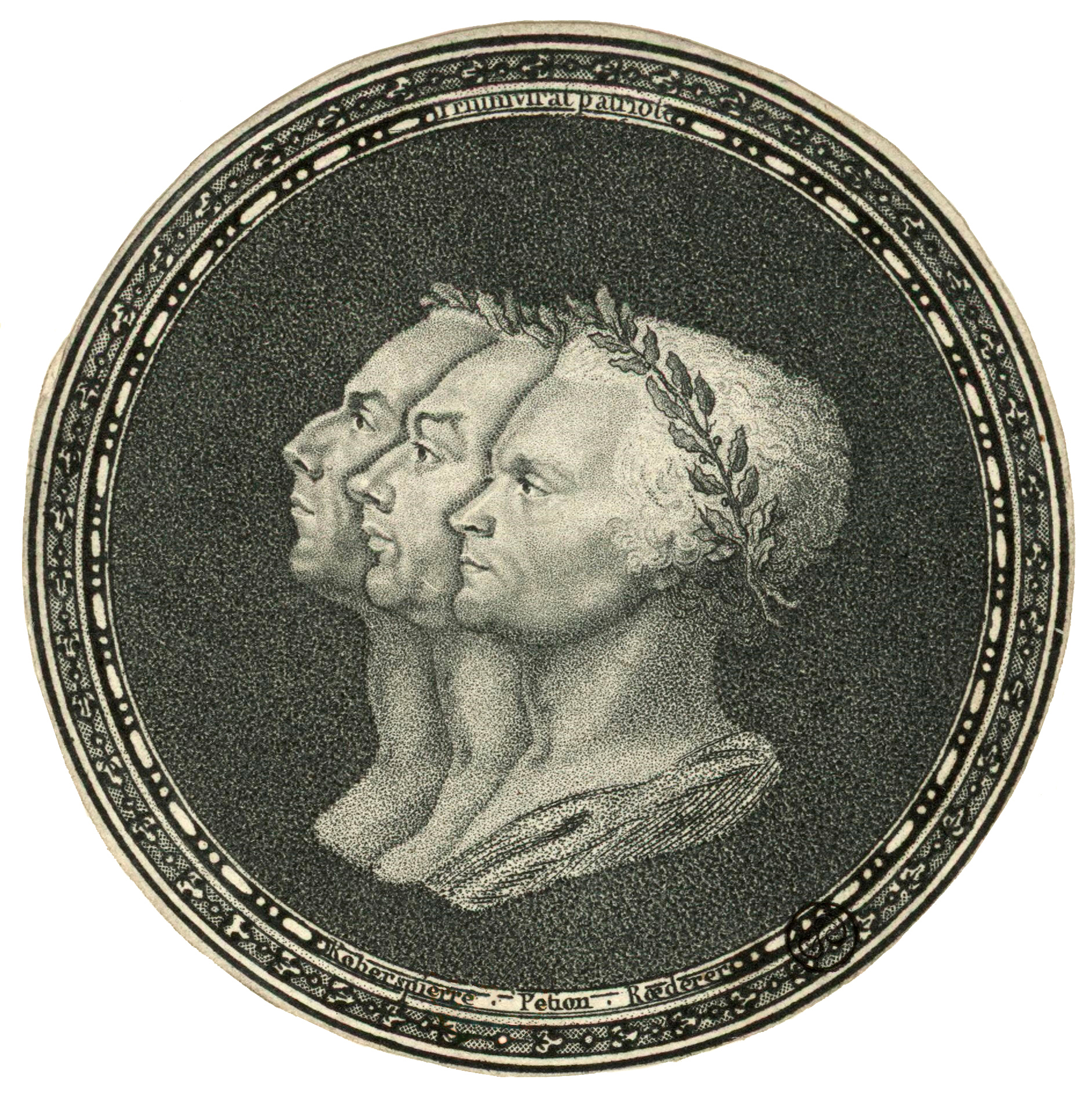
« Triumvirat patriote » : Robespierre, Pétion et Roederer portraiturés à l'antique, le front ceint de lauriers. Estampe anonyme, vers 1791, BnF.
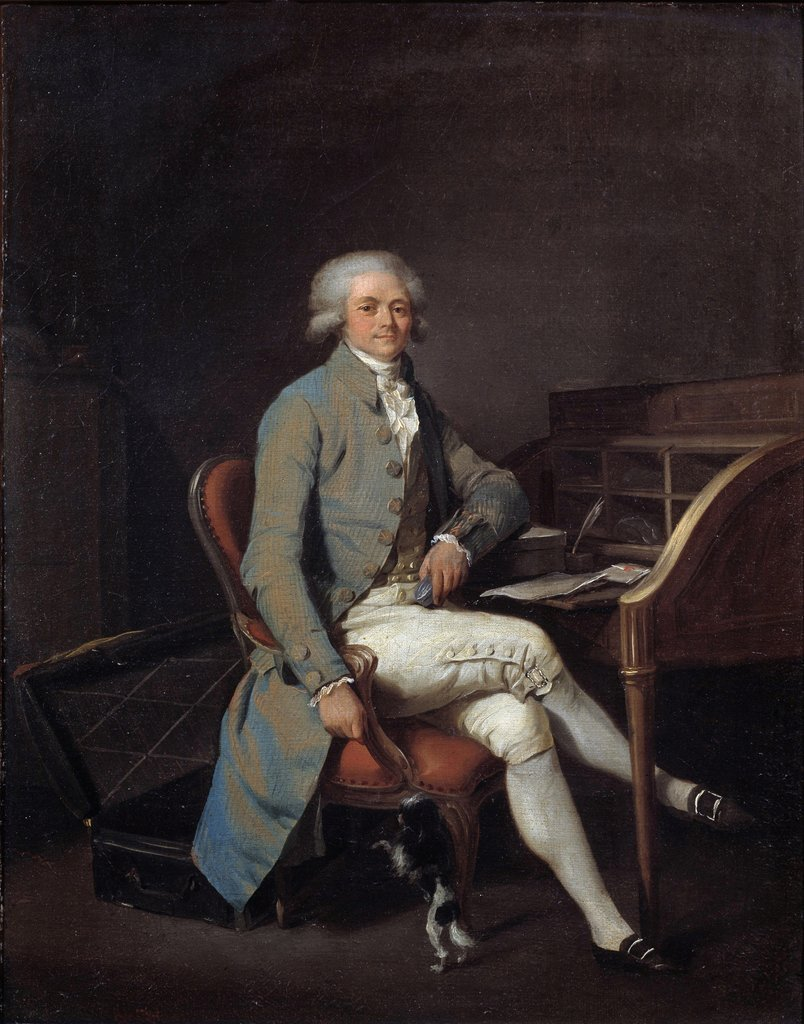
Portrait présumé de Robespierre, peint à Arras par Louis-Léopold Boilly en 1791 (Palais des Beaux-Arts de Lille).

#### 1791-1792: entre la menace des rois et celle de La Fayette

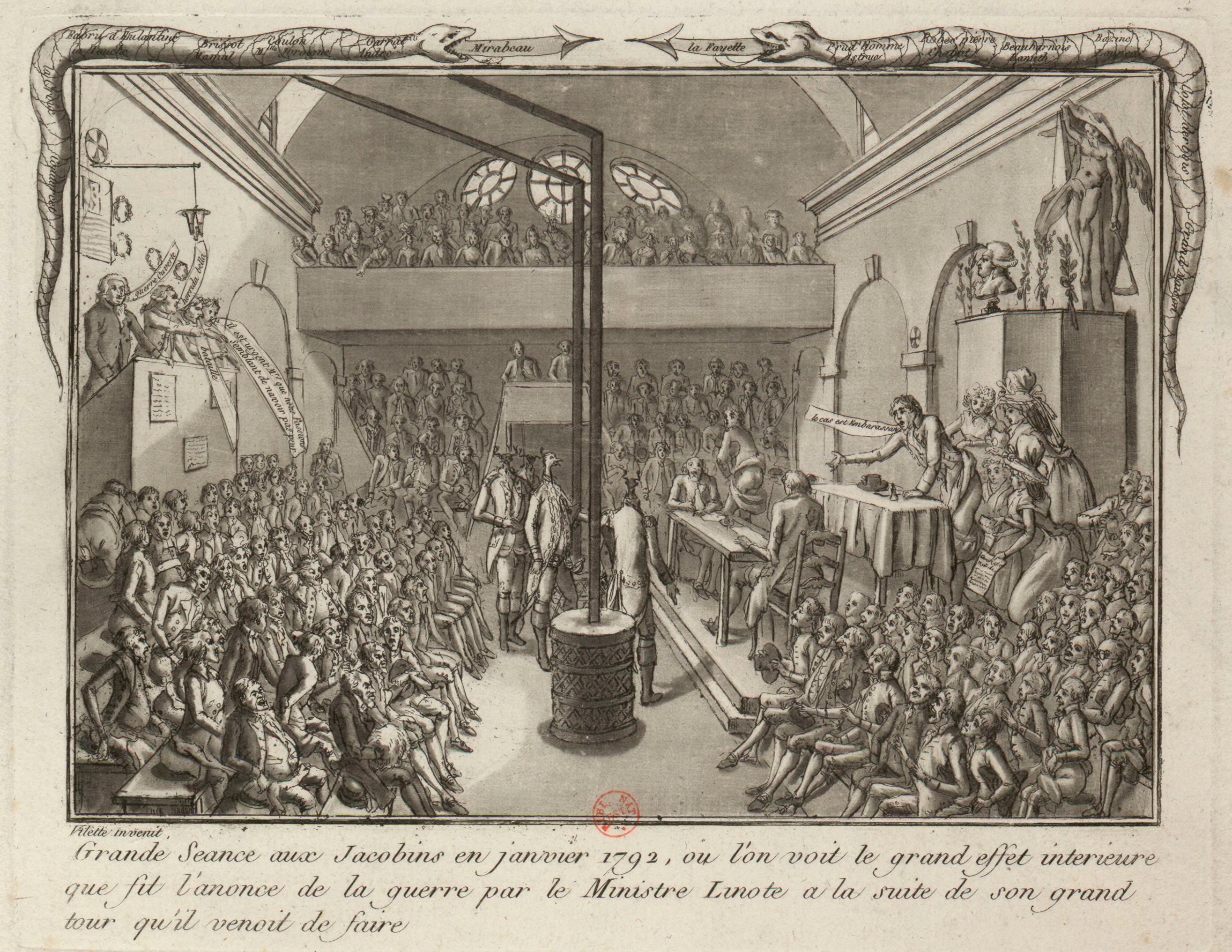
Estampe satirique représentant le débat sur la guerre au club des jacobins en janvier 1792 (Paris, BnF, département des estampes et de la photographie).

Rentré à Paris le 28 novembre, il dut s'imposer au sein des jacobins, où l'assemblée du club lui offrit la présidence ce même jour. Pendant son absence, de nombreux députés de la nouvelle Assemblée s'étaient inscrits au Club, dont les nouveaux députés de la future Gironde. À cette période, la question des émigrés incitait les dirigeants révolutionnaires à prôner la guerre aux princes allemands qui les accueillaient ; le plus ardent partisan de la guerre était Jacques Pierre Brissot, l'un des nouveaux députés de Paris. Dans un premier temps, Robespierre se prononça pour la guerre puis, après Jacques-Nicolas Billaud-Varenne (5 décembre 1791), il dénonça le caractère belliciste de la France contre l'Autriche à la tribune des jacobins : d'abord le 11 décembre 1791, puis le 18 décembre, le 2 janvier 1792, le 11 janvier et le 25 janvier. Il jugeait imprudente une telle décision qui, d'après lui, faisait le jeu de Louis XVI. À ses yeux, l'armée française n'était pas prête pour mener une guerre qui pouvait en cas de victoire, renforcer un roi et des ministres hostiles à la Révolution ; il estimait que la véritable menace n'était pas parmi les émigrés de Coblentz, mais en France même. De plus, la guerre étant ruineuse pour les finances de la France, il valait mieux favoriser les droits du peuple. Il souligna enfin le caractère contre-productif de la voie militaire pour l'expansion parmi les peuples d'Europe des principes de la Révolution française : « Personne n'aime les missionnaires armés ; et le premier conseil que donnent la nature et la prudence, c'est de les repousser comme des ennemis ». Robespierre mit enfin en avant la menace d'une dictature militaire, représentée par Gilbert du Motier de La Fayette, responsable de la répression des suisses de Châteauvieux par François Claude de Bouillé en 1790 et de la fusillade du Champ-de-Mars du 17 juillet 1791. Quatre autres discours antibellicistes antérieurs à la déclaration de guerre du 20 avril suivirent : le 9 janvier (qui était en fait une longue suite de celui du 2), le 25 janvier, le 10 février et le 26 mars 1792. Dans ce dernier il se fit prendre à partie et traité de bigot par le Brissotin, Élie Guadet, lorsqu'il invoqua "la providence" pour se réjouir de la mort, le 2 mars, de l'empereur d'Autriche Léopold II dont il croyait -à tort- qu'elle renforcerait le camp de la paix.

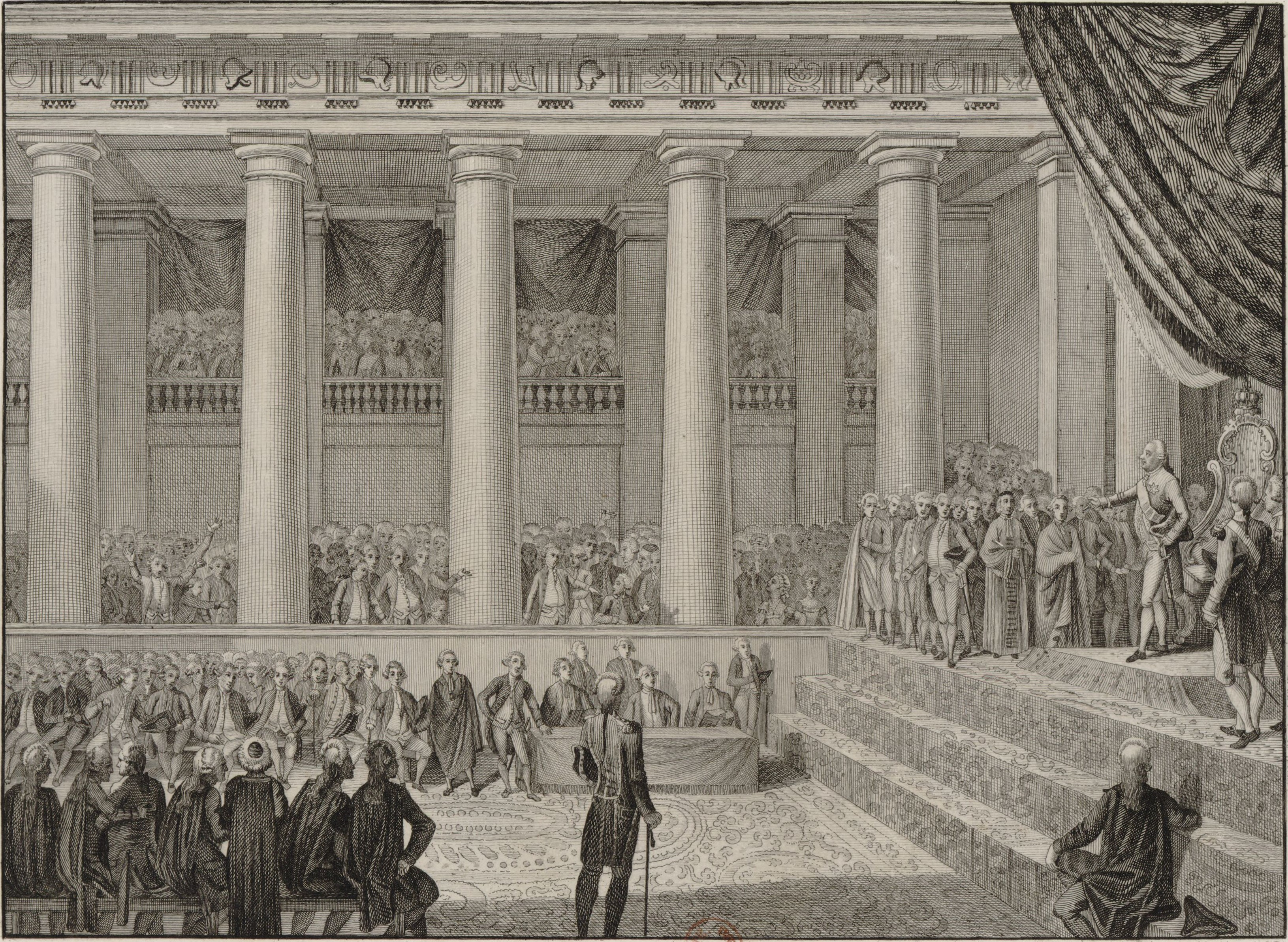
Louis XVI annonce aux députés de l'Assemblée nationale législative qu'il a déclaré la guerre au roi de Bohême et de Hongrie (20 avril 1792). (Paris, BnF, département des estampes et de la photographie).

Robespierre dut se rendre à l’évidence que, même si les formes avaient changé, l’esprit de l’ancienne justice persistait. Le 14 avril 1792, il préféra démissionner du poste d'accusateur public, ne voulant pas être compromis par les erreurs qu’il pressentait devoir se produire. En butte à une attaque combinée de journalistes et de pamphlétaires – en particulier, le fayettiste Dubu de Longchamp, qui répondait à ses accusations du 13 avril contre le « héros des deux mondes » dans la Feuille du jour et par des chansons satiriques distribuées dans les casernes, les brissotins Jean-Marie Girey-Dupré et Aubin Louis Millin de Grandmaison, mais aussi Sylvain Maréchal –, il décida en mai de créer son propre journal Le Défenseur de la Constitution, afin d’y défendre ses idées. Presque en même temps, fin mai et courant juin, la question du régime à instaurer commençait à se poser. Le choix entre une république ou une monarchie, rendait sa position plus délicate face à ses adversaires politiques. Le Girondin Jacques Pierre Brissot et ses amis le disaient vendu à la Cour, et les journaux de droite le considéraient comme le chef des « républicains ». Sur ce sujet, il refusa de se prononcer en affirmant : « J'aime mieux voir une assemblée représentative populaire et des citoyens libres et respectés avec un roi, qu'un peuple esclave et avili sous la verge d'un sénat aristocratique et d'un dictateur. Je n'aime pas plus Cromwell que Charles Ier ».

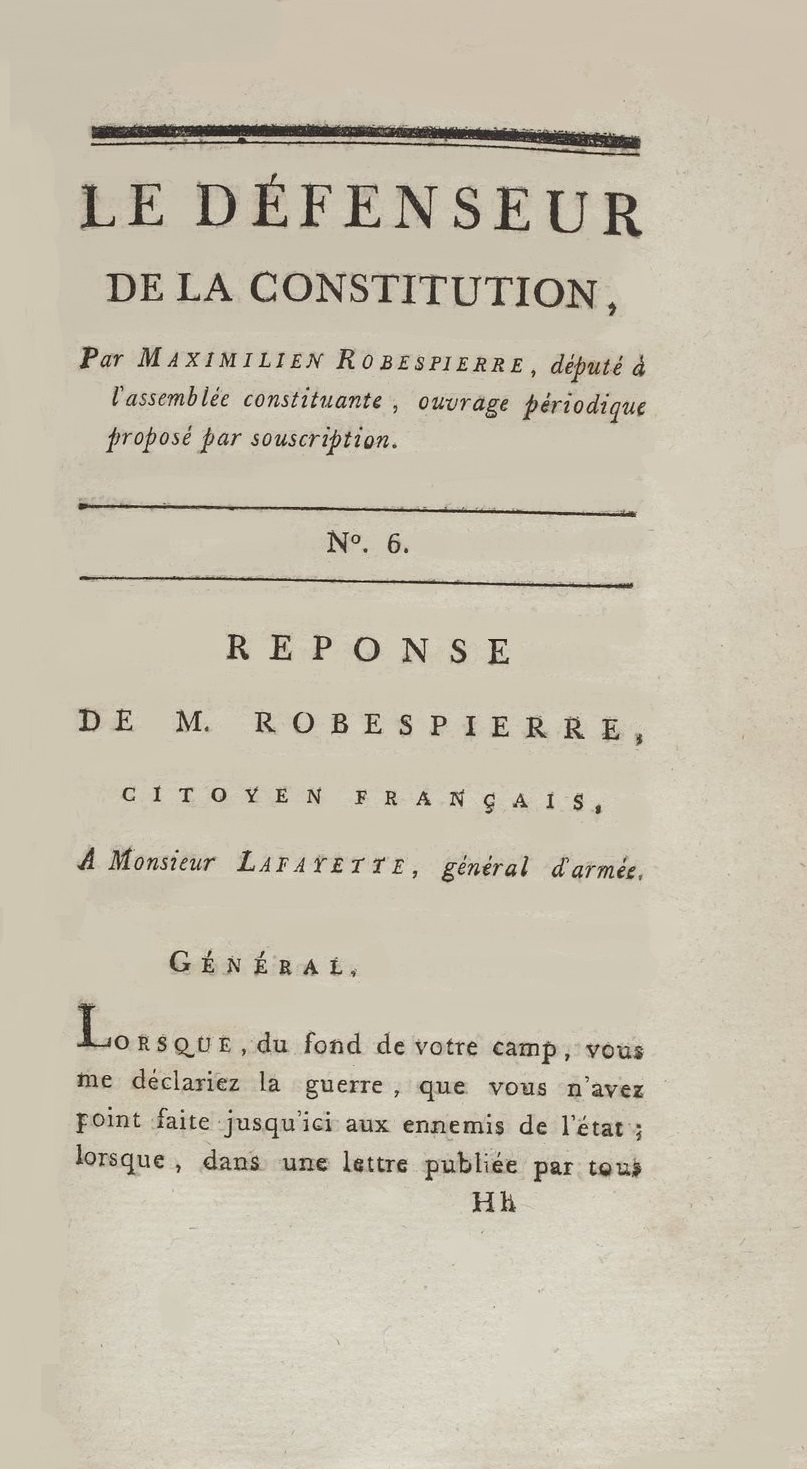
Le Défenseur de la Constitution no 6, 1792.

Comme les revers se succédaient, avec la suspension de l'offensive lancée sur la Belgique, le passage à l'ennemi du régiment de Royal-Allemand, la démission de Rochambeau et les pourparlers de La Fayette qui, non content de se rapprocher de ses adversaires lamethistes, négociait une suspension d'arme avec l'ambassadeur autrichien Florimond de Mercy-Argenteau, Robespierre en vint à douter de la capacité de l’Assemblée législative à préserver le pays d’une invasion étrangère aussi bien que d'une dictature militaire, se dessinant alors sous les traits de La Fayette, son pire ennemi. Les Girondins, parvenus au ministère, tentaient alors de pactiser avec La Fayette pour améliorer la discipline militaire et combattre l'agitation dans l'armée, jugée responsable par les généraux de l'échec de l'attaque initiale : ils attaquaient tous ceux qui, tels Marat ou Robespierre, dénonçaient la trahison et affaiblissaient le commandement.
Puis, devant l'échec de cette ouverture à droite, les Girondins commencèrent de dénoncer les traîtres de l'intérieur, en premier lieu le « comité autrichien » dominant à la Cour, autour de la reine, et firent voter une série de décrets révolutionnaires. Le 27 mai fut ordonnée la déportation de tout prêtre réfractaire sur simple demande de vingt citoyens actifs, puis, le 29, le licenciement des 6 000 hommes de la garde constitutionnelle du roi. Enfin, le 28 mai 1792, le ministre de la guerre girondin Servan demanda devant l'Assemblée que « la nation se lève tout entière » pour défendre le pays, avant d'appeler, le 8 juin, chaque canton à envoyer cinq fédérés vêtus et équipés, soit 20 000 hommes, à Paris, afin de prêter un serment civique. Robespierre vit dans cette dernière mesure, à tort de l'avis de Michel Vovelle (même s'il considère que les Girondins se sont eux-mêmes trompés « sur ce qu'allaient être ces « fédérés » »), une manœuvre pour réduire l'agitation démocrate de la capitale.
Sur ce dernier point, il changea du tout au tout d'avis quand, le 18 juin, fut lue une lettre menaçante de La Fayette envers les Jacobins, accusés d'usurper « tous les pouvoirs », et qu'il se déclara prêt à employer les fédérés pour résister aux menées séditieuses d'un « général intrigant et perfide ». L'Assemblée, de son côté, ne réagit pas, pas plus que quand le général abandonna son armée pour venir lui-même, le 28 juin, dénoncer les Jacobins devant le Corps législatif, après l'invasion des Tuileries par des émeutiers lors de la journée du 20 juin. La popularité du général était telle que l’Assemblée n’osa prendre aucune mesure contre lui, malgré les efforts des Girondins. Elle se borna à déclarer la patrie en danger le 11 juillet.

### Insurrection du 10 août 1792

#### Accueil des fédérés à Paris
Devant la menace que faisait peser La Fayette et l'incapacité de l'Assemblée à y faire face, Robespierre proposa aux jacobins, le 11 juillet, un projet d'Adresse aux Fédérés des 83 départements saluant fraternellement les fédérés et incitant les Parisiens à les accueillir avec amitié. Il s'adressait aux fédérés en ces termes :

« Au dehors, les tyrans rassemblent contre nous des armées nouvelles : au dedans, d'autres tyrans nous trahissent. Les ennemis qui nous guident respectent le domaine du despote autrichien autant qu'ils prodiguent le plus pur sang des Français. […] Un autre monstre privilégié est venu, au sein de l'assemblée nationale, insulter à la nation, menacer le patriotisme, fouler aux pieds la liberté, au nom de l'armée qu'il divise et qu'il s'efforce de corrompre ; et il demeure impuni ! L'assemblée nationale existe-t-elle encore ? Elle a été outragée, avilie, et elle ne s'est point vengée.

Les tyrans ont feint de déclarer la guerre à leurs complices et à leurs alliés, pour la faire de concert au peuple français ; et les traîtres demeurent impunis ! Trahir et conspirer semble un droit consacré par la tolérance ou par l'approbation de ceux qui nous gouvernent : réclamer la sévérité des lois est presque un crime pour les bons citoyens. Une multitude de fonctionnaires que la révolution a créés, égalent ceux que le despotisme avait enfantés en tyrannie et en mépris pour les hommes, et les surpassent en perfidie. Des hommes, qu'on nomme les mandataires du peuple, ne sont occupés que de l'avilir et de l'égorger. […]

Vous n’êtes point venus pour donner un vain spectacle à la capitale et à la France… Votre mission est de sauver l’État. Assurons enfin le maintien de la Constitution : non pas de cette Constitution qui prodigue à la cour la substance du peuple ; qui remet entre les mains du roi des trésors immenses et un énorme pouvoir ; mais principalement et avant tout, de celle qui garantit la souveraineté et les droits de la nation. Demandons la fidèle exécution des lois ; non pas de celles qui ne savent que protéger les grands scélérats et assassiner le peuple dans les formes ; mais de celles qui protègent la liberté et le patriotisme contre le machiavélisme, et contre la tyrannie. »

Au lendemain des célébrations du 14 juillet, Robespierre intervint aux Jacobins pour défendre le séjour des fédérés dans la capitale jusqu'à ce que la patrie eût cessé d'être en danger, demandant aux patriotes parisiens de partager avec eux leur logement et leur table. Quant aux fédérés, qu'il appelait à se méfier des « émissaires et complices de la Cour » et à défendre légalement la constitution, il les engageait à écrire à leurs concitoyens afin de leur décrire les dangers qui menaçaient la patrie et les inviter à se joindre à eux.

#### Crise entre Robespierre et les Girondins
Plutôt que de prendre clairement position en faveur de l'insurrection, il demanda la rédaction de pétitions ; lui-même rédigea celle du 17 juillet, qui demandait principalement la mise en accusation de La Fayette et de ses complices, le licenciement de l'état-major de l'armée, la destitution et la punition des directoires de départements contre-révolutionnaires coalisés avec la cour contre la liberté – une trentaine sur 83 selon Jean Massin. Concernant la déchéance du roi, elle affirmait : « Représentans [sic], nous dire que la nation est en danger, c’est nous dire qu’il faut qu’elle soit sauvée, c’est l’appeler à votre secours ; si elle ne peut l’être par ses représentants [sic], il faut qu’elle le soit par elle-même. […] Enfin, faites du pouvoir exécutif ce que le salut de l’État et la constitution même exigent, dans les cas où la nation est trahie par le pouvoir exécutif. » Selon Gérard Walter, cette phrase prêtait aisément à équivoque et n'appelait pas expressément à la déchéance du roi. Il précise d'ailleurs qu'un membre de la députation, de son propre chef ou de manière concertée, déclara, en lieu et place de la version de Robespierre, publiée dans le numéro 10 du Défenseur de la Constitution : « Pères de la patrie ! Suspendez provisoirement le pouvoir exécutif dans la personne du roi ; le salut de l'État l'exige et vous commande cette mesure ». De son côté, Ernest Hamel, qui signale également l'incident, juge que, « quant à la personne du roi », le texte de la pétition ne s'expliquait pas « bien nettement à son égard ». Pour Jean Massin, « le texte rédigé par Robespierre disait le maximum possible dans les limites de la prudence et de la légalité. Mais à la barre de l'Assemblée, l'orateur de la députation des fédérés [jugea] préférable de remplacer cette phrase bien pesée par une autre plus claire et plus brutale ». En ce qui concerne Albert Mathiez, selon lequel Robespierre rédigea les pétitions de plus en plus menaçantes que les fédérés présentèrent coup sur coup à l'Assemblée, il est évident, à ses yeux, que celle du 17 juillet réclamait la déchéance. Quoi qu'il en soit, Robespierre témoignait, à travers ce texte, de son souci de trouver une solution légale à la crise constitutionnelle, en laissant aux députés le soin de se prononcer, conformément à la constitution, qui prévoyait au chapitre II, section première, plusieurs circonstances aboutissant à « l'abdication expresse ou légale du roi », notamment l'article 6, qui explique que, « si le roi se met à la tête d'une armée et en dirige les forces contre la nation, ou s'il ne s'oppose pas par un acte formel à une telle entreprise, qui s'exécuterait en son nom, il sera censé avoir abdiqué la royauté ».

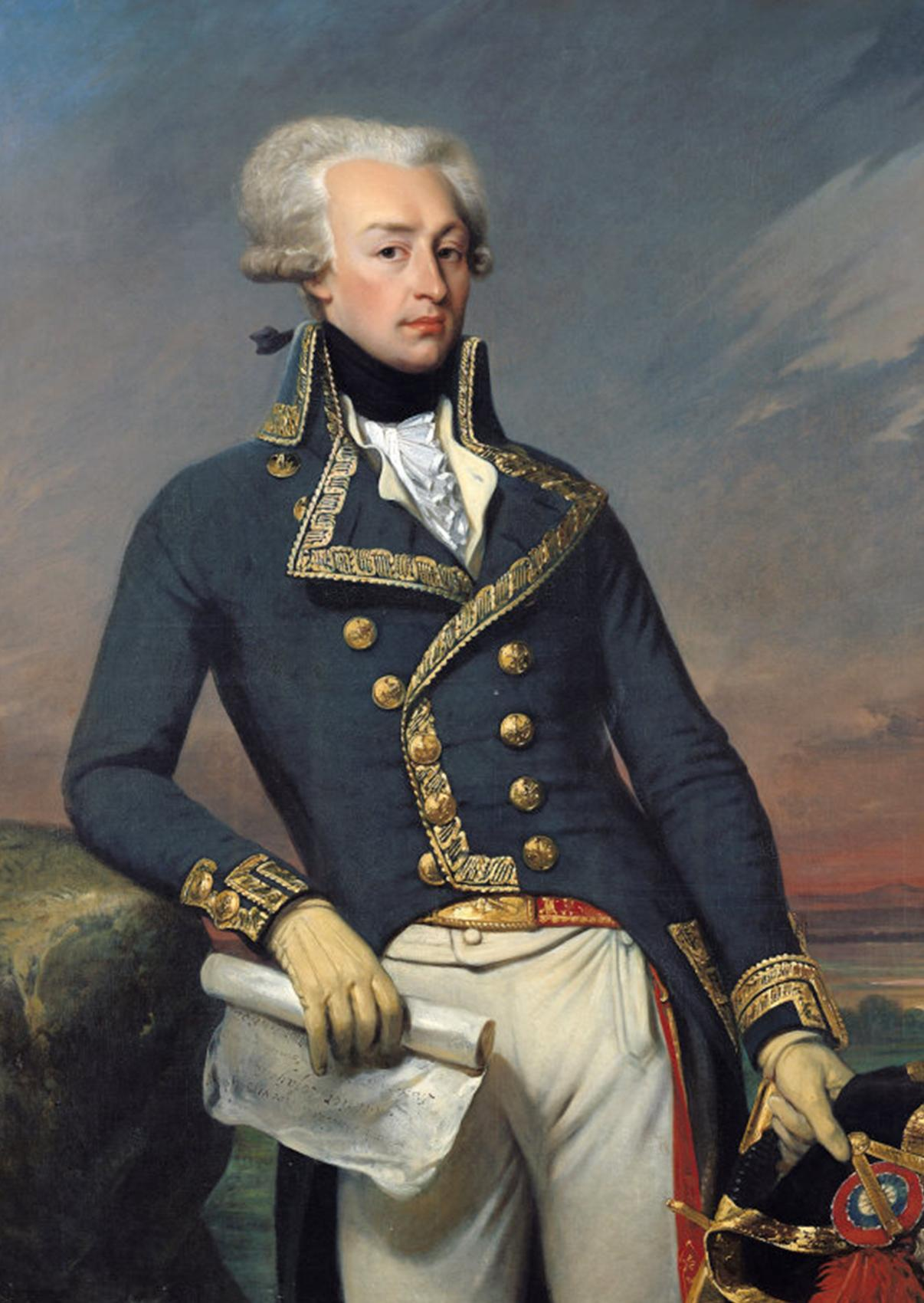
Portrait de La Fayette, lieutenant-général, en 1791, par Joseph-Désiré Court.

En réponse aux pétitions, l'Assemblée vota le 23 juillet, sur proposition de Brissot, la création d'une commission chargée d'examiner quels étaient les actes pouvant entraîner une déchéance, ainsi que la rédaction d'une adresse au peuple le prévenant contre « les mesures inconstitutionnelles et impolitiques ». Deux jours plus tard, le 25, Brissot menaçait les républicains du glaive de la loi : « Si ce parti de régicides existe, s’il existe des hommes qui tendent à établir à présent la République sur les débris de la Constitution, le glaive de la loi doit frapper sur eux comme sur les amis actifs des deux Chambres et sur les contre-révolutionnaires de Coblentz. » À la suite de son adresse aux fédérés du 11 juillet, le ministre de la justice avait dénoncé Robespierre à l'accusateur public, mesure révélée aux Jacobins lors de la séance du 16 juillet, mais demeurée sans effet. À travers ces discours, à leur tour, les Girondins menaçaient ouvertement Robespierre. Hostile à l'Assemblée, dont il était persuadé de la trahison, celui-ci répliqua, dans un discours au club des jacobins, le 29 juillet, en demandant, non seulement la suspension, mais la déchéance, et, au-delà, l'élection d'une Convention nationale, ainsi que le renouvellement des directoires de département, des tribunaux et des fonctionnaires publics, l'épuration des états-majors et la constitution d'un nouveau gouvernement :

« Le chef du pouvoir exécutif a-t-il été fidèle à la nation ? Il faut le conserver. L’a-t-il trahie ? Il faut le destituer. L’Assemblée nationale ne veut point prononcer la déchéance ; et si on le suppose coupable, l’Assemblée nationale est elle-même complice de ses attentats, elle est aussi incapable que lui de sauver l’État. Dans ce cas, il faut donc régénérer à la fois, et le pouvoir exécutif et la législature. […] Que tous les Français domiciliés dans l’arrondissement de chaque assemblée primaire, depuis un temps assez considérable, pour déterminer le domicile, tel que celui d’un an, soit admis à y voter ; que tous les citoyens soient éligibles à tous les emplois sans autre privilège, que celui des vertus et des talens [sic]. Par cette seule disposition, vous soutenez, vous ranimez le patriotisme et l’énergie du peuple ; vous multipliez à l’infini les ressources de la patrie ; vous anéantissez l’influence de l’aristocratie et de l’intrigue ; et vous préparez une véritable Convention nationale ; la seule légitime, la seule complète, que la France aurait jamais vue. »

#### Robespierre, inspirateur distant de l'insurrection

La prise des Tuileries le 10 août 1792, huile sur toile de Jacques Bertaux (musée du Château de Versailles).

Le même jour, le 29 juillet 1792, Robespierre écrivit un article enthousiaste pour accueillir l'arrivée des 500 hommes du bataillon des Marseillais, emmenés par Charles Barbaroux, avec lesquels il aurait pris contact, selon Gérard Walter, pour élaborer un plan d'action.
À cette époque, les Girondins venaient de fonder le club de la Réunion. Lors de la séance du 30 juillet, après avoir pris connaissance du discours de Robespierre, Isnard et Brissot s'engagèrent l'un et l'autre à demander à l'Assemblée un décret d'accusation contre Robespierre et son ami François Nicolas Anthoine, qui avait défendu les mêmes doctrines, afin qu'ils soient traduits devant la cour d'Orléans.
Le 1er août, la révélation de ces faits provoqua une vive émotion parmi les Jacobins. Méprisant ces tentatives, Robespierre revint sur son intervention du 29 juillet pour demander, cette fois, la convocation d'« une Convention nationale, dont les membres seront élus directement par les assemblées primaires, et ne pourront être choisis parmi ceux de l’assemblée constituante ni de la première législature », ce qui l'excluait des personnes éligibles. Le 7 août, Jérôme Pétion de Villeneuve vint visiter Robespierre pour lui demander d'user de son influence auprès du directoire insurrectionnel pour différer l'insurrection, afin de laisser le loisir à l'Assemblée d'étudier la question de la déchéance du roi, ce que Robespierre aurait d'abord agréé. Toutefois, lorsqu'il apprit, le lendemain, l'absolution de La Fayette, jugeant que cette décision correspondait à un défi, il y renonça. Le 9 août, dans une lettre à Georges Couthon, alors en cure, il écrivit : « La fermentation est au comble, et tout semble présager la plus grande commotion à Paris. Nous sommes arrivés au dénouement du drame constitutionnel. La Révolution va reprendre un cours plus rapide, si elle ne s'abîme dans le despotisme militaire et dictatorial ».

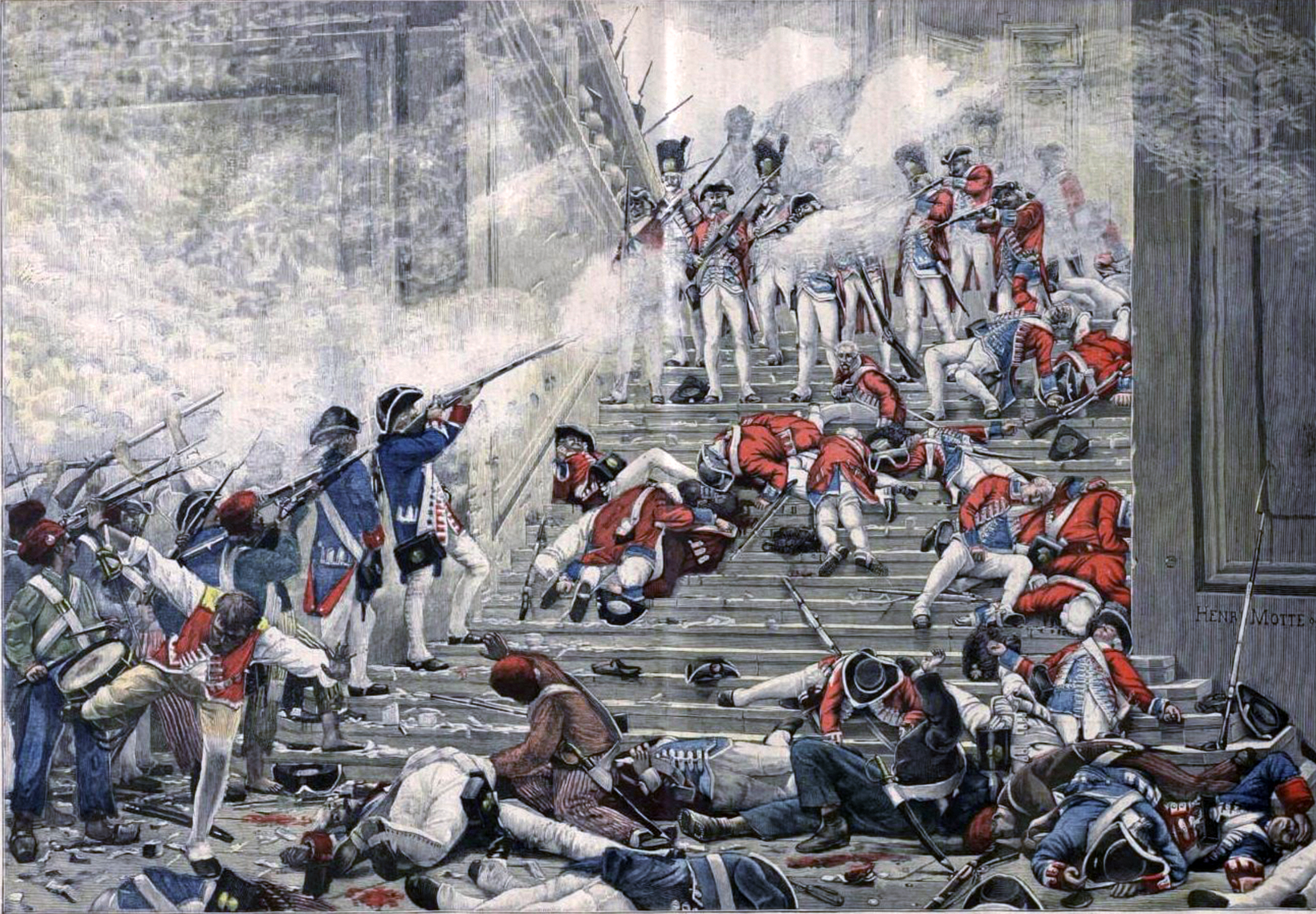
La Prise des Tuileries (10 août 1792), toile de Henri-Paul Motte (salon de 1892).

La question du rôle de Robespierre lors de l'insurrection du 10 août a donné lieu à des interprétations divergentes. Dans un texte adressé à Pétion, l'Incorruptible affirma lui-même avoir « été presque aussi étranger que [lui] aux glorieux événemens [sic] » de cette journée. De leur côté, ses adversaires prétendirent qu'il s'était tenu caché chez son hôte, les volets clos, Pierre Vergniaud allant jusqu'à affirmer, dans un discours, en avril 1793, qu'il s'était terré dans sa cave,. Albert Mathiez, au contraire, affirma qu'il était le principal inspirateur de la journée. Outre les discours prononcés avant l'insurrection et les pétitions de sa main, qui réclamaient la déchéance du roi et l'élection d'une Convention nationale, il en veut pour preuve que, « sous son impulsion, les Fédérés » avaient nommé « un directoire secret où figurait son ami François Anthoine » et que « ce directoire se réunit parfois dans la maison du menuisier Duplay où il logeait, comme Anthoine ». De même, pour le biographe Ernest Hamel, le rôle de Robespierre dans cette journée était indéniable, non seulement dans la préparation des esprits, mais également, supposait-il, durant la nuit qui précéda l'insurrection. Si « Robespierre ne figura pas au cabaret du Soleil-d'Or avec les principaux moteurs d'insurrection qui bientôt allaient entraîner les masses populaires à l'assaut des Tuileries », avec son discours du 29 juillet, « il fit mieux, il mena les idées au combat, et, gardien jaloux des principes décrétés en 1789, il chercha, avant tout, à empêcher la Révolution d'aboutir à la dictature ou à l'anarchie ». Partisan d'un changement constitutionnel, il fut également, dès son discours du 29 juillet, selon lui, un partisan déclaré de l'insurrection puisque, dans son souci de sauver l'État coûte que coûte, il affirmait : « Il n'y a d'inconstitutionnel que ce qui tend à sa ruine ». Aux yeux de Jean Massin, de même, si Robespierre n'avait pas participé à l'insurrection, pas plus que Marat ou Danton, c'est qu'il n'avait « aucun des dons requis pour diriger sur place une manifestation populaire, moins encore une insurrection » et qu'il en était conscient. Mais « c'est lui qui avait vu le mieux et le plus tôt la nécessité de donner la parole au peuple. C'est lui qui avait vu le plus fortement la nécessité d'unir, dans un même mouvement, fédérés et sectionnaires pour transformer une émeute parisienne en une révolution nationale. C'est lui surtout qui avait clairement défini les buts que devait s'assigner le mouvement pour ne pas être inutile. En tous ces sens, la victoire populaire du Dix-Août était sa victoire : si sa main ne l'avait pas dirigée, son cerveau l'avait rendue possible ».
Depuis, les biographes de Robespierre, dans leur ensemble, ont plutôt eu tendance à minorer son rôle dans l'insurrection. Ainsi, Gérard Walter considère que Robespierre était plutôt partisan d'une solution légale et considérait l'insurrection avec scepticisme, tandis qu'aux yeux de Max Gallo, Robespierre était trop légaliste pour prendre le parti de participer à une insurrection. De l'avis de Jean-Paul Bertaud, également, les historiens Alphonse Aulard et Mathiez se sont trompés en reprenant la thèse royaliste d'un complot jacobin à l'origine du 10 août, pour mettre en valeur le rôle supposé, l'un de Danton, l'autre de Robespierre ; l'Incorruptible était pour lui « dans la nuit du 9 au 10 en retrait », de même que l'ensemble des tribuns révolutionnaires et, si les Jacobins avaient participé au mouvement, ce n'avait jamais été pour le précipiter.
Patrice Gueniffey pense que Robespierre raisonnait en homme de 1789 en la circonstance. Ainsi, même s'il désapprouvait le suffrage censitaire, il aurait jugé que la révolution était faite, que les bases constitutionnelles étaient pures et que seules les machinations des factions compromettaient le rétablissement « de la paix et de l'union ». À en croire Gueniffey, « Robespierre avait embrassé le projet de Barnave » en défendant la paix et la constitution contre leurs menées, ce qui aurait dû entamer son crédit politique puisqu'il s'opposait ainsi « à tout supplément de révolution », « mais avec plus d'intelligence », ce qui lui permit d'être « l'un des principaux bénéficiaires de l'insurrection du 10 août 1792 ».

### La Commune de Paris face à la Législative
Le 10 août 1792, dans l'après-midi, il se rendit à l'assemblée de sa section, la section de la place Vendôme, qui le nomma, le lendemain, son représentant à la Commune insurrectionnelle, puis aux Jacobins, où il esquissa, dans un discours, les mesures urgentes à prendre : le peuple ne devait pas se démobiliser, mais exiger la convocation d'une Convention nationale, La Fayette devait être déclaré traître à la patrie, la Commune devait envoyer des commissaires dans tous les départements pour leur expliquer la situation, les sections devaient abolir la distinction entre « citoyens actifs » et « citoyens passifs » et créer des sociétés populaires, afin de faire connaître la volonté du peuple à ses représentants. Pour Gérard Walter, « son souci primordial a été de discipliner le mouvement déclenché, de lui enlever son caractère chaotique et, au moyen d'une tactique ferme et intelligente, d'obtenir que le sacrifice fourni porte des fruits ». Par ailleurs, il note qu'aucune de ses recommandations ne fut négligée par la Commune.
Le 12 août, en fin d'après-midi, Robespierre parut à la barre de l'Assemblée, où il obtint la reconnaissance de la Commune insurrectionnelle, menacée le matin même par le vote d'un décret ordonnant la formation d'un nouveau directoire de département sur les mêmes bases que l'ancien. Par ailleurs, devant la décision de l'Assemblée, le 11 août, de créer une cour martiale pour juger les Suisses capturés lors de l'assaut du château des Tuileries, il rédigea, au nom de la Commune, une adresse demandant le jugement de tous les « traîtres » et « conspirateurs », en premier lieu La Fayette, qu'il vint présenter le 15 août, à la tête d'une délégation, devant les députés, très rétifs devant un « tribunal inquisitorial » (selon Choudieu) et attentatoire aux libertés (selon Jacques Thuriot). Le principe était une cour populaire chargée de juger les « traîtres et conspirateurs du 10 août », mais Jacques Brissot, chargé du rapport, fit échouer le projet, recommandant le maintien du tribunal criminel ordinaire, auquel il proposa d'adjoindre un jury supplémentaire composé de représentants des sections parisiennes et de supprimer le recours en cassation « pour accélérer la procédure ». Une seconde délégation du Conseil général de la Commune, dont Robespierre était absent, le 17 août, vint protester contre cette décision. Après l'intervention des membres du jury nommés conformément au décret du 15 août, l'Assemblée décréta finalement la création d'un tribunal criminel extraordinaire, plus connu sous le nom de « tribunal du 17 août », dont on nomma les juges dans la nuit. Le nom de Robespierre venant en tête de la liste, Robespierre aurait dû en prendre la présidence, mais il la refusa. « Je ne pouvais être le juge de ceux dont j'ai été l'adversaire » devait-il expliquer par la suite. Toutefois, selon Gérard Walter, son absence contribua à saboter l'action du tribunal, dont la mauvaise volonté à juger les causes fut, pour Albert Mathiez et Gérard Walter, à l'origine des massacres de Septembre. De son côté, l'historien Roger Dupuy considère que l'opinion, sous la double emprise de la peur et d'une volonté de vengeance inassouvie après les morts du 10 août, s'exaspérait de l'impuissance du tribunal, qui non seulement ne condamnait à mort qu'à compte-gouttes, mais encore acquittait des prévenus faute de preuves.

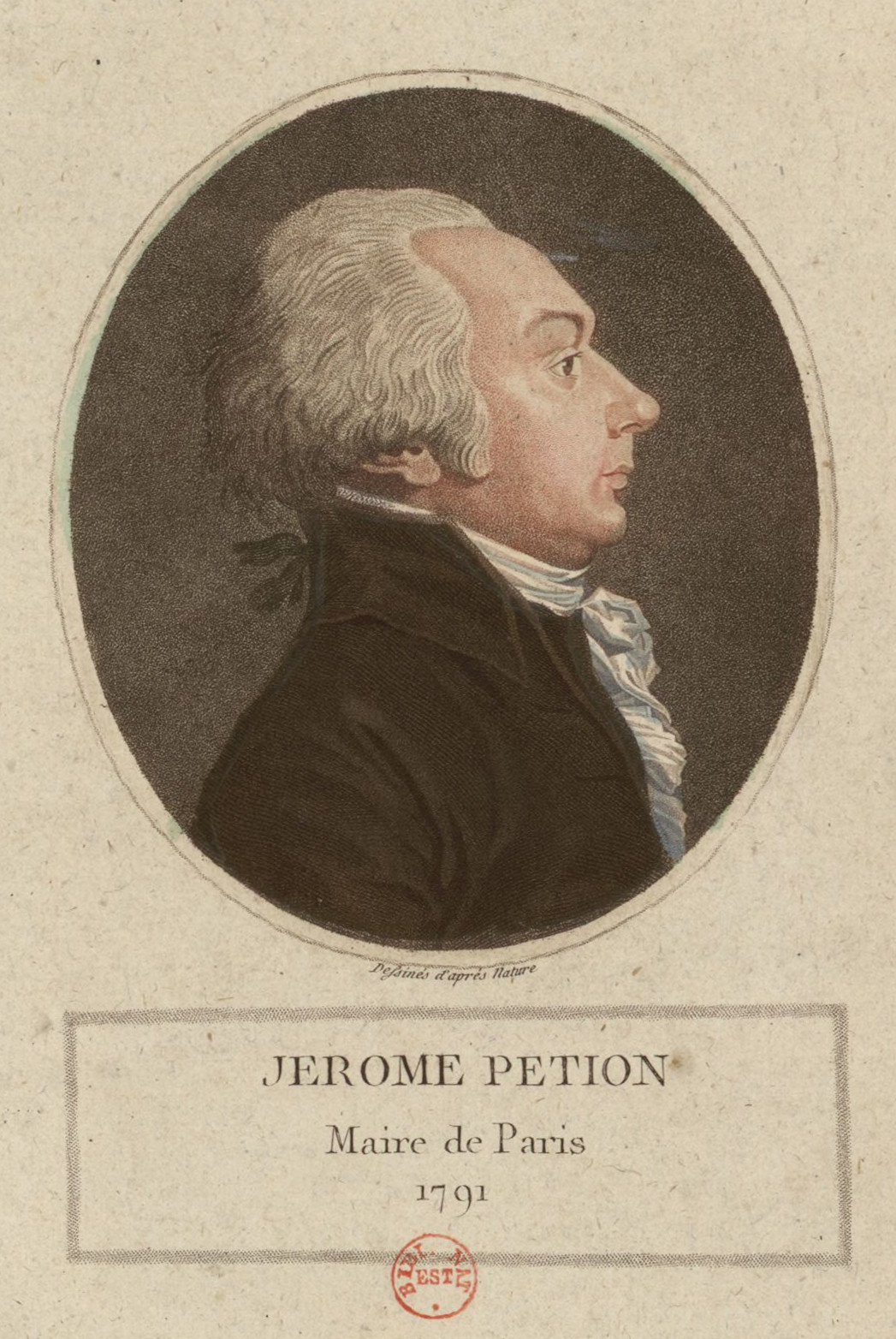
Jérôme Pétion de Villeneuve, maire de Paris,
Paris, BnF, département des estampes et de la photographie.

Selon Jérôme Pétion de Villeneuve, alors maire de Paris, Robespierre avait pris « de l'ascendant dans le Conseil » et « entraînait sa majorité ». Si, entre le 23 et le 29 août, il participa surtout aux séances pré-électorales de sa section, constituée en assemblée primaire, le 30 août, le 1er et le 2 septembre, il joua, selon Gérard Walter, un rôle directeur au Conseil général de la Commune. En effet, lors de la séance du 1er septembre, s'étant vu confier l'avant-veille, 30 août, la rédaction d'une adresse aux 48 sections de la capitale, il prononça un discours dans lequel il s'opposait au décret de la Législative sommant la Commune de se démettre au profit des membres de l'ancien corps municipal et dénonçait les manœuvres des Girondins contre la municipalité issue du 10 août. Pour lui, le maintien des anciens administrateurs devait être laissé à l'appréciation des sections, dans le cadre d'un scrutin épuratoire qui déterminerait lesquels devaient être conservés dans leurs fonctions. Toutefois, selon Ernest Hamel, il proposa également à la Commune de remettre au peuple « le pouvoir que le conseil général a reçu de lui », c'est-à-dire d'organiser de nouvelles élections, proposition finalement rejetée, sur l'intervention de Manuel.
Le 27 août, l'assemblée générale de la section de la place Vendôme, constituée la veille en assemblée primaire, élut « à l'unanimité des suffrages » Robespierre pour son président, charge qu'il occupa le temps des opérations électorales du 28 au 31 août. Puis, le 28, il fut élu « à l'unanimité des suffrages, moins un », premier électeur par sa section. L'assemblée électorale se tint à l'Évêché du 2 au 19 septembre et l'élut dès le 5 septembre, au premier tour de scrutin, premier député de Paris, par 338 voix sur 525,. Le 2 septembre, il avait également été élu premier député du Pas-de-Calais, dès le premier tour de scrutin, par 412 voix sur 721 votants, mais il opta pour la capitale.
À partir de la huitième séance, le 9 septembre, l'Assemblée électorale résolut de discuter les candidats. Robespierre participa à la discussion, sans jamais citer aucun nom, mais, de l'avis de Jean-Baptiste Louvet de Couvray comme de Jules Michelet et de Gérard Walter, il contribua, grâce à son influence, à l'élection de Jean-Paul Marat, contre le savant Joseph Priestley, présenté par les Girondins – ce dont il se défendit lui-même et qu'Hamel réfute,. De même, selon Walter, il favorisa l'élection d'Étienne-Jean Panis et de François Robert, contre Jean-Lambert Tallien. Enfin, la considération des électeurs à son égard valut, « sans nul doute » selon Ernest Hamel, à son frère cadet, Augustin, d'être élu député de Paris le 16 septembre.

### La Convention girondine

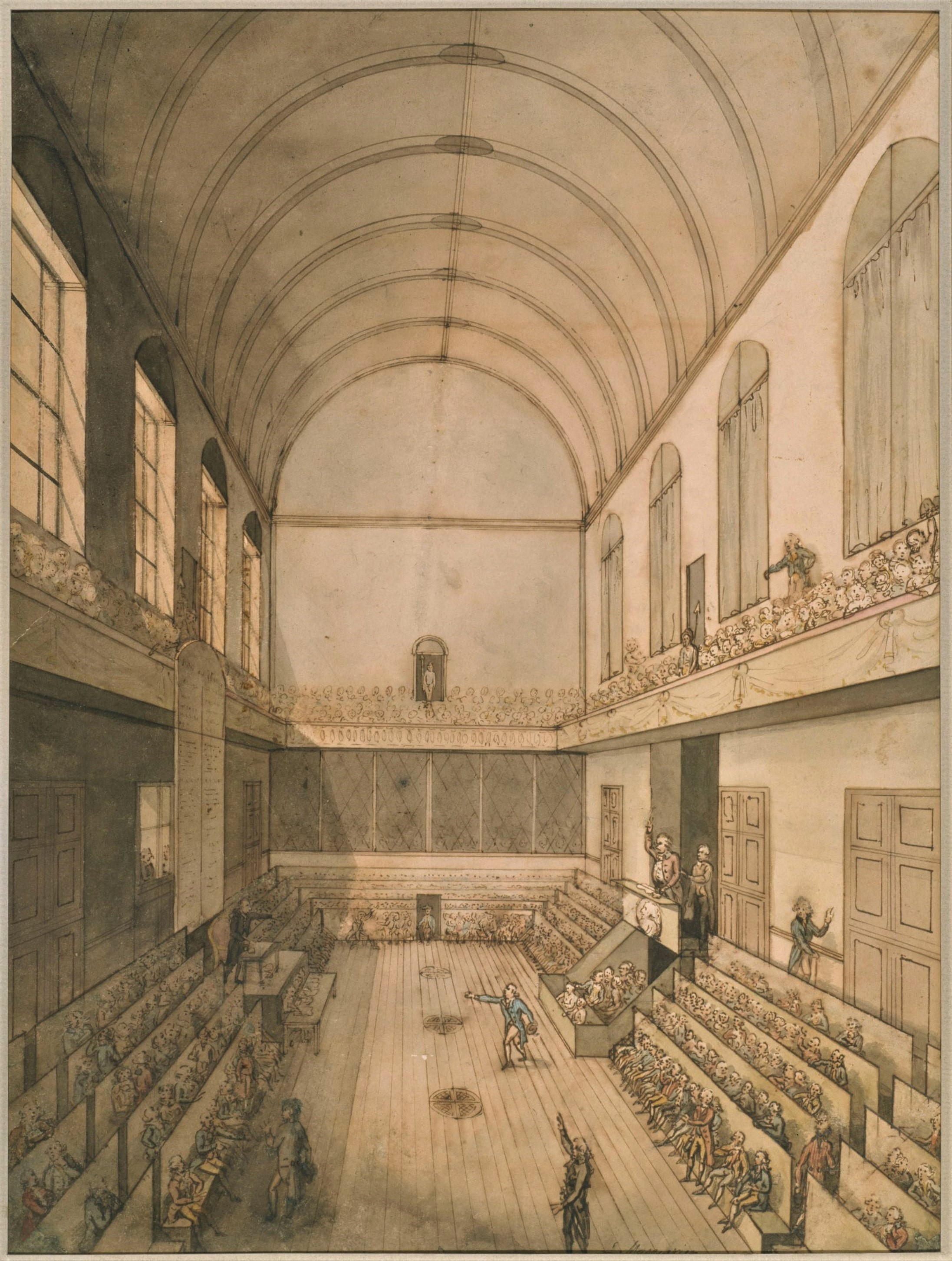
La salle du Manège des Tuileries où se réunit la Convention nationale jusqu'en mai 1793.

#### Robespierre accusé de vouloir la dictature
À l’origine de la Convention nationale, élue au suffrage universel, Robespierre était l'une des principales figures de la Montagne avec Georges Danton et Jean-Paul Marat.

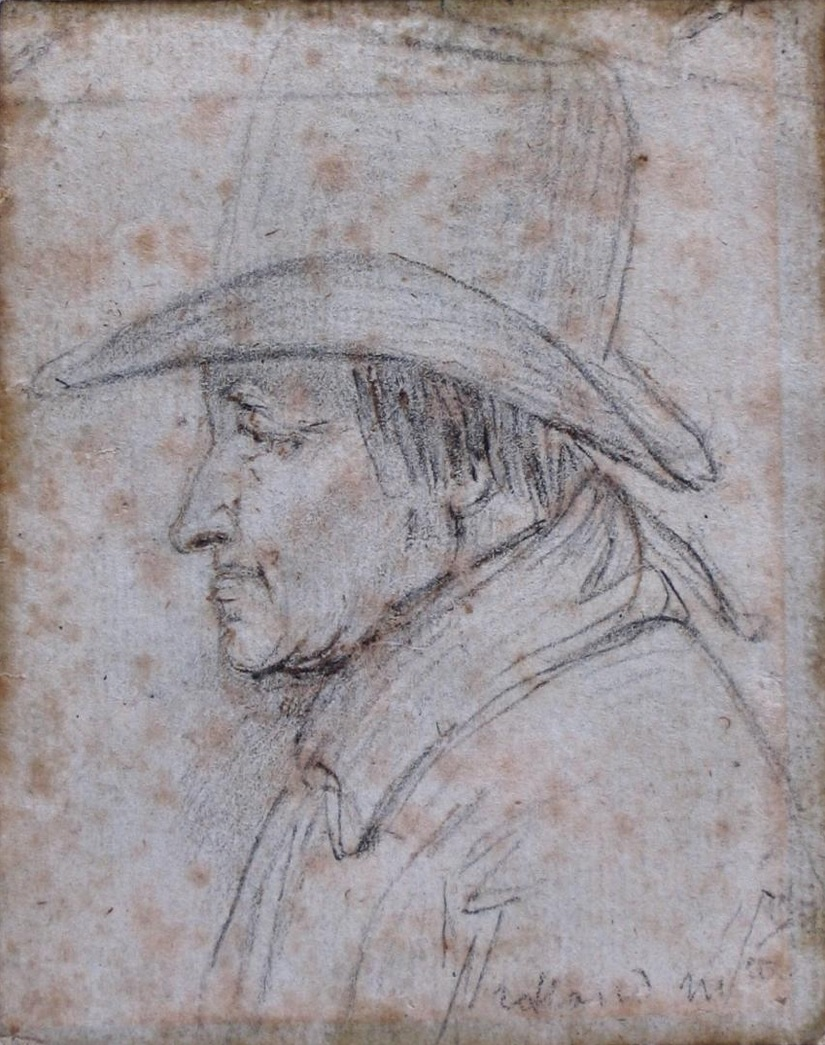
Roland de la Platière, croquis dessiné par Georges-François-Marie Gabriel, Paris, musée Carnavalet, vers 1792-1793.

D'emblée, les Girondins attaquèrent les députés de Paris, et en premier lieu Robespierre, accusés d'aspirer à la dictature, en s'appuyant sur les écrits de Marat. Après Marc David Lasource et Charles-Nicolas Osselin, les Marseillais François Trophime Rebecqui et Charles Jean Marie Barbaroux lancèrent le 25 septembre une première offensive, au cours de laquelle le second signala que, lors de la prise de contact qu'ils auraient eue avec le bataillon des Marseillais, à leur arrivée à Paris, les amis de Robespierre leur auraient demandé, après l'accomplissement de l'insurrection, d'investir l'Incorruptible d'un pouvoir dictatorial, ce qui semblait s'accorder avec les appels de Marat à l'installation d'un dictateur. Toutefois, s'il revendiqua sa proposition, Marat affirma que Danton et Robespierre l'avaient l'un et l'autre rejetée,,.
Durant le mois d'octobre, Robespierre, peut-être malade, se tint éloigné de la tribune et n'intervint que le 28 octobre, devant les Jacobins, pour témoigner de son pessimisme : « Ôtez le mot de République, je ne vois rien de changé. Je vois partout les mêmes vices, les mêmes calculs, les mêmes moyens, et surtout la même calomnie. » Le lendemain, Jean-Marie Roland de La Platière, après avoir présenté un tableau de la situation de Paris, demanda à lire les pièces justificatives de son mémoire, parmi lesquelles se trouvait une lettre qui laissait entendre que Robespierre aurait préparé une liste de proscription. Monté à la tribune pour se défendre, l'Incorruptible fut interrompu par Louvet, qui profita de l'occasion pour prononcer le réquisitoire qu'il préparait depuis des semaines. Dans ce discours, où il passait en revue toute l'activité de Robespierre depuis le début des discussions sur la guerre, il reprochait à Robespierre d'avoir longtemps calomnié « les plus purs patriotes », y compris pendant les massacres de Septembre, d'avoir « méconnu, avili, persécuté les représentants de la nation et fait méconnaître et avilir leur autorité », de s'être offert « comme un objet d'idolâtrie », d'avoir imposé sa volonté sur l'assemblée électorale du département de Paris « par tous les moyens d'intrigue et d'effroi », enfin, d'avoir « évidemment marché au suprême pouvoir ». Ayant obtenu un délai de huit jours, Robespierre répliqua, le 5 novembre, par un discours justifiant les mesures du conseil général de la Commune à partir du 10 août,. À travers ce discours, dans lequel Robespierre répondit à Louvet : « Citoyens, vouliez-vous une révolution sans révolution ? », les Montagnards, accusés par Brissotins et Rolandins « de soutenir les sans-culottes et de cautionner » les massacres de Septembre, finissaient « par les revendiquer », selon Jean-Clément Martin.
De son côté, le 8 novembre dans la Chronique de Paris, Condorcet railla Robespierre et lui reprocha d'agir en prêtre de secte sous couvert de défense des pauvres, des faibles et des femmes :

« On se demande quelquefois pourquoi tant de femmes à la suite de Robespierre, chez lui, à la tribune des Jacobins, aux Cordeliers, à la Convention ? C'est que la Révolution française est une religion et que Robespierre y fait une secte : c’est un prêtre qui a des dévotes mais il est évident que toute sa puissance est en quenouille […] il se dit l’ami des pauvres et des faibles, il se fait suivre par les femmes et les faibles d’esprit, il reçoit gravement leurs adorations et leurs hommage, il disparaît avant le danger, et on ne voit que lui quand le danger est passé : Robespierre est un prêtre et ne sera jamais que cela. »

Le 12 décembre 1792 au club des jacobins Robespierre répondit :

« Pour apprendre au public à distinguer les écrits empoisonnés, je demande que tous les jours on donne lecture des deux plus mauvais journaux que je connaisse : Le Patriote Français et la Chronique de Paris. Et surtout de l'article de l'Assemblée nationale rédigé par M. Condorcet. Je ne connais rien de plus mauvais et de plus perfide. »

#### Procès de Louis XVI
Le 6 novembre, Charles Éléonor Dufriche-Valazé présenta son rapport sur « l'affaire Louis Capet », suivi les trois jours suivants par cinq autres orateurs, dont Louis Antoine de Saint-Just, l'abbé Grégoire et Pierre-François-Joseph Robert. Robespierre, lui, demeura silencieux, peut-être malade, comme le laissent penser les Mémoires de sa sœur, selon Gérard Walter. Durant le mois de novembre, tandis que les débats sur le procès diminuaient, le peuple était en butte à une pénurie des subsistances, et des troubles éclatèrent dans de nombreux départements. Considérant que les Girondins cherchaient à sauver Louis XVI pour le rétablir sur le trône, il intervint lors de la séance du 30 novembre, afin de remettre en avant la question du procès. Puis, comme l'Assemblée menaçait de traîner en longueur sur des questions légales, il prononça un nouveau discours, le 3 décembre, dans lequel il expliqua qu'il n'y avait « pas de procès à faire », que la journée du 10 août avait déjà réglé la question et que Louis XVI devait être immédiatement déclaré traître à la nation française, affirmant : 

« Louis doit mourir, parce qu'il faut que la patrie vive. »

La Convention rejeta cet avis, de même que celui de Saint-Just, qui demandait la mise hors-la loi du roi, mais l'acquittement devenait invraisemblable,. En réaction, le girondin Salle proposa le 27 décembre de renvoyer le procès devant les assemblées primaires. Le 15 janvier 1793, l'« appel au peuple » fut rejeté par la Convention par 424 voix contre 283. Le lendemain, la peine capitale fut votée par 366 voix contre 355, puis, après des réclamations, par 361 voix contre 360.
En revanche, quand, le 21 janvier, après l'assassinat de son ami Louis-Michel Lepeletier de Saint-Fargeau, Claude Basire demanda la peine de mort contre quiconque recèlerait le meurtrier, Robespierre s'y opposa, jugeant la motion « contraire à tous les principes », alors que la Convention devait « effacer [du] code pénal la peine de mort ».

#### Répression de l'ennemi intérieur
Dans les semaines qui suivirent, alors qu'une offensive était lancée sur l'Escaut pour déborder les Provinces-Unies, se constituait une coalition antifrançaise. Le 23 février afin de reconstituer l’armée, dégarnie après le départ des volontaires de 1792, la Convention décrète une levée de 300 000 hommes, et 82 représentants furent envoyés dans les départements pour hâter l'opération ; pour se débarrasser d'une partie de leurs adversaires, les Girondins favorisèrent dans de nombreux cas la nomination de Montagnards, et ce jusqu'en juin, permettant ainsi à ceux-ci d'entrer en contact avec les armées et les autorités locales et de resserrer leurs liens avec les sociétés populaires. De même, lors des séances du 9 au 11 mars, fut créé, sur la demande de Cambacérès et de Danton et suivant le projet de Lindet, un tribunal révolutionnaire chargé de punir les « conspirateurs » et les « contre-révolutionnaires » (dont Robespierre demanda, le 11, une plus stricte définition, afin que les révolutionnaires ne pussent être compris dans les poursuites, ce qui fut adopté suivant la rédaction, moins restrictive, proposée par Maximin Isnard). Pour l'historien Jean-Clément Martin, Isnard voyait dans la proposition de Robespierre « le risque de la guerre civile au bénéfice des montagnards », ce qui l'amena à faire voter « un article dénonçant plus largement toute entreprise contre-révolutionnaire », émiettant « ainsi la répression légitimée » et favorisant « la prolifération de la violence ». Cependant, des troubles éclataient dans plusieurs départements de l'Est et en Vendée, ce qui amena la Convention à décréter, le 18 mars, sur proposition de Pierre Joseph Duhem et de Louis-Joseph Charlier, la peine de mort dans les vingt-quatre heures pour toute personne convaincue d'émigration, puis, le 19, sur un rapport de Cambacérès, la mise hors-la-loi de tout individu « prévenu d'avoir pris part à quelque émeute contre-révolutionnaire et arboré la cocarde blanche ou tout autre signe de rébellion. La Convention décréta également, le 21 mars, sur le rapport de Jean Antoine Debry, un comité de surveillance révolutionnaire dans chaque commune et section de commune, puis, le 26, sur proposition de Jean-Joseph-Victor Genissieu, le désarmement de tous les nobles et prêtres, ainsi que de leurs agents et domestiques, et en général de toutes les personnes suspectes, enfin, le 28, sur le rapport des comités de législation, des finances, de guerre et diplomatique, le bannissement perpétuel de tous les émigrés, sous peine de mort, auxquels s'ajoutaient la mort civile et la confiscation des biens au profit de la République en cas d'infraction ».

#### Robespierre se joint aux accusateurs de Dumouriez et des Girondins

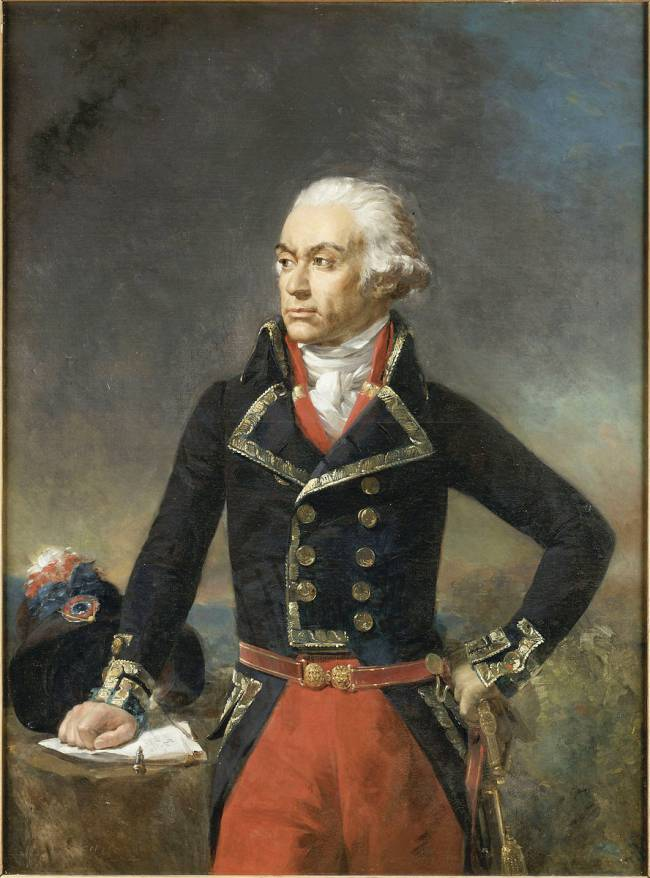
Le général Dumouriez par Rouillard.

C'est dans ce contexte que se situe l'affaire du général Charles François Dumouriez. L'attitude de Robespierre à l'égard du général fut d'abord circonspecte. Dans le débat qui eut lieu le 10 mars devant la Convention, au cours duquel furent lus quelques lettres rassurantes de Dumouriez et le rapport de Jean-François Delacroix et Georges Danton, qui rendaient compte de leur mission auprès des armées (où ils avaient été commis afin d'évaluer le rôle des officiers dans les échecs) en louant le patriotisme du général, il jugea, pour sa part, que « son intérêt personnel, l'intérêt de sa gloire même », l'attachait au succès des armées françaises. Toutefois, selon Gérard Walter, le général avait alors conçu le projet d'établir Louis XVII sur le trône, avec la reine Marie-Antoinette comme régente et lui-même comme « protecteur du royaume » en se servant de ses succès militaires.
Mais ces projets furent anéantis par la bataille de Neerwinden, le 18 mars. À la nouvelle de cette défaite, une commission de salut public de 25 membres, réunissant des députés de toutes les tendances, fut instituée le 25 mars en lieu et place du comité de défense générale ; Robespierre accepta d'en faire partie. Toutefois, quand, le 26 mars, le ministre de la Guerre, Pierre Riel de Beurnonville, transmit au comité, réuni en séance commune avec le Conseil exécutif, une lettre dans laquelle le général proposait de retirer ses troupes de Belgique et d'adopter à l'avenir une stratégie uniquement défensive, Robespierre s'opposa à Danton, qui l'ayant rencontré le 15 mars (trois jours après la lecture d'une lettre à la Convention dans laquelle il rendait l'agitation des Jacobins et des sans-culottes responsable des défaites), avait présenté sa défense, et exigea sa destitution immédiate, le jugeant indigne de la confiance de la nation et dangereux pour la liberté, mais il ne fut pas suivi. Mandé à la barre de la Convention le 30 après une seconde lettre hostile aux « anarchistes » et une tentative, le 27, d'entraîner son armée sur la capitale, le général fit arrêter les quatre commissaires envoyés par l'Assemblée, dont le ministre de la Guerre, et tenta vainement de convaincre ses troupes de se retourner contre la République, ce qui lui valut d'être déclaré « traître à la patrie » le 3 avril 1793.
Or, la veille, Brissot avait inséré dans son journal un éloge de Dumouriez. Compromis dans les manigances de Dumouriez, Danton avait subi les attaques de la Gironde, auxquelles il avait répondu le 1er avril en leur retournant l'accusation. Quand, le soir du 3 avril, Robespierre dénonça l'incapacité du comité de défense générale, la vive réaction des Girondins l'amena à présenter les différents éléments qui, à ses yeux, établissaient leur complicité avec Dumouriez. Le 5 et le 6 avril, sur la demande des Montagnards, la commission de salut public fut remplacée par le comité de salut public, dominé par Danton, Bertrand Barère et Pierre-Joseph Cambon, puis il fut décidé, le 9 avril, d'envoyer des représentants en mission aux armées.
Depuis janvier, une lutte opposait, au sein des sections parisiennes et provinciales, les modérés, parfois proches des Girondins, et les radicaux, sensibles aux revendications des Enragés, qui, dans un contexte d'effondrement de l'assignat, d'inflation, de vie chère, de récession et de travail rare, réclamaient la taxation, la réquisition des denrées, des secours publics aux pauvres et aux familles de volontaires, le cours forcé de l'assignat et l'instauration d'une Terreur légale contre les accapareurs et les suspects. Dès le 1er avril, à l'annonce de la trahison de Dumouriez, Jean-François Varlet avait fondé à l'Évêché un comité central révolutionnaire, dit le comité de l'Évêché, tandis que Jacques Roux provoquait la formation d'une assemblée générale des comités de surveillance de Paris, qui obtint le soutien de la Commune et de son procureur, Pierre-Gaspard Chaumette, mais entra en concurrence avec le comité. Le 4 avril, au lendemain de la dénonciation de Robespierre, la section de la Halle-aux-Blés rédigea un projet d'adresse à la Convention demandant un décret d'accusation contre « les députés coupables », ainsi qu'une loi contre les accapareurs , la destitution des officiers nobles et l'épuration de l'administration.
Le 8 avril, lors de la séance du soir, une députation de la section de Bon-Conseil vint demander un décret d'accusation contre les chefs girondins et obtint, sur la demande de Marat, les honneurs de la séance. Le 10 avril, Pétion ouvrit les débats de la séance du matin en dénonçant, en termes très vifs, le projet d'adresse de la section de la Halle-aux-Blés, pourtant conçu, selon Hamel, dans le même esprit que celle de la section de Bon-Conseil, et demanda le renvoi devant le tribunal révolutionnaire de son président et de son secrétaire. À sa suite, Élie Guadet détourna l'accusation de complicité avec Dumouriez, selon Hamel, contre « les acolytes d'Égalité, c'est-à-dire, dans sa pensée, les Danton, les Marat ». En réponse, Robespierre réitéra son accusation contre les Girondins dans un long réquisitoire qui situait la trahison du général dans le cadre d'une plus vaste conspiration et auquel Pierre Vergniaud répondit aussitôt. Le 11, Vergniaud fut suivi dans cette voie par Pétion et Guadet, qui, profitant de l'absence de nombreux Montagnards, envoyés en mission en province, retourna l'accusation de conspiration en faveur d'Orléans contre Robespierre, Danton et la Montagne et demanda la mise en accusation de Jean-Paul Marat, pour avoir initié et signé une adresse des Jacobins aux départements accusant la Convention de renfermer la contre-révolution dans son sein – le décret d'accusation fut voté le lendemain sur un rapport du comité de législation,.

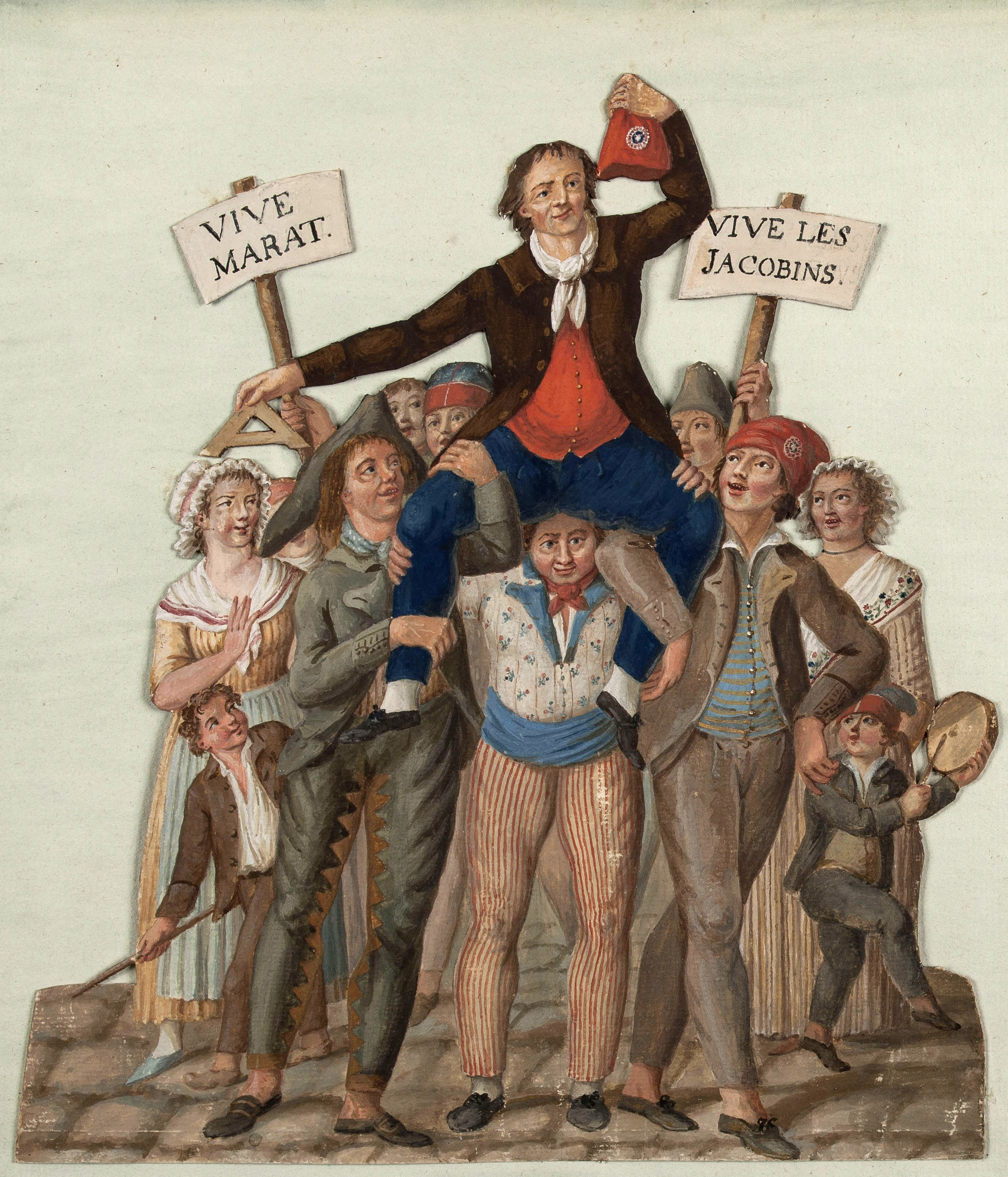
Marat porté en triomphe après son acquittement par le Tribunal révolutionnaire.
Gouache de Lesueur, Paris, musée Carnavalet, vers 1793.

Au terme de la séance du 10, Robespierre se rendit aux Jacobins, où il résuma son réquisitoire et critiqua le projet d'adresse de la section de la Halle-aux-Blés, dont les excès de langage, à ses yeux, produisaient « des effets terribles dans les départements ». En lieu et place, il demanda que des assemblées extraordinaires fussent convoquées dans toutes les sections « pour délibérer sur les moyens de dénoncer à la France entière la trame criminelle des traîtres ». Cette démarche aboutit, le 15 avril, à la présentation, par 35 des 48 sections révolutionnaires de Paris, d'une adresse au ton modéré mais qui comportait une liste de 22 « mandataires coupables du crime de félonie envers le peuple souverain », destinée à tous les départements pour demander leur accord, afin de contraindre les députés visés à se retirer de l'Assemblée.
Cette pétition, qui donnait à cette épuration la forme d'une consultation nationale, fut rejetée par la Convention, ce qui, après l'acquittement de Marat devant le tribunal révolutionnaire, le déclenchement de la guerre de Vendée et le soulèvement de Lyon, favorisa le développement d'une atmosphère de crise dans la capitale. Devant cette situation, la Gironde obtint le 18 mai de la Convention la création d'une commission extraordinaire des Douze, exclusivement girondine, destinée à briser la Commune, qui soutenait la demande de retrait des 22 députés girondins,.

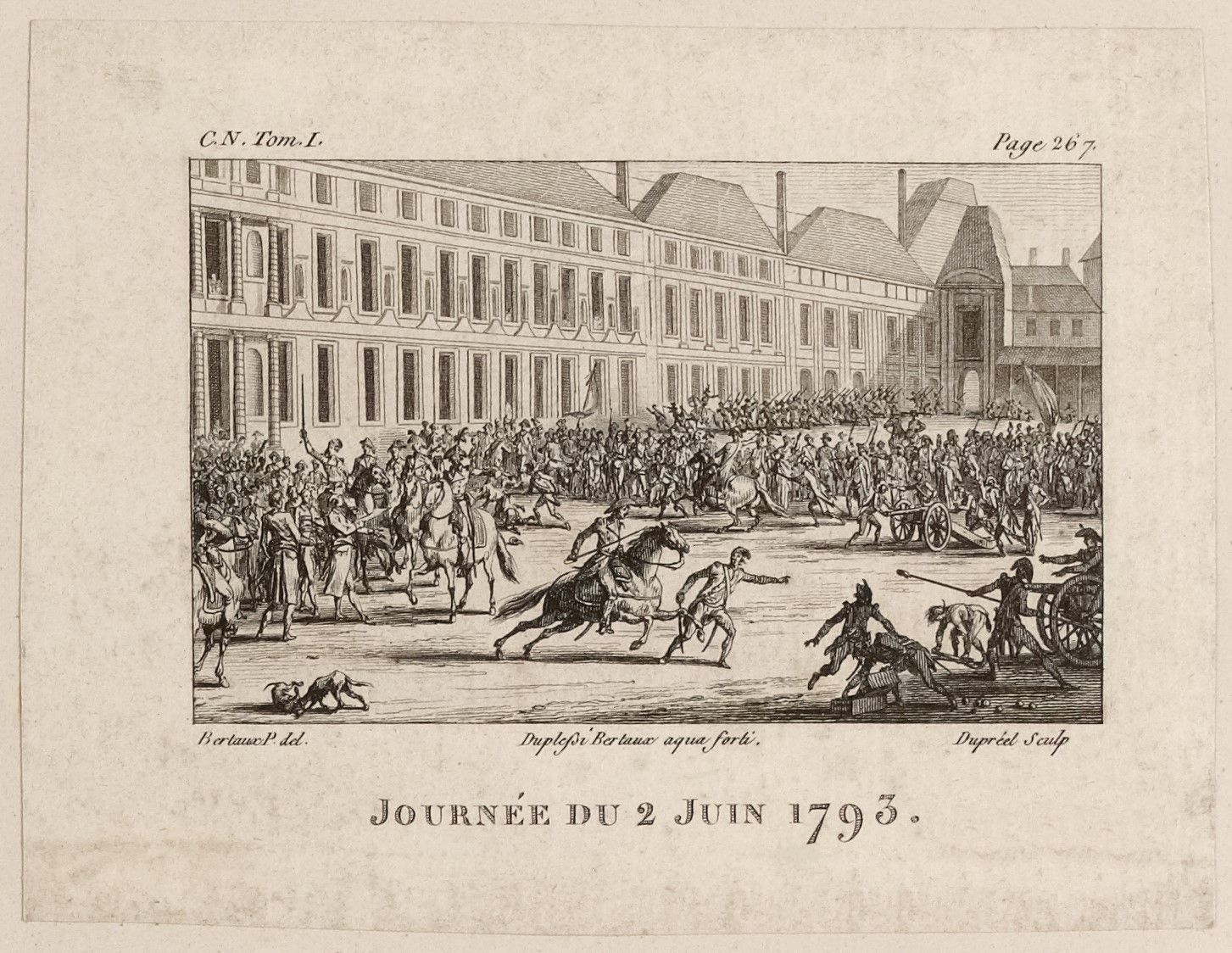
Le 2 juin 1793, les députés girondins sont exclus et arrêtés sous la menace de la Garde nationale attroupée devant la Convention nationale.
Estampe de Pierre-Gabriel Berthault, Paris, musée Carnavalet.

Absent du 14 au 23 mai, peut-être malade, Robespierre intervint, malgré sa faiblesse physique, devant les Jacobins le 26, lui qui jusque-là avait prêché le calme et la modération contre les Enragés et les Exagérés, avec l'espoir d'emporter la lutte sur le terrain parlementaire, pour inviter « le peuple à se mettre dans la Convention nationale en insurrection contre les députés corrompus ». Après avoir tenté en vain d'obtenir la parole devant la Convention le lendemain, il prononça un discours, le 28, pour dénoncer les Girondins, mais, interrompu par Charles Barbaroux et trop faible pour faire face, il quitta la tribune en invitant « les républicains » à replonger les brissotins « dans l'abîme de la honte ». Épuisé par ses efforts, il intervint une dernière fois aux Jacobins le 29 pour exhorter la Commune à prendre la direction du mouvement insurrectionnel, se déclarant lui-même incapable, « consumé par une fièvre lente », de « prescrire au peuple les moyens de se sauver ».
Le 31 mai, il demeura silencieux jusqu'à ce que fût proposée la mise aux voix du rapport que Bertrand Barère avait présenté au nom du comité de salut public, dans lequel il se bornait à demander la suppression de la commission extraordinaire des Douze. Jugeant les mesures proposées insuffisantes, il intervint à la tribune pour s'opposer à la constitution d'une force armée chargée de protéger la Convention et demander « le décret d'accusation contre tous les complices de Dumouriez et contre tous ceux qui ont été désignés par les pétitionnaires ». Toutefois, la Convention se prononça en faveur du projet de Barère. Le 2 juin, elle finit par céder, sous la menace des canons de François Hanriot.

### La Convention montagnarde

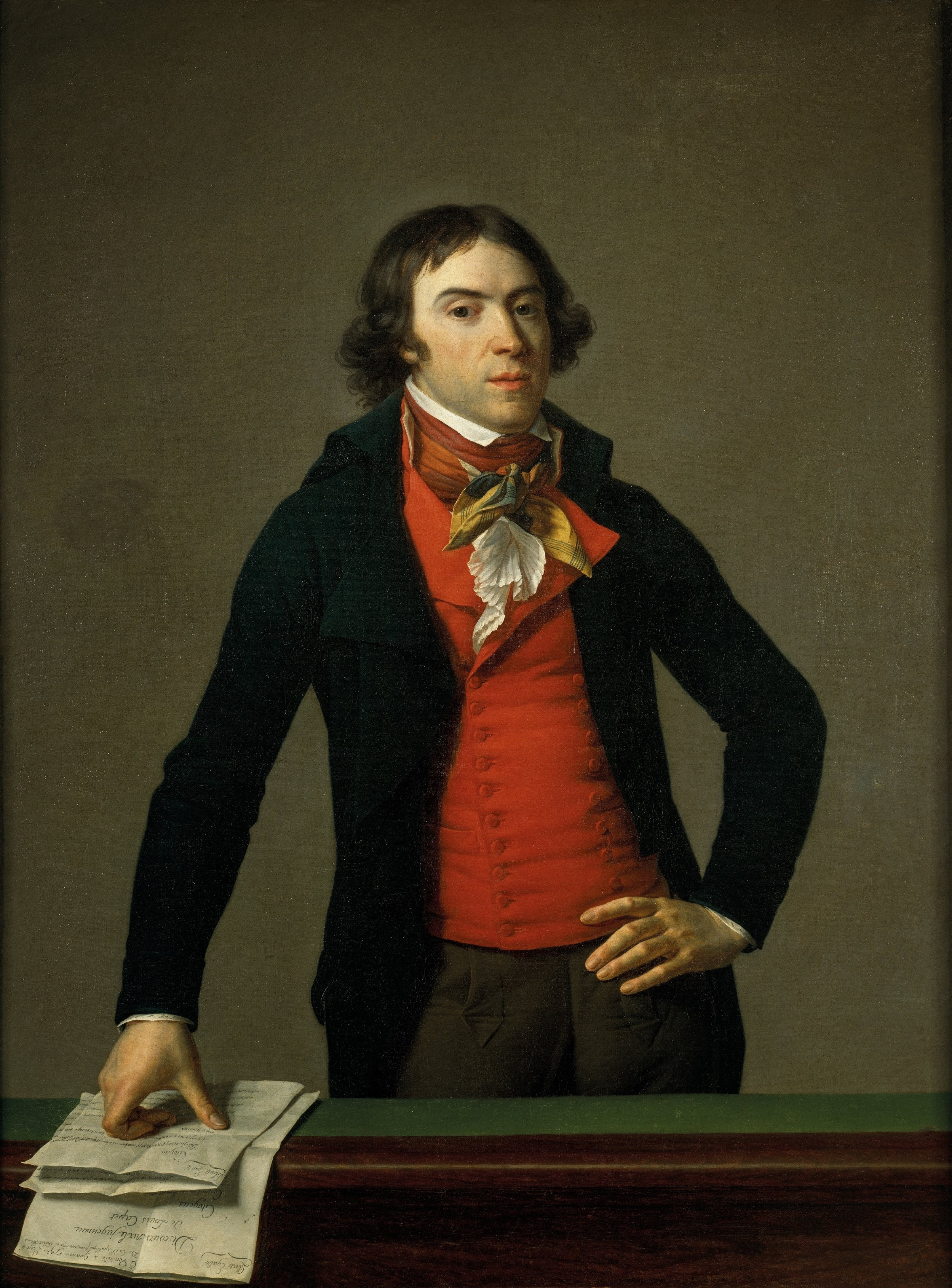
Bertrand Barère peint par Laneuville, 1794, Kunsthalle de Brême.

Dès le 3 juin, Robespierre revendiqua le rôle des Jacobins qui avaient contribué à l'organisation et au succès de l'insurrection face aux Enragés et Exagérés avec l'appui, selon Patrice Gueniffey, des militants des sections qui « n'entendaient nullement déposer les armes sans avoir recueilli tout le bénéfice de leur victoire », ou encore de la droite qui conservait de solides positions à la Convention (où dominait jusque parmi les Montagnards une volonté de conciliation). Maximilien de Robespierre déclara dans ce contexte : « Il faut que nous nous emparions des comités et que nous passions des nuits à faire de bonnes lois ». Or, le 6 juin, Bertrand Barère présenta au nom du comité de salut public un rapport demandant la dissolution de l'ensemble des comités révolutionnaires créés à l'occasion de la crise de mai, l'expulsion de tous les étrangers suspects, l'élection d'un nouveau commandant général de la garde nationale et l'envoi dans les départements dont les députés avaient été décrétés d'arrestation un nombre égal de députés comme otages – Danton appuya cette dernière proposition, Georges Couthon et Saint-Just s'offrant eux-mêmes comme otages. Quand la discussion s'engagea, le 8 juin, Robespierre se prononça contre ce rapport, hormis sur la question d'une loi sur les étrangers, qu'il voulait plus sévère, et obtint son retrait ; Hanriot fut confirmé dans ses fonctions, et les comités révolutionnaires purent poursuivre leur action,,,.
Après l'adoption de la loi du 3 juin 1793 sur le mode de vente des biens des émigrés, qui stipulait que les lots seraient divisés en petites parcelles, avec un délai de paiement de dix ans, pour favoriser les paysans pauvres, et de celle du 10 juin sur le partage, facultatif, des biens communaux, à parts égales, par tête d'habitant (et non par propriétaire) et au tirage au sort, et avant la loi du 17 juillet sur l'abolition complète et sans indemnité (au contraire de la nuit du 4 août 1789) des droits féodaux, Marie-Jean Hérault de Séchelles présenta un projet de constitution auquel avaient contribué Couthon et Saint-Just et qui fixait un projet de démocratie politique. Robespierre avait lui-même présenté, le 24 avril, un projet de déclaration des droits (précédé par un discours sur la propriété), prolongé le 10 mai par un discours sur la constitution future,, dont l'influence sur le projet final a fait l'objet de discussions,. Son discours sur la propriété et sa déclaration entendaient limiter le droit de propriété, face au projet de constitution girondine, par « l'obligation de respecter les droits d'autrui » et de ne « préjudicier ni à la sûreté, ni à la liberté, ni à l'existence, ni à la propriété de nos semblables », l'établissement d'une fiscalité redistributive et progressive ainsi que d'une fraternité et citoyenneté universelles.
Engagé le 11 juin, le débat aboutit le 23 juin à l'adoption du projet. Le dernier jour, une partie des députés de droite étant restés assis sur leurs bancs lors du vote de la déclaration des droits, Robespierre s'opposa aux députés qui, comme Billaud-Varenne, réclamaient l'appel nominal, afin que la France entière connût lesquels de ses représentants « s'étaient opposés à son bonheur ». Il affirma à cette occasion : « J'aime à me persuader que, s'ils ne se sont pas levés avec nous, c'est plutôt parce qu'ils sont paralytiques que mauvais citoyens ».

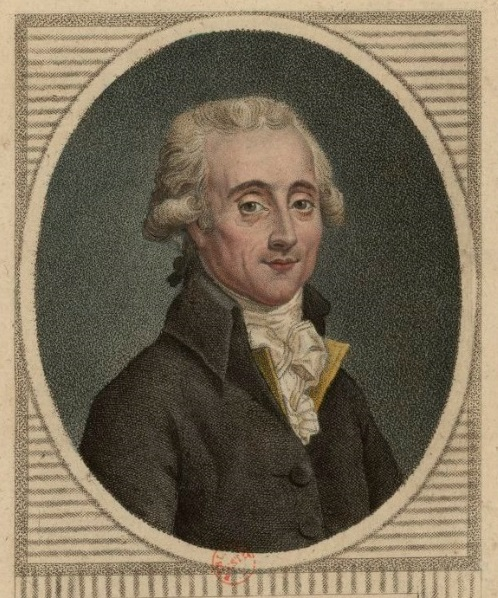
Georges Couthon,
Paris, BnF, département des estampes et de la photographie, 1792.

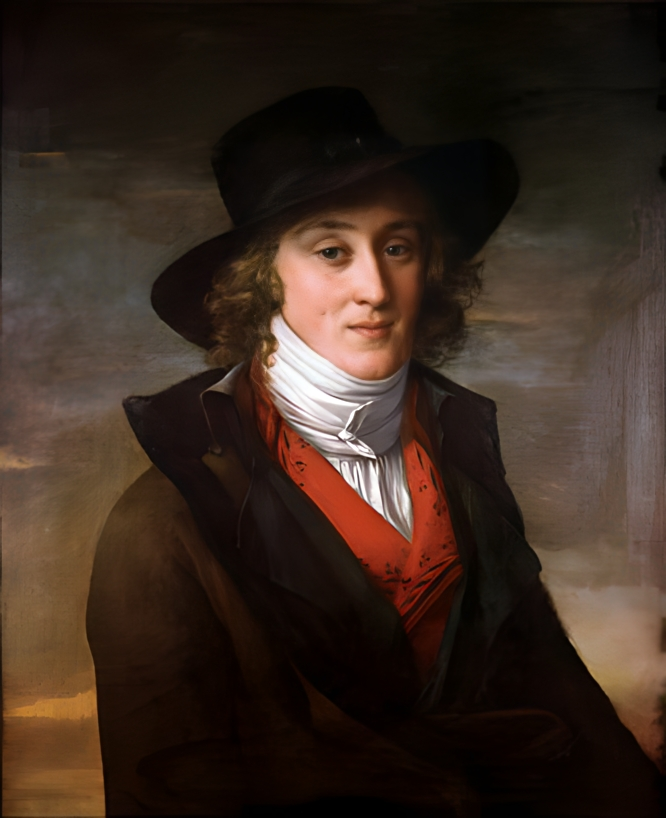
Louis Antoine de Saint-Just.

Dans le même temps, selon Gérard Walter, il œuvra pour favoriser la position de Georges Couthon, Louis Antoine de Saint-Just et Jeanbon Saint-André, qui avaient été adjoints au comité de salut public le 31 mai et que l'historien qualifie de « robespierristes », et pour éliminer Danton, qui aurait cessé de lui inspirer confiance depuis l'affaire Dumouriez, notamment dans son discours aux Jacobins du 8 juillet. Le 10 juillet, la Convention procéda au renouvellement du comité. Tandis que les trois adjoints faisaient leur entrée comme membres, Danton n'était pas réélu. Le même jour, Robespierre entra avec Léonard Bourdon à la Commission d'instruction publique, en remplacement de Jeanbon Saint-André et de Saint-Just. À ce titre, il présenta à la Convention, trois jours plus tard, le plan d'éducation nationale rédigé par son ami Louis-Michel Lepeletier de Saint-Fargeau en qualité de rapporteur. Puis, le 26 juillet, Thomas-Augustin de Gasparin démissionna ; Robespierre prit part à la séance du Comité de ce jour, avant d'être élu à sa place le lendemain, sur proposition de Jeanbon Saint-André. Il était courant que les députés pressentis pour faire partie du comité assistent à ses séances. Ainsi Lazare Carnot et Claude-Antoine Prieur de la Côte-d'Or, qui furent appelés le 14 août, assistèrent, le premier, à la séance du 11, le second, à celles des 4, 5, 6, 7 et 12 août.
Robespierre participa d'abord principalement aux délibérations sur la question militaire, à une époque où les défaites se succédaient. Devant la détresse de la situation, Barère proposa l'entrée de techniciens capables de dresser un plan d'opérations ; Carnot, alors en mission dans le Nord, et Prieur de la Côte-d'Or furent appelés à siéger le 14 août,. Inquiet, selon Jules Michelet et Gérard Walter, de cette arrivée qui pouvait préfigurer la constitution d'une coalition avec Jacques Thuriot, Barère et Hérault de Séchelles, Robespierre déclara le soir même aux Jacobins : « Appelé contre mon inclination au Comité de Salut public, j'y ai vu des choses que je n'aurais osé soupçonner. J'y ai vu d'un côté des membres patriotes qui cherchaient en vain le bien de leur pays, et de l'autre, des traîtres qui tramaient au sein même du Comité contre les intérêts du peuple ». Au contraire, pour Ernest Hamel, il n'y avait alors encore aucune divergence d'opinion entre Robespierre et Carnot, avec lequel il avait été lié d'amitié à Arras, et les paroles prononcées aux Jacobins le soir du 11 août, qui ont pu selon lui être infidèlement rapportées, ne l'empêchèrent pas, le 25 septembre, de demander à la Convention de déclarer que le comité avait bien mérité de la patrie.

### La Terreur

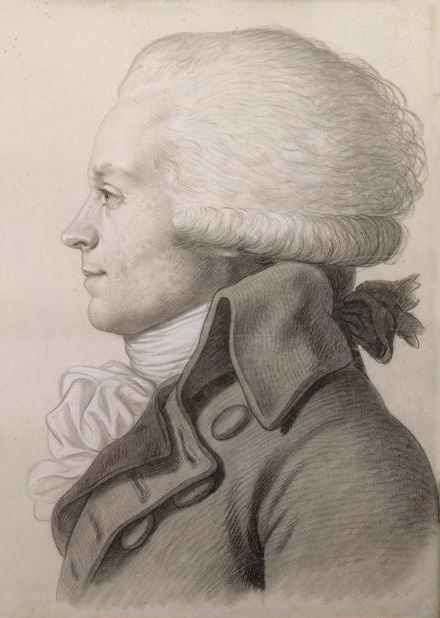
Robespierre.
Portrait (physionotrace) anonyme, vers 1792.

#### Débats sur son rôle
Le rôle joué par Robespierre au sein du Comité de salut public et son influence réelle sur le gouvernement révolutionnaire font débat. Si maints historiens estiment qu'il disposait d'un ascendant réel, le considérant comme le « maître » du comité de salut public, de la Terreur, de la révolution ou de la France,, plusieurs autres contestent l'idée qu'il y ait exercé une quelconque prépondérance et jugent qu'au contraire, il fit l'objet de vives contestations parmi ses collègues,. Toutefois, il fut présenté par les thermidoriens – qu'il s'agisse des membres des anciens comités (Bertrand Barère, Jean-Marie Collot d'Herbois, Jacques-Nicolas Billaud-Varenne, Marc Vadier et Jean Pierre André Amar) ou des anciens représentants en mission qu'il avait voulu dénoncer (Joseph Fouché, Jean-Lambert Tallien, Stanislas Rovère, Louis Louchet, etc.) – comme l’âme de la « dictature jacobine », imposant un régime de terreur. En décrivant la Terreur comme la dictature d'un seul, « bouc émissaire abattu », les Conventionnels espéraient prouver devant l'opinion « leur non-responsabilité, peut-être même leur innocence, voire leur état de victime et rendre alors justifiable et peut-être logique leur volte-face ». Si les mesures d’exception étaient jugées indispensables pour sauver la République gravement menacée à l’intérieur par plusieurs soulèvements (insurrection en Vendée, insurrections fédéralistes, notamment soulèvement de Lyon) et à l’extérieur par la menace militaire (guerre contre les monarchies européennes coalisées), on n'a jamais prouvé la responsabilité de Robespierre dans les dérives et les atrocités de la répression en Vendée, à Lyon, dans le Midi, dans le Nord et à Paris, certains historiens, comme Albert Mathiez ou Jean-Clément Martin jugeant même qu'à ses yeux, la répression ne devait frapper que les vrais coupables, et non les comparses, et se réduire au strict nécessaire. Le 14 octobre 1793 au club des Jacobins il répèta que les conventionnels devaient être "avares de sang". Jean Massin rappelle que le 28 juillet 1790 à l'assemblée constituante il s'était opposé à Mirabeau quand celui-ci réclamait la proscription du duc de Condé. Il ne jugeait pas indispensable de frapper un émigré par définition hostile aux principes.
Selon Mathiez, quand Marc-Antoine Jullien de Paris, envoyé en mission par le comité de salut public dans les départements maritimes, l'alerta sur le comportement de Jean-Baptiste Carrier à Nantes et de Jean-Lambert Tallien à Bordeaux, il demanda leur rappel, de même qu'il réclama celui de Paul Barras et de Louis Fréron, en mission dans le Midi, de Stanislas Rovère et François-Martin Poultier, qui organisaient dans la Vaucluse les bandes noires pour s'emparer des biens nationaux, de Joseph Le Bon, dénoncé pour ses exactions en Artois, et de Joseph Fouché, responsable des mitraillades à Lyon. Selon le témoignage de sa sœur Charlotte, lorsque ce dernier vint le voir à son retour de Lyon, Robespierre lui « demanda compte du sang qu'il avait fait couler et lui reprocha sa conduite avec une telle énergie d'expression que Fouché était pâle et tremblant. Il balbutia quelques excuses et rejeta les mesures prises sur la gravité des circonstances. Robespierre lui répondit que rien ne pouvait justifier les cruautés dont il s'était rendu coupable, que Lyon, il est vrai, avait été en insurrection contre la Convention nationale, mais que ce n'était pas une raison pour faire mitrailler en masse des ennemis désarmés ». Toutefois, les mémoires de Charlotte, publiés par le militant républicain Albert Laponneraye quarante ans après la mort de l'Incorruptible, visent à réhabiliter celui-ci en le campant comme « doux, compatissant et martyr. » Dans une de ses dernières interventions, le 26 messidor an II (14 juillet 1794), au club des Jacobins, l'Incorruptible attaque Fouché, le fait exclure, en le classant parmi « les hommes dont les mains sont pleines de rapine et de sang ».

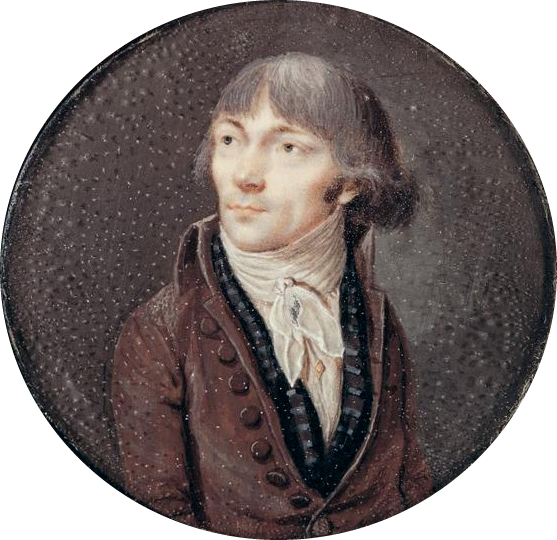
Jean-Marie Collot d'Herbois (musée Carnavalet).

Publiés en 1842, les mémoires de Bertrand Barère évoquent le rappel à Paris de Jean-Marie Collot d'Herbois en raison de la soi-disant indignation soulevée au sein du Comité de salut public par les excès commis à « Ville-Affranchie. » Les mémoires de Charlotte de Robespierre (1835) contiennent des allégations similaires à propos de son frère censément horrifié par le sang répandu à Lyon. Or, à l'encontre de cette « tradition, soigneusement entretenue par certains historiens en général favorables à l'action de Robespierre », Michel Biard relève que le Comité en général et l'Incorruptible en particulier ne sont pas hostiles à la sévère répression lyonnaise exercée par Collot d'Herbois, comme l'attestent divers écrits de Robespierre : une lettre « qui stigmatise [la] trop grande indulgence » des précédents représentants en mission envoyés à Lyon, et deux discours, l'un non daté (contre Fabre d'Églantine) et l'autre du 23 messidor an II,.
De nombreux historiens ont cependant fait de Robespierre le principal théoricien de la Terreur. Cette idée reçue repose en partie sur l'idée selon laquelle il serait resté pendant toute une année, président de la Convention, lui qui ne le fut qu'un mois au total : 21 août-5 septembre 1793 et 4-19 juin 1794. Ces dernières années, les nombreuses études consacrées à la Terreur, tant par les historiens anglophones (Tackett) que francophones (Michel Biard, Hervé Leuwers), obligent à revenir sur cette interprétation, la Terreur n'ayant pas été institutionnalisée, mais étant plutôt un ensemble de pratiques à la fois provoquées par des mesures venues d'en haut et des initiatives locales. Dans sa biographie de Robespierre, Hervé Leuwers a ainsi montré qu'en parlant de vertu et de terreur, dans son discours célèbre du 5 février 1794 (17 pluviôse de l'an II), Robespierre tentait de théoriser le gouvernement révolutionnaire (et non la Terreur) en s'appuyant sur la théorie politique de Montesquieu qui distinguait les gouvernements républicains (avec pour principe, la vertu), monarchiques (avec l'honneur) et despotiques (avec la crainte ou la terreur) ; Robespierre n'y parlait donc pas de la « Terreur » des historiens. Dans ce texte, explique Hervé Leuwers, Robespierre veut démontrer que « le gouvernement révolutionnaire repose à la fois sur la vertu, parce qu'il est républicain par essence, et sur la terreur, parce qu'il est despotique par nécessité. C'est un « despotisme de la liberté », totalement distinct du despotisme défini par Montesquieu, car la force est ici utilisée contre les ennemis de la république ».

#### Opinion de contemporains
Certains députés comme Laurent Lecointre ont relativisé dès l'an III la responsabilité de Maximilien Robespierre dans la Terreur. De même, sous le Directoire, Reubell a confié à Carnot : « Je n'ai jamais eu qu'un reproche à faire à Robespierre, c'est d'avoir été trop doux ».
Par la suite, d'autres acteurs ou témoins, comme Napoléon Bonaparte, ont critiqué la thèse thermidorienne selon laquelle Robespierre était l'inspirateur de la Terreur puisque le phénomène avait cessé avec sa mort : « Robespierre, disait Napoléon en présence du général Gaspard Gourgaud et de Mme de Montholon, a été culbuté parce qu'il voulait devenir modérateur et arrêter la Révolution. Jean-Jacques de Cambacérès m'a raconté que, la veille de sa mort, il avait prononcé un magnifique discours qui n'avait jamais été imprimé. Billaud et d'autres terroristes, voyant qu'il faiblissait et qu'il ferait infailliblement tomber leurs têtes, se liguèrent contre lui et excitèrent les honnêtes gens soi-disant, à renverser le « tyran », mais en réalité pour prendre sa place et faire régner la terreur de plus belle ». De même, selon Emmanuel de Las Cases, il le pensait « le vrai bouc émissaire de la révolution, immolé dès qu'il avait voulu entreprendre de l'arrêter dans sa course […]. Ils (les terroristes) ont tout jeté sur Robespierre ; mais celui-ci leur répondait, avant de périr, qu'il était étranger aux dernières exécutions ; que, depuis six semaines, il n'avait pas paru aux comités. Napoléon confessait qu'à l'armée de Nice, il avait vu de longues lettres de lui à son frère, blâmant les horreurs des commissaires conventionnels qui perdaient, disait-il, la révolution par leur tyrannie et leurs atrocités, etc., Cambacérès, qui doit être une autorité sur cette époque, observait l'Empereur, avait répondu à l'interpellation qu'il lui adressait un jour sur la condamnation de Robespierre, par ces paroles remarquables : « Sire, cela a été un procès jugé, mais non plaidé. » Ajoutant que Robespierre avait plus de suite et de conception qu'on ne pensait ; qu'après avoir renversé les factions effrénées qu'il avait eu à combattre, son intention avait été le retour à l'ordre et à la modération ». Ernest Hamel fait remarquer que Napoléon avait été très proche d'Augustin Robespierre à l'époque du siège de Toulon et que les lettres de Maximilien à son frère ont disparu, probablement détruites par les thermidoriens.
Robespierre est entré dans la légende noire car cette thèse a trouvé une utilité auprès de quelques grands dictateurs des temps modernes qui se sont réclamés, et de Robespierre et de la Terreur comme une nécessité (les « sévérités nécessaires » pour assurer le « salut public »).

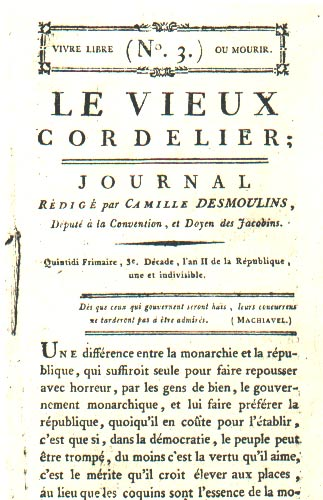
Le Vieux Cordelier de Camille Desmoulins, no 3, 15 décembre 1793.

Parmi les « soixante-treize », d'ailleurs, plusieurs ont écrit à Robespierre pour le remercier de les avoir sauvés, comme les députés Charles-Robert Hecquet, Jacques Queinnec, Alexandre-Jean Ruault, Hector de Soubeyran de Saint-Prix, Antoine Delamarre, Claude Blad et Pierre-Charles Vincent le 29 nivôse an II (18 janvier 1794), ou pour lui demander de proposer une amnistie générale, comme Pierre-Joseph Faure, député de Seine-Inférieure, le 19 prairial an II (7 juin 1794), veille de la fête de l'Être suprême et Claude-Joseph Girault, député des Côtes-du-Nord, enfermé à la prison de La Force, le 26 prairial 1794.

#### Actions de Robespierre
Le 30 frimaire an II (20 décembre 1793), Robespierre proposa devant la Convention l'institution d'un comité de justice, qui allait dans le sens du « comité de clémence » réclamé par Camille Desmoulins dans le quatrième numéro du Vieux Cordelier (20 décembre), pour rechercher et élargir les patriotes injustement détenus. Toutefois, cette proposition fut rejetée le 6 nivôse (26 décembre), après un débat confus, devant l'opposition du Comité de sûreté générale, jaloux de ses prérogatives, et celle de Jacques-Nicolas Billaud-Varenne. Aux Jacobins, lors de la séance du 29 ventôse (19 mars 1794), il s'opposa à la discussion sur les signataires des pétitions royalistes dites des 8 000 et des 20 000. De même, il réussit, un temps pendant toute la crise des factions, de sauver Madame Élisabeth de France, s'opposant ainsi à Jacques-René Hébert le 1er frimaire an II (21 novembre 1793) qui demandait notamment aux Jacobins « qu'on poursuive l'extinction de la race de Capet ». D'après le témoignage du libraire Maret, rapporté par le royaliste Claude Beaulieu, il échoua la deuxième fois et affirma après son exécution en mai 1794 : « Je vous garantis, mon cher Maret, que, loin d'être l'auteur de la mort de Madame Élisabeth, j'ai voulu la sauver. C'est ce scélérat de Jean-Marie Collot d'Herbois qui me l'a arrachée. » Il tenta de la même façon de sauver l'ancien constituant Jacques-Guillaume Thouret, que l'on avait compromis dans la soi-disant conspiration des prisons, et, seul, refusa de signer le mandat d'arrestation.
Dans une brochure publiée au début de la Restauration, Ève Demaillot, un agent du Comité de salut public, nommé en mai 1794 commissaire dans le Loiret, affirma y avoir été envoyé par Robespierre afin d'élargir les suspects arrêtés sur l'ordre de Léonard Bourdon, qui furent presque tous délivrés, et parmi eux « l'abbé Le Duc, fils naturel de Louis XV, prêt à aller à l'échafaud, [qui] dut la vie à Robespierre ».
Enfin, le 9 thermidor - 27 juillet 1794 Jacques-Nicolas Billaud-Varenne reprocha à Robespierre son indulgence, expliquant : « La première fois que je dénonçai Georges Danton au Comité, Robespierre se leva comme un furieux, en disant qu'il voyait mes intentions, que je voulais perdre les meilleurs patriotes ».
Or, pour le publiciste royaliste Claude Beaulieu, « il reste pour constant que les plus grandes violences depuis le commencement de l'année 1794, ont été provoquées par ceux-là mêmes qui ont écrasé Robespierre. Uniquement occupés, dans nos prisons, à rechercher dans les discours qu'on prononçait, soit aux Jacobins soit à la Convention, quels étaient les hommes qui nous laissaient quelque espoir, nous y voyions que tout ce qu'on disait était désolant, mais que Robespierre paraissait encore le moins outré ».

### La «liquidation des factions»

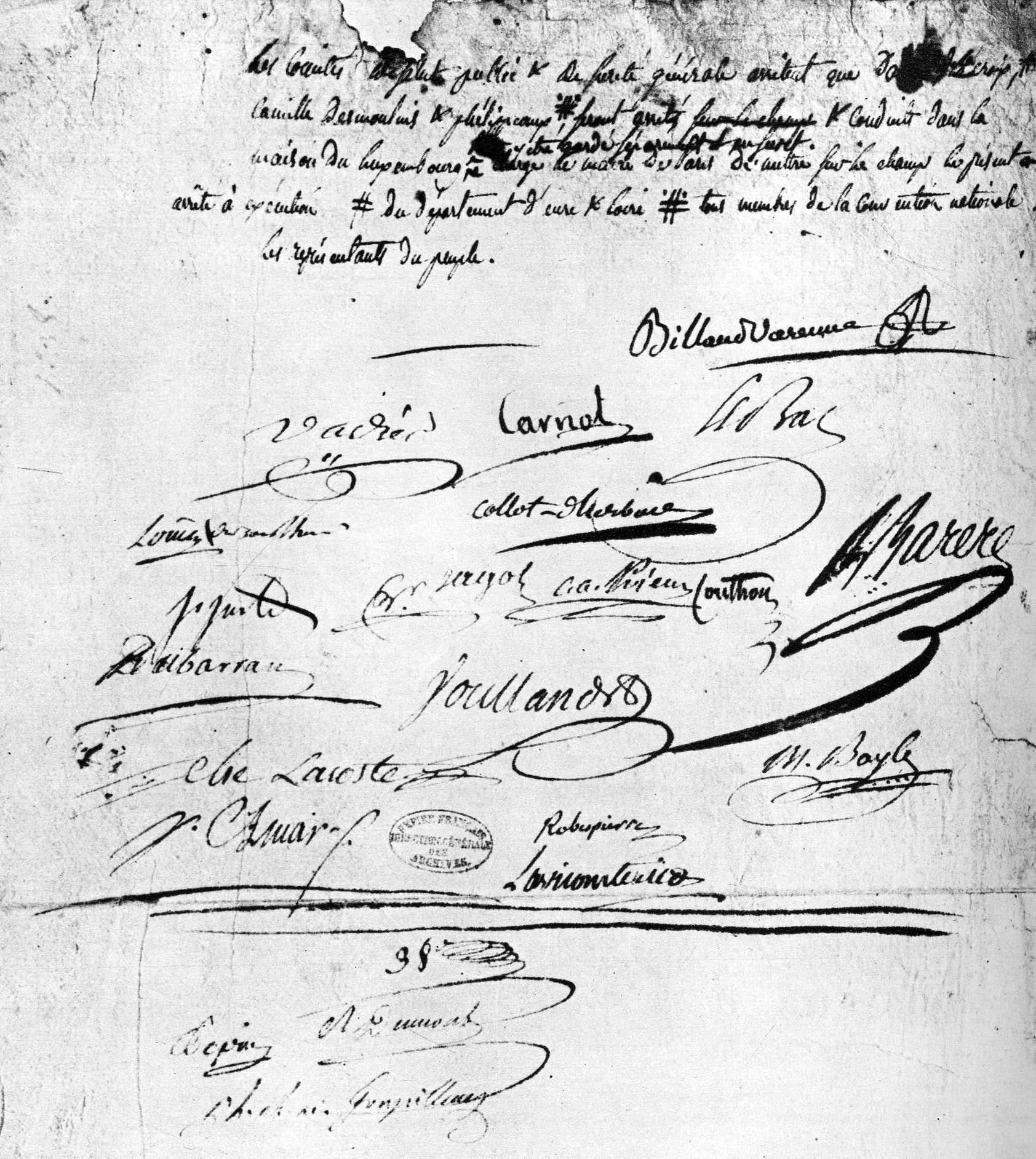
Mandat d'arrêt de Danton et de ses amis par le Comité de Salut public, le 30 mars 1794 (Archives nationales, Paris).

Fin 1793, la majorité des Conventionnels continua à soutenir le Comité de salut public qui obtint ses premières victoires militaires, mais les luttes pour le pouvoir entre révolutionnaires s’exacerbèrent, dans un contexte de crise économique aggravée par la loi sur le maximum général. Ceux qui voulurent arrêter la Terreur, jugée inutile et dangereuse, autour de Danton et de Desmoulins, reçurent le surnom d’Indulgents. Ceux qui entendirent la radicaliser et l’étendre aux pays voisins, autour des dirigeants du club des Cordeliers, Hébert, rédacteur du Père Duchesne, le journal des sans-culottes, François-Nicolas Vincent, secrétaire général du ministère de la Guerre, Charles-Philippe Ronsin, chef de l’armée révolutionnaire parisienne, avec l’appui de Commune, reçurent a posteriori celui d’Hébertistes.
De la fin de novembre 1793 au milieu de janvier 1794, il se forma comme un axe Robespierre-Danton pour combattre la montée des Hébertistes et la déchristianisation qui se déchaîna en novembre. Il semble que Danton ait espéré détacher Robespierre de la gauche du Comité (Billaud-Varenne, Collot d'Herbois et Barère) et partager avec lui les responsabilités gouvernementales. Les amis de Danton attaquèrent les leaders hébertistes avec l’approbation tacite de Robespierre et firent décréter d’arrestation par la Convention le 27 frimaire an II (17 décembre 1793), Ronsin et Vincent, sans même en référer aux Comités. Cette offensive fut appuyée par le nouveau journal de Camille Desmoulins, Le Vieux Cordelier, qui obtint un grand succès. En même temps, les Indulgents passèrent à l’offensive : le 15 décembre, le Vieux Cordelier s’en prit à la loi contre les suspects.
Robespierre mit fin aux espoirs d’alliance de Danton le 25 décembre, après le retour de Collot de Lyon, et amalgama les deux factions adverses dans une même réprobation : « Le Gouvernement révolutionnaire doit voguer entre deux écueils, la faiblesse et la témérité, le modérantisme et l’excès ; le modérantisme qui est à la modération ce que l’impuissance est à la chasteté ; et l’excès qui ressemble à l’énergie comme l’hydropisie à la santé ». À égale distance des factions, il condamna ceux qui auraient voulu voir la révolution rebondir ou rétrograder. Stratégie politique efficace qui lui donna une position de juge moral et d’arbitre et lui permettra de renforcer son contrôle du pouvoir et d’éliminer ses opposants. C'est cette stratégie qui explique qu'il décida de lancer, le 5 nivôse (28 décembre 1793), le processus d'héroïsation de Joseph Bara, en demandant sa panthéonisation à partir d'une lettre envoyée par le chef de Bara, Jean-Baptiste Desmarres.

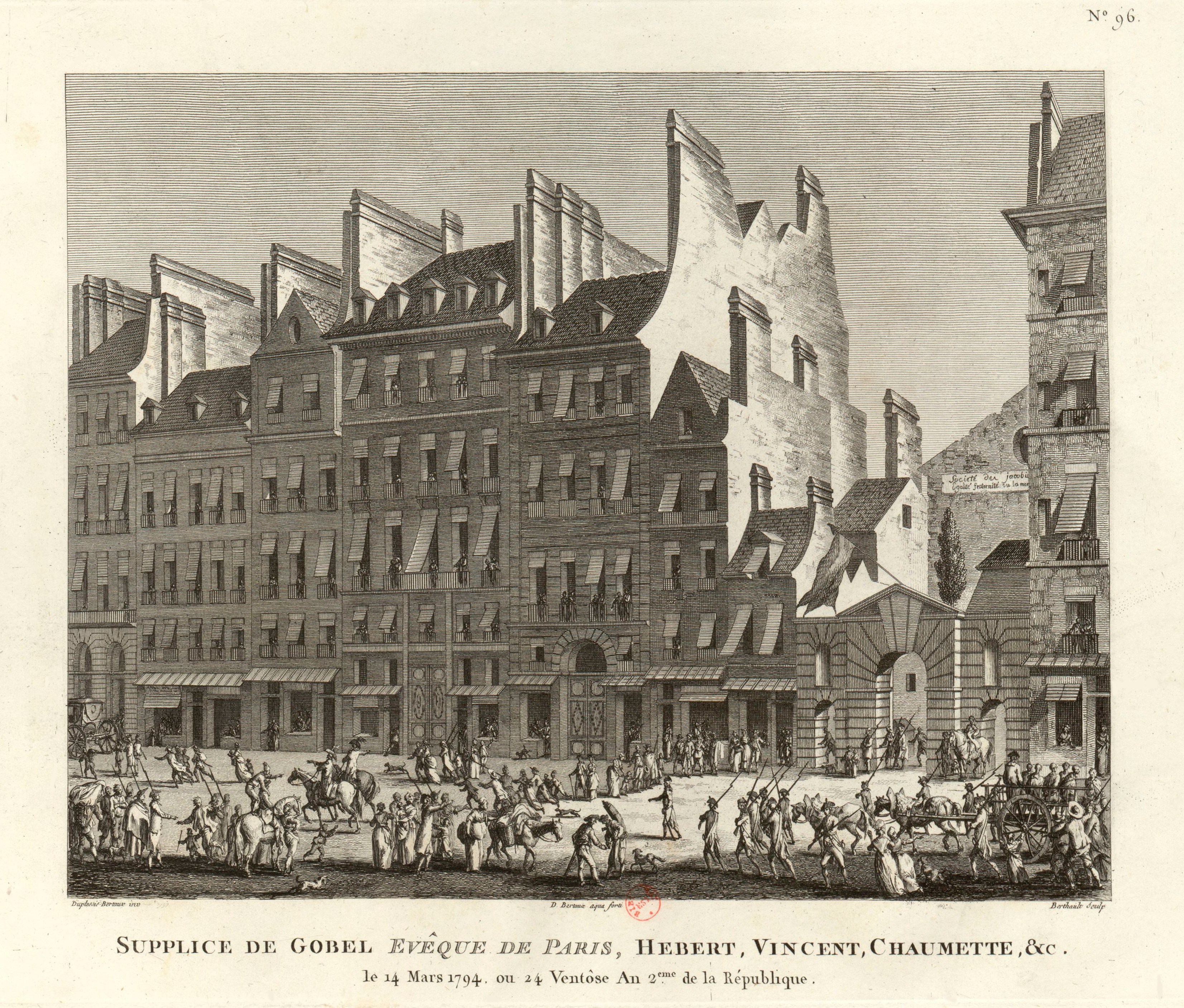
Hébert, Chaumette, Vincent et Gobel sur la charrette les menant à la guillotine. Tableaux historiques de la Révolution française, Paris, BnF, département des estampes, 1802.

Les deux factions se combattirent en vain pendant deux mois. À la fin de l’hiver, la situation économique catastrophique (attroupements devant les boutiques, pillages, violences) précipita le dénouement. Les Hébertistes tentèrent une insurrection qui, mal préparée, non suivie par la Commune, échoua. Le Comité fit arrêter les dirigeants cordeliers dans la nuit du 13 au 14 mars. La technique de l’amalgame permit de mêler à Hébert, Ronsin, Vincent et Antoine-Français Momoro des réfugiés étrangers comme Anacharsis Cloots, Berthold Proli, Jacob Pereira, afin de les présenter comme des complices du « complot de l’étranger ». Tous furent exécutés le 24 mars sans que les sans-culottes ne bougent.

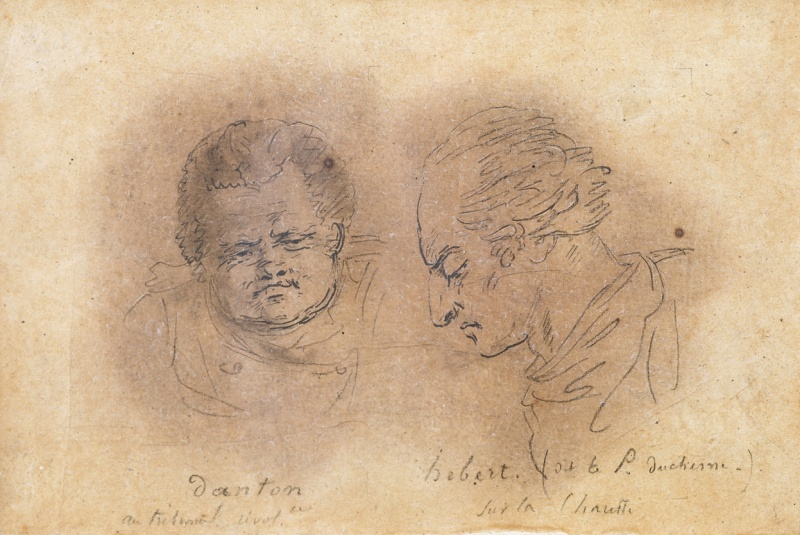
Hébert conduit à la guillotine (à droite), et Danton durant son procès (à gauche). Croquis pris sur le vif par Dominique Vivant Denon (collection particulière).

Le lendemain de l’arrestation des Hébertistes, Danton et ses amis reprirent l’offensive. Le numéro 7 du Vieux Cordelier, qui ne parut pas, réclamait le renouvellement du Comité et une paix aussi rapide que possible. Ce numéro, contrairement aux précédents, attaquait frontalement Robespierre, à qui il reprochait son discours prononcé aux jacobins contre les Anglais, le 11 pluviôse an II (30 janvier 1794) : vouloir, comme autrefois Brissot avec l'Europe continentale, municipaliser l'Angleterre. Mais Robespierre disposait contre les chefs des Indulgents d’une arme efficace, le scandale politico-financier de la liquidation de la Compagnie des Indes, dans lequel furent impliqués des amis de Danton.
Le 30 mars, le Comité ordonna l’arrestation de Danton, Delacroix, Desmoulins et Pierre Philippeaux. Comme pour les Hébertistes, on amalgama aux accusés politiques des prévaricateurs et des affairistes, étrangers de surcroît, pour rattacher les accusés à cette « conspiration de l’étranger ». Le procès, ouvert le 2 avril, fut un procès politique, jugé d’avance. Danton et ses amis furent guillotinés le 5 avril. Pour les Hébertistes comme pour les Dantonistes, ce fut Saint-Just qui se chargea du rapport d’accusation devant la Convention, en utilisant et en corrigeant pour les Dantonistes les notes de Robespierre.

### La question coloniale

#### Contre l'esclavage et pour l'égalité des humains dans les colonies
Robespierre gagne la toute première fois dans l'opinion ses galons de défenseur de la liberté dans les colonies le 11 janvier 1791 lorsqu'il s'oppose victorieusement avec Pétion au club Massiac, en la personne de Médéric Moreau de Saint-Méry qui voulait imposer, pour l'outre-mer, un droit de blocage du comité colonial sur les décisions prises par l'Assemblée constituante. Après s'être opposé à la reconnaissance constitutionnelle de l'esclavage, proposée par Bertrand Barère le 13 mai 1791, et au refus du droit de vote aux affranchis, présenté par Jean-François Reubell le 15 mai suivant, Robespierre dénonça à l'assemblée constituante le 5 septembre 1791 le refus par les assemblées coloniales d'appliquer le décret, puis le 24, sa révocation ainsi que les concessions faites aux tenants du statu quo colonial, emmenés par le triumvirat et Médéric Moreau de Saint-Méry. Henri Guillemin a relevé qu'au sortir de la séance du 5 septembre Robespierre s'est fait insulter, bousculer et menacer d'arrestation par des membres ou des députés proches du club Massiac, mais qu'il « aura l'audace de récidiver le 24 ».Cependant il ne se prononce jamais à l'assemblée frontalement sur l'abolition de l'esclavage, l'assemblée constituante ayant le 11 mai 1791 -veille de sa première intervention- écarté cette question de la discussion quand un député du Vermondois Jean Louis de Viefville des Essarts, présenta, tout seul, un plan détaillé d'abrogation de l'asservissement des Noirs. Et il se tient coi face à l'insurrection d'esclaves de Saint-Domingue.

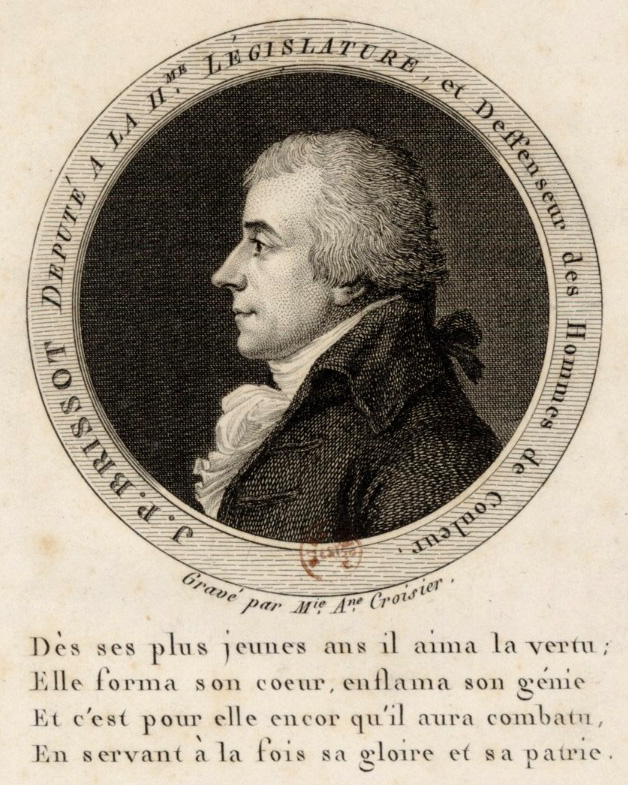
J. P. Brissot, député à la II.me législature et défenseur des hommes de couleur,
estampe gravée par Marie-Anne Croisier, Paris, BnF, département des estampes et de la photographie, 1791-1793.

Alors que la régression feuillante de l'été 1791 parvenait à son aboutissement, les triumvirs réussirent le 24 septembre à faire révoquer le décret du 15 mai 1791 relatif à l'état politique des gens de couleur dans les colonies, qui n'admettait pourtant que « les gens de couleur nés de père et de mère libres […] dans toutes les assemblées paroissiales et coloniales futures », à condition qu'ils aient « les qualités requises ». Les historiens Bernard Gainot et Jean-Clément Martin considèrent que dans la mesure où, après 1791, Robespierre combattit la politique belliciste des Girondins, il choisit tactiquement de rester muet sur leur politique coloniale émancipatrice,. Pourtant, quand les Girondins firent voter à l'Assemblée législative un décret-loi accordant — cette fois-ci définitivement — l'égalité des droits politiques de tous les hommes de couleur et noirs libres avec les colons blancs, les 28 mars et 4 avril 1792, Robespierre leur rendit grâce « au nom de l'Humanité » dans le no 3 du Défenseur de la constitution, le 31 mai, d'avoir « fait triompher une cause que j'avais plusieurs fois plaidée devant la même tribune. » Il désavouait également — sous peine d'« injustice » et « d'ingratitude » — le pamphlet Jacques-Pierre Brissot démasqué (février 1792) de Camille Desmoulins, son ami et allié dans le combat contre le bellicisme girondin. Camille Desmoulins avait reproché à Brissot sa politique coloniale, supposée diviser le mouvement patriote. En avril 1793, lorsque Robespierre rédigea son projet de déclaration des droits de l'homme, il associa, à la partie relative à un projet de limitation de la propriété privée, la suppression de la traite et de l'esclavage des Noirs, aussi scandaleux à ses yeux que la royauté et l'aristocratie terrienne. Il y désigna les navires négriers sous l'expression « longues bières », puisée à une brochure de Brissot publiée deux ans plus tôt, en février 1791, elle-même dérivée de l'expression de Mirabeau insérée dans un discours, prononcé au club des jacobins les 1er et 2 mars 1790 : « bières flottantes »,. D'autres auteurs en avaient souligné l'inspiration personnelle. Il existe dans ses papiers un manuscrit du document, dans lequel les mots « bières flottantes » ne sont pas prononcés. Il a été publié en 1906 par Alphonse Aulard, analysé ensuite par Albert Mathiez : « Propriété- ses droits-. Marchand de chair humaine, navire où il encaisse les nègres, voilà mes propriétés ». En fait il faudrait plutôt voir dans cette mesure la validation d'un décret peu connu voté huit mois plus tôt, le 11 août 1792 par l'Assemblée Législative qui supprimait les primes annuelles accordées par la Monarchie depuis 1784 aux armateurs des villes maritimes, trafiquants d'esclaves noirs : les négriers venaient régulièrement demander leurs primes moyennant le calcul statistique de leurs prises d'esclaves sur les côtes d'Afrique.
Le 3 juin 1793 au club des Jacobins, les députés Bourdon de l'Oise, Chabot, Robespierre, Jeanbon Saint-André, Legendre, Maure et d'autres sociétaires reçoivent avec enthousiasme une délégation de Noirs, notamment la vieille femme Jeanne Odo de 114 ans. Ils applaudissent quand Chabot jure solidarité avec les hommes de couleur. Le lendemain 4, à la Convention, une source découverte récemment (une affiche du mulâtre martiniquais Julien Labuissonnière) indique que Robespierre, Jeanbon Saint-André « et le reste de ces justes » ont, aux côtés de l'abbé Grégoire, « tonné du sommet de la Montagne » pour faire passer par pétition l'abolition de l'esclavage réclamée par Anaxagoras Chaumette et le créole antiesclavagiste Claude Milscent,.
En ce qui concerne les positions de Robespierre sur la question coloniale en l'an II, que Georges Hardy affirmait inexistantes dans les papiers de la commission Courtois, on y a récemment découvert des éléments qui plaident en faveur de son abolitionnisme. On avait pourtant jusque là l'impression, soulignée par des thermidoriens de gauche, qu'il était devenu hostile à l'abolition de l'esclavage en raison d'une phrase, d'inspiration colonialiste, prononcée contre les Girondins le 27 brumaire an II (17 novembre 1793) :

« C'est ainsi que la même faction qui en France voulait réduire tous les pauvres à la condition d'Hilotes et soumettre le peuple à l'aristocratie des riches, voulait en un instant affranchir et armer tous les nègres pour détruire nos colonies,,. »

Jean Poperen en déduisait, sans en donner d'explication, « que la position de Robespierre sur la libération des Noirs depuis sa polémique avec Barnave semble avoir évolué ». Cette fois-ci, il semblait s'inspirer du rapport Jean-Pierre-André Amar, montagnard assez proche des colons, présenté à la Convention, le 3 octobre 1793 qui accusait Brissot d'avoir voulu, dans le passé, livrer les colonies, « sous le masque de la philanthropie », aux Anglais. Par ailleurs, il n'existe aucune trace publique de ses positions sur le décret du 16 pluviôse an II (4 février 1794) proclamant l'abolition de l'esclavage des Noirs dans toutes les colonies et qui aurait dû logiquement l'enthousiasmer. En privé, il existe une allusion négative à ce décret dans les notes de Robespierre contre les Dantonistes : il y reproche à Danton et Delacroix d'avoir « fait passer un décret dont le résultat le plus vraisemblable sera la perte des colonies ». Mais le recoupement des papiers saisis par la commission Courtois avec les polémiques thermidoriennes laisse à penser que la première phrase, par ses motifs, au contraire, n'altère en rien les opinions coloniales égalitaires qu'il avait exprimées en mai-septembre 1791, mai 1792 et avril 1793. En octobre 1793, Amar attaquait toute la politique coloniale égalitaire de Brissot tant celle en faveur des esclaves que celle beaucoup plus énergique des hommes de couleur libres. Amar n'avait de ce fait pas la caution de Robespierre contrairement à ce qu'affirma Brissot. Car en novembre 1793, Robespierre qui attaquait l'anti-esclavagisme des girondins, était influencé par Janvier Littée, un député de la Martinique mulâtre (donc bénéficiaire de la loi égalitaire du 4 avril 1792, que Robespierre avait louée, on s'en souvient) et esclavagiste.

#### Guerre à l'aristocratie de la peau

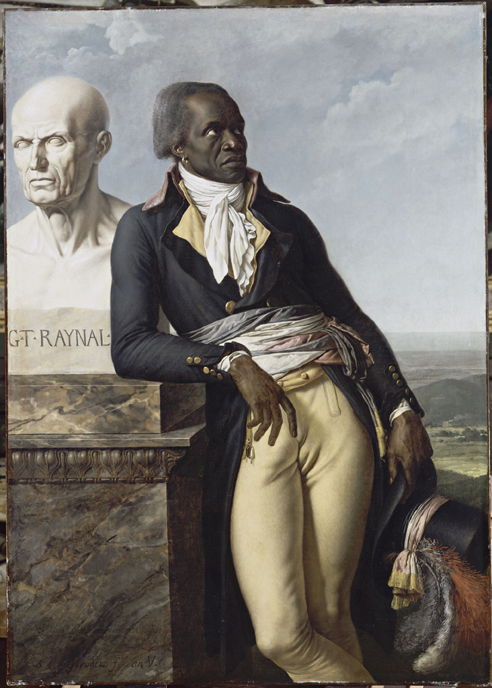
Portrait de Jean-Baptiste Belley par Girodet-Trioson, 1798.
Musée de l'Histoire de France, Versailles.

Or, au contraire, les papiers de la Commission Courtois montrent qu'en messidor an II (juillet 1794), quelques semaines avant sa mort, Robespierre, par l'intermédiaire de son bureau de police et de l'agent Claude Guérin, surveillait ce député et ses accointances avec deux intrigants de Saint-Domingue, Page et Brulley, en prison depuis le 17 ventôse an II (7 mars 1794). Les mêmes papiers signalent que dans sa correspondance avec Robespierre, son agent Jullien de Paris, alors en mission avec Prieur de la Marne, lui avait, en janvier 1794, annoncé l'arrivée prochaine à Paris de trois députés de Saint-Domingue – un blanc, Louis-Pierre Dufay, un mulâtre, Jean-Baptiste Mills, et un noir, Jean-Baptiste Belley, élus dans la colonie après l'abolition de l'esclavage par Sonthonax en août 1793. Deux d'entre eux (Dufay et Mills) furent alors arrêtés le 10 pluviôse an II-29 janvier 1794 sur dénonciation des commissaires esclavagistes, Page et Brulley, auprès du Comité de sûreté générale (notamment Amar qui recevait souvent depuis septembre 1793 les deux intrigants). Mais ils furent quatre jours plus tard libérés par le Comité de salut public après intervention de Belley et intégrés à la Convention, à la Montagne et au club des Jacobins. Après leur entretien avec Belley, les membres du Comité de salut public présents à Paris (à l'exception de Robert Lindet qui comme Amar au Comité de sûreté générale sympathisait avec Page et de Brulley) qualifièrent les Blancs de Saint-Domingue de « princes colons », d'aristocrates et assimilèrent les Noirs de Saint-Domingue aux patriotes des colonies,,,. La Feuille du Salut public, journal officieux du Comité de Salut Public, se montrait parmi les périodiques les plus enthousiastes dans la défense du décret. Dans son numéro du 25 pluviôse an II-13 février 1794 il présenta l'extrait du livre d'anticipation, L'an 2440, écrit par Louis-Sébastien Mercier en 1770 qui imaginait la victoire d'esclaves noirs insurgés dans une colonie, comme une prédiction. Or Louis-Sébastien Mercier était l'un des soixante-treize détenus girondins que Robespierre avait, en octobre 1793, sauvé d'une comparution devant le Tribunal Révolutionnaire.
Le 8 germinal an II (28 mars 1794), Dufay, Mills et Belley écrivirent au Comité de salut public une lettre précisant leurs requêtes quant à l'exécution de l'abolition de l'esclavage qui partit le 23 germinal an II (12 avril 1794). Mais ils s'inquiétaient surtout du décret relatif aux modalités d'arrestation de Léger-Félicité Sonthonax, et de Étienne Polverel, mis en accusation le 16 juillet 1793 pour avoir été girondins. Il s'agissait pour Dufay, Mills et Belley d'évincer de la commission le créole Simondes, un proche de Page et de Brulley. Après enquête, le 22 germinal (11 avril) Robespierre cosigna avec Barère, Carnot et Collot d'Herbois un arrêté de mise à exécution de l'injonction. Simondes fut ainsi remplacé par le capitaine Chambon. Le lendemain 23 germinal- 12 avril le décret d'abolition lui-même à mettre à exécution à Saint-Domingue par le même capitaine Chambon, est signé par Barère, Collot d'Herbois, Carnot et cette fois-ci Billaud-Varenne. Mais le 3 floréal an II-22 avril 1794, tous les cinq ainsi que Prieur de la Côte d'Or signent pour les petites Antilles françaises - Guadeloupe, Martinique, Sainte-Lucie - la nomination d'un troisième commissaire, Sijas, sur demande des deux autres, Victor Hugues et Pierre Chrétien. Ceux-ci jugèrent (par lettre du 26 germinal an II- 15 avril 1794 adressée en deux exemplaires à Barère et Billaud-Varenne) pour eux la tâche trop ardue « à l'échelle de trois grands colonies séparées par des bras de mer », souhaitaient se prémunir d'une catastrophe en cas de mort ou de maladie de l'un d'entre eux et demandaient à être arbitrés et départagés par un tiers en cas de divergence. Mais l'ordre arriva trop tard et Sijas ne put embarquer. On relève aussi que Robespierre ne signa pas la veille, 2 Floréal an II-21 avril 1794, l'ordre de suspension d'envoi du décret d'abolition aux Mascareignes, pourtant signé par les cinq autres collègues du CSP. Or le 6 thermidor an II (24 juillet 1794), Robespierre eut une assez violente altercation publique au club des jacobins avec le député créole des Mascareignes, Benoît-Louis Gouly, esclavagiste camouflé. Toutefois, il n'y était pas question de l'oppression des Noirs mais de grossières flagorneries que ce député suspect aurait formulées à l'égard de Robespierre à propos d'une conspiration que ce dernier dénonçait. Mais le 23 avril 1794 les trois députés de Saint Domingue, lui avaient écrit personnellement une lettre à la fois chaleureuse en souvenir de son attitude passée ferme et courageuse à l'assemblée constituante le 15 mai 1791, vis-à-vis de "l'ami du peuple de Saint-Domingue" et inquiète quant à la nécessité de vaincre les réticences dans l'application du décret de pluviôse an II qu'ils ressentaient chez un Barère, un Lindet, un Amar ou un Rewbell. Belley pouvait se sentir concerné par l'amendement Rewbell du 15 mai 1791 qui l'avait discriminé en sa qualité d'affranchi et que Robespierre avait tenté de faire annuler. Aussi à contre-courant de la mode thermidorienne, Jean-Baptiste Belley instrumentalisa-t-il en l'an III, dans ses réponses aux insultes écrites négrophobes de Gouly, la réaction de Robespierre.
Quant à la deuxième phrase écrite en privé pendant la crise des factions, elle peut aussi lui avoir été à nouveau influencée par Janvier Littée, mais elle fut de toute façon supprimée par Saint-Just quand il mit au propre les notes de son ami contre les Dantonistes pour son réquisitoire du 11 germinal an II (31 mars 1794), sans que leurs relations en fussent troublées. Saint-Just, qui connaissait d'ailleurs Page et Brulley pour s'être souvent entretenu avec eux, n'en signa pas moins avec Collot d'Herbois, au nom du Comité de salut public, l'ordre d'arrestation des deux colons, le 17 ventôse an II (7 mars 1794) sur requête le 6 ventôse (24 février) de la députation de Saint-Domingue. La Convention nationale vota le 19 ventôse an II (9 mars 1794), à l'encontre des colons esclavagistes, le décret suivant : « Article 1. Tous les colons qui ont été membres de l'assemblée de Saint-Marc et de celle connue depuis sous le nom d'Assemblée coloniale, les agents de ces assemblées actuellement en France, et les membres des clubs de Massiac et des colonies, seront mis en état d'arrestation ». Les dossiers de la police générale « indiquent qu'à la fin mars 1794, la nouvelle Commune robespierriste relaya la politique entamée par Chaumette et les Hébertistes, peu avant leur élimination, d'arrestations massives des membres d'assemblées coloniales, symboles vivants de l'aristocratie de la peau ». À partir d'avril deux membres du comité de salut public en mission dans les ports de l'Ouest de la France, Prieur de la Marne et Jeanbon Saint-André, agirent en ce sens à Nantes et à Brest,. Enfin dans le climat jacobin d'alors de février à la fin juillet 1794 la Convention reçut en provenance de la France entière plusieurs centaines de lettres de félicitations pour l'abolition de l'esclavage et de dizaines d'annonces de fêtes de cette même émancipation, organisées souvent sous la houlette de représentants en mission. La Convention thermidorienne arrêta, immédiatement après la chute de Robespierre, ces annonces et lectures d'adresses de félicitations. Le 21 ventôse an II-11 mars 1794 deux représentants en mission, Jean-Adam Pflieger[Lequel ?] à Châlons-sur Marne, Joseph Fouché à Lyon, informèrent par lettre le CSP de l'organisation de fêtes de l'abolition de l'esclavage. Le 20 prairial un colon de Saint-Domingue, Thomas Millet, détenu à la prison des Carmes, protesta par une lettre envoyée également au comité de salut public contre le dévoiement de la fête de l'Être Suprême : la présence de Dufay « agent de Pitt » et le soutien aux esclaves noirs insurgés. Cas unique à ce jour d'un colon esclavagiste qui ait perçu en Robespierre, de son vivant même, et non après sa mort dans le contexte des polémiques thermidoriennes, comme un partisan et acteur de l'application du décret du 16 pluviôse an II.

### L'Être suprême

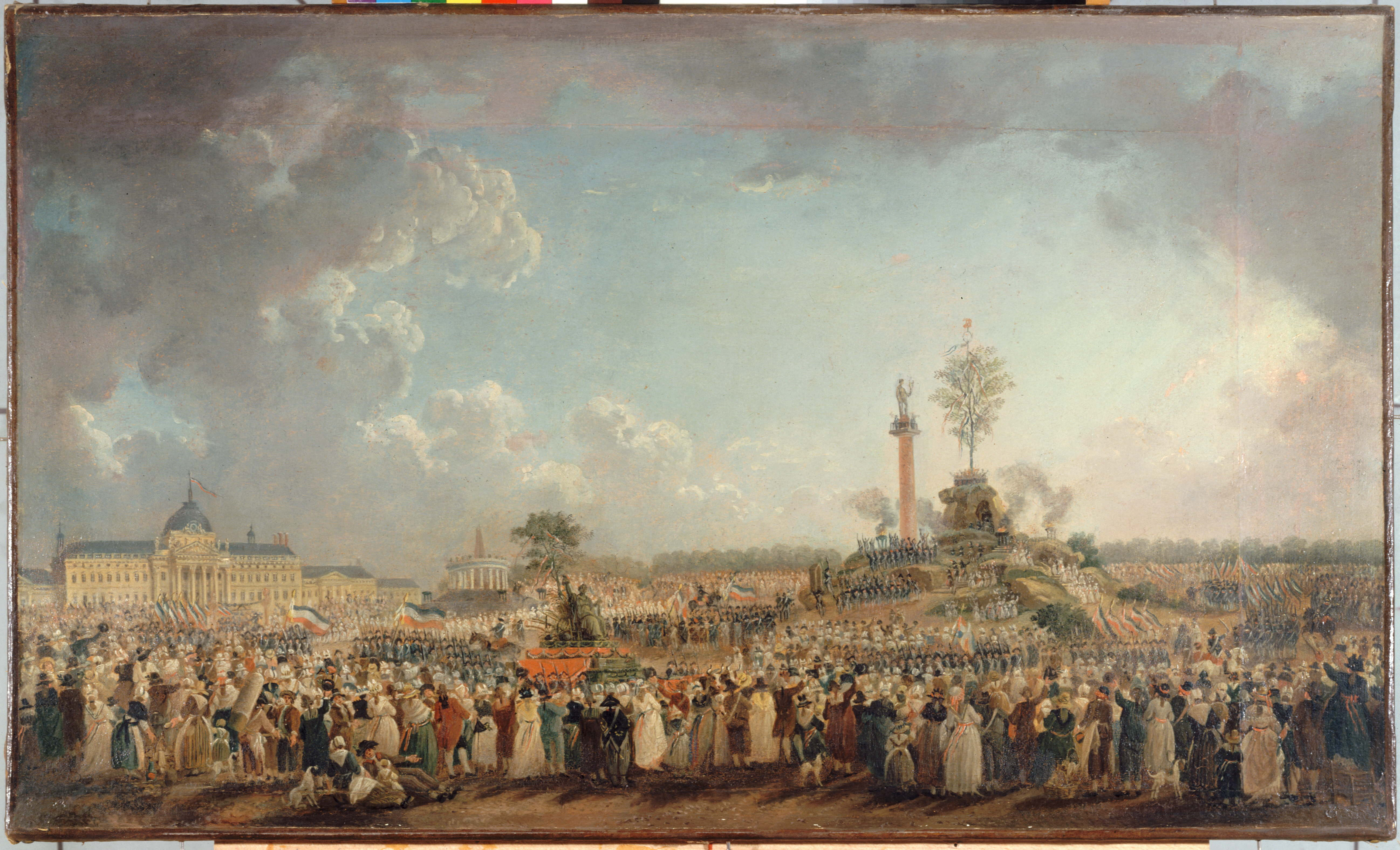
Fête de l’Être suprême au Champ de Mars, le 20 prairial an II, toile de Pierre-Antoine Demachy en 1794 (Musée Carnavalet, Paris).

Robespierre n'a jamais caché sa foi, commune à l'époque, en un Être suprême. Dès le 26 mars 1792, aux Jacobins, Guadet lui avait fait un crime d'invoquer la Providence – les Girondins ne lui pardonnaient pas d'être le principal opposant à leur projet guerrier. Loin de se dérober, il assuma :

« La superstition, il est vrai, est un des appuis du despotisme, mais ce n’est point induire les citoyens dans la superstition que de prononcer le nom de la divinité, j’abhorre autant que personne toutes ces sectes impies qui se sont répandues dans l’univers pour favoriser l’ambition, le fanatisme et toutes les passions, en se couvrant du pouvoir secret de l’éternel qui a créé la nature et l’humanité, mais je suis bien loin de la confondre avec ces imbéciles dont le despotisme s’est armé. Je soutiens, moi, ces éternels principes sur lesquels s’étaie la faiblesse humaine pour s’élancer à la vertu. Ce n’est point un vain langage dans ma bouche, pas plus que dans celle de tous les hommes illustres qui n’en avaient pas moins de morale pour croire à l’existence de dieu. Oui, invoquer le nom de la providence et émettre une idée de l’être éternel qui influe essentiellement sur les destins des nations, qui me paraît à moi veiller d’une manière toute particulière sur la révolution française, n’est point une idée trop hasardée, mais un sentiment de mon cœur, un sentiment qui m’est nécessaire ; comment ne me serait-il pas nécessaire à moi qui, livré dans l’assemblée constituante à toutes les passions, à toutes les viles intrigues, et environné de tant d’ennemis nombreux, me suis soutenu. Seul avec mon âme, comment aurais-je pu soutenir des travaux qui sont au-dessus de la force humaine, si je n’avais point élevé mon âme. Sans trop approfondir cette idée encourageante, ce sentiment divin m’a bien dédommagé de tous les avantages offerts à ceux qui voulaient trahir le peuple. »

À l'automne 1793, il se jette en travers de la vague déchristianisatrice. Les 21 et 28 novembre, aux Jacobins, il dénonça la déchristianisation comme une manœuvre contre-révolutionnaire.[réf. nécessaire]
Déjà, le 27 octobre, le Comité (Collot-d'Herbois, Robespierre, Carnot et Billaud-Varenne) avait écrit à André Dumont, représentant dans la Somme et l'Oise : « Il nous a paru que dans vos dernières opérations vous avez frappé trop violemment sur les objets du culte catholique. Une partie de la France, et surtout du Midi, est encore fanatisée. Il faut bien se garder de fournir aux contre-révolutionnaires hypocrites, qui cherchent à allumer la guerre civile, aucun prétexte qui semble justifier leurs calomnies ». Tout est dans cette lettre. La déchristianisation violente allait non seulement à l'encontre du principe de liberté des cultes mais risquait d'allumer partout de nouvelles Vendée. Les représentants en mission signalèrent des incidents à Mantes, Versailles, Corbeil, dans plus de 50 communes aux alentours de Coulommiers, à Rouen, à Meymac (en Corrèze, où 3 à 4 000 hommes s’insurgèrent le 10 décembre), à Poitiers, Metz, Tulle, La Charité, Périgueux, Montpellier, Troyes, Sézanne (dans la Marne), Château-du-Loir (dans la Sarthe), Dourdan (près de Versailles), à Dole et dans tout le Jura, à Argent et dans le Cher, dans la Haute-Vienne, dans le Gers, la Nièvre, en Eure-et-Loir, en Ariège, en Seine-et-Oise, dans le Gard, l’Aveyron, la Lozère, les Ardennes, le Mont-Blanc, etc.. Le risque d'embrasement était réel.
Le 6 décembre, Robespierre entraîna la Convention à défendre « toutes violences ou menaces contraires à la liberté des cultes », sans du reste « improuver ce qui a été fait jusqu'à ce jour en vertu des arrêtés des représentants du peuple »,.
Le 16 décembre, de Cassel, Hentz et Florent-Guiot, représentants à l'armée du Nord, écrivirent au Comité : « Robespierre a sauvé ce pays-ci ; ses inquiétudes étaient fondées. Il résultera pourtant un bien de tout cela ; c’est que le fanatisme est anéanti, non par les actes de violence commis, puisque nous les réparons, mais par la lâcheté de plusieurs prêtres, qui venaient d’eux-mêmes abdiquer, les uns pressés par la peur de la guillotine, les autres parce qu’ils étaient les scélérats moteurs du mouvement contre-révolutionnaire qu’on avait médité. Nous apportons de la consolation au peuple, et il nous bénit ; mais surtout attachons-nous à lui montrer que ce n’est que des faux patriotes qui, de concert avec Pitt et Cobourg, ont dirigé l’incartade sur les prêtres ».
Ceci étant, la déchristianisation n'était pas un mouvement athée. Le culte de la Raison, qui l'accompagnait, n'était rien moins que le culte de l'Être suprême. Le 30 novembre, lors d'une fête de la Raison, à Paris, dans l'église Saint-Roch, l'orateur déclara : « Ils sont renversés ces autels, où, pendant dix-huit cents années, on insulta l’être suprême, la raison et l’humanité. » Nombre de lettres de représentants en mission attestent le même sentiment. Un seul exemple suffira, celui de Cavaignac et Dartigoeyte, ardents déchristianisateurs, qui, le 9 novembre (donc bien avant la prise de position de Robespierre), d'Auch, avaient envoyé à la Convention les déclarations de plusieurs prêtres, dont celle de Michel Ribet, professeur de philosophie, qui renonçait à ses fonctions, reconnaissant « que tout ce que les prêtres enseignent, excepté l’amour d’un Être suprême et celui du prochain, n’est qu’un tissu d’erreur ».

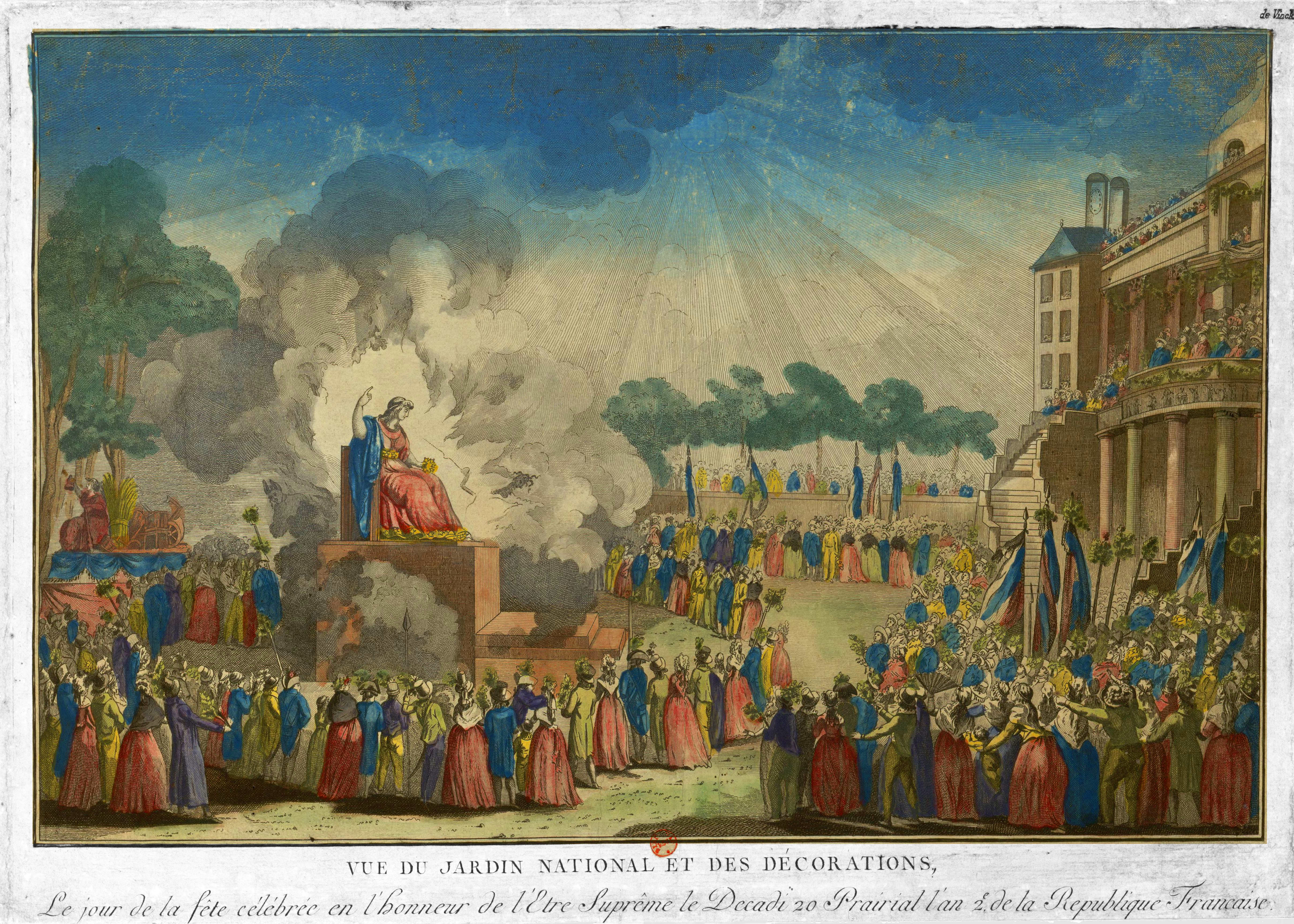
Vue du jardin national et des décorations, le jour de la fête célébrée en l’honneur de l’Être suprême (Musée Carnavalet, Paris).

Mais la déchristianisation, ayant entraîné le 5 octobre l'adoption du calendrier républicain, posait un autre problème, celui du remplacement des semaines de 7 jours par 3 décades de 10 jours, et donc le remplacement du dimanche par le décadi. Le 12 janvier, d'Auch, Dartigoeyte écrivit au Comité : « Le peuple avance chaque jour vers la raison et la morale publique. C’est à la marche sagement révolutionnaire du gouvernement que l’on doit ces succès. Une bigarrure existe cependant encore entre les prêtres déprêtrisés et les non-déprêtrisés ; cela forme l’objet d’une jalousie de commune à commune ; c’est même un moyen de fanatisme, qu’il faudrait peut-être extirper en décrétant que chaque citoyen payerait son ministre. Si l’on accordait une somme suffisante pour la célébration des fêtes décadaires, nous verrions bientôt le peuple oublier le dimanche et se façonner aux usages républicains. Le jour du décadi n’a pas d’attrait dans les campagnes, faute de quelques fonds pour payer des instruments, etc. C’est à vous, citoyens collègues, d’apprécier ces observations, que j’ai cru devoir vous soumettre ». Cette lettre était la première d'une longue série. Nombre de représentants signalèrent la nécessité de meubler le décadi et d'organiser les fêtes décadaires. Le 13 janvier, alors que la lettre de Dartigoeyte n'était pas encore arrivée, Musset et Delacroix, à Versailles, écrivirent au Comité : « Pressez le Comité d’instruction publique d’organiser promptement l’éducation nationale, l’instruction publique, les fêtes. L’édifice judaïque que la raison ébranle achèvera bientôt de s’écrouler, si vous savez le remplacer. Mais il ne faut pas perdre de temps ; car, surtout dans les campagnes, l’intervalle peut devenir terrible ».

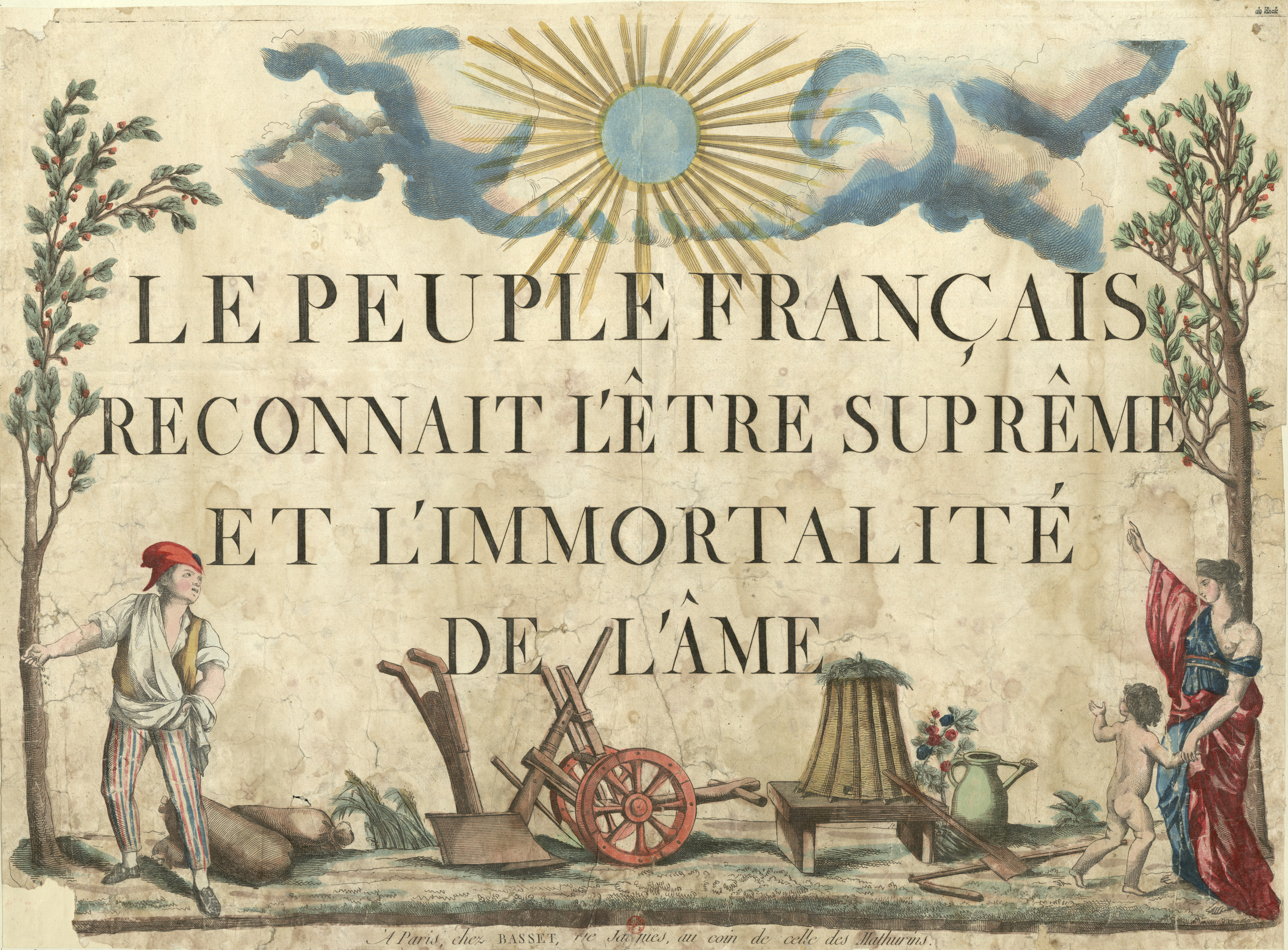
Le peuple français reconnaît l'être suprême et l'immortalité de l'âme, estampe anonyme, 1794, Paris, BnF, département des estampes et de la photographie.

Le comité d'instruction publique s'était déjà saisi du dossier. Dès le 10 janvier (21 nivôse), il avait adopté, sur un rapport du député Mathieu (de l'Oise), qu’« il y aura des fêtes révolutionnaires qui perpétueront les événements les plus remarquables de la Révolution », disposition déjà adoptée en principe le 2 janvier (13 nivôse),. Le 22 janvier (3 pluviôse), Mathieu fit un rapport au comité d’instruction publique sur les fêtes décadaires,. Le 27 février (9 ventôse), le comité d'instruction publique distribua aux députés de la Convention un projet de fêtes décadaires préparé par Mathieu (de l'Oise), dont l'article 5 portait : « Ces fêtes, instituées sous les auspices de l’Être-suprême, auront pour objet de réunir tous les citoyens, de leur retracer les droits et les devoirs de l’homme en société, de leur faire chérir la nature et toutes les vertus sociales. » Le 31 mars (11 germinal), le comité d'instruction publique autorisa Matthieu à se concerter avec le Comité de salut public au sujet de ce plan. Le 6 avril (17 germinal), Couthon annonça à la Convention que le Comité de salut public lui présenterait sous peu de jours « un projet de fêtes décadaires dédiées à l’Éternel, dont les Hébertistes n’ont pas ôté au peuple l’idée consolante ». Et le 7 mai (18 floréal), Robespierre fit son fameux rapport sur les idées religieuses et morales qui, pour finir, reprenait dans les grandes lignes, en le simplifiant, le projet de Matthieu (de l'Oise) sur les fêtes décadaires. L'article premier portait : « Le peuple français reconnaît l’existence de l’être suprême, et l’immortalité de l’âme », les articles 6, 7 et 15 :

« La République française célèbrera tous les ans les fêtes du 14 juillet 1789, du 10 août 1792, du 21 janvier 1793, du 31 mai 1793. Elle célèbrera, aux jours des décadis, les fêtes dont l’énumération suit : À l’Être suprême et à la Nature – Au Genre humain – Au Peuple français – Aux Bienfaiteurs de l’humanité – Aux Martyrs de la liberté – À la Liberté et à l’Égalité – À la République – À la Liberté du Monde – À l’amour de la Patrie – À la haine des Tyrans et des Traîtres – À la Vérité – À la Justice – À la Pudeur – À la Gloire et à l’Immortalité – À l’Amitié – À la Frugalité – Au Courage – À la Bonne foi – À l’Héroïsme – Au Désintéressement – Au Stoïcisme – À l’Amour – À la Foi conjugale – À l’Amour paternel – À la Tendresse maternelle – À la Piété filiale – À l’Enfance – À la Jeunesse – À l’Âge viril – À la Vieillesse – Au Malheur – À l’Agriculture – À l’Industrie – À nos Ayeux – À la Postérité – Au Bonheur. Il sera célébré le 20 prairial prochain (8 juin) une fête nationale en l’honneur de l’Être suprême. »

Ce rapport, diffusé par le Comité de salut public à des centaines de milliers d'exemplaires, fut accueilli dans toute la France avec un enthousiasme inimaginable. La Convention croula sous les félicitations. Rares furent cependant les félicitations adressées directement à Robespierre qui, à cette occasion, avait été l'organe du Comité de salut public, lequel, pour tous, était lui-même l'organe de la Convention. Néanmoins, quatre jours avant la fête de l'Être suprême, prévue le 20 prairial (8 juin), celle-ci l'élut à l'unanimité à sa présidence, ce qui l'amena à présider la fête.
On parle souvent de « culte de l'Être suprême », comme si le décret du 18 floréal instituait une nouvelle religion, voire un culte de la personnalité. En fait, la fête annuelle de l'Être suprême ne se différenciait guère des fêtes de la Raison, ni dans les discours ni dans les décors ni dans le déroulement, comme l'attestent les tableaux d'époque. Mais le terme « Être suprême » ne prêtait plus à confusion, contrairement à « Raison », ce qui explique sa popularité dans tous les milieux. Cette fête, organisée à Paris par Jacques-Louis David, fut en effet la plus somptueuse, la plus grandiose de la Révolution. À Paris, qui comptait alors 600 000 âmes, la fête réunit, d'après un contemporain, plus de 400 000 personnes. Ce chiffre paraît improbable ; du moins témoigne-t-il du succès indiscutable de cette fête. L'impression fut si forte que Jacques Mallet du Pan, rapporteur pour les Cours étrangères, écrivit : « on crut véritablement que Robespierre allait fermer l’abîme de la Révolution ».
Le seul point noir de cette fête furent les invectives de quelques députés, le dantoniste Laurent Lecointre en tête, contre Robespierre qui marchait devant eux en tant que Président de la Convention. Ils le traitèrent notamment de « Pontife ». Ces paroles insignifiantes, noyées dans la foule, mais que Robespierre semble avoir entendues, traversèrent l'histoire et arrivèrent jusqu'aux oreilles de Jules Michelet qui, viscéralement hostile à Robespierre, ne vit plus en lui que le Pontife de l'Être suprême, ne trouvant pas de meilleur moyen pour le discréditer. Alphonse Aulard reprit à son compte le procédé, inauguré par les Girondins. C'est oublier un peu vite que la croyance en un Être suprême n'était pas une exclusivité de Robespierre, que la fête de l'Être suprême ne fut pas son invention, et que ni cette croyance ni ces fêtes ne disparurent avec lui. Par ailleurs, le 26 Floréal II-15 mai 1794 au club des Jacobins, contre certains soutiens zélés en provenance du député montagnard de la Corrèze, Jacques Brival, Robespierre prit la défense d'un autre député montagnard du Morbihan présent, Joseph Lequinio, qui avait plaidé l'athéisme en novembre 1792 dans son livre Les Préjugés détruits. Selon l'Incorruptible, la Convention ne devait pas surveiller les consciences de chacun. Il fallait, considérait-il, distinguer « opinions personnelles » et « morale publique » ; Lequinio était à ce titre un bon patriote. Les déclarations des droits de 1789, 1793 et 1795 sont toutes trois placées sous les auspices de l'Être suprême. Le Journal de la Montagne du 22 messidor an II-10 juillet 1794 rendit compte de la fête de l'Être Suprême à Brest par son collègue du Comité de Salut Public, Prieur de la Marne, placée sous l'angle de l'universalité des principes dont la liberté des Noirs qui sera maintenue après Thermidor jusqu'en 1802.

### La chute
Deux attentats sont réputés avoir été perpétrés contre Robespierre. Le premier est dû au royaliste Henri Admirat qui, le 22 mai 1794, aurait suivi Maximilien de Robespierre et, par suite de hasards, ne réussissant pas à le rencontrer, avait déchargé en vain un ou deux coups de pistolets – les versions divergent – sur Jean-Marie Collot d'Herbois. Il fut arrêté, mis au secret et exécuté, sans jamais pouvoir s'expliquer publiquement, en compagnie d’un groupe de personnes qu’il ne connaissait pas, mais que l’on[Qui ?] accusa d’avoir comploté avec lui.

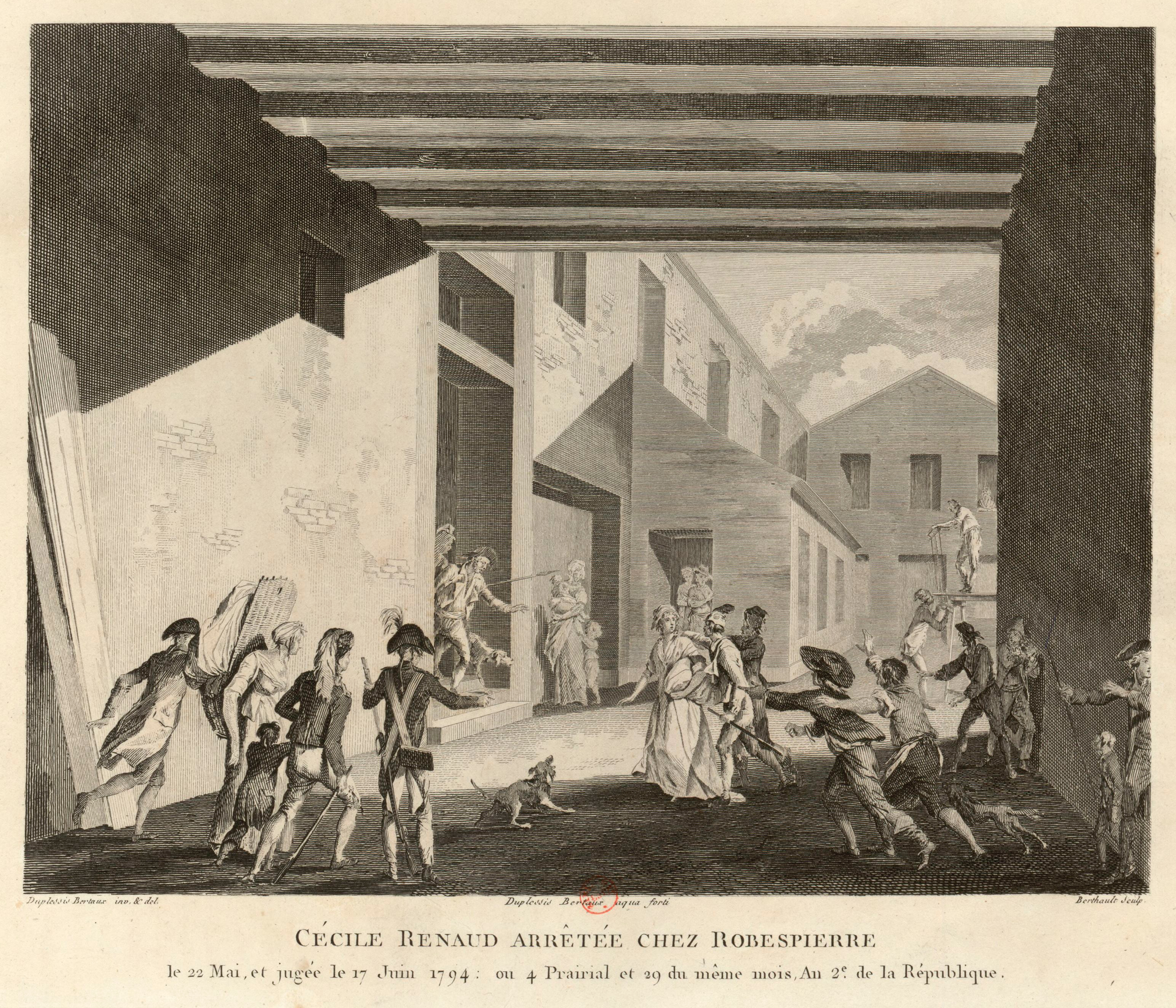
Cécile Renault arrêtée devant le domicile de Robespierre
(Paris, BNF, département des estampes).

L'autre fut celui prêté à Cécile Renault, jeune fille qui fut accusée d'être une seconde Charlotte Corday. Le 23 mai 1794, la jeune fille avait quitté son domicile de l'île de la Cité avec des garnitures destinées à la robe que sa couturière, demeurant rue des Deux-Ponts, lui confectionnait. C'est rue des Deux-Ponts, dans l'île Saint-Louis (loin de chez Robespierre), que Cécile Renault disparut assez mystérieusement pour réapparaître quatre heures plus tard dans les locaux de la police politique, qui cherchait à prouver qu'elle désirait assassiner Robespierre. Selon des procès-verbaux d'interrogatoire signés d'une croix, Cécile Renault aurait avoué s'être rendue chez Robespierre, rue Saint-Honoré. Contrairement à ce qu'indiquent de nombreux auteurs, comme Jean-François Fayard ou Gérard Walter, il n'existe aucune source selon laquelle Éléonore Duplay, la jugeant suspecte, l’aurait empêchée d’entrer et aurait appelé la garde. Emmenée au Comité de sûreté générale, où elle fut interrogée, Cécile Renault ne s'expliqua ni sur ses motivations ni sur l'acte lui-même qui reposait uniquement sur la déclaration d'agents du Comité de sûreté générale et du Tribunal révolutionnaire. Elle fut néanmoins condamnée à mort sans avoir pu s'expliquer publiquement, en même temps que sa famille, qui avait été arrêtée et placée au secret immédiatement après son arrestation.
Au printemps, Robespierre fut la cible de collègues de la Convention, anciens dantonistes comme Bourdon de l'Oise ou envoyés en mission rappelés à Paris comme Fouché et Barras, animés par la crainte ou un esprit de revanche, mais aussi du Comité de sûreté générale, qui lui reprochait la création du Bureau de police générale – habilité à prononcer des relaxes et destiné à diminuer l'influence de ce Comité – et la fête de l'Être suprême. Enfin, des conflits l'opposèrent à des membres du Comité de salut public.
Le 27 prairial (15 juin), Vadier présenta à la Convention un rapport sur une prétendue « nouvelle conspiration » – l'affaire Catherine Théot –, montée de toutes pièces par le Comité de sûreté générale, et obtint le renvoi de la prophétesse et de dom Gerle devant le Tribunal révolutionnaire. À travers cette « conspiration imaginaire », il visait Robespierre et le « culte de l'Être suprême » – mais aussi, selon Claude François Beaulieu, « l'extermination générale des prêtres, sous la dénomination de fanatiques ». Après s'être fait remettre, le soir même, le dossier de l'affaire par René-Dumas et Antoine Fouquier-Tinville, Robespierre obtint de ses collègues du Comité de salut public, le 29 prairial (17 juin), qu'un nouveau rapport soit présenté à la Convention et qu'il en serait chargé. Le 9 messidor (27 juin), il réclama la révocation de Fouquier-Tinville, trop lié à ses yeux au Comité de sûreté générale. Le lendemain, lors de la séance du Comité de salut public, réunissant Barère, Billaud-Varenne, Carnot, Collot-d'Herbois, Robert Lindet, Robespierre et Saint-Just (arrivé à Paris dans la soirée), cette demande fut refusée. Gérard Walter suppose également que Robespierre put donner lecture de son projet de rapport. Toujours est-il que la conversation dégénéra, des critiques lui furent adressées, peut-être sur son rapport, et il fut traité de « dictateur ». Selon le député René Levasseur, il serait alors sorti en s'écriant : « Sauvez la patrie sans moi », suivi de Saint-Just.

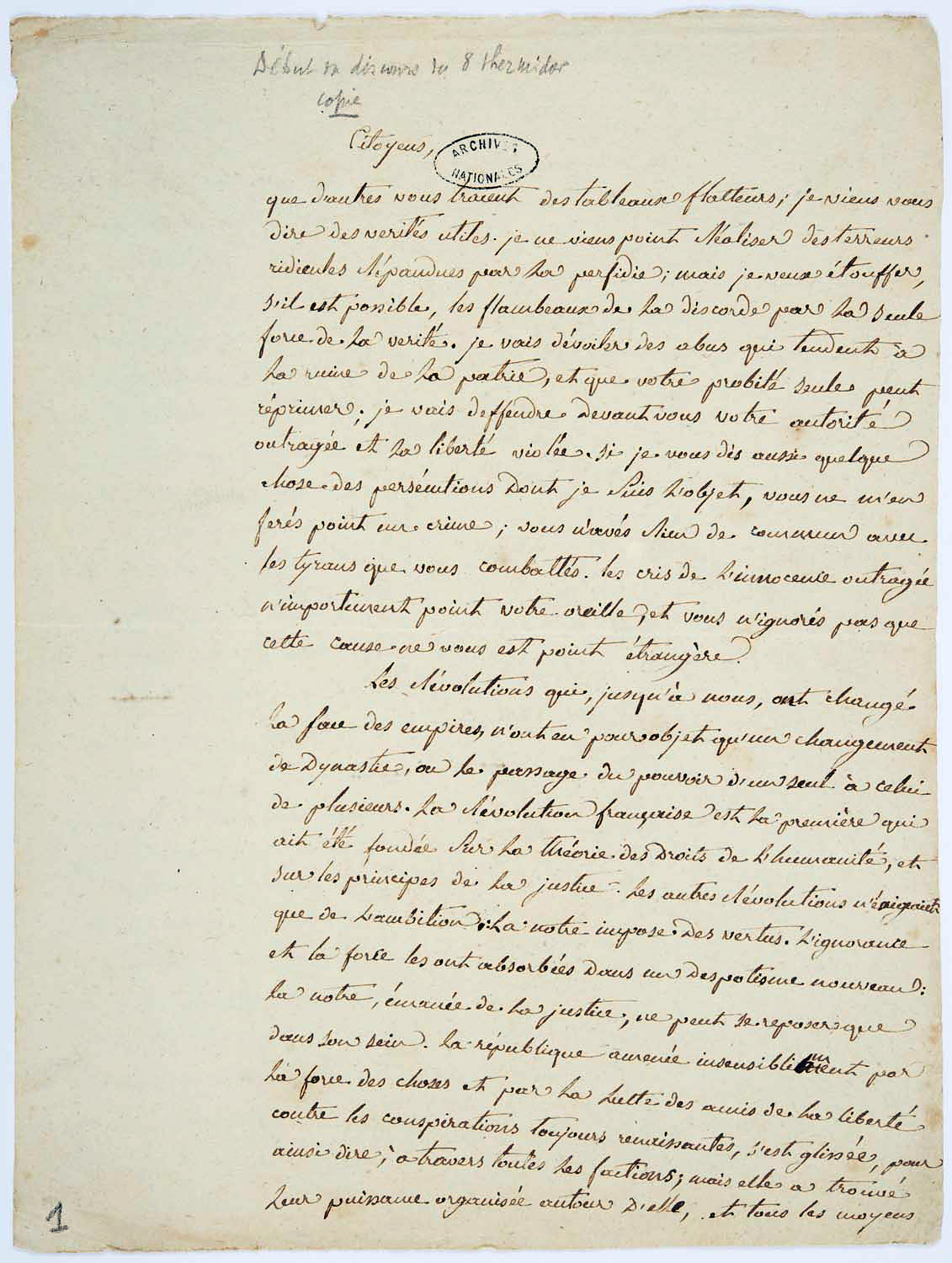
Discours de Robespierre du 26 juillet 1794, Archives nationales.

À partir de ce jour, Robespierre cessa d'assister aux réunions du Comité, jusqu'au 5 thermidor (23 juillet). En revanche, il continua de prendre part aux séances de la Convention et surtout des jacobins, où il avait de vrais amis et de solides soutiens.
Après un long silence, une tentative de conciliation fut orchestrée par Saint-Just et Barère le 5 thermidor (23 juillet). Durant cette réunion, Billaud-Varenne, qui avait précédemment traité Robespierre de « Pisistrate », lui dit : « Nous sommes tes amis, nous avons toujours marché ensemble », et il fut décidé que Saint-Just présenterait un rapport sur la situation de la République. Robespierre se rendit finalement devant la Convention, où il mit au jour les attaques dont il était victime et proposa de modifier la composition des Comités de salut public et de sûreté générale, et de subordonner le second au premier, le 8 thermidor (26 juillet).
Ce 8 thermidor (26 juillet), une violente polémique l'oppose à Pierre-Joseph Cambon sur le coût pour les finances publiques de l'affaire dite des rentes viagères, que Cambon veut liquider, ce qui risque de jeter des « bons citoyens » dans le champ de l'anti-Révolution selon Robespierre.
D'abord applaudi, le discours de Robespierre suscita finalement l'inquiétude parmi la Convention travaillée par les adversaires de Robespierre, qui finirent par obtenir le soutien du groupe du Marais, peu soucieux, après la victoire de Fleurus, le 26 juin 1794, de maintenir le gouvernement révolutionnaire et le dirigisme économique.
Le 9 Thermidor an II (27 juillet 1794), Robespierre est empêché de s’exprimer à la Convention et invectivé de toutes parts quand un des représentants « à mauvaise conscience », Louis Louchet, qui était proche de Fouché, demanda le décret d’accusation contre lui. La proposition est votée à main levée et Robespierre arrêté en compagnie de Louis Antoine de Saint-Just et de Georges Couthon. Augustin Robespierre et Philippe-François-Joseph Le Bas se joignirent volontairement à eux et le groupe fut emmené par les gendarmes. Toutefois, aucune prison n'accepta d'enfermer les prisonniers, qui se retrouvèrent libres à l'Hôtel de Ville de Paris. La Commune de Paris avait fait sonner le tocsin et s'apprêtait à l'insurrection, mais Robespierre tergiversa à donner l'ordre du soulèvement. Affolés, les députés votèrent sa mise hors-la-loi, ce qui équivalait à une mort sans procès. La nuit avançant et l'ordre d'insurrection ne venant pas, les rangs de la Commune finirent par se clairsemer et, le 10 thermidor an II (28 juillet 1794), vers deux heures du matin, une troupe dirigée par Paul Barras fit irruption dans l'Hôtel de Ville sans rencontrer beaucoup de résistance.
Lors de cette arrestation mouvementée, Le Bas se suicide et Augustin de Robespierre saute par la fenêtre et se brise la jambe. Maximilien, lui, est gravement blessé à la mâchoire sans que l'on sache précisément si c'est le gendarme Charles-André Merda dit Méda, qui lui a tiré dessus ou s'il s'agit d'une tentative de suicide.
| - Appel adressé à la section des Piques, celle de Robespierre, par le Comité d'exécution de la Commune dans la nuit du 9 thermidor an II (27 juillet 1794), avec la signature interrompue de Robespierre (Ro…) et une tache (de sang ?) au bas de la page. - Lettre du 10 thermidor an II (28 juillet 1794) écrite par Augustin Robespierre et signée par lui, de son frère Maximilien et Saint-Just à l'intention de Georges Couthon encore emprisonné : « Couthon, tous les patriotes sont proscrits, le peuple tout entier est levé, ce serait le trahir que de ne pas te rendre avec nous à la Commune, où nous sommes actuellement. » - L'attaque de l'Hôtel-de-Ville par les troupes de la Convention (10 thermidor an II - 28 juillet 1794). La colonne de la Convention arrive sur la place de Grève vers deux heures du matin. Robespierre se tire une balle dans la bouche mais il échoue dans sa tentative de suicide. Son coup de pistolet lui fracture complètement la mâchoire et la joue est percée par des éclats d'os. Philippe Le Bas manie son arme d'une main plus sûre et ne se manque pas. Augustin Robespierre désespéré de la blessure de son frère se jette d'une fenêtre sur la place. Georges Couthon, laissé au bord de l'escalier de l'Hôtel de ville, est poussé, tombe et se blesse grièvement à la tête. Saint-Just, impassible, se laisse emmener sans un mot. Jean-Baptiste Coffinhal parvient à s'échapper, mais dénoncé, il est arrêté quelques jours plus tard. Dessin de Charles Monnet (1732-1810), gravé par Isidore Stanislas Helman. - Arrestation des robespierristes à l'Hôtel de Ville, le 10 thermidor an II (28 juillet 1794). Au centre de l'image, le gendarme Merda tire sur Robespierre. Détail d'une gravure coloriée de Jean-Joseph-François Tassaert, musée Carnavalet. |

### L'exécution

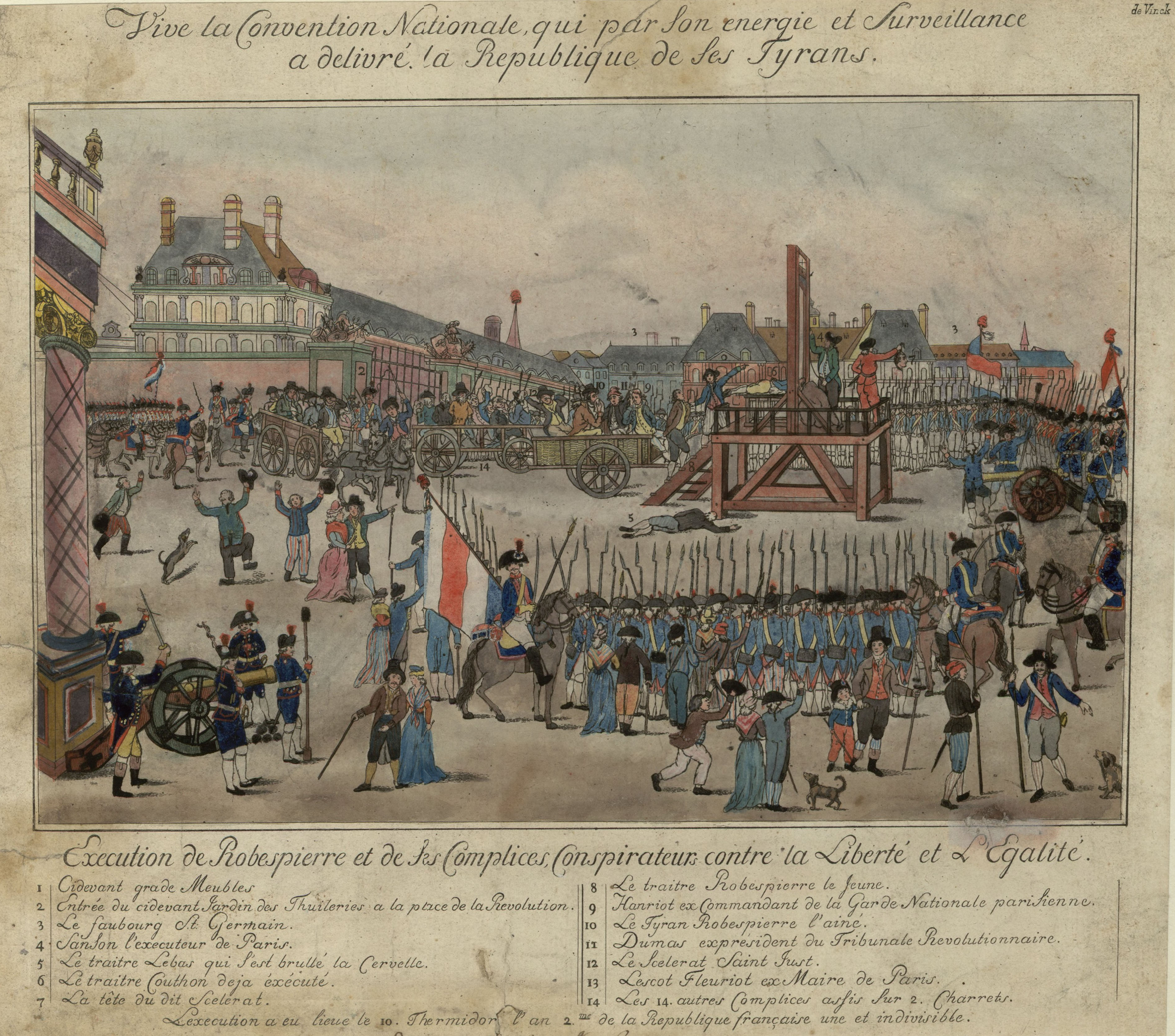
Exécution de Robespierre et de ses complices conspirateurs contre la liberté et l'égalité : vive la Convention nationale qui par son énergie et surveillance a délivré la République de ses tyrans, estampe anonyme, 1794, Paris, BnF, département des estampes et de la photographie.

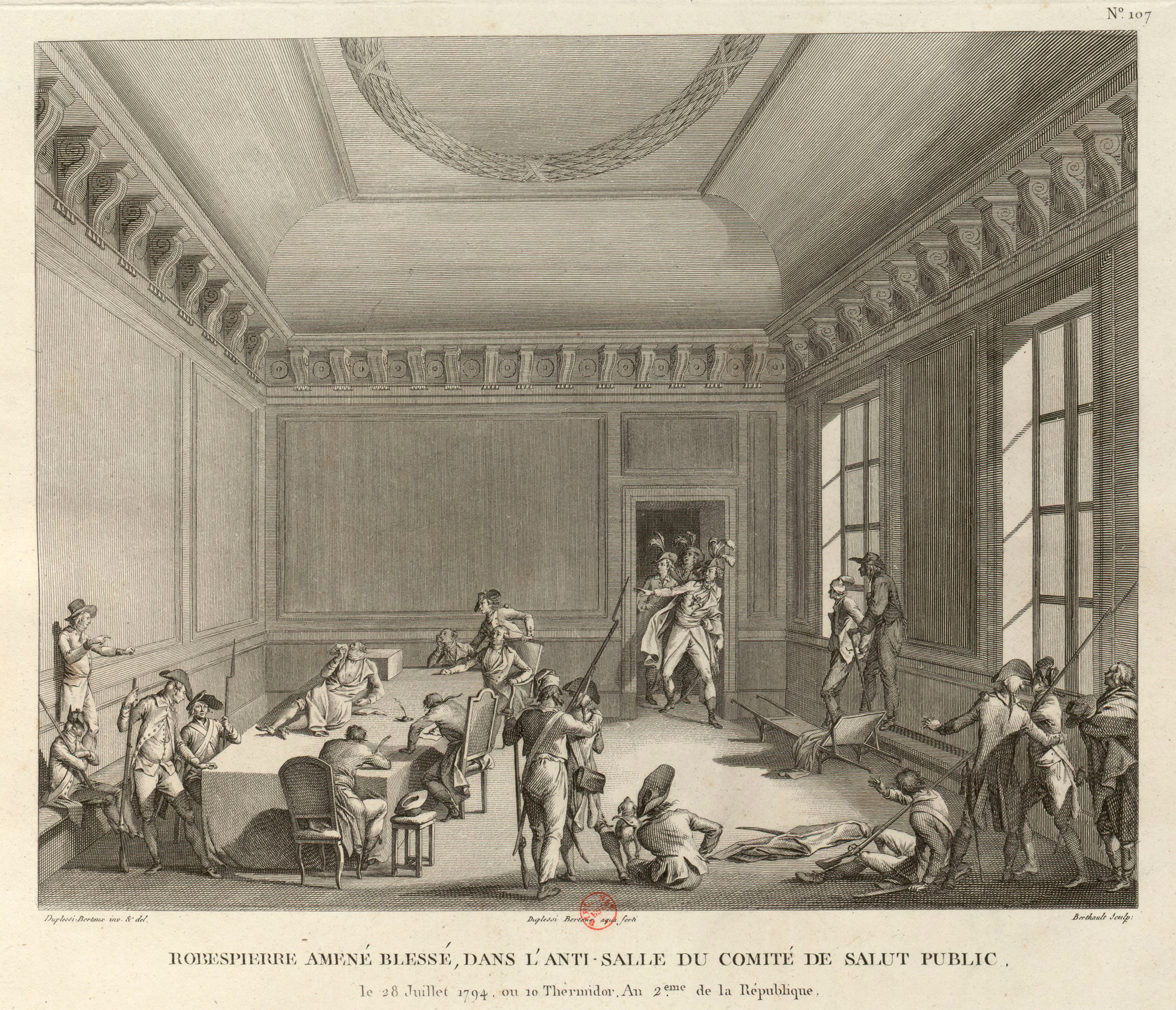
Robespierre amené blessé, dans l'anti-salle du Comité de salut public, le 28 juillet 1794, ou 10 Thermidor An II. Gravure de Berthault d'après un dessin de Duplessis-Bertaux, Collection complète des tableaux historiques de la Révolution française, 1802, Paris, BnF.

Le 10 thermidor an II (28 juillet 1794) après-midi, les prisonniers sont conduits au Tribunal révolutionnaire, où Fouquier-Tinville fait constater l’identité des accusés, qui, mis hors la loi, ne bénéficiaient pas de procès.
Ainsi, Robespierre est condamné sans procès et guillotiné, place de la Révolution, l'après-midi même du 10 thermidor an II (28 juillet 1794), sous les acclamations de la foule, en compagnie de vingt et un de ses amis politiques, dont Saint-Just et Couthon ainsi que son frère, Augustin Robespierre. Les vingt-deux têtes furent placées dans un coffre en bois, et les troncs rassemblés sur une charrette. On jette le tout dans une fosse commune du cimetière des Errancis et l’on répand de la chaux, afin que le corps du « tyran » Robespierre ne laisse aucune trace. Le lendemain et le surlendemain, quatre-vingt-trois partisans de Robespierre sont également guillotinés. Une épitaphe courut à son sujet :
Passant, ne pleure point mon sort

Si je vivais, tu serais mort.
En 1840, des partisans de Robespierre fouillèrent le sol du cimetière des Errancis, alors fermé depuis une trentaine d’années, sans découvrir aucun corps.
Sa chute contribua, dans les jours et semaines qui suivirent, à un démantèlement progressif du gouvernement révolutionnaire, emporté par la réaction thermidorienne : adoption, dès le 11 thermidor, du renouvellement par quart tous les mois des comités (les membres étant inéligibles pendant un mois) ; nomination de dantonistes et de modérés au sein des comités de salut public et de sûreté générale ; rattachement, le 1er fructidor (24 août), de chacune des douze commissions exécutives remplaçant depuis le 1er floréal (20 avril) le Conseil exécutif aux douze principaux comités, et non plus au seul comité de salut public, et cantonnement des compétences de ce dernier et du comité de sûreté générale aux domaines de la guerre et de la diplomatie, pour l'un, de la police, pour l'autre (le comité de législation récupérant l'administration intérieure et la justice) ; suppression de la loi de Prairial ; réduction du nombre de comités de surveillance révolutionnaire à un par district en province et douze à Paris (au lieu de quarante-huit), limitation de leurs prérogatives et modification des conditions d'accès dans un sens défavorable aux sans-culottes. Ce démantèlement du système de l'an II, et particulièrement de l'appareil répressif n'aboutit pas, cependant, à la mise en accusation de tous ceux qui avaient organisé la Terreur et en avaient largement profité en mettant la main sur les biens des nobles et des banquiers exécutés, ces derniers chargeant Robespierre de tous leurs méfaits et n'hésitant pas à falsifier les documents historiques. La chute de Robespierre conduisit également à la remise en cause de la politique dirigiste, démocratique et sociale pratiquée par ce gouvernement afin de satisfaire le mouvement populaire des sans-culottes.
Dès sa chute, tous les Duplay furent emprisonnés ; la femme de Maurice Duplay, âgée de cinquante-neuf ans, fut, quant à elle, retrouvée pendue dans son cachot le 11 thermidor. Éléonore Duplay ne se maria jamais et vécut le reste de sa vie dans le regret de son grand homme.
| - La mort de Robespierre. Cette gravure anglaise représente Robespierre comme un lâche hypocrite incapable de se conduire avec dignité lors de son exécution. Estampe gravée par Giacomo Aliprandi d'après un dessin de Giacomo Beys, Paris, BnF, département des estampes et de la photographie, vers 1799. - M.J. Maximilien Robespierre : surnommé le Catilina moderne, exécuté le 10 Thermidor an 2.e, de la République, estampe anonyme, Paris, BnF, 1794. - Notes rédigées par Robespierre à 7 nivôse (27 décembre 1793), saisies chez lui le jour de son exécution. Archives nationales. |

## Culture philosophique et politique
Robespierre a subi l'influence intellectuelle de L'Esprit des lois de Montesquieu. Il était fasciné par l'histoire politique de la Rome antique, ce qui est attesté par des discours émaillés de métaphores antiques qui exaltent l'héroïsme de Caton et de Brutus.
Mais le fondement essentiel de la culture politique de Robespierre, devenu député d'Arras, réside dans l'œuvre de Jean-Jacques Rousseau. Il s'est profondément inspiré du Contrat social, ainsi que de l'article « Économie politique » de l'Encyclopédie, où l'on voit Machiavel dénoncer la tyrannie. Il reste attaché à la parole de son maître Rousseau qui a défendu Le Prince de Machiavel, d'où il ressort une manière de concevoir le rapport entre morale et politique chez Robespierre qui associe l'immoralité au despotisme.
Robespierre est à l'origine de la fête de l'Être suprême (voir paragraphe Être suprême). Bien que certains thèmes maçonniques soient discernables dans les festivités du 20 prairial an II (8 juin 1794), notamment par le biais de la terminologie employée (allusions à l’« Univers », au « Temple » de l’« Être suprême », aux nœuds de la « fraternité universelle »...), Robespierre lui-même n'a pas intégré la franc-maçonnerie, contrairement à certains membres de son entourage comme Georges Couthon.

## Historiographie

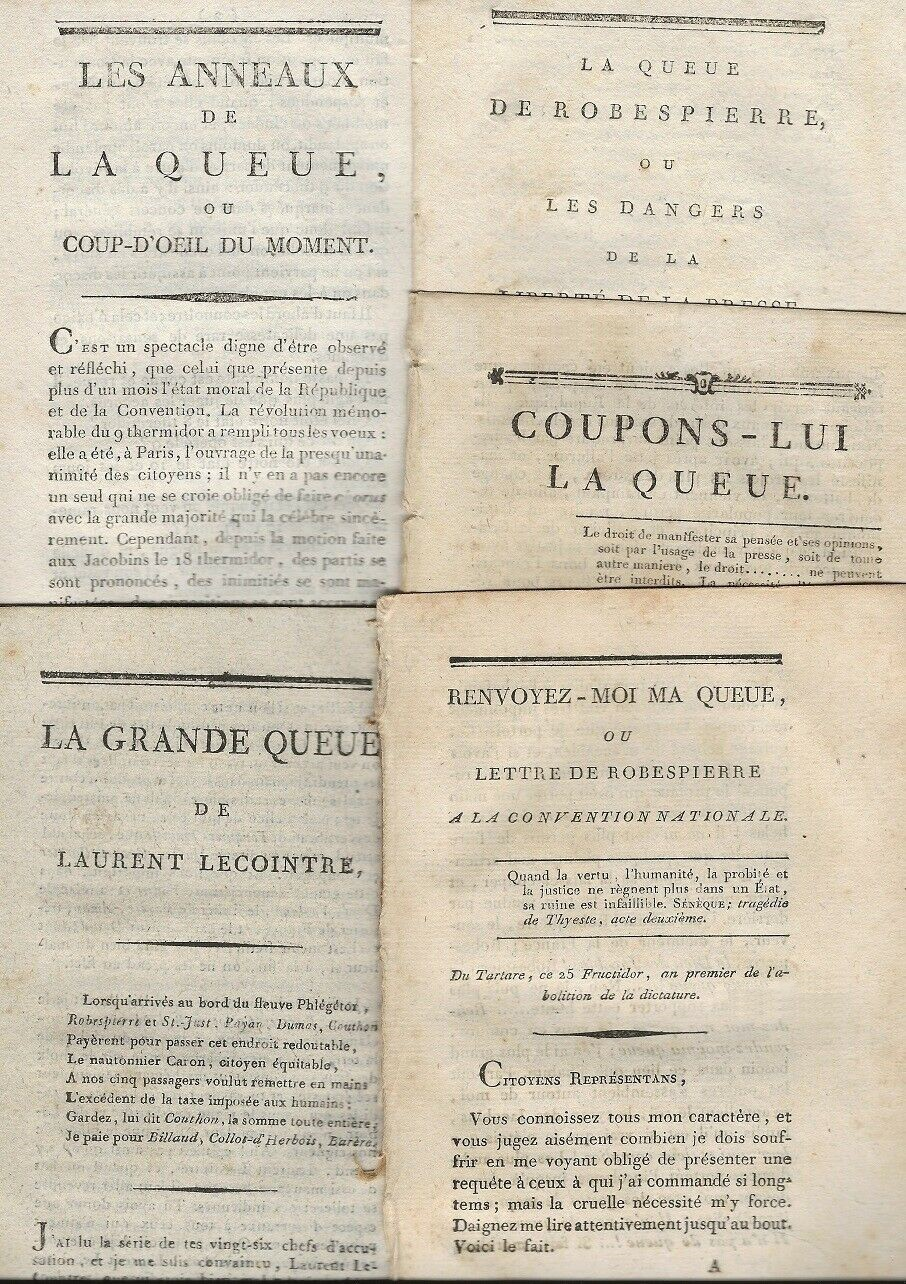
Dans son pamphlet thermidorien La Queue de Robespierre publié le, Méhée de La Touche dénonce Collot d’Herbois, Billaud-Varenne et Vadier comme des terroristes sanguinaires, continuateurs du tyran Robespierre. Le succès de ce libelle se fonde sur le croisement des registres politique, animal et grivois, tant et si bien qu'il engendre une vingtaine de suites, reprises et réponses.

Au lendemain du 9 Thermidor, devant des manifestations de sympathie à l'égard des vaincus – plusieurs suicides ou tentatives de suicide, apparition de chansons pleurant la mort de Robespierre, diverses manifestations d'hostilité à l'encontre de chanteurs antirobespierristes –, les Thermidoriens favorisèrent le développement d'une campagne de presse et de pamphlets à l'origine de la légende noire de Robespierre. Juste après l'exécution des robespierristes, Jean Joseph Dussault fit paraître dans plusieurs journaux un portrait dans lequel il tenta d'expliquer son ascendant par une capacité à profiter avec adresse de circonstances qu'il aurait été incapable de créer. Le lendemain, un article anonyme d'inspiration girondine le décrivit comme un mauvais patriote, protecteur des prêtres, fanatique lui-même, despote en devenir, insistant comme Dussault sur ses « talents médiocres » et « une grande flexibilité aux circonstances, la science d'en profiter, sans savoir les faire naître ». Le Journal de Perlet expliqua que Robespierre envisageait une nouvelle épuration qui l'aurait conduit vers le trône. Le Journal des Lois, peut-être le premier, tenta de le faire passer pour un Tartuffe et un Sardanapale, faisant de Cécile Renault une maîtresse délaissée dont il aurait voulu se débarrasser. Le Perlet évoqua de prétendues orgies dans une maison d'Issy et un projet de mariage avec Marie-Thérèse de France, destiné à le faire reconnaître comme roi. Cette dernière affirmation fut reprise par Barras à la barre de la Convention, qui présenta la fille de Louis XVI comme la maîtresse de l'Incorruptible. Dans son numéro du 7 fructidor (24 août), le Journal des Lois accusa encore Robespierre d'être un affameur du peuple. Autre affirmation de cette presse : Robespierre aurait machiné, en accord avec les « tyrans étrangers », la Terreur pour dégoûter les autres peuples des principes révolutionnaires.

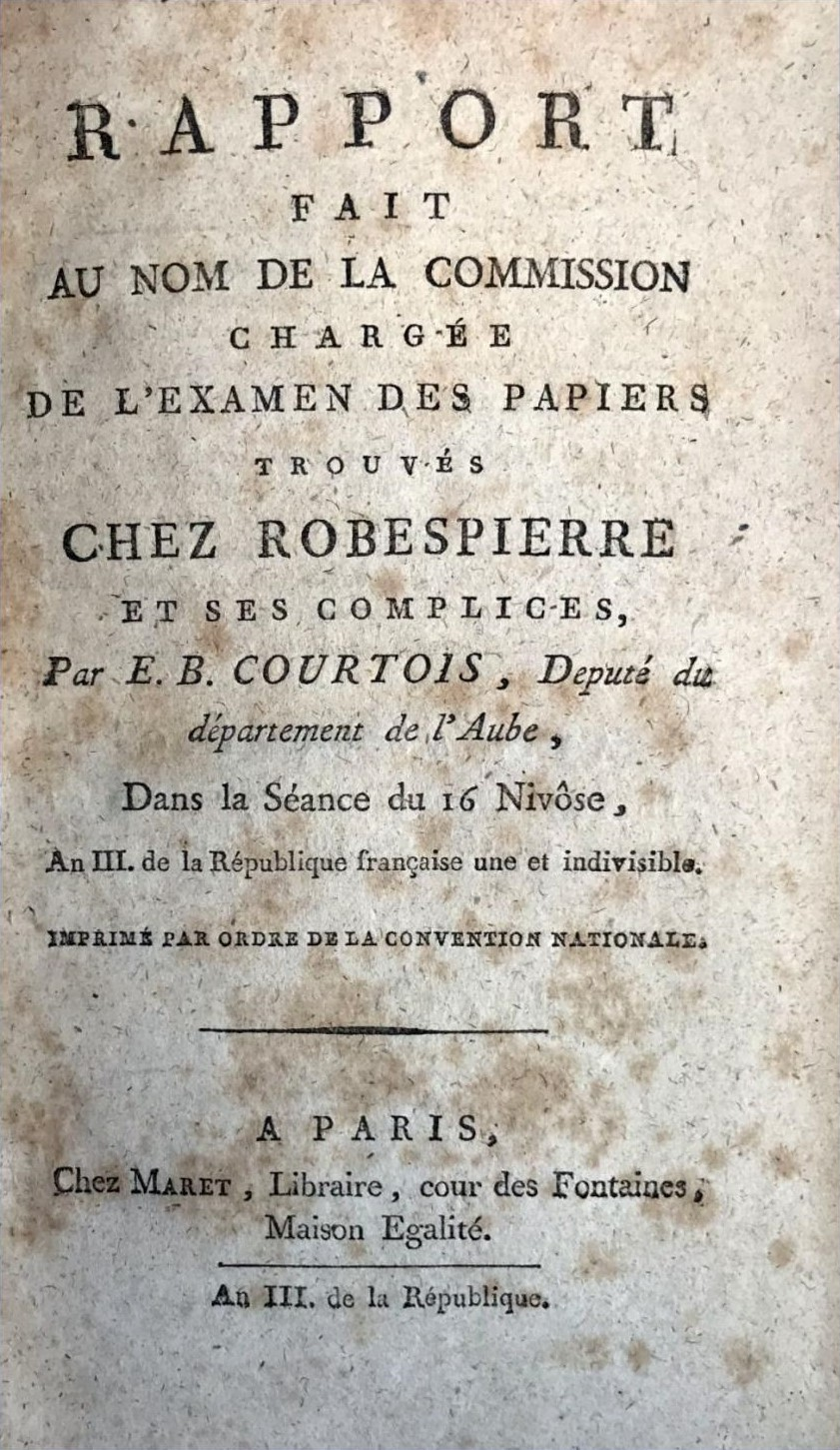
Page de titre du Rapport fait au nom de la Commission chargée de l'examen des papiers trouvés chez Robespierre et ses complices. Établi par Edme-Bonaventure Courtois aux lendemains du 9 Thermidor, le document est publié en 1795.

Une commission dirigée par Edme-Bonaventure Courtois fut chargée de donner rapport des papiers saisis chez les robespierristes, afin de donner corps aux accusations de conspiration qui avaient justifié leur mise en accusation. Celui-ci fut distribué aux députés le 28 pluviôse an III (16 février 1795), déclenchant aussitôt une vive polémique, de nombreuses pièces ayant disparu. Des députés s'étaient entendus avec Courtois pour faire disparaître des documents estimés compromettants. Par ailleurs, Courtois avait conservé des papiers, qui furent saisis à son domicile sous la Restauration.
Parallèlement, l'ancien constituant Pierre-Louis Roederer fit paraître une mince plaquette, le Portrait de Robespierre, rédigée à la hâte et signée Merlin de Thionville ; le premier, il considérait que le « cas Robespierre » tenait de la pathologie, celui d'un tempérament « mélancolique » devenu « atrabilaire ». En nivôse an III, Galart de Montjoie publia une Histoire de la conjuration de Maximilien Robespierre, biographie mêlant des « révélations » issues de la presse thermidorienne, des racontars issu des Actes des Apôtres et des résumés des comptes rendus parlementaires.
En 1795 parut une brochure anonyme intitulée Vita del despota sanguinario della Francia Massimiliano Robespierre et traduite « du français en italien », sans doute rédigée par un ecclésiastique réfractaire réfugié en Italie. Le récit sur son enfance y était particulièrement fantaisiste, l'apparentant au régicide Damiens à la suite des Actes des Apôtres.
À la même époque parut à Hambourg une brochure, La Vie et les crimes de Robespierre surnommé le Tyran, depuis sa naissance jusqu'à sa mort, œuvre de l'abbé Proyart signée « M. Le Blond de Neuvéglise, colonel d'infanterie légère ». Si son information n'était pas toujours de première main et si « son authenticité [laissait] souvent à désirer », l'auteur réfutait plusieurs fables imprimées en France et à l'étranger.
Dans son histoire de la Révolution, Jacques Necker évoqua lui aussi Robespierre, qu'il avait connu au début de sa carrière politique et dont il n'envisageait pas sans amertume le degré d'élévation auquel il était parvenu, supérieur à celui de l'ancien ministre de Louis XVI. Le premier, il fit de Robespierre « l'inventeur de l'exécrable et fameuse journée du 2 septembre ». Dans le même temps, il condamnait les inventions des thermidoriens et des émigrés, qui avaient échoué à percer le mystère de Robespierre. Autre ministre de Louis XVI, Antoine François Bertrand de Molleville s'attacha également à « l'énigme Robespierre » dans son Histoire de la Révolution de France, parue entre l'an IX et l'an XI. Jugeant son rôle « aussi étonnant qu'exécrable », il ne trouva d'autre explication, pour justifier sa brusque élévation, que sa haine à l'égard d'un Ancien Régime qui ne laissait « aucune chance favorable à [son] ambition » et sa lâcheté, qui l'incitait à commettre « les assassinats sans nombre dont il se rendit coupable ».
En 1815 parurent trois ouvrages rédigés sous l'Empire mais saisis par la police : l’Histoire de la Révolution de l'abbé Papon, l’Essai historique et critique de la Révolution de Pierre Paganel et les Considérations de Germaine de Staël. Au contraire de leurs prédécesseurs, ces auteurs jugeaient que Robespierre marquerait durablement l'histoire, sa figure émergeant seule de cette période. Insistant également sur ses tendances égalitaires, l'abbé Papon jugeait qu'il se distinguait par « l'austérité et le désintéressement » dont il faisait montre.
Dans ses écrits consacrés à la Révolution (Mes réflexions en 1816, le Cours de philosophie positive en 1830-1842, le Système de politique positive en 1851-1854) Auguste Comte décrivit Robespierre comme un personnage au « caractère essentiellement négatif », auquel il reprochait d'avoir promu un « déisme légal », inspiré de Jean-Jacques Rousseau et associé au régime concordataire de Napoléon Ier, et l'opposa au mouvement encyclopédique de Denis Diderot et à Danton. Dans le même temps, il témoigna de son admiration pour la conception du gouvernement révolutionnaire instauré par la Convention. Après sa mort, le positiviste Pierre Laffitte reprit fidèlement cette analyse dans les conférences qu'il donna à la Bibliothèque populaire de Montrouge, résumées dans La Révolution française de Jean François Eugène Robinet, ainsi que dans le cadre des célébrations du centenaire de la Révolution.
La première tentative de réhabilitation de Robespierre fut l'œuvre de Guillaume Lallement, auteur anonyme, entre 1818 et 1821, d'une compilation de l'ensemble des discours et rapports des assemblées parlementaires de la Révolution éditée par Alexis Eymery ; le tome XIV, consacré à l'an II, donnait une large place à Robespierre, dont il faisait le portrait en préalable aux événements du 9-Thermidor. Puis, en 1828, Paul Mathieu Laurent, dit Laurent de l'Ardèche, publia sous le pseudonyme de « Uranelt de Leuze » une Réfutation de l'histoire de France de l'abbé de Montgaillard (parue l'année précédente), ardent panégyrique de Robespierre.

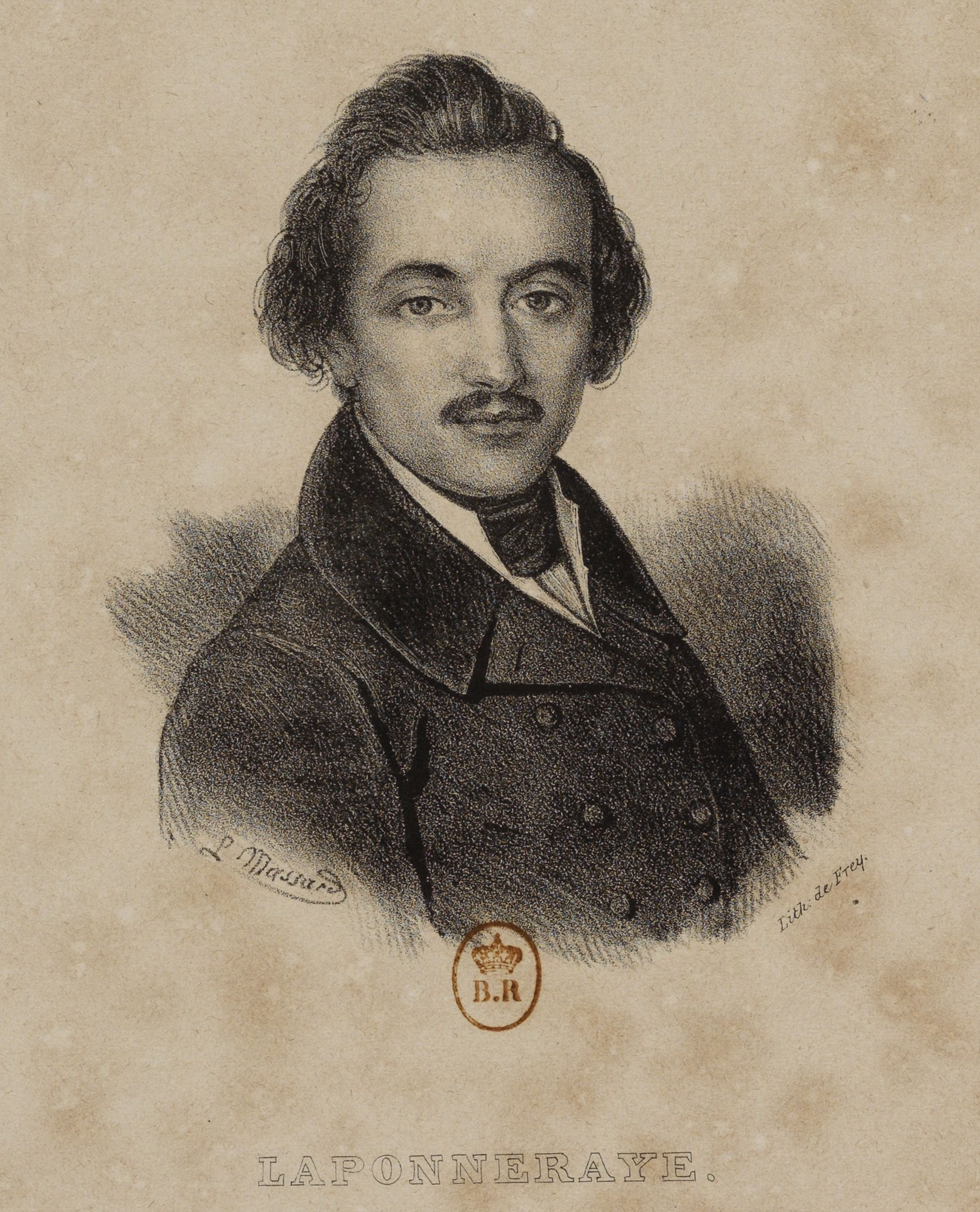
Albert Laponneraye, estampe, Paris, BnF, 1835.

À la veille de la révolution de 1830 parurent de faux Mémoires de Robespierre, généralement attribués à Auguste Barbier et Charles Reybaud, mais peut-être commencés par Joseph François Laignelot, qui avait été un intime de Charlotte de Robespierre. Cet écrit témoignait de l'opinion de la génération de 1830 sur Robespierre. Selon l'auteur, l'opinion selon laquelle Robespierre avait pu être un agent de l'étranger était tout à fait discréditée ; son incorruptibilité ne faisait aucun doute ; enfin, son intention, dans les derniers mois de sa vie, était de mettre fin à la Terreur et de purger la Convention de ses membres les plus criminels.
Cette entreprise de réhabilitation connut une avancée décisive avec Albert Laponneraye, qui entreprit en 1832 la publication des discours de Robespierre en fascicules, avant d'éditer les Mémoires de Charlotte Robespierre sur ses deux frères en 1835 puis les Œuvres de Maximilien Robespierre en quatre volumes en 1840, qu'il contribua largement à diffuser.

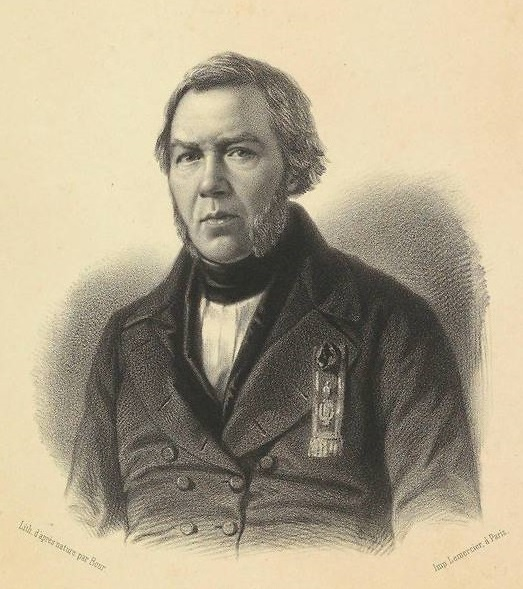
Philippe Buchez, lithographie de Charles Bour.

La génération de 1848 bénéficia, quant à elle, de la publication de l’Histoire parlementaire (1834-1838) de Philippe Buchez et de Pierre-Célestin Roux-Lavergne, et de l'achèvement de la réimpression de l’ancien Moniteur (1840-1845) par Léonard Gallois, qui vinrent contrebalancer les mémoires et témoignages, subjectifs, des contemporains. Cet apport documentaire favorisa un renouvellement historiographique, avec l’Histoire des Girondins (1847) d'Alphonse de Lamartine, l’Histoire de la Révolution française (1847-1853) de Jules Michelet et celle de Louis Blanc (1847-1855), qui firent toutes de Robespierre « le centre de leurs investigations », même si seul Louis Blanc lui était plus nettement d'emblée favorable. Sous le Second Empire, Ernest Hamel publia une Histoire de Robespierre (1865-1868) considérée comme hagiographique, mais très bien documentée.
Sous la Troisième République, les auteurs se détournèrent de Robespierre, assimilant la Terreur à la Commune de Paris (1871), comme Hippolyte Taine dans Les Origines de la France contemporaine (1875-1893), ou faisant de Robespierre un « pontife », adversaire de l'athéisme, de la libre-pensée et de la laïcité, comme Alphonse Aulard. En 1889, lors du centenaire de la Révolution, l'épopée militaire fut privilégiée, avec les figures de Carnot, Hoche, Marceau, Desaix et surtout Danton,.
Jean Jaurès contribua à ramener Robespierre au devant de la scène avec son Histoire socialiste de la Révolution française (1902-1905), tout en ouvrant vers les Hébertistes et les Enragés. En 1907, l'érudit Charles Vellay créa la Société des études robespierristes, qui publia à partir de 1908 les Annales révolutionnaires, devenues en 1924 les Annales historiques de la Révolution française, ainsi que les Œuvres complètes de Robespierre en dix puis onze volumes. L'un de ses premiers et principaux membres, Albert Mathiez fut le principal acteur de ce mouvement, qui fit de Robespierre la figure centrale de la Révolution, s'opposant à Aulard, son ancien maître, dans une lutte demeurée fameuse. À sa suite, on trouvait La Révolution française Georges Lefebvre ou le Robespierre de Gérard Walter, qui pointaient les limites de Robespierre sur les questions sociales et financières. Ce dernier ouvrage, selon Joël Schmidt, « n'a pas été dépassé par l'abondance de sa documentation »Schmidt 2011, p. 321. Par la suite, si le rôle de Robespierre dans la Révolution ne fut pas remis en cause, la recherche historique ouvrit de nouveaux champs, avec l'exploration du mouvement sans-culottes, des Hébertistes et des Enragés, sous l'influence d'Albert Soboul.
En 1956, au lendemain des élections législatives, l'Assemblée nationale vota une résolution invitant le gouvernement « à organiser avec le maximum d'ampleur la célébration du deuxième centenaire de la naissance de Robespierre » en 1958, « en particulier à organiser, en son honneur, un hommage solennel, une journée dans les écoles et les universités, à favoriser par de larges subventions les travaux historiques, les expositions et les œuvres dramatiques ».
Dans les années 1960, en parallèle à une contestation du modèle communiste et soviétique, qui s'étaient affirmés les héritiers de la Révolution, l'école révisionniste ou libérale, emmenée par François Furet, Denis Richet et Mona Ozouf, contribua à remettre en cause cette image de Robespierre. Ainsi, François Furet écrivait le 7 juillet 1989 dans L'Express : « Dans cette sagesse fin de siècle, Robespierre n’a pas vraiment été réintégré dans la démocratie française. La droite veille sur cet ostracisme en brandissant les mauvais souvenirs. Mais l’Incorruptible a plus à craindre de ses amis que de ses ennemis. En l’embrassant trop étroitement, l’historiographie communiste l’a entraîné dans un redoublement de désaffection. » Les travaux de Patrice Gueniffey et de Laurent Dingli se situent dans leur droite ligne.
En 1986, en prévision de l'aboutissement commémoratif de cette réaction antirobespierriste, dans l'historiographie progressiste non marxiste, Max Gallo fit paraître sa Lettre ouverte à Maximilien Robespierre sur les nouveaux muscadins.
Oublié des célébrations nationales du Bicentenaire de la Révolution, Robespierre demeure une figure majeure de l'histoire française, comme en témoigne la floraison des associations – les Amis de Robespierre pour le Bicentenaire de la Révolution (ARBR), créés à Arras en 1987, l'Association Maximilien Robespierre pour l'idéal démocratique (AMRID), fondée en 1988 par Marianne Becker – et publications depuis 1989, et un personnage controversé, partagé entre les tenants de l'école jacobine et ceux des écoles néo-libérale et contre-révolutionnaire, entre « des avocats et des procureurs ».
Ainsi, la mise en vente chez Sotheby's le 18 mai 2011 d'un lot de manuscrits, comprenant des discours, des projets d’articles de journaux, des brouillons de rapports devant être lus à la Convention, un fragment du discours du 8 thermidor et une lettre sur la vertu et le bonheur, conservés par la famille Le Bas après la mort de Robespierre a suscité une mobilisation parmi les historiens et dans le monde politique ; Pierre Serna a publié un article intitulé : « Il faut sauver Robespierre ! » dans Le Monde, et la Société des études robespierristes lancé un appel à souscription, tandis que le PCF, le PS et le PRG alertaient le ministère de la Culture,,. Lors de la vente, l’État a fait valoir son droit de préemption pour acquérir le lot à 979 400 euros au nom des Archives nationales. Ces manuscrits sont consultables en ligne sur le site des Archives nationales.

## Postérité

### Héritage politique

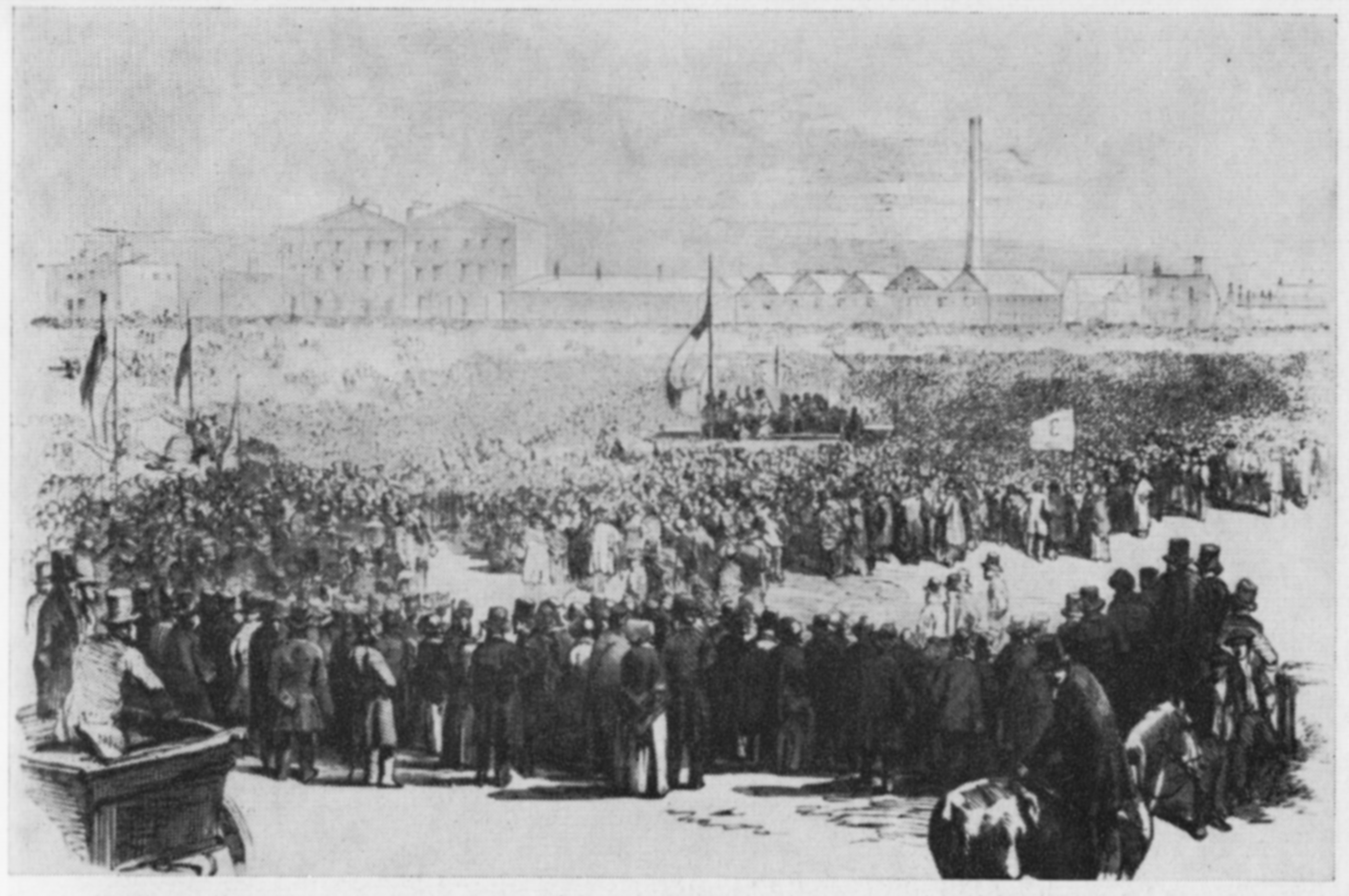
Dessin d'un meeting du mouvement chartiste, en 1840.

Le robespierrisme est un terme pour désigner une réalité mouvante ou pour qualifier des hommes qui partageaient ses idées. Plus généralement, il désigne toutes les personnes qui se réclament de la personne ou de la pensée de Maximilien de Robespierre. Parmi ceux qui se sont réclamés de Robespierre, figurent notamment le mouvement chartiste anglais, un certain nombre de républicains et de socialistes français des années 1830-40 – on a parlé de néo-robespierrisme – (comme Albert Laponneraye, éditeur des Œuvres de Robespierre et des Mémoires de Charlotte de Robespierre, Philippe Buchez, qui a publié une Histoire parlementaire de la Révolution, Étienne Cabet, auteur d'une Histoire populaire de la Révolution française de 1789 à 1830 ou Louis Blanc, qui a écrit une Histoire de la Révolution française) instruits par Philippe Buonarroti, mais aussi les mouvements socialiste et communiste (avec la monumentale Histoire de la Révolution française de Jean Jaurès ou les travaux de l'historien Albert Mathiez).
L'association des Amis de Robespierre entreprend différentes tâches de défense de la mémoire de son œuvre et de sa vie.

### Littérature

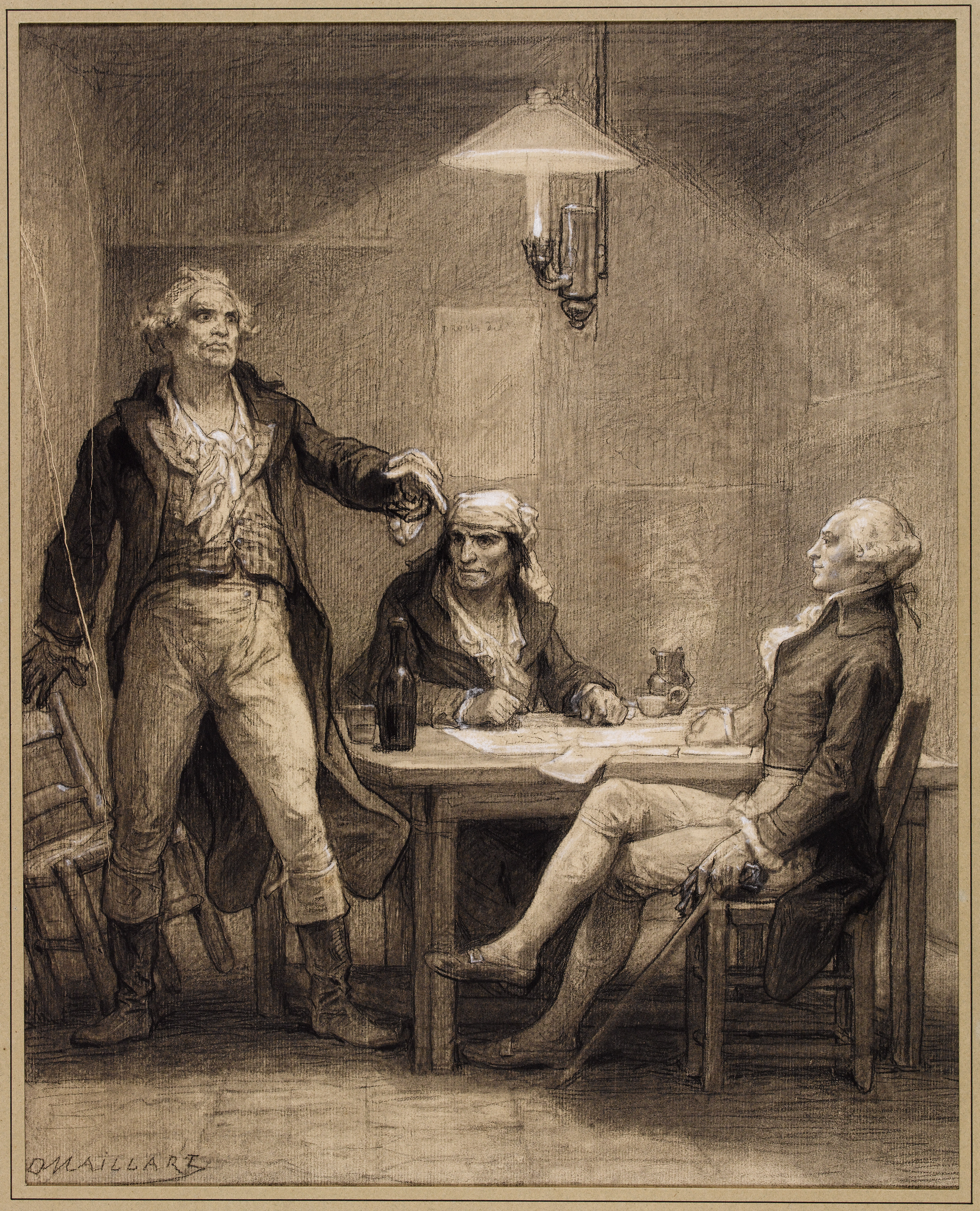
Danton, Marat et Robespierre réunis au cabaret de la rue du Paon.
Dessin de Diogène Maillart pour une édition illustrée du roman Quatrevingt-treize de Victor Hugo, 1876.

Charles Nodier a consacré à Robespierre un article, intitulé « De la littérature pendant la Révolution. Deuxième fragment. Éloquence de la tribune. Robespierre », dans la Revue de Paris en septembre 1829. Il a été repris, sous le titre « Robespierre l'aîné », dans ses Souvenirs, épisodes et portraits pour servir à l'histoire de la Révolution et de l'Empire (1831) puis, sous le titre « La Montagne », dans Recherches sur l'éloquence révolutionnaire dans le tome 7 des Œuvres de Charles Nodier (1833). Même s'il présente Robespierre comme un personnage médiocre « exhaussé par l'opinion et les événements » et brosse un portrait de l'orateur conforme aux stéréotypes du temps pour ne pas trop heurter son public devant l'audace de son analyse, Nodier lui sait gré d'avoir, avec son frère Augustin, entrepris de canaliser, « dans le sens d'un ordre politique relativement viable, les forces génératrices de chaos », à travers notamment l'instauration du culte de l'Être suprême. De même, il lui reconnaît une supériorité d'ordre esthétique dans l'éloquence et affirme « qu'il faut chercher peut-être dans [ses] discours […] presque tout ce qu'il y avait de spiritualisme et de sentiments humains dans l'éloquence conventionnelle ». En particulier, il fait montre d'admiration pour le discours du 7 prairial, où Robespierre affirme faire peu de cas de sa propre vie, après les tentatives d'assassinat d'Henri Admirat et de Cécile Renault, et celui du 8 thermidor, où il retrouve le dessein de pacification et de restauration de l'ordre public qu'il lui attribue.
Honoré de Balzac traite Robespierre comme un personnage à part entière dans Les Deux Rêves, paru dans La Mode en mai 1830 puis intégré dans Sur Catherine de Médicis. Dans ce texte, Catherine de Médicis apparaît en songe à Robespierre et justifie le massacre de la Saint-Barthélemy, qui n'a pas été motivé, explique-t-elle, par une animosité personnelle ou le fanatisme religieux, mais pour le salut de l'État. Fréquent dans la littérature royaliste de l'époque, le rapprochement entre ce massacre et ceux de la Révolution contribue à expliquer ces derniers en voulant réhabiliter la politique de la reine. Il ne lui reproche pas la Terreur, mais de l'avoir exercée au nom d'un principe démocratique. En dehors de ce texte, la figure de Robespierre dans l'œuvre de Balzac est « uniformément antipathique, l'archétype du tyran sans cœur et sans scrupule », même si, jusqu'à la révolution de 1848, il témoigne d'une réelle admiration devant la grandeur de sa destinée. Il figure ainsi parmi les génies qui ont changé la face du monde dans l'édition de 1846 de la lettre d'adieu de Lucien de Rubempré à Vautrin, avant de passer dans le rang de ceux dont le rôle a été uniquement destructeur, dans son exemplaire personnel.
Robespierre apparaît dans des ouvrages historiques d'Alexandre Dumas (Louis XVI et la Révolution, Le Drame de 93), ainsi que dans plusieurs de ses romans fleuves : le cycle des Mémoires d'un médecin (on trouve quelques allusions dans Le Collier de la reine, Le Chevalier de Maison-Rouge et surtout dans La Comtesse de Charny) et les deux parties de Création et rédemption (1863), Le Docteur mystérieux et particulièrement La Fille du marquis. C'est également le cas dans la nouvelle La Rose rouge. S'appuyant particulièrement sur les ouvrages historiques de Jules Michelet et Alphonse de Lamartine, Dumas s'inspire surtout du premier pour le présenter comme « un personnage qui ne sait pas vivre, rongé par la jalousie et l'ambition », sans lui reconnaître la même grandeur, son principal reproche étant « l'incapacité de Robespierre pour la jouissance et le bonheur ».

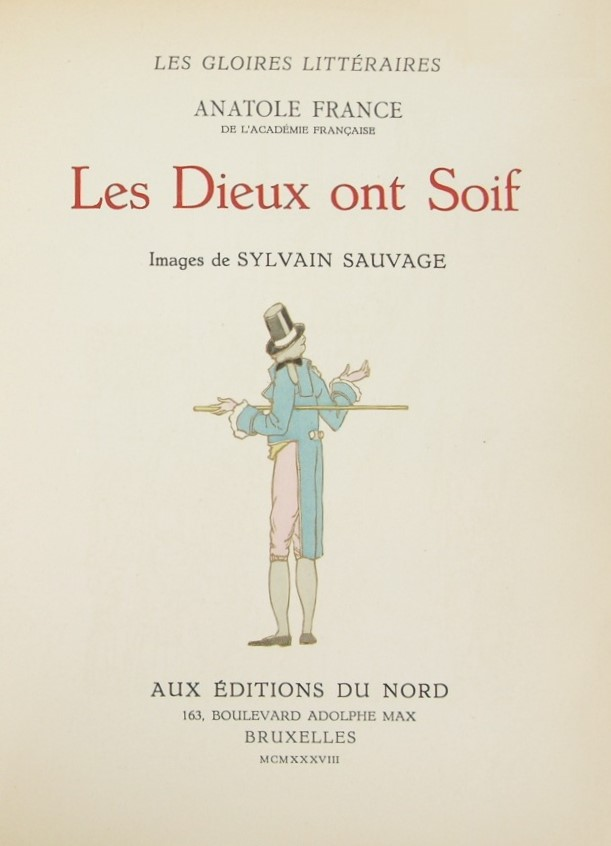
Illustration de Sylvain Sauvage pour la page de titre d'une édition bruxelloise du roman Les dieux ont soif d'Anatole France, 1938.

Dans Histoire de ma vie, George Sand prend la défense de Robespierre, victime à ses yeux « des calomnies de la réaction ». S'appuyant sur les écrits de Lamartine, elle le juge « le plus humain, le plus ennemi par nature et par conviction des apparentes nécessités de la terreur et du fatal système de la peine de mort », mais aussi « le plus grand homme de la révolution et un des plus grands hommes de l'histoire ». Si elle lui reconnaît « des fautes, des erreurs, et par conséquent des crimes », elle s'interroge :

« Mais dans quelle carrière politique orageuse l'histoire nous montrera-t-elle un seul homme pur de quelque péché mortel contre l'humanité? Sera-ce Richelieu, César, Mahomet, Henri IV, le maréchal de Saxe, Pierre le Grand, Charlemagne, Frédéric le Grand, etc., etc.? Quel grand ministre, quel grand prince, quel grand capitaine, quel grand législateur n'a commis des actes qui font frémir la nature et qui révoltent la conscience? Pourquoi donc Robespierre serait-il le bouc-émissaire de tous les forfaits qu'engendre ou subit notre malheureuse race dans ses heures de lutte suprême,, ? »

Dans Les Misérables (1862), Enjolras, le chef des étudiants révolutionnaires, exprime son admiration à l'égard de Jean-Jacques Rousseau et Robespierre. Dans son dernier roman, Quatrevingt-treize (1874), Victor Hugo met en scène la rencontre (imaginaire) entre trois grandes figures de la Révolution française : Marat, Danton et Robespierre,.
Jules Vallès offre de Robespierre une image foncièrement négative, concomitante à l'empreinte qu'il exerce sur lui. Avant 1871, Robespierre apparaît comme un visage pâle, paternel, celui de la violence froide et de la mort, un corps raide, hiératique, un héritier de Plutarque et de Jean-Jacques Rousseau, porteur du déisme du XVIIIe siècle. Cette critique devient une autocritique dans les années 1865-1866, sous l'influence de Pierre-Joseph Proudhon. Après l'expérience de la Commune, jugeant la génération 1848 et se jugeant lui-même à la lumière de Robespierre, il dénonce la tyrannie du patrimoine culturel classique enseigné dans les collèges et le système éducatif du XIXe siècle, se reprochant d'avoir imité des imitateurs de l'Antiquité, à travers Rousseau et Robespierre. Pourtant, signale Roger Bellet, la hargne de Vallès à l'égard de « Rousseau n'est pas automatiquement réversible sur Robespierre » ; son déisme « voulait sans doute être à usage populaire », celui d'une religion non ecclésiastique, Vallès pouvait partager sa critique du « philosophisme », sa critique d'un « monde de scolastique philosophique et émeutier » est plus proche de Robespierre que d'Hébert.
En 1912, Anatole France met en scène Évariste Gamelin, un jeune peintre jacobin, fidèle de Marat et de Robespierre, dans son roman Les Dieux ont soif. L'Incorruptible apparaît lui-même dans le chapitre XXVI, peu avant le 9-Thermidor. L'épisode de la promenade dans les jardins Marbeuf, lieu à la mode à l'époque, avec Brount, son chien danois, et de l'échange avec le petit Savoyard est déjà présent dans l’Histoire de la Révolution française de Louis Blanc et l’Histoire de Robespierre d'Ernest Hamel, qui l'ont tiré des mémoires manuscrits d'Élisabeth Le Bas.

### Théâtre

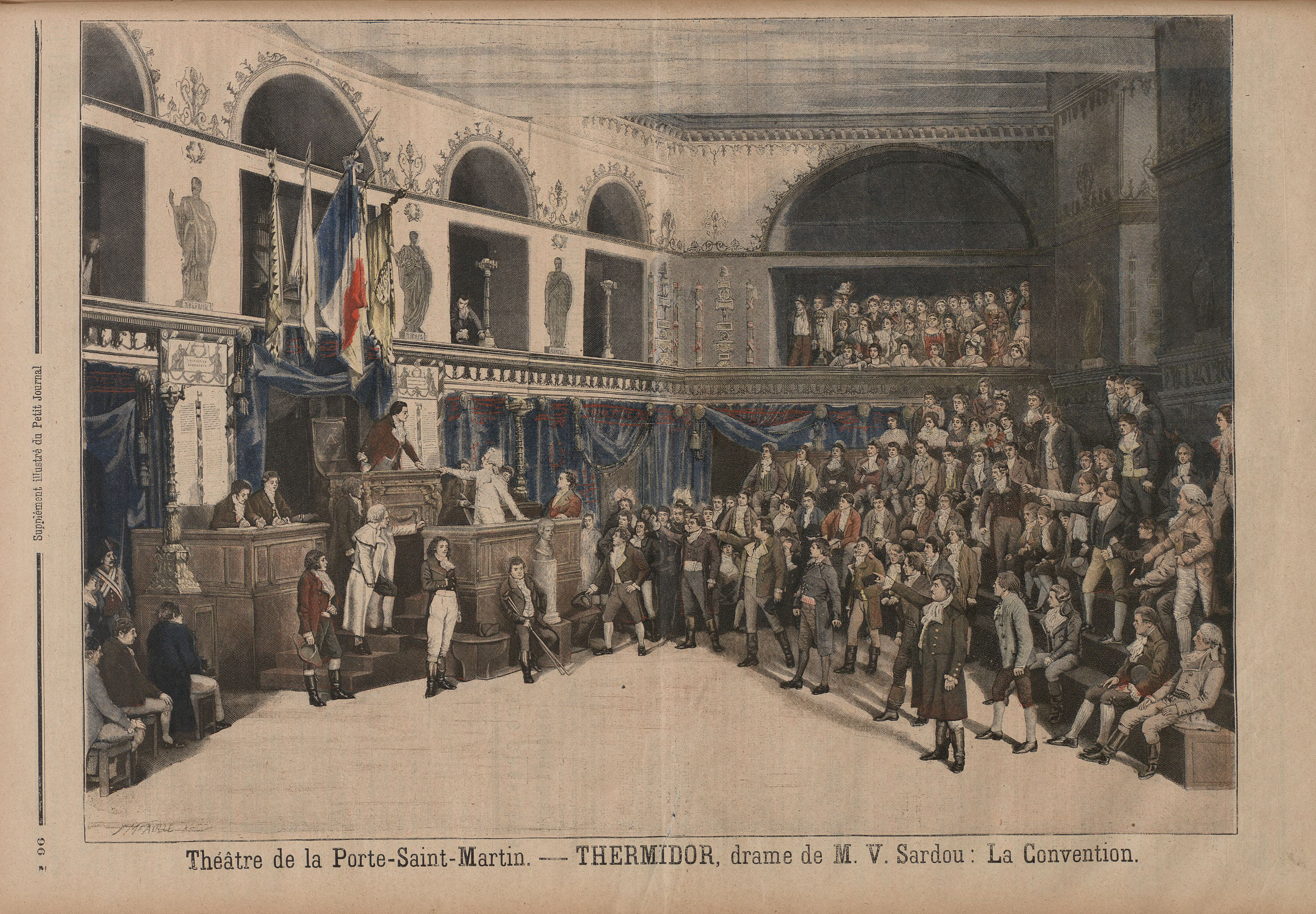
Thermidor de Victorien Sardou.
Gravure de Fortuné Méaulle, Le Petit Journal, 22 mars 1896.

Dès après sa mort, Robespierre a été le héros ou l'un des personnages principaux de nombreux drames ou tragédies : 49 pièces ont été recensées entre 1791 et 1815, 37 entre 1815 et 1989. Deux images de Robespierre s'en détachent : une majorité lui est hostile, sans nuance, l'autre partie est « réhabilitatrice, voire célébratrice ».
Entre Thermidor et l'Empire se développe la légende noire de Robespierre, à travers les faibles drames de Godineau (La Mort de Robespierre, ou la Journée des 9 et 10 thermidor, 1795) ou d'Antoine Sérieys (La Mort de Robespierre, 1801). En décembre 1830, le Robespierre d'Anicet Bourgeois présente encore la même caricature de tyran sanguinaire, laconique et peureux. D'autres pièces font clairement allusion à Robespierre, ainsi Manlius Torquatus ou La discipline romaine (pièce d'inspiration jacobine, jouée en février 1794) de Joseph Lavallée, Pausanias (représenté en mars 1795, édité en 1810) de Claude-Joseph Trouvé, Quintus Fabius ou La discipline romaine (interprété au théâtre de la République, fin juillet 1795) de Gabriel Legouvé ou Théramène ou Athènes sauvée (1796) d'Antoine Vieillard de Boismartin.

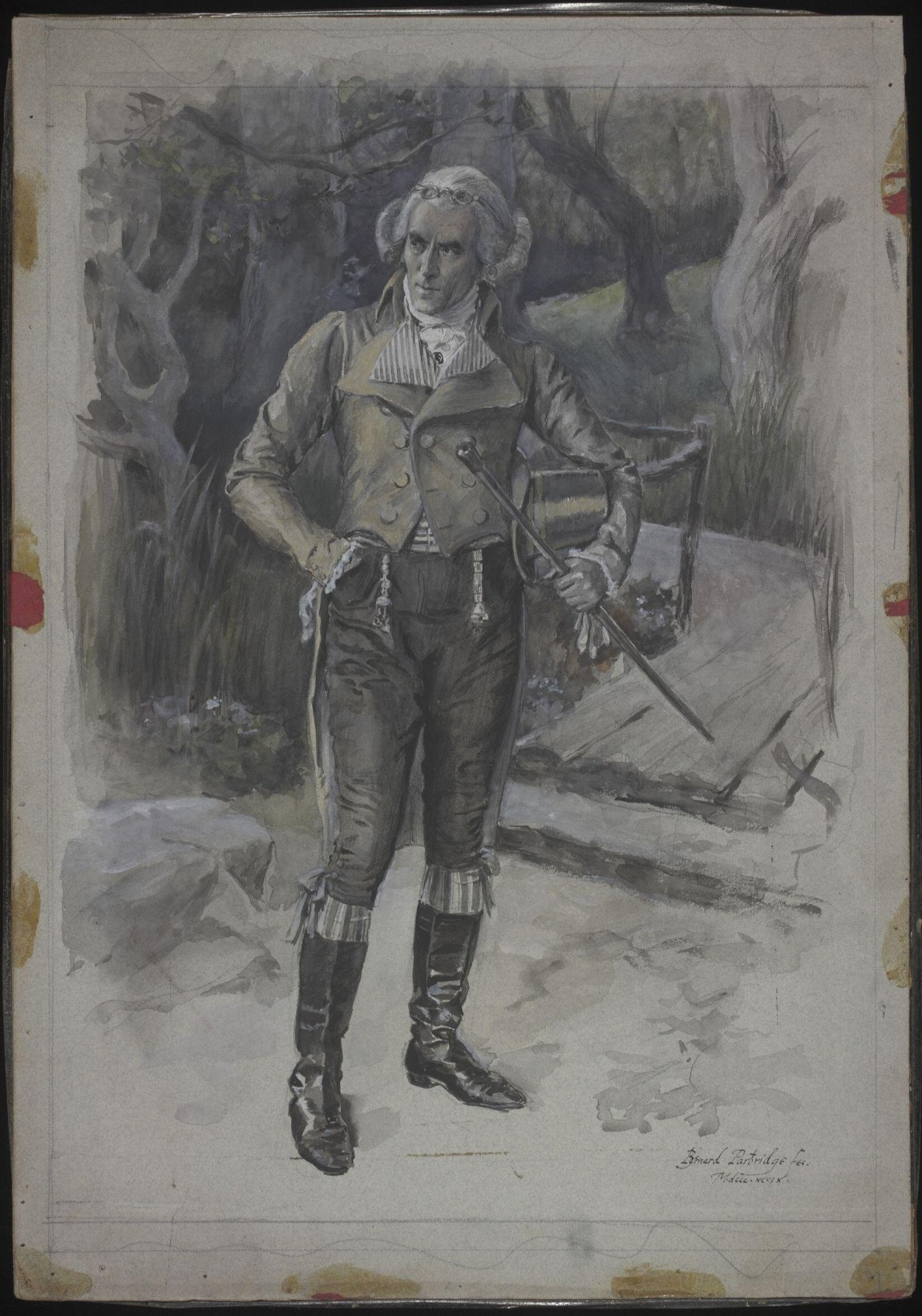
L'acteur anglais Henry Irving interprétant Robespierre dans la pièce de Victorien Sardou.
Dessin de John Bernard Partridge, 1899.

En Angleterre, Samuel Taylor Coleridge, Robert Southey et Robert Lovell écrivent un drame en vers intitulé The Fall of Robespierre en août 1794 ; Coleridge rédige le premier acte, Southey le deuxième, Lovell le troisième ; mais Southey, jugeant cette dernière partie non conforme, la réécrit. Les auteurs s'appuient pour l'essentiel sur les comptes-rendus des événements parus dans la presse. Édité sous le seul nom de Coleridge en octobre 1794 par Benjamin Flower, il est tiré à 500 exemplaires et distribué à Bath, Cambridge et Londres,.
Si le Thermidor (1891) de Victorien Sardou est d'inspiration girondine, le Robespierre (1845) de Rudolf Gottschall, le Maximilien Robespierre (1850) de Robert Griepenkerl, le Danton und Robespierre (1871) de Robert Hamerling, Le Neuf Thermidor (1871) de l'avocat nîmois Gaston Crémieux, le Robespierre ou les drames de la Révolution (1879) de Louis Combet, Le Monologue de Robespierre allant à l'échafaud (1882) d'Hippolyte Buffenoir, Le Dernier Songe de Robespierre (1909) d'Hector Fleischmann, L'Incorruptible, chronique de la période révolutionnaire (1927) de Victor-Antoine Rumsard et le Robespierre (1939) de Romain Rolland sont robespierristes. Leur premier enjeu, selon Antoine de Baecque, est de transformer le « corps, souffrant, blessé, défiguré » de Robespierre le 10 thermidor, présenté par les thermidoriens comme un cadavre monstrueux, « en un corps de héros », une figure christique.
Fascinée par Robespierre auquel elle attribue ses opinions communistes, Stanisława Przybyszewska (1901-1935) lui consacre deux pièces : L'Affaire Danton, redécouverte par le metteur en scène Jerzy Krakowski en 1967 et adaptée au cinéma par Andrzej Wajda sous le titre Danton, ainsi que Thermidor, demeurée inachevée.
Avec le temps, les auteurs tendent de plus en plus à problématiser le personnage théâtral, ainsi Georg Büchner, qui ne prend pas parti pour ou contre lui dans La Mort de Danton (1835), mais s'interroge sur la possibilité de la révolution. Le même questionnement apparaît chez Romain Rolland, qui passe, entre Danton (1900) et Robespierre (1938), de la justification et de l'exaltation du personnage à l'expression des souffrances morales d'un Robespierre déchiré devant le problème du sang versé.
Le Bourgeois sans culotte de Kateb Yacine, joué au festival d'Avignon de 1988 puis au palais Saint-Vaast d'Arras en 1989 et sur le carreau de la mine désaffectée de Loos-en-Gohelle en octobre 1990, présente Robespierre comme « le seul des révolutionnaires français à avoir su imposer la suppression de l'esclavage », « l'inspirateur permanent d'une révolution mondiale des maltraités », et voit en lui un modèle, « un martyr vivant de la république », victime de ceux à qui il portait ombrage.
La rencontre Marat, Danton, Robespierre est une pièce de théâtre de Jean-Vincent Brisa (2014)  (ISBN 978-2-343-05618-0), inspirée par le tableau d'Alfred Loudet : Robespierre, Danton et Marat, peint en 1882, lequel avait imaginé une recontre entre les trois révolutionnaires.

### Musique
Le dernier jour de la Terreur ou Maximilien Robespierre, en fa mineur op.55, une des quatre ouvertures de concert ou Symphonies Dramatiques pour orchestre d'Henry Litolff (1818-1891). On y entend La Marseillaise.

### Espace public

#### Établissements scolaires
Le 15 novembre 1969, le lycée de garçons d'Arras a adopté par arrêté préfectoral le nom de Robespierre. Proposé en novembre 1967 par un professeur de l'établissement, Jacques Herreyre, ce nom avait obtenu successivement le soutien de son conseil intérieur puis de son conseil d'administration (9 février 1968), de l'association des anciens élèves, du conseil municipal (22 avril 1968), des élèves du lycée réunis dans un comité d'action du lycée Robespierre et du Conseil académique de Lille (mars 1969). On trouve également des écoles Robespierre à Aubervilliers (Seine-Saint-Denis), Guyancourt (Yvelines) ou Nanterre (Hauts-de-Seine) et des lycées et collèges à Épinay-sur-Seine, Goussainville, Port-Saint-Louis-du-Rhône, Saint-Étienne-du-Rouvray ou Saint-Pol-sur-Mer.

#### Voies publiques

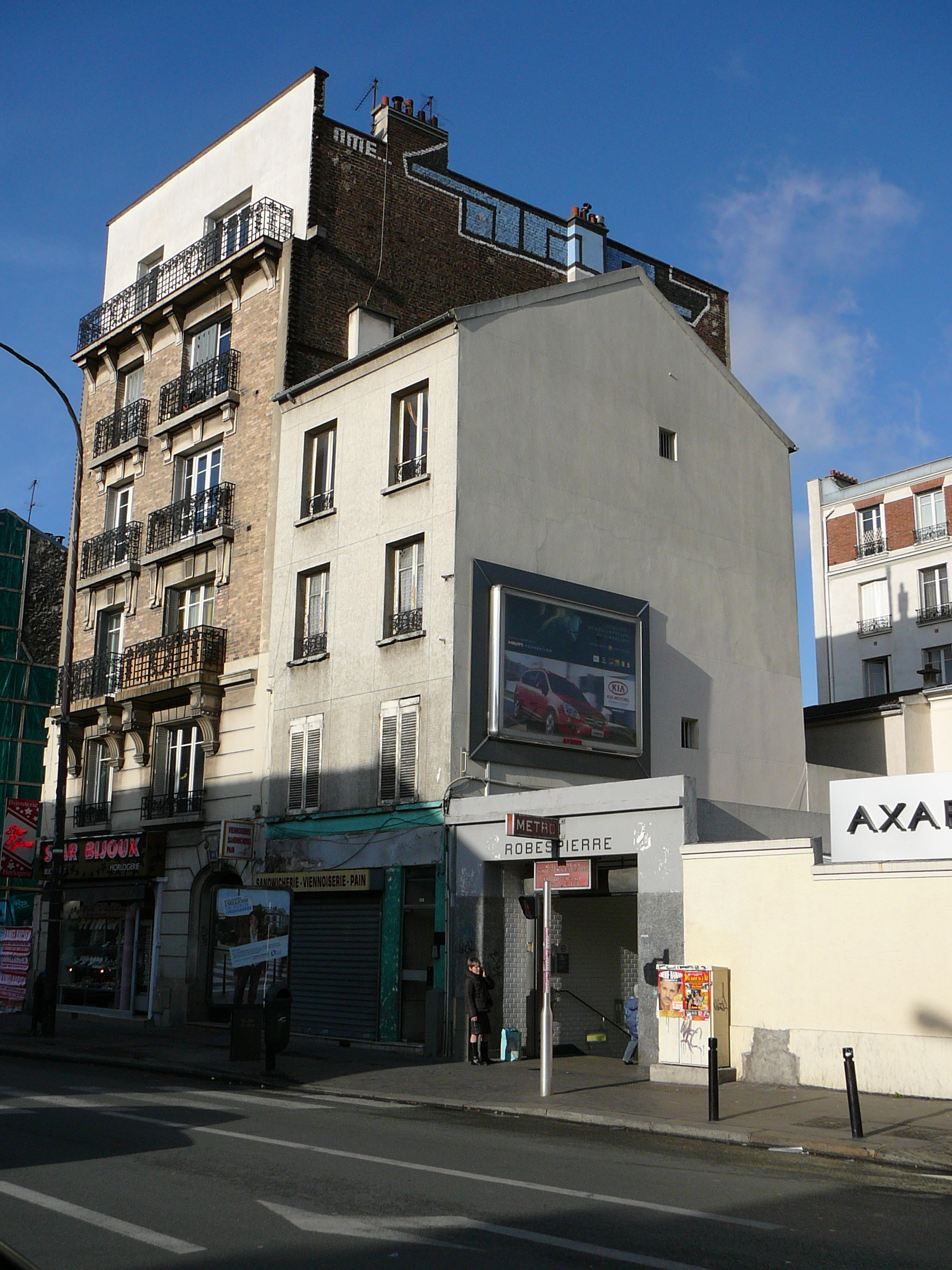
Un accès de la station de métro Robespierre, à Montreuil.

Il est l'un des rares révolutionnaires à n'avoir aucune rue à Paris. À la Libération, le Conseil municipal issu des élections du 29 avril 1945, comptant vingt-sept communistes, douze socialistes et quatre radicaux sur quatre-vingt-huit élus, décide, le 13 avril 1946, de rebaptiser « place Robespierre » la place du Marché-Saint-Honoré, décision approuvée par un arrêté préfectoral du 8 juin 1946. Toutefois, après la victoire du RPF lors du scrutin du 19 octobre 1947, un arrêté du 6 novembre 1950 lui rend son nom primitif,. En revanche, des rues de la ceinture rouge portent son nom, par exemple à Montreuil. C'est l'origine du nom d'une station du métro de Paris sur la ligne 9 (Mairie de Montreuil - Pont de Sèvres), dans la commune de Montreuil, et ce, depuis le Front populaire. Quant au boulevard Robespierre à Reims, il doit son origine à Gustave Laurent, adjoint au maire, qui a obtenu le 12 décembre 1921 du conseil municipal qu'il soit créé sur « la partie de la rue Danton comprise entre la rue de Neufchâtel et le Pont Huet, partie qui, en réalité, se trouve séparée de sa première fraction par la place Luton »,. L'union de la gauche, à partir des élections municipales de 1965, a permis un accroissement du nombre de rues, bâtiments ou centre à son nom, avec un pic à l'approche du bicentenaire de la Révolution.
Sans prétendre à l'exhaustivité, ont été baptisés de son nom :
- une rue à Agen, Aigues-Vives, Alès, Allonnes, Amiens, Andrest, Argelès-sur-Mer, Argenteuil, Arles, Arnouville-lès-Gonesse, Arras, Aulnay-sous-Bois, Bagnolet, Banyuls-sur-Mer, Beaurains, Berre-l'Étang, Besançon, Béthune, Beuveille, Bezons, Blainville-sur-Orne, Bobigny, Bois-d'Arcy, Bourges, Bourg-lès-Valence, Brest, Brienne-le-Château, Brive-la-Gaillarde, Calais, Camon, Carmaux, Châlette-sur-Loing, Chambry, Champigny-sur-Marne, Chaumont, Collobrières, Colombes, Commentry, Conques-sur-Orbiel, Cusset, Cuinchy, Dechy, Décines-Charpieu, Divion, Drancy, Escaudain, Estagel, Faches-Thumesnil, Fleury-les-Aubrais, Follainville-Dennemont, Fontenay-sous-Bois, Fort-de-France, Fourmies, Garchizy, Gennevilliers, Gisors, Givors, Goussainville, Grenay, Gricourt, Guénange, Houilles, Houplines, Huelgoat, Issy-les-Moulineaux, Ivry-sur-Seine, Jarny, La Courneuve, Lanester, La Possession (La Réunion), La Ricamarie, La Rivière (La Réunion), Laroque-d'Olmes, La Sentinelle, La Seyne-sur-Mer, Leforest, Le Havre, Le Relecq-Kerhuon, Le Teil, Levallois-Perret, Libercourt, Liévin, Lille, Lillebonne, Lure, Malakoff, Mantes-la-Ville, Marsillargues, Massy, Maury, Méricourt, Meurchin, Migennes, Mireval, Mitry-Mory, Montceau-les-Mines, Montigny-en-Gohelle, Montluçon, Montpellier, Montreuil, Narbonne, Niort, Oignies, Palaiseau, Plancher-Bas, Poitiers, Pontault-Combault, Pont-Sainte-Maxence, Port-de-Bouc, Port-Saint-Louis-du-Rhône, Quimper, Repentigny (Québec), Rieux-Minervois, Roquemaure, Roussillon, Saclas, Saint-André-de-Sangonis, Saint-Brice-Courcelles, Saint-Brieuc, Saint-Cannat, Saint-Étienne, Saint-Étienne-au-Mont, Saint-Paul-lès-Dax, Saint-Pierre-des-Corps, Saint-Quentin, Saint-Saulve, Saint-Vallier, Sérignan, Sète, Sprimont (Belgique), Talence, Tarascon, Tomblaine, Toulouse, Tournefeuille, Unieux, Varennes-Vauzelles, Vaulx-en-Velin, Venarey-les-Laumes, Vendin-le-Vieil, Vénissieux, Veynes, Vidauban, Vienne, Vierzon, Villars, Villejuif, Villenave-d'Ornon, Villesèquelande et Wingles ;
- un boulevard à Ouveillan, Poissy, Reims, Romilly-sur-Seine, et Toulon[361] ;
- une avenue à Achères, Cabestany, Châtenay-Malabry, La Garde, La Rochelle, Le Blanc-Mesnil, Les Clayes-sous-Bois, Les Mées, Lorient, Saint-Médard-en-Jalles, Saint-Priest, Sainte-Tulle et Vitry-sur-Seine ;
- une place à Brossard (Québec), Châtenay-Malabry, Estrée-Cauchy, Limay, Marseille et Sin-le-Noble ;
- un passage à Saint-Ouen ;

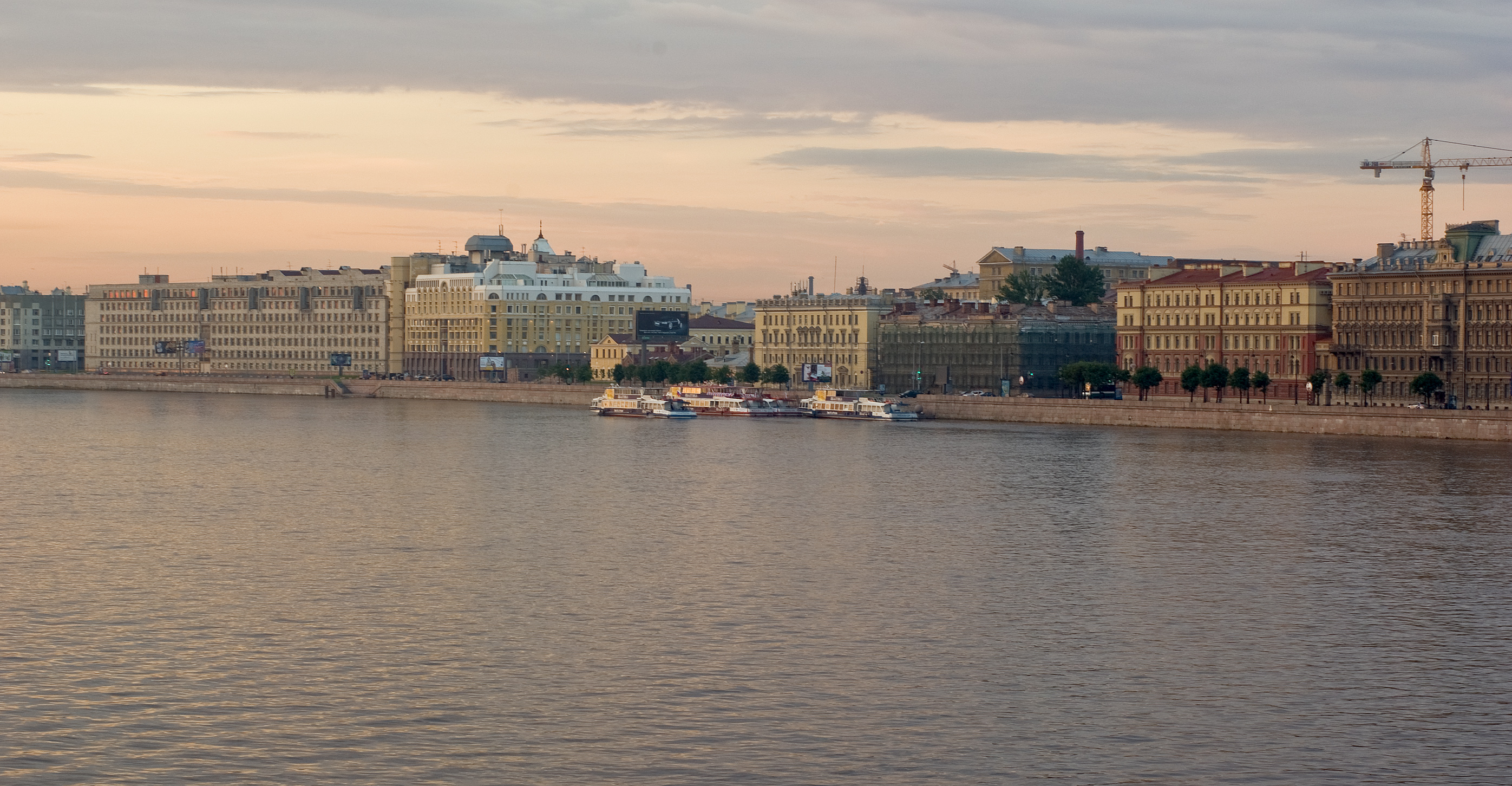
L'ex-quai Robespierre, à Saint-Pétersbourg.

- un quai à Saint-Dizier, un autre quai lui était dédié à Saint-Pétersbourg de 1923 à 2014 ;
- une impasse au Teil, à Limay, Mauguio, Montauban, Nîmes, Paulhan, Quimper, Saint-Médard-en-Jalles, Saintes, Tergnier, Trith-Saint-Léger et Villeneuve-lès-Béziers ;
- un chemin à Grenoble et Saint-Benoît (La Réunion) ;
- une allée à Creil, Fleury-Mérogis, Méru, Nangis, Les Pavillons-sous-Bois, Le Pont-de-Claix, Saint-Herblain, Torcy, Vigneux-sur-Seine, Villiers-sur-Marne et Wattrelos ;
- un square à Béziers[366] ;
- une cité à Aubervilliers, Bobigny, Drancy, Ivry-sur-Seine (cité Marat-Robespierre), Villerupt et Lézignan-Corbières ;
- un quartier à Vitry-sur-Seine ;
- un parc à Bagneux et dans le quartier du Château Blanc à Saint-Étienne-du-Rouvray.

Par ailleurs, un stade est à son nom à Rueil-Malmaison et un cinéma à Vitry-sur-Seine.

#### Plaques, bustes et statues

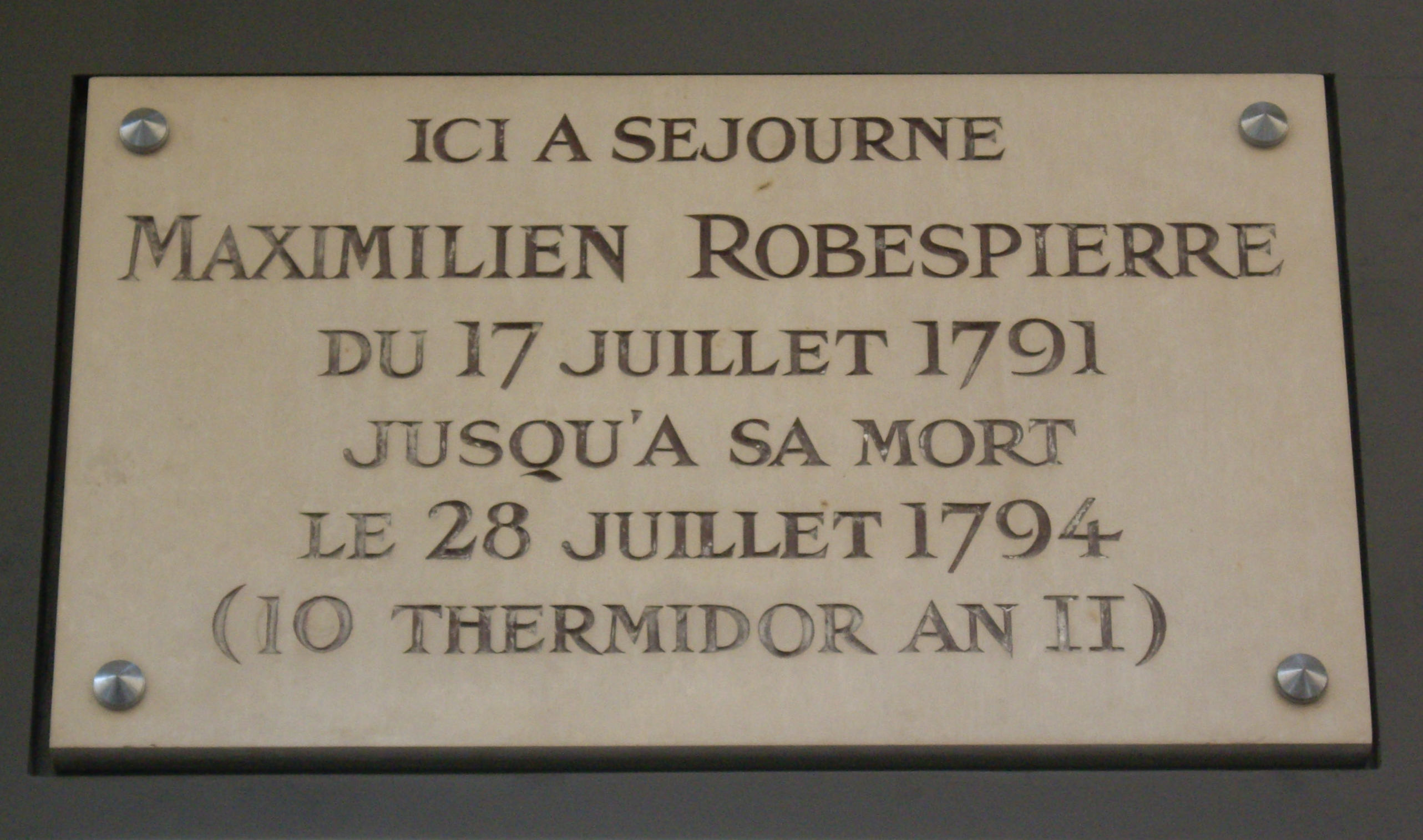
Plaque commémorative apposée au no 398 de la rue Saint-Honoré, dans le premier arrondissement de Paris.

Plusieurs plaques commémoratives ont été apposées à Arras :
- le 14 octobre 1923, sur la façade de la maison où il a vécu avec son frère Augustin et sa sœur Charlotte de 1787 à 1789, en présence de Gustave Lemelle, maire de la ville, d'Albert Mathiez et de Jacob, président des Rosati[367],[368],[369]. Bâtie en 1730, cette demeure est située au 9 rue Maximilien de Robespierre et abrite le musée du compagnonnage depuis sa restauration[370].
- en 1958, à l'occasion du bicentenaire de sa naissance, en présence d'Albert Soboul et d'Alain Decaux[371].
- en 1994, sur la façade de la brasserie des Carraut, grands-parents de Maximilien de Robespierre, où il a passé son enfance avec son frère Augustin[369].

De même, il dispose de deux plaques à Paris, l'une sur l'emplacement de la maison Duplay, actuellement au 398 rue Saint-Honoré, l'autre à la Conciergerie, érigée par la Société des études robespierristes.
La statue de Robespierre figure dans le monument consacré à la Convention nationale, œuvre de François-Léon Sicard, qui devait d'abord être disposée au jardin des Tuileries et se trouve aujourd'hui au Panthéon. Toutes les autres tentatives pour établir une statue dans la capitale ont échoué ; en 1909, un comité présidé par René Viviani et Georges Clemenceau prévoyait d'installer une statue dans le jardin des Tuileries, mais le projet a été abandonné, devant l'hostilité de la presse et le faible succès de la souscription publique. Le 25 décembre 1913 a été inaugurée à Saint-Ouen une statue en plâtre, qu'on se proposait « de couler un jour en bronze », projet qui n'a jamais vu le jour. Le 15 octobre 1933, Georges Lefebvre et le maire d'Arras, Désiré Delansorne, ont inauguré un buste de Robespierre, œuvre du sculpteur Léon Cladel, à l'hôtel de ville ; la salle qui l'abrite a pris son nom,.

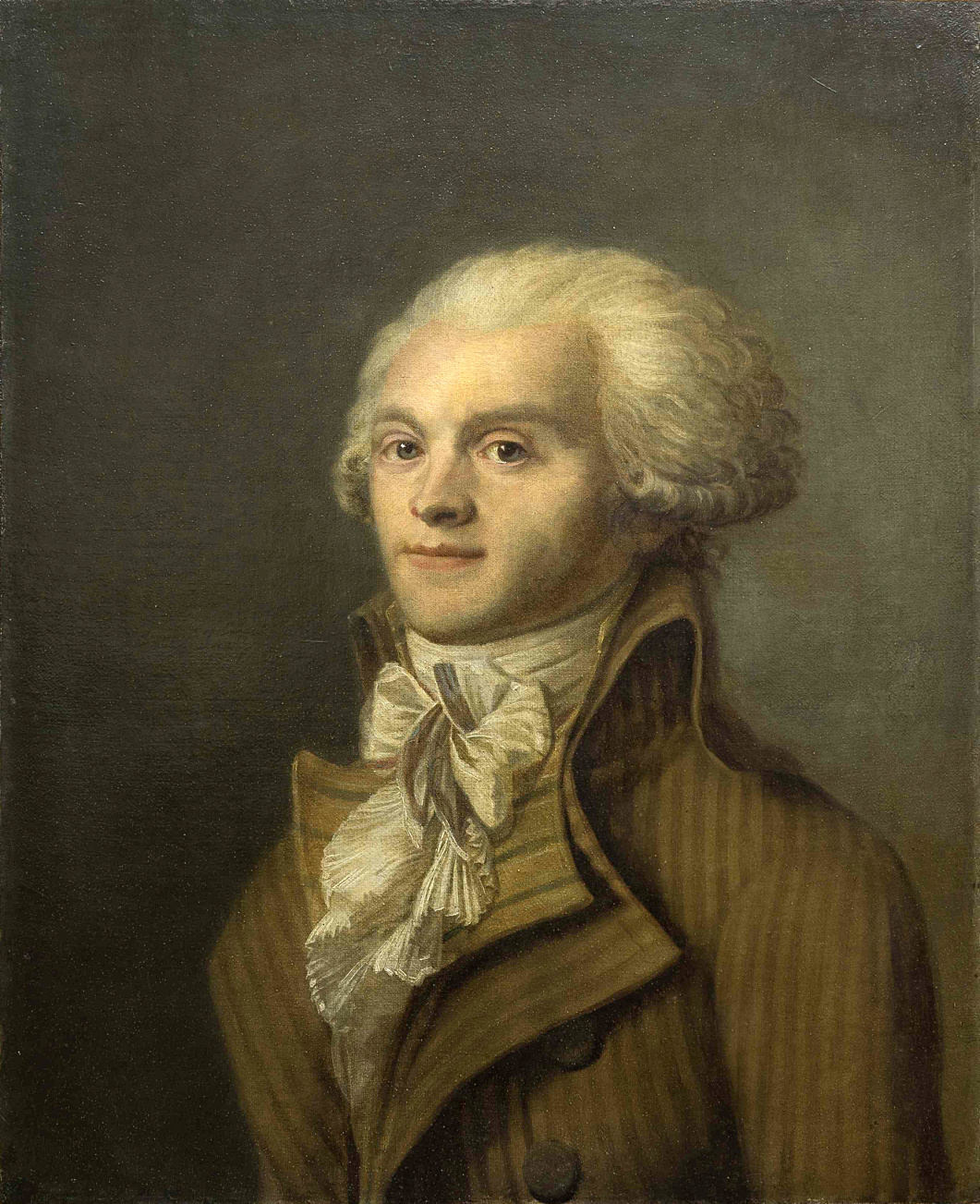
Portrait de Maximilien Robespierre (version du Musée historique allemand; auteur inconnu, vers 1790)

Depuis 1949, Saint-Denis dispose, square Robespierre, en face du théâtre, d'un buste en pierre à son effigie, œuvre d'A. Séraphin, avec l'inscription : « Maximilien Robespierre l'Incorruptible 1758-1794 ».
En 1989, Ana Richardson, une artiste franco-argentine, a réalisé dans un matériau transparent une statue de Robespierre dessinée par ordinateur et découpée au laser. Celle-ci a été exposée au siège du Fonds monétaire international, à Washington, dans le cadre du bicentenaire de la Révolution française.

### Iconographie
Léopold Boilly l'a représenté en 1789 assis devant un bureau dit à cylindre que l'on retrouve dans son portait de groupe La Famille Gohin.
En 2000 le Musée historique allemand acquis une autre version du portrait de Robespierre, qui faisait partie de la collection Osteroth (Hohenwestedt), et datait de la même période que le portrait de Robespierre au Musée Carnavalet.

#### Philatélie
Un timbre-poste à son effigie, dessiné et gravé par Charles Mazelin, a été émis du 10 juillet au 16 décembre 1950 dans la série « Les personnages de la révolution de 1789 » (comprenant également André Chénier, Jacques-Louis David, Lazare Carnot, Georges Jacques Danton et Lazare Hoche) ; il a été tiré à 1 200 000 exemplaires. Plusieurs pays étrangers lui ont aussi rendu un hommage philatélique.

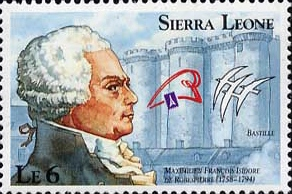
Timbre sierra-léonais.
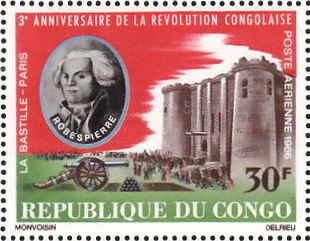
Timbre congolais, 1966.
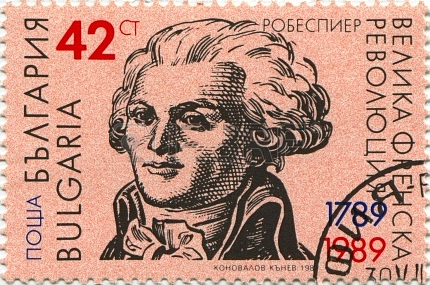
Timbre bulgare, 1989.
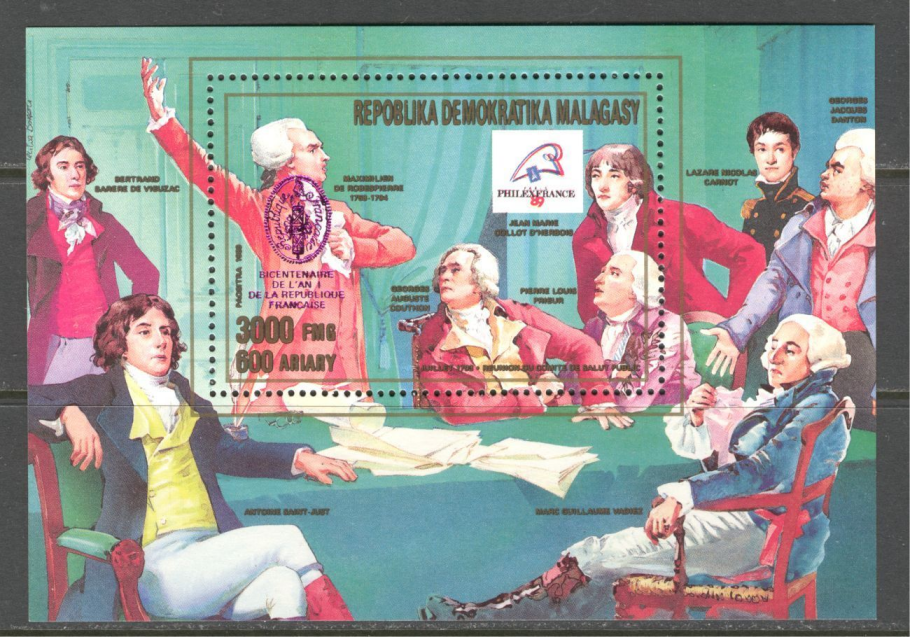
Timbre malgache, 1989.
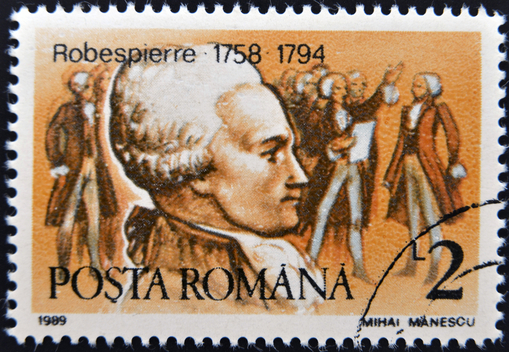
Timbre roumain, 1989.
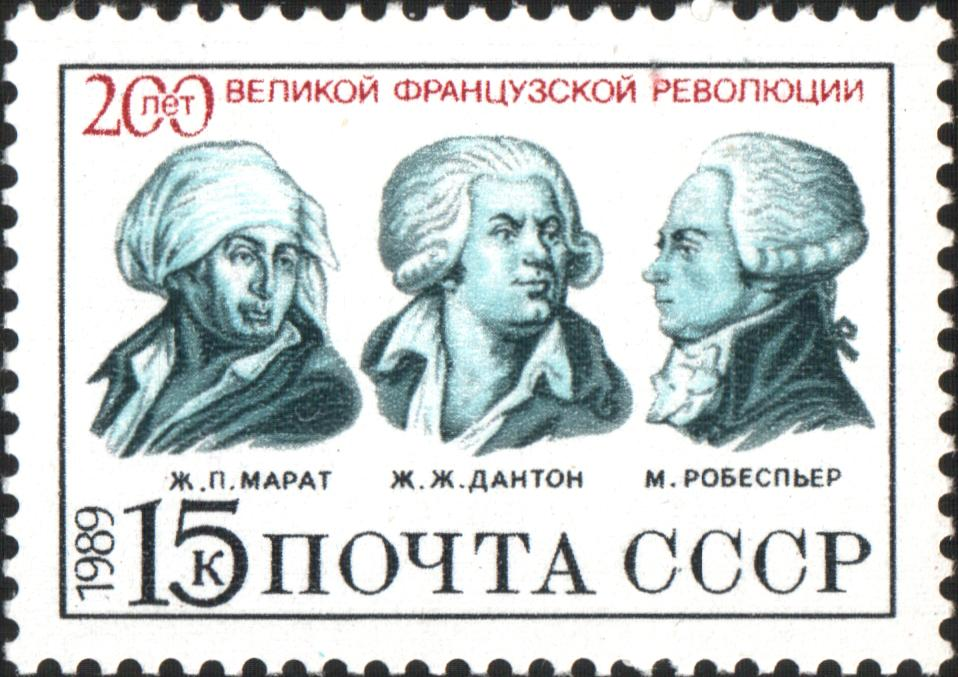
Timbre soviétique, 1989.
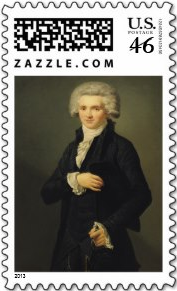
Timbre américain, 2013.
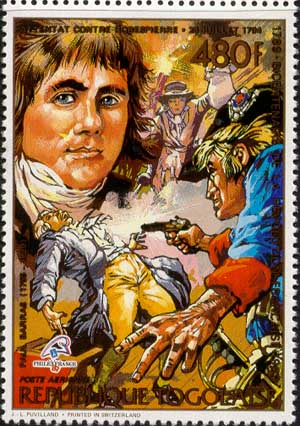
Timbre togolais.

### Appellations

#### Corps francs et maquis
Durant la Seconde Guerre mondiale, dans la Résistance, on a donné son nom à plusieurs groupes francs : la « compagnie Robespierre » à Pau, commandée par le lieutenant Aurin, alias Maréchal, le « bataillon Robespierre » dans le Rhône, sous les ordres du capitaine Laplace, mais aussi à un maquis formé par Marcel Claeys dans l'Ain.

#### Promotion
La promotion 1968-1970 de l'École nationale d'administration a choisi le nom de Robespierre.

## Sources primaires

### Archives manuscrites
- Des manuscrits et des discours autographes de Robespierre sont conservés aux Archives nationales sous la cote 683AP[383].

### Sources primaires imprimées

#### Pamphlets, mémoires et souvenirs

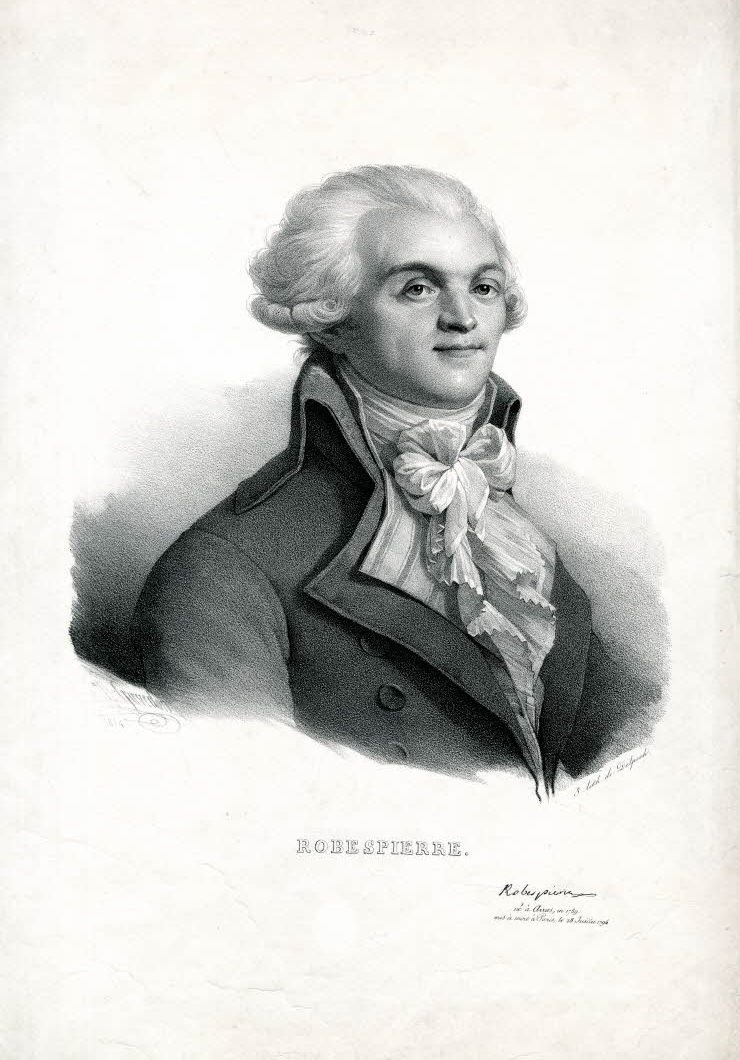
Maximilien de Robespierre, lithographie de François-Séraphin Delpech, reproduite par Henri Grévedon.
Dans ses mémoires, Charlotte de Robespierre affirme qu'il s'agit du plus ressemblant des portraits qu'elle ait pu voir de son frère.

- Liévin-Bonaventure Proyart, La Vie et les crimes de Robespierre, surnommé Le Tyran ; depuis sa naissance jusqu'à sa mort. Par M. Le Blond de Neuvéglise, colonel d'infanterie légère, Augsbourg, 1795, 370 p. (lire en ligne).
- Charlotte de Robespierre, Mémoires, 1834. , rééd. Nouveau Monde Éditions, 2006, préface de Jean-Clément Martin, introduction d'Albert Laponneraye.

#### Œuvres
- Œuvres complètes de Maximilien Robespierre, 10 volumes, Société des études robespierristes, 1912-1967. Réimpression Société des études robespierristes, Phénix Éditions, 2000, 10 volumes. Réédition avec une nouvelle introduction de Claude Mazauric, Édition du Centenaire de la Société des études robespierristes, Éditions du Miraval, Enghien-les-Bains, 2007, 10 volumes et 1 volume de Compléments. Un onzième volume, paru en 2007, regroupe les textes omis lors de l'édition initiale.
  - Tome 1 : Robespierre à Arras : les œuvres littéraires en prose et en vers, recueillies et publiées par Eugène Desprez et Émile Lesueur, Paris, 1912, 288 p., [lire en ligne].
  - Tome 2 : Robespierre à Arras : les œuvres judiciaires (plaidoyers et mémoires), recueillies et publiées par Émile Lesueur, 1914, 416 p., [lire en ligne].
  - Tome 3 : Correspondance de Maximilien et Augustin Robespierre, recueillie et publiée par Georges Michon, Paris, 1926, 334 p.(Supplément à la correspondance, par Georges Michon, Paris, 1941), [lire en ligne].
  - Tome 4 : Les journaux : « Le Défenseur de la Constitution » (1792), édition complète et critique, avec une introduction, des commentaires et des notes par Gustave Laurent, Paris, 1939, XXXIII-454 p., [lire en ligne].
  - Tome 5 : Les journaux : « Lettres de Maximilien Robespierre, membre de la convention nationale, à ses commettans » (1792-1793), édition critique préparée par Gustave Laurent, Paris, 1961, 384 p., [lire en ligne].
  - Tome 6 : Discours, première partie (1789-1790), édition préparée sous la direction de Marc Bouloiseau, Georges Lefebvre et Albert Soboul, Paris, 1950, XXXII-740 p., [lire en ligne].
  - Tome 7 : Discours, deuxième partie (janvier-septembre 1791), édition préparée sous la direction de Marc Bouloiseau, Georges Lefebvre et Albert Soboul, Paris, 1952, 771 p., [lire en ligne].
  - Tome 8 : Discours, troisième partie (octobre 1791 - septembre 1792), édition préparée sous la direction de Marc Bouloiseau, Georges Lefebvre et Albert Soboul, Paris, 1954, XII-486 p., [lire en ligne].
  - Tome 9 : Discours, quatrième partie (septembre 1792-27 juillet 1793), édition préparée sous la direction de Marc Bouloiseau, Georges Lefebvre, Jean Dautry et Albert Soboul, Paris, 1958, 646 p., [lire en ligne].
  - Tome 10 : Discours, cinquième partie (27 juillet 1793-27 juillet 1794), édition préparée sous la direction de Marc Bouloiseau et Albert Soboul, Paris, 1967, 660 p., [lire en ligne].
  - Tome 11 : Compléments (1784-1794), édition présentée et annotée par Florence Gauthier, Paris, 2007, 472 p.
  - Tome 12 : Compléments-2 (1778-1794), édition préparée par Annie Geffroy, Corinne Gomez-Le-Chevanton, Hervé Leuwers, Paris, 2022.
- Robespierre, textes choisis, 3 vol, Paris, Éditions sociales, coll. Les classiques du peuple, 1957. Réimpression en 1973-1974, préface, commentaires et notes explicatives de Jean Poperen.
  - tome premier (avril 1791-juillet 1792), 198 p.
  - tome deuxième (août 1792-juillet 1793), 198 p.
  - tome troisième (novembre 1793-juillet 1794), 194 p.
- Robespierre, écrits présentés par Claude Mazauric, Paris, Messidor/Éditions Sociales, 1989, 370 p.
- Robespierre, Pour le bonheur et pour la liberté, Discours, choix et présentation de textes par Yannick Bosc, Florence Gauthier et Sophie Wahnich, Éditions La Fabrique, 2000.
- Discours sur la religion, la République et l'esclavage, Éditions de l'aube, 2006.
- Robespierre, entre vertu et terreur (introduction de Slavoj Žižek), Éditions Stock, 2008.

## Dans les arts et la culture populaire

### Théâtre
- The Fall of Robespierre, An Historic Drama (1794), de Samuel Taylor Coleridge, Robert Southey et Robert Lovell.
- La Mort de Robespierre, ou la Journée des 9 et 10 thermidor (1795), de Godineau, drame en trois actes.
- La Mort de Robespierre (1801), d'Antoine Sérieys.
- Robespierre, ou le 9 thermidor, drame en trois actes et neuf tableaux (1831), d'Anicet Bourgeois et Francis Cornu, créé au théâtre de l'Ambigu-Comique le 16 décembre 1830.
- Le 9 thermidor, ou La mort de Robespierre, drame historique (1831), d'Henry Bonnias.
- Robespierre (1845), de Rudolf Gottschall, drame en cinq actes
- Maximilien Robespierre (1850), de Robert Griepenkerl, drame en cinq actes et en prose créé à Brême en 1851, traduit de l'allemand par Auguste Dietrich en 1892.
- Danton und Robespierre (1871), de Robert Hamerling, drame en cinq actes traduit de l'allemand par Auguste Dietrich en 1893.
- Le Neuf Thermidor (1871) de Gaston Crémieux.
- Robespierre ou les drames de la Révolution (1879), de Louis Combet, drame historique en cinq actes et neuf tableaux créé au théâtre des Batignolles le 30 juin 1888.
- Le Monologue de Robespierre allant à l'échafaud (1882), d'Hippolyte Buffenoir.
- Thermidor (1891), de Victorien Sardou, pièce en quatre actes créée à la Comédie-Française le 24 janvier 1891.
- Danton (1899), de Romain Rolland, drame en trois actes.
- Le Dernier Songe de Robespierre (1909), d'Hector Fleischmann.
- L'Incorruptible, chronique de la période révolutionnaire, sous la forme d'un drame en 3 actes et en vers (1927), de Victor-Antoine Rumsard.
- Robespierre, de Fiodor Raskolnikov, pièce mise en scène par Nikolaï Petrov et Vladimir Soloviev, avec le concours de Nikolaï Akimov pour les décors et Illarion Pevtsov dans le rôle principal, à Léningrad en 1931[385].
- Robespierre (1939), de Romain Rolland, drame en trois actes et vingt-quatre tableaux.
- L'Affaire Danton, de Stanisława Przybyszewska, pièce mise en scène par Jerzy Krakowski en 1967.
- La Liberté ou la mort (1988), d'Alain Decaux, Stellio Lorenzi et Georges Soria, d'après Danton et Robespierre (La caméra explore le temps), mis en scène par Robert Hossein, au Palais des congrès de Paris, avec Jean Négroni dans le rôle de Maximilien Robespierre et Bernard Fresson dans celui de Danton.
- Le Bourgeois sans culotte ou le Spectre du parc Monceau, de Kateb Yacine, créé au festival d'Avignon de 1988 puis au palais Saint-Vaast d'Arras en mars 1989 et sur le carreau d'une mine désaffectée de Loos-en-Gohelle en octobre 1990.
- Le Masque de Robespierre (1996) de Gilles Aillaud, mis en scène par Jean Jourdheuil au théâtre des Amandiers[386]. Le personnage est interprété par une femme, Anne Durand.
- Robespierre (2008), comédie dramatique écrite et mise en scène par Thierry Debroux, créée au théâtre royal du Parc. Paul Camus interprète le rôle de Robespierre.
- Notre Terreur (2010), pièce du collectif D'ores et déjà mise en scène par Sylvain Creuzevault au théâtre de la Colline.
- Le chemin éclairé. Maximilien Robespierre le révolutionnaire (ひかりふる路（みち） 〜革命家、マクシミリアン・ロベスピエール〜?) (2017-2018), comédie musicale de la Compagnie Takarazuka[387].

### Filmographie
La représentation de Robespierre sur grand écran au début du cinéma connait un grande prolifération.

#### Cinéma

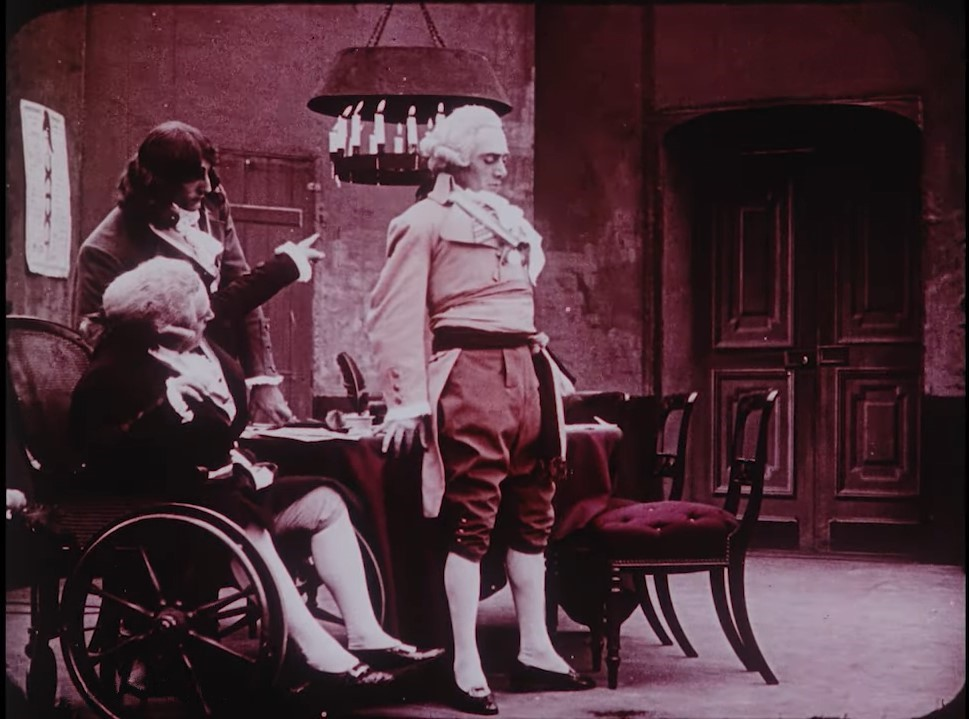
Georges Saillard (Robespierre), Théodore Thalès (Couthon) et Charles de Rochefort (Saint-Just) dans le film d'Albert Capellani, La Fin de Robespierre, 1912.

- 1911 : André Calmettes, Charette (Robespierre à l'échafaud)
- 1912 : Albert Capellani, La Fin de Robespierre, Pathé, avec Georges Saillard.
- 1913 : Herbert Brenon, Robespierre, Independent Moving Pictures Co. of America, avec William Shay.
- 1921 : Dimitri Buchowetzki, Danton, avec Werner Krauss.
- 1921 : David Wark Griffith, Les Deux Orphelines, D.W. Griffith Productions, avec Sidney Herbert[389].
- 1927 : Abel Gance, Napoléon, Gaumont et la Metro-Goldwyn-Mayer, joué par Edmond van Daële.
- 1949 : Anthony Mann, Reign of Terror, Eagle-Lion Films, avec Richard Basehart.
- 1983 : Andrzej Wajda, Danton, Gaumont, avec Wojciech Pszoniak.
- 1989 : Robert Enrico, Richard T. Heffron, La Révolution française, film en deux parties (« Les années lumière » et « Les années terribles ») avec Andrzej Seweryn (une version longue a été montée pour la télévision).
- 2001 : Éric Rohmer, L'Anglaise et le Duc, Pathé, joué par François-Marie Banier.
- 2016 : Jean-Marie Poiré, Les Visiteurs : La Révolution, Gaumont, Nexus Factory et Ouille Productions, joué par Nicolas Vaude.
- 2018 : Pierre Schoeller, Un peuple et son roi, joué par Louis Garrel.

#### Télévision
- 1958 : Stellio Lorenzi, La caméra explore le temps, La Mort de Marie-Antoinette, ORTF (1958), joué par Michel Bouquet.
- 1964 : Stellio Lorenzi, La caméra explore le temps, La Terreur et la Vertu, ORTF, joué par Jean Négroni[371]. Cet épisode fait 75 % d'audience, l'une des meilleures de la série, et contribue à valoriser l'image de Robespierre, ayant inspiré de la sympathie à 63 % des sondés[390].
- 1964 : Henric Hirsch, Doctor Who, The Reign of Terror, BBC One (Royaume-Uni), joué par Keith Anderson (en).
- 1975 : Pierre Cardinal, Saint-Just ou La force des choses, ORTF, avec Pierre Vaneck.
- 1989 : Hervé Pernot, Robespierre 1789-1989, La Cita Films-GIE, La Sept-Arte, FR3, avec la participation du conseil régional du Nord-Pas-de-Calais et de la RTBF, docu-fiction avec Christophe Allwright[n 9].
- 1989 : Michel Soutter, Condorcet.
- 2003 : Peter Nicholson, Andrew Quigley, A World in Arms, Channel 4, avec Martin Hodgson.
- 2005 : Doug Shultz, The French Revolution, History Channel, documentaire avec George Ivascu.
- 2008 : Henri Helman, Charlotte Corday, France 3, téléfilm avec Franck Adrien.
- 2009 : Carl Hindmarch, Terror! Robespierre and the French Revolution, BBC, avec Stephen Hogan.
- 2009 : Jacques Malaterre, Arnaud Sélignac, Ce jour-là, tout a changé, épisode 2 : « L'évasion de Louis XVI », France 2, avec Renaud Garnier-Fourniquet.
- 2013 : Jean-Daniel Verhaeghe, Une femme dans la Révolution, France 3, avec Alex Lutz.

### Musique et discographie
- Jean Ferrat, Ma France, Barclay, 1969.
- Michel Sardou, Danton, Tréma, 1972.
- La Révolution française (opéra rock), Vogue, 1973 : le rôle de Robespierre est interprété par Alain Bashung.
- Serge Reggiani, Maximilien Robespierre Discours, Polydor, 1978.
- Serge Reggiani, Maximilien, Tréma, 1989.
- 1789 : Les Amants de la Bastille, comédie musicale de Dove Attia et Albert Cohen (producteur), 2012, il est interprété par Sébastien Agius.

### Jeu vidéo
Maximilien de Robespierre est un antagoniste du jeu vidéo Assassin's Creed Unity, sorti en 2014.

### Pour la jeunesse
- Philippe Lechermeier, Robespierre, Paris, Actes Sud Junior, 2011.
- Bertrand Solet, Robespierre, une passion, Paris, Messidor/ La Farandole, 1989.

### Bande dessinée
- Mathieu Gabella (scénario), Roberto Meli (dessin), Hervé Leuwers (historien), Chiara Zeppegno (couleur), Robespierre, Paris, Glénat/Fayard, 2017.
- Dans la BD "Requiem, chevalier vampire" de Pat Mills et Olivier Ledroit, Robespierre, réincarné en vampire à la cour de Dracula qui règne sur les enfers, y officie comme président de la bourse aux esclaves[391].

#### Ouvrages généraux
- Michel Biard, Philippe Bourdin et Silvia Marzagalli, Révolution, Consulat, Empire : 1789-1815, Paris, Belin, coll. « Histoire de France » (no 9), 2009, 715 p. (ISBN 978-2-7011-3366-9, présentation en ligne).
- Roger Dupuy, Nouvelle histoire de la France contemporaine, t. 2 : La République jacobine : Terreur, guerre et gouvernement révolutionnaire, 1792-1794, Paris, Éditions du Seuil, coll. « Points. Histoire » (no 102), 2005, 366 p. (ISBN 2-02-039818-4, présentation en ligne).
- François Furet, Denis Richet, La Révolution française, Paris, Editions illustrées Hachette, 1965-1966 ; Fayard, 1973 (sans les illustrations).
- Florence Gauthier, Triomphe et mort du droit naturel en révolution 1789-1795-1802, Paris, PUF, 1992Recension : Yannick Bosc (recenseur), « Florence Gauthier, Triomphe et mort du droit naturel en révolution 1789-1795-1902 », Annales historiques de la Révolution française, no 301,‎ janvier-mars 1995, p. 498-500 (lire en ligne).
- Jean Jaurès, Histoire socialiste de la Révolution française, Paris, Notre boutique, coll. Les essentielles, 4 volumes, 2014 et 2015 (Editions sociales 6 vol.1968 préface de Madeleine Réberioux))
- Jean-Clément Martin, Nouvelle Histoire de la Révolution française, Paris, Perrin, coll. « Pour l'histoire », 2012, 636 p. (ISBN 978-2-262-02596-0, présentation en ligne), [présentation en ligne], [présentation en ligne].
- Albert Mathiez, La révolution française, Paris, Editions Barillat, 2012 (Armand Colin 1922,1924, 1926), préface de Florence Gauthier et de Yannik Bosc)
- Jules Michelet, Histoire de la Révolution française en 2 tomes, Paris Robert Laffont, collection Bouquins, 2003.
- Albert Soboul, Histoire de la Révolution française, Paris, Gallimard, 2 vol, 1964 (Editions sociales, 1962).
- Michel Vovelle, Nouvelle histoire de la France contemporaine, t. 1 : La chute de la monarchie, 1787-1792, Paris, Éditions du Seuil, coll. « Points. Histoire » (no 104), 1972, 282 p. (ISBN 2-02-000652-9, présentation en ligne) Édition revue et mise à jour : Michel Vovelle, Nouvelle histoire de la France contemporaine, t. 1 : La chute de la monarchie, 1787-1792, Paris, Éditions du Seuil, coll. « Points. Histoire » (no 101), 1999, 312 p. (ISBN 2-02-037519-2)..
- Hector Fleischmann, Robespierre et les femmes, Paris, Albin Michel, 1909, 400 p. (lire en ligne).

#### Études et essais consacrés à Robespierre

##### Ouvrages
- Marc Belissa et Yannick Bosc, Robespierre, la fabrication d'un mythe, Paris, Éditions Ellipses, coll. « Biographies & mythes historiques », 2013, 557 p. (ISBN 978-2-7298-8369-0).
  - (Recension) : Michel Biard, « Robespierre, la fabrication d'un mythe », Annales historiques de la Révolution française, no 376,‎ avril-juin 2014 (lire en ligne).
- Patrick Berthier (éd.), Robespierre saisi par le théâtre, Arras, Noroit, 1991.
- Pierre Bessand-Massenet, Robespierre. L'homme et l'idée, Paris, Édition de Fallois, 2002, 231 p. (ISBN 2-87706-418-2).
- Michel Biard (dir.) et Philippe Bourdin (dir.), Robespierre, portraits croisés, Paris, Armand Colin, coll. « Essais », 2012, 224 p. (ISBN 978-2-200-27771-0).
  - Recension : Donald Sutherland, « Michel Biard, Philippe Bourdin (éd.), Robespierre. Portraits croisés, Paris, Armand Colin, 2013, 288 p. », Revue d'histoire moderne et contemporaine, nos 63-3,‎ juillet-septembre 2016, p. 203-205 (ISBN 978-2-200-27771-0, lire en ligne).
  - Recension : Donald Sutherland, « Michel Biard et Philippe Bourdin (dir.), Robespierre, Portraits croisés, Paris, Armand Colin, Coll. « Essais », 2012, 288 p. », Revue historique, no 670,‎ avril 2014, p. 438-440 (lire en ligne).
  - Recension : Jean-Baptiste Le Cam, « Robespierre, portraits croisés », Cahiers d'histoire. Revue d'histoire critique, no 121,‎ juillet-décembre 2013 (lire en ligne).
- Michel Biard, En finir avec Robespierre et ses amis, juillet 1794-octobre 1795, Chamalières, Lemme Edit, 2021, 115 p. (ISBN 978-2-917575-94-9).
  - Recension : Nicolas Soulas, « Michel Biard, En finir avec Robespierre et ses amis. Juillet 1794-Octobre 1795, Clamecy, Lemme Edit, 2021, 116 p.,  (ISBN 978-2-917575-94-9), 15,90 € », Annales historiques de la Révolution française, no 412,‎ avril-juin 2023, p. 204-206 (lire en ligne).
- Antoine Boulant, Robespierre, vertu et terreur, Paris, Perrin, 2022
- Marc Bouloiseau, Robespierre, PUF, coll. « Que sais-je ? », 1957, 128 p., nombreuses rééditions.
- Françoise Brunel, Thermidor. La chute de Robespierre, Bruxelles/Paris, Éditions Complexe, 1989, 155 p. (ISBN 2-87027-275-8, lire en ligne).
- (en) John Laurence Carr, Robespierre : the force of circumstance, Constable, 1973, 240 p.
- Laurent Dingli, Robespierre, Paris, Flammarion, 2004, 605 p. (ISBN 2-08-068199-0).
- Jean-Philippe Domecq, Robespierre, derniers temps : biographie, Paris, Éditions du Seuil, 1984, 303 p. (ISBN 2-02-006681-5), réédition suivie de La fête de l'être suprême et son interprétation, Pocket, 2002, et édition revue et augmentée de La littérature comme acupuncture, Gallimard, 2011. Un regard personnel sur Robespierre.
- Jean Ehrard (dir.), Antoinette Ehrard (dir.) et Florence Devillez (dir.), Images de Robespierre : actes du Colloque international de Naples, 27-29 septembre 1993, Naples, Istituto italiano per gli studi filosofici, Université de Clermont-Ferrand II, Vivarium, 1996, 486 p. (ISBN 88-85239-23-4).
- Elsa Forey, Bernard Quiriny et Jean-Jacques Clère, La pensée constitutionnelle de Robespierre : colloque des jeudi 18 et vendredi 19 mai 2017, Université de Bourgogne, Paris, La Mémoire du droit, 2018, 278 p. (ISBN 978-2-84539-048-5, présentation en ligne).
- Max Gallo, Maximilien Robespierre, histoire d’une solitude, Librairie Académique Perrin, 1968, 352 p.
- Marcel Gauchet, Robespierre l'homme qui nous divise le plus, Des hommes qui ont fait la France, Gallimard, Paris, 2018.
- Paul Gaulot, Robespierre et la peine de mort, Paris, Plon, 1908.
- Florence Gauthier, Robespierre, inventeur des droits de l'homme et du citoyen de son temps, Arras, ARBR, 1994.
- Henri Guillemin, Robespierre, politique et mystique, Paris, Éditions du Seuil, 1987, 422 p.
- Claude Guillon, Robespierre, les femmes et la Révolution, Paris, Éditions Imho, coll. « Essais », 2021, 354 p. (ISBN 978-2-36481-026-6, présentation en ligne).
- Ernest Hamel, Histoire de Robespierre, 1865-1867. , 3 vol.
- Ernest Hamel, Thermidor, Jouvet & Cie, 1891 (lire en ligne).
- (en) John Hardman, Robespierre, Londres et New York, Longman, 1999, 236 p. (ISBN 0-582-43755-5, lire en ligne)Recension : Jean-Pierre Gross, « Robespierre », Annales historiques de la Révolution française, no 322,‎ octobre-décembre 2000 (lire en ligne).
- (en) Colin Haydon (dir.) et William Doyle (dir.), Robespierre, Cambridge, Cambridge University Press, 1999, 292 p. (ISBN 0-521-59116-3).  (Actes du colloque tenu à King Alfred's College, Winchester, en juillet 1994).
- Jean Huguet, La Vérité de la Révolution, Le Livre du bicentenaire 1992-1994, 1992, 332 p.
- Jean-Pierre Jessenne (dir.), Robespierre : De la nation artésienne à la République et aux nations : Actes du colloque, Arras, 1-2-3 avril 1993, Centre d'histoire de la région du nord et de l'Europe du nord-ouest, Université Charles de Gaulle-Lille III, coll. « Histoire et littérature régionales » (no 11), 1994, 458 p. (ISBN 2-905637-22-6, présentation en ligne, lire en ligne).
- (en) Colin Jones, The Fall of Robespierre : 24 Hours in Revolutionary Paris, Oxford, Oxford University Press, 2021, 592 p. (ISBN 978-0-198-71595-5).
- (en) David P. Jordan, The revolutionary career of Maximilien Robespierre, University of Chicago Press, 1989, 308 p. (ISBN 0-226-41037-4, lire en ligne).
- Annie Jourdan (dir.), Robespierre : figure-réputation, Amsterdam, Rodopi, 1996, XIII-236 p. (ISBN 90-420-0133-X, présentation en ligne).
- (en) Steven L. Kaplan, Farewell, Revolution : disputed legacies : France, 1789/1989, Cornell University Press, 1995, 573 p. (lire en ligne), « The Bicentennial Destiny of Robespierre », p. 441-469.
- Georges Labica, Robespierre, une politique de la philosophie, Paris, Presses universitaires de France, 1990, 122 p. (ISBN 2-13-043419-3).
- Christine Le Bozec, Danton et Robespierre ; Les deux visages de la Révolution, vol. 8, Éditions Garnier, coll. « Ils ont fait la France », 2012.
- Hervé Leuwers, Robespierre, Paris, Fayard, 2014, 458 p. (ISBN 978-2-213-67156-7, présentation en ligne)Réédition : Hervé Leuwers, Robespierre, Paris, Pluriel, coll. « Pluriel », 2016, 456 p., poche (ISBN 978-2-8185-0509-0).
- Duc de Lévis Mirepoix, Robespierre : prophète de la Révolution, Paris, Perrin, coll. « Présence de l'histoire  (ISSN 0768-018X) », 1978, 377 p., 21 cm (ISBN 2-262-00114-6, OCLC 418912988, BNF 34601493, SUDOC 00020157X, présentation en ligne).
- Jean-Clément Martin, Robespierre : la fabrication d'un monstre, Paris, Éditions Perrin, 2016, 367 p. (ISBN 978-2-262-04255-4).
  - « Anne-Marie Coustou-Miralles, « Robespierre et la question du droit de guerre et de paix », Révolution francaise.net, Réplique, 18 mai 2016 ».
  - « Anne-Marie Coustou-Miralles, « Robespierre, la fabrication d'un médiocre. À propos de l'ouvrage de Jean-Clément Martin, Robespierre, la fabrication d’un monstre », Paris, Perrin, 2016, 400 p., Révolution francaise.net, Recension, 4 décembre 2016 ».
  - « Jean-Clément Martin, « Réponse à la recension d'Anne Marie Coustou », Révolution francaise.net, Réplique, 16 décembre 2016 ».
  - « Jean-Clément Martin, « Quand il faut répliquer aux répliques, à propos de Robespierre. La fabrication d'un monstre », 2016 ».
  - Bruno Decriem, « Apports et limites du Robespierre 2016 de Jean-Clément Martin », L'Incorruptible : bulletin des Amis de Robespierre, no 96,‎ avril-juin 2016, p. 9.
- Jean Massin, Robespierre, Paris, le Club français du livre, 1956, 322 p. Réédition : Jean Massin, Robespierre, Aix-en-Provence, Alinéa, 1988, 315 p. (ISBN 2-904631-59-3).
- Albert Mathiez, Robespierre terroriste, La Renaissance du livre, 1911, 191 p., rééd. La Renaissance du livre, 1921, et Kessinger Publishing, 2009, 192 pages  (ISBN 1104428369).
- Albert Mathiez, Autour de Robespierre, Paris, Payot, 1925, 257 p., rééd. Payot, 1957, et Neuilly-sur-Seine, Saint-Clair, 1975, 365 pages.
- Albert Mathiez, Études sur Robespierre, Messidor/Éditions Sociales, Recueil de la Société des études robespierristes, 1958, 283 p. , rééd. 1973, 280 pages, et 1988, 270 pages  (ISBN 2209060494).
- (en) Peter McPhee, Robespierre : A Revolutionary Life, New Haven, Yale University Press, 2012, 352 p. (ISBN 978-0-300-11811-7, présentation en ligne). Traduction française : Peter McPhee (trad. de l'anglais par André Mir), Robespierre : une vie révolutionnaire, Paris, Classiques Garnier, coll. « Biographies » (no 4), 2022, 368 p. (ISBN 978-2-406-14146-4 et 978-2-406-14147-1, DOI 10.48611/isbn.978-2-406-14148-8).
- Georges Michon, Robespierre et la guerre révolutionnaire, 1791-1792, M. Rivière & cie, 1937, 138 p.
- Bernard Nabonne, La Vie privée de Robespierre, Hachette, 1938, 254 p.
- Cécile Obligi, Robespierre : la probité révoltante, Paris, Belin, coll. « Portraits », 2012, 152 p. (ISBN 978-2-7011-5331-5 et 978-2-7011-8378-7, présentation en ligne)Réédition : Cécile Obligi, Robespierre : la probité révoltante, Paris, Belin, coll. « Alpha », 2016, 174 p. (ISBN 978-2-7011-9800-2).
- Auguste Paris, La jeunesse de Robespierre et la convocation des États généraux en Artois, Mm. ve Rousseau-Leroy, 1870, 417 p. (lire en ligne).
- (en) George F. E. Rudé, Robespierre : portrait of a Revolutionary Democrat, Collins, 1975, 254 p.
- Joël Schmidt, Robespierre, Paris, Gallimard, coll. « Folio biographies », 2011, 335 p. (ISBN 978-2-07-043980-5).
- (en) Ruth Scurr, Fatal purity : Robespierre and the French Revolution, Metropolitan Books, 2006, 408 p. (ISBN 0-8050-7987-4).
- Friedrich Sieburg, Robespierre, eine Biographie, Societäts-Verlag, 1935, traduit de l'allemand par Pierre Klossowski, préface de Michel Vovelle, Paris, Mémoire du livre, 2003.
- Albert Soboul (dir.), Robespierre, actes du XIIe congrès international des sciences historiques, Vienne, 3 septembre 1965, Société des études robespierristes, 1967, 330 p.
- André Stil, Quand Robespierre et Danton inventaient la France, Paris, Grasset,1988.
- Gérard Walter, Robespierre, vol. I : La montée vers le pouvoir, Paris, Éditions Gallimard, 1936, 317 p.
- Gérard Walter, Robespierre, vol. II : Le bilan d'une dictature, Paris, Éditions Gallimard, 1939, 315 p.
- Gérard Walter, Robespierre, vol. I : La vie, Éditions Gallimard, coll. « NRF », 1961, 483 p. (présentation en ligne). « Édition définitive » (nouvelle édition augmentée).
- Gérard Walter, Robespierre, vol. II : L’œuvre, Éditions Gallimard, coll. « NRF », 1961, 558 p. (présentation en ligne). « Édition définitive » (nouvelle édition augmentée).
- Gérard Walter, Maximilien de Robespierre, Paris, Éditions Gallimard, coll. « NRF biographies », 1989, 779 p. (ISBN 2-07-071590-6, présentation en ligne)Réédition abrégée de l'édition en deux volumes de 1961.
- Slavoj Žižek, Robespierre entre terreur et vertu, Éditions Stock, coll. « L'autre pensée », 2008 (présentation en ligne).
- Cesare Vetter, Marco Marin et Elisabetta Gon, Dictionnaire Robespierre. Lexicométrie et usages langagiers. Outils pour une histoire du lexique de l’Incorruptible, t. I, Trieste, Edizioni Università di Trieste (EUT), 2015, 776 p. (ISBN 978-88-8303-702-3, présentation en ligne)
- Pierre Serna, Keith Michael Baker, Michel Biard, Déborah Cohen, Régis Coursin, Brigitte Dionnet, Bernard Gainot, Dominique Godineau, François Huzar, Anne Jollet et al., 1793, Robespierre et le peuple debout, Paris, L'Humanité, 15 mai 2023, 124 p. (présentation en ligne)

##### Articles, contributions, communications et notices biographiques
- Serge Aberdam, « Coup de jeune sur le Grand comité « Notre terreur », du collectif D’Ores et déjà, mise en scène de Sylvain Creuzevault », Annales historiques de la Révolution française, no 364,‎ avril-juin 2011 (lire en ligne).
- Serge Aberdam et Cyril Triolaire, « La souscription nationale pour sauvegarder les manuscrits de Robespierre : introspection historique d'une initiative citoyenne et militante », Annales historiques de la Révolution française, no 371 « Robespierre »,‎ janvier-mars 2013, p. 9-38 (lire en ligne).
- Bronisław Backzo, « Robespierre-roi ou comment sortir de la Terreur », Le Débat, Paris, Gallimard,‎ mars-mai 1996, p. 104-122.
- Bronisław Backzo, « Les Thermidoriens », Dictionnaire critique de la révolution française, Flammarion,‎ 1988, 1992 (personnages).
- Marc Belissa et Julien Louvrier, « Robespierre dans les publications françaises et anglophones depuis l'an 2000 », Annales historiques de la Révolution française, no 371 « Robespierre »,‎ janvier-mars 2013, p. 73-94 (lire en ligne).
- Michel Biard, « Je vous laisse ma mémoire […] », Annales historiques de la Révolution française, no 371 « Robespierre »,‎ janvier-mars 2013, p. 3-8 (lire en ligne).
- Yannick Bosc, « Robespierre libéral », Annales historiques de la Révolution française, no 371 « Robespierre »,‎ janvier-mars 2013, p. 95-114 (lire en ligne).
- Geneviève Boucher, « Le héros robespierriste, entre l’incarnation du peuple et la victime sacrificielle », dans Claudia Bouliane, Anne-Marie David et Anne-Hélène Dupont (dir.), Le héros, le traître et la hauteur des circonstances. Actes du premier colloque du Centre de recherche interuniversitaire en sociocritiques des textes (CRIST), tenu à l’Université de Montréal les 6 et 7 mars 2009, lire en ligne.
- (en) Alfred Cobban, « The Fundamental Ideas of Robespierre », The English Historical Review, vol. 63, no 246,‎ janvier 1948, p. 29-51 (JSTOR 555187).
- Bernard Gainot, Dictionnaire des membres du Comité de salut public : dictionnaire analytique biographique et comparé des 62 membres du Comité de salut public, Tallandier, 1990, « Robespierre ».
- Annie Geffroy, « Les manuscrits de Robespierre », Annales historiques de la Révolution française, no 371 « Robespierre »,‎ janvier-mars 2013, p. 39-54 (lire en ligne).
- Jean-Philippe Giboury, « Robespierre », Dictionnaire des régicides, Paris, Perrin,‎ 1989.
- Jacques Godechot, « Robespierre et l'Amérique », Annales historiques de la Révolution française, no 226 « Pour le deuxième centenaire de la Déclaration d'indépendance des États-Unis (4 juillet 1776) »,‎ octobre-décembre 1976, p. 637-652 (JSTOR 41915879).
- Jacques Goulet, « Robespierre : la peine de mort et la Terreur », Annales historiques de la Révolution française, no 244,‎ avril-juin 1981, p. 219-238 (JSTOR 41913541).
- Jacques Goulet, « Robespierre : la peine de mort et la Terreur (II) », Annales historiques de la Révolution française, no 251,‎ janvier-mars 1983, p. 38-64 (JSTOR 41913690).
- Patrice Gueniffey, « Robespierre », dans François Furet et Mona Ozouf (dir.), Dictionnaire critique de la Révolution française, Paris, Flammarion, 1988, 1122 p. (ISBN 2-08-211537-2).
- La Philosophie et la Révolution française : actes du Colloque de la Société française de philosophie, 31 mai, 1er et 2 juin 1989, Paris, Centre national de la recherche scientifique, Vrin, 1993, 313 p. (ISBN 2-7116-1142-6), « Robespierre et le problème de la représentation ».
- Henri Guillemin, « Conférence d'Henri Guillemin sur Robespierre 12 février 1970 », fr.wikiversity.org,‎ 2012 (lire en ligne)
- Patrice Higonnet, « Le Sommeil de la Raison », Revue historique, Paris, Presses universitaires de France, no 653,‎ janvier 2010, p. 99-159 (ISSN 0035-3264, DOI 10.3917/rhis.101.0099, lire en ligne).
- Jean-François Jacouty, « Robespierre selon Louis Blanc : le prophète christique de la révolution française », Annales historiques de la Révolution française, no 331,‎ janvier-mars 2003 (lire en ligne).
- (en) Colin Jones, « The Overthrow of Maximilien Robespierre and the « Indifference » of the People », American Historical Review, vol. 119, no 3,‎ juin 2014, p. 689-713 (DOI 10.1093/ahr/119.3.689, lire en ligne).
- (en) Colin Jones et Simon Macdonald, « Robespierre, the Duke of York and Pisistratus during the French Revolutionary Terror », The Historical Journal, Cambridge, Cambridge University Press, vol. 61, no 3,‎ septembre 2018, p. 643-672 (ISSN 0018-246X, DOI 10.1017/S0018246X17000267).
- Annie Jourdan, « La guerre des dieux ou l'héroïsme révolutionnaire chez Madame Roland et Robespierre », Romantisme, no 85 « Pouvoirs, puissances : qu'en pensent les femmes ? »,‎ 1994, p. 19-26 (lire en ligne).
- Edna Lemay, « Une voix dissonante à l'Assemblée constituante : le prosélytisme de Robespierre », Annales historiques de la Révolution française, no 245,‎ juillet-septembre 1981, p. 390-404 (JSTOR 41913759).
- Edna Hindie Lemay (dir.), Dictionnaire des constituants, 1789-1791, vol. 2, Universitas, 1991, « Robespierre ».
- Hervé Leuwers, « Les factums de l'avocat Robespierre. Les choix d'une défense par l'imprimé », Annales historiques de la Révolution française, no 371 « Robespierre »,‎ janvier-mars 2013, p. 55-72 (lire en ligne).
- Hervé Leuwers, « Maximilien Robespierre, élève à Louis-le-Grand (1769-1781) : les apports de la comptabilité du « collège d'Arras » », Annales historiques de la Révolution française, no 371 « Robespierre »,‎ janvier-mars 2013, p. 175-185 (lire en ligne).
- Hervé Leuwers, « Robespierre, avocat des fermiers Pépin et d'Herlin : un mémoire judiciaire retrouvé (1787) », Revue du Nord, Université Charles-de-Gaulle Lille-3, t. 95, nos 400-401,‎ avril-septembre 2013, p. 537-547 (DOI 10.3917/rdn.400.0537).
- Hervé Leuwers, « Robespierre, la Terreur incarnée ? : Aux origines d'une personnification de l'an II », dans Michel Biard et Hervé Leuwers (dir.), Visages de la Terreur : l'exception politique de l'an II, Paris, Armand Colin, 2014, 269 p. (ISBN 978-2-200-60012-9), p. 197-210.
- Hervé Leuwers, « Robespierre « dictateur », 1791-1794 : rumeurs et calomnies dans la construction d'un mythe vivant », dans Monique Cottret et Caroline Galland (dir.), Peurs, rumeurs et calomnies, Saint-Denis, Kimé, coll. « Le sens de l'histoire », 2017, 450 p. (ISBN 978-2-84174-781-8, présentation en ligne), p. 135-150.
- Hervé Leuwers, « L'attente d'une république au lendemain de Varennes : les choix politiques de Robespierre et de Camille Desmoulins pendant l'été 1791 », Revue du Nord, no 430,‎ avril-juin 2019, p. 263-277 (DOI 10.3917/rdn.430.0263).
- Marisa Linton, « Robespierre et l'authenticité révolutionnaire », Annales historiques de la Révolution française, no 371 « Robespierre »,‎ janvier-mars 2013, p. 153-173 (lire en ligne).
- Jean-Philippe Llored, « Entre héros disputé et démon incarné : Robespierre ou les contradictions du pouvoir dans quelques romans de la Révolution », Nord'. Revue de critique littéraire des Hauts-de-France, no 73 « Arras et la littérature »,‎ juin 2019, p. 57-63 (ISSN 0755-7884, DOI 10.3917/nord.073.0057).
- (en) Scott Lytle, « Robespierre, Danton, and the Levée en masse », The Journal of Modern History, vol. 30, no 4,‎ décembre 1958, p. 325-337 (JSTOR 1876033).
- (en) Gordon H. McNeil, « Robespierre, Rousseau, and Representation », dans Richard Herr et Harold T. Parker (dir.), Ideas in History : Essays Presented to Louis Gottschalk by His Former Students, Durham, Duke University Press, 1965, XX-380 p., p. 135-156.
- Gaston Martin, « La fortune des Robespierre », Revue du Nord, t. 33, nos 130-131,‎ avril-septembre 1951, p. 81-91 (lire en ligne).
- Jean-Luc Matharan, « La dénonciation de la calomnie par Robespierre, un outil d'identification », dans Jean-Paul Bertaud, Françoise Brunel, Catherine Duprat...[et al.] (dir.), Mélanges Michel Vovelle : sur la Révolution, approches plurielles / volume de l'Institut d'histoire de la Révolution française, Paris, Société des Études Robespierristes, coll. « Bibliothèque d'histoire révolutionnaire. Nouvelle série » (no 2), 1997, XXVI-598 p. (ISBN 2-908327-39-2), p. 233-242.
- Albert Mathiez, « Grégoire et Robespierre sous la Constituante », Annales historiques de la Révolution française, vol. VIII,‎ 1931, p. 261.
- Claude Mazauric et Maximilien de Robespierre, Œuvres de Maximilien Robespierre, vol. 1, Les Éditions du Miraval, Édition du centenaire de la Société des études robespierristes, 2007 (lire en ligne), « Introduction ».
- Claude Mazauric et Albert Soboul (dir.), Dictionnaire historique de la Révolution française, PUF, 1989, « Robespierre ».
- Claude Mazauric et Albert Soboul (dir.), Dictionnaire historique de la Révolution française, PUF, 1989, « Le défenseur de la Constitution ».
- Peter McPhee, « Maximilien Robespierre et les politiques de commémoration », L'Amuse-Bouche : La revue française de Yale. The French Language Journal at Yale University, no 1 « Le nouveau numéro »,‎ printemps 2010, p. 73-78.
- Peter McPhee, « Mes forces et ma santé ne peuvent suffire. crises politiques, crises médicales dans la vie de Maximilien Robespierre, 1790-1794 », Annales historiques de la Révolution française, no 371 « Robespierre »,‎ janvier-mars 2013, p. 137-152 (lire en ligne).
- Georges Michon, « Robespierre et la guerre (1791-1792) », Annales Révolutionnaires, t. 12, no 4,‎ juillet-août 1920, p. 265-311 (JSTOR 41921225).
- Jean-Daniel Piquet, « L'arrestation de Sonthonax et de Polverel en 1794 : Robespierre réceptionne une dénonciation de Belley, Mills et Dufay, contre un créole suspect », Annales historiques de la Révolution française, no 306,‎ 1996, p. 713-717 (lire en ligne) et avec la collaboration de Florence Gauthier un « erratum » à l'article, no 309 juillet-septembre 1997, p. 473-475
- Jean-Daniel Piquet, « Nouvelles pièces sur Robespierre et les colonies en 1791 », Annales historiques de la Révolution française, no 371 « Robespierre »,‎ janvier-mars 2013, p. 187-194 (lire en ligne).
- Thibault Poirot, « Robespierre et la guerre, une question posée dès 1789? », Annales historiques de la Révolution française, no 371 « Robespierre »,‎ janvier-mars 2013, p. 115-135 (lire en ligne).
- Marion Pouffary, « La naissance de la légende dorée de Robespierre : les objectifs politiques des écrits biographiques consacrés à Robespierre publiés par les républicains entre 1830 et 1850 », Enquêtes, revue de l'École doctorale II, histoire moderne et contemporaine, Faculté des Lettres de Sorbonne Université, no 3,‎ octobre 2018, p. 1-19 (lire en ligne).
- Dominique Rondelot, « L'enfance de Maximilien », Bulletin de l'AMRID, no 45,‎ mars 2008 (lire en ligne).
- Dominique Rondelot, « Défendre les opprimés - Combattre les injustices des hommes », Bulletin de l'AMRID, no 46,‎ mai 2008 (lire en ligne).
- (en) Noah C. Shusterman, « All of His Power Lies in the Distaff : Robespierre, Women and the French Revolution », Past & Present, Oxford University Press, vol. 223, no 1,‎ mai 2014, p. 129–160 (DOI 10.1093/pastj/gtu001).
- Albert Soboul, « Robespierre et la formation du gouvernement révolutionnaire (27 juillet-10 octobre 1793) », Revue d'histoire moderne et contemporaine, Paris, Presses universitaires de France, t. 5, no 4,‎ octobre-décembre 1958, p. 283-294 (lire en ligne).
- Valérie Toranian et Sophie Bernoville (dir.), « L'héritage Robespierre : terrorisme intellectuel, soupçon, complot » », Revue des deux Mondes,‎ novembre 2015. Contributions et textes de Ran Halévi, Jean-Luc Mélenchon, Michel Onfray, Robert Kopp, Lucien Jaume, Thomas Brantôme, Hippolyte Taine, Frédéric Mitterrand, Marin de Viry.
- Marco Marin, « Notice critique à propos du document « Le Bonheur, émané de la Liberté » : lettre [de Robespierre ?] à un destinataire inconnu, non datée [1792] », Annales historiques de la Révolution française, no 380,‎ juin 2015, p. 125-132 (lire en ligne).

#### Sources secondaires additionnelles

##### Gouvernement révolutionnaire, Convention, guerre et Terreur
- Bronisław Baczko, Comment sortir de la Terreur : Thermidor et la Révolution, Paris, Gallimard, coll. « NRF essais », 1989, 353 p. (ISBN 2-07-071549-3, présentation en ligne).
- Marc Belissa (préf. Domenico Losurdo), Fraternité universelle et intérêt national (1713-1795) : les cosmopolitiques du droit des gens, Paris, Kimé, coll. « Le sens de l'histoire », 1998, 462 p. (ISBN 2-84174-107-9, présentation en ligne), [présentation en ligne].
- Marc Belissa, Yannick Bosc, « Robespierre, bourreau de la Vendée : une splendide leçon d'anti-méthode historique », Révolution française.net, réplique, 15 mars 2012.
- Françoise Brunel et Albert Soboul (dir.), Dictionnaire historique de la Révolution française, PUF, 1989, « Le Comité de salut public ».
- Françoise Brunel et Albert Soboul (dir.), Dictionnaire historique de la Révolution française, PUF, 1989, « Montagne/Montagnards ».
- Françoise Brunel et Albert Soboul (dir.), Dictionnaire historique de la Révolution française, PUF, 1989, « Thermidor (neuf) ».
- Françoise Brunel, Thermidor : la chute de Robespierre, 1794, Bruxelles, Éditions Complexe, coll. « La Mémoire des siècles » (no 211), 1989, 155 p. (ISBN 2-87027-275-8, présentation en ligne).
- Patrice Gueniffey, La politique de la Terreur : essai sur la violence révolutionnaire, 1789-1794, Paris, Fayard, 2000, 376 p. (ISBN 2-213-60575-0, présentation en ligne)Réédition : Patrice Gueniffey, La politique de la Terreur : essai sur la violence révolutionnaire, 1789-1794, Paris, Gallimard, coll. « Tel » (no 323), 2003, 376 p. (ISBN 2-07-076727-2).
- « Robespierre : le psychopathe légaliste », Historia, no 777,‎ septembre 2011.
  - Critique : « Jacqueline Grimault, « Sur Robespierre. Lettre ouverte à la rédaction d'Historia », Révolution francaise.net, réplique,31 janvier 2012 ».
- Joseph Le Bon, « Lettres de Le Bon à Robespierre, Le Bas, Saint-Just et autres écrits du conventionnel », dans G. Lenotre, Lucien Misermont et Hector Fleischmann, Le Conventionnel Joseph Le Bon, s. l., Bibliothèque du Bois-Menez, coll. « Textes oubliés », 2018 (ISBN 978-2-490135-00-4, lire en ligne), p. 231-251.
- Jean-Clément Martin, Violence et Révolution : essai sur la naissance d’un mythe national, Paris, Seuil, coll. « L'univers historique », 2006, 338 p. (ISBN 2-02-043842-9, présentation en ligne), [présentation en ligne].
- Jean-Clément Martin, La Terreur : part maudite de la révolution, Paris, Gallimard, coll. « Découvertes Gallimard : histoire » (no 566), 2010, 127 p. (ISBN 978-2-07-043914-0, présentation en ligne).
- Albert Mathiez, Études robespierristes, Paris, Armand Colin, 1917-1918, 2 vol. (tome I: La Corruption parlementaire sous la terreur, tome II: La Conspiration de l'étranger), rééd. revue et augmentée, Armand Colin, 1927.
- Albert Mathiez, Un procès de corruption sous la terreur : l'affaire de la Compagnie des Indes, F. Alcan, 1920, 399 p..
- Albert Mathiez, La Vie chère et le Mouvement social sous la Terreur, Paris, Payot, 1927, 620 p., rééd. Payot, 1973, 2 vol.  (ISBN 2-228-27110-1 et 2-228-27120-9).
- Albert Mathiez, Girondins et Montagnards, Paris, Firmin-Didot et Cie, 1930, 305 p., rééd. Éditions de la Passion, 1988  (ISBN 2906229040).
- Albert Mathiez, Le Dix août, Paris, Hachette, 1931, 127 p. , rééd. Hachette, 1934, et Éditions de la Passion, 1989.
- Raphaël Matta-Duvignau (préf. Vida Azimi), Gouverner, administrer révolutionnairement : le Comité de salut public, 6 avril 1793-4 brumaire an IV, Paris, L'Harmattan, coll. « Logiques juridiques », 2013, 716 p. (ISBN 978-2-336-29065-2, présentation en ligne).
- Philippe Münch, Le pouvoir de l'ombre : l'imaginaire du complot durant la Révolution française (1789-1801), Paris, Divergences, 2022, 214 p. (ISBN 979-10-97088-52-1).
- Arne Ording, Le Bureau de police du Comité de Salut public : étude sur la Terreur, Oslo, i kommisjon hos J. Dybwad, 1930, V-196 p. (lire en ligne).
- Jean-Daniel Piquet et Monique Cubells (dir.), La Révolution française : La guerre et la frontière (119e congrès national des sociétés historiques et scientifiques, Amiens, 25-29 octobre 1994), Paris, Éditions du CTHS, 2000, « La déclaration constitutionnelle de paix à l'Europe, grand sujet de débat dans la Révolution entre 1791 et 1794 », p. 387-397.
- (en) Jonathan Smyth, Robespierre and the Festival of the Supreme Being : The search for a republican morality, Manchester, Manchester University Press, 2016, 200 p. (ISBN 978-1-5261-0378-9, présentation en ligne).
- Albert Soboul (dir.), Girondins et Montagnards, actes du colloque de la Sorbonne, 14 décembre 1975, Société des études robespierristes, 1980, 364 p.
- Sophie Wahnich et Marc Belissa, « Les crimes des Anglais : trahir le droit », Annales historiques de la Révolution française, no 300,‎ avril-juin 1995, p. 233-248 (lire en ligne).

##### Colonies et esclavage
- Yves Bénot, La Révolution française et la fin des colonies, Paris, La Découverte, 1987 (rééd. 2004, avec une postface de l'auteur).
- Yves Bénot, « Un antiesclavagiste kleptomane ? En marge de l'affaire Milscent », Dix-Huitième siècle, no 22,‎ 1990, p. 295-300.
- Yves Bénot, « Comment la Convention a-t-elle voté l'abolition de l'esclavage en l'an II ? », Annales historiques de la Révolution française, nos 293-294,‎ 3e-4e trimestre 1993, p. 349-361 (lire en ligne).
- Jean Bruhat, « Un retour aux sources : colonialisme et anticolonialisme au temps de Robespierre », La Pensée, no 100,‎ novembre-décembre 1961, p. 43-56.
- Aimé Césaire, Toussaint-Louverture, la révolution française et le problème colonial, Paris, Éditions Présence africaine, 1961.
- Marcel Dorigny, Les Bières flottantes des négriers, un discours non prononcé par Mirabeau pour l'abolition de la traite des nègres novembre 1789-mars 1790, Saint-Étienne, Presses Universitaires de Saint-Étienne, 1999.
- Florence Gauthier (dir.), Périssent les colonies plutôt qu'un principe ! Contributions à l'abolition de l'esclavage (1789-1804)préface de Claude Meilassoux. Contributions de Gérard Barthélémy, Claire Blondet, Florence Gauthier, Jouda Guetata, Fabien Marius-Hatchi, Sophie Piolet, Nathalie Piquionne, Delphine Roux, Paris, Société des études robespierristes, 2002, 117 p. Recensions :
Yves Bénot (recenseur), « Florence Gauthier (dir.), Périssent les colonies plutôt qu’un principe ! Contributions à l’histoire de l’abolition de l’esclavage (1789-1804) », Annales historiques de la Révolution française, no 331,‎ janvier-mars 2003, p. 190-191 (lire en ligne) ;
Jean-Daniel Piquet (recenseur), « Florence Gauthier (dir.), Périssent les colonies plutôt qu’un principe ! Contributions à l’histoire de l’abolition de l’esclavage (1789-1804) », Cahiers d'histoire. Revue d'histoire critique, nos 94-95,‎ janvier-mars 2005, p. 265-269.
- Florence Gauthier, « La Révolution française et le problème colonial : le cas Robespierre », Annales historiques de la Révolution française, no 288,‎ avril-juin 1992, p. 169-192 (lire en ligne).
- Florence Gauthier, « Réponse à J.-R. Suratteau », Annales historiques de la Révolution française, no 299,‎ janvier-mars 1995, p. 38-43.
- Georges Hardy, « Robespierre et la question noire », Annales révolutionnaires, t. 12, no 5,‎ septembre-octobre 1920, p. 357-382 (JSTOR 41921235).
- L'anticolonialisme européen de Las Casas à Karl Marx, anthologie de textes choisis et présentés par Marcel Merle, Paris, Armand Colin, collection U. 1969
- Jean-Daniel Piquet, L'Émancipation des Noirs dans la Révolution française (1789-1795), Paris, Karthala, coll. « Hommes et sociétés », 2002, 509 p. (ISBN 2-84586-161-3, lire en ligne).  Recensions :
Michel Zylberberg (recenseur), « Jean-Daniel Piquet, L’émancipation des Noirs dans la Révolution française (1789-1795), Paris, Karthala, 2002, 512 p. », Cahiers d'Histoire, revue d'histoire critique, nos 96-97,‎ octobre-décembre 2005, p. 220-222, lire en ligne ;
Jacques Bernet (recenseur), « Jean-Daniel Piquet, L’émancipation des Noirs dans la Révolution française (1789-1795), Paris, Karthala, 2002, 512 p. », Annales historiques de la Révolution française, no 328,‎ avril-juin 2002, p. 245-246, lire en ligne
- Jean-Daniel Piquet,
  - « Le Comité de salut public et les fêtes sur la liberté des Noirs : Châlons-sur-Marne, Lyon, L'Être Suprême à Paris », Annales historiques de la Révolution française, no 316, avril/juin 1999, p. 348–354.
  - Jean-Daniel Piquet, « Robespierre et la liberté des noirs en l’an II d’après les archives des comités et les papiers de la commission Courtois », Annales historiques de la Révolution française, no 323,‎ 2001, p. 69-91 (lire en ligne).
  - Jean-Daniel Piquet, « Mise au point sur Robespierre et les bières flottantes », L’Incorruptible, Bulletin de l’Association des Amis de Robespierre, no 78,‎ décembre 2011.
  - "Jean-Baptiste Belley et Louis Dufay : souvenir et oubli en l’an III d’une lettre à Maximilien Robespierre, « L’ami du seul peuple de Saint-Domingue… c’est-à-dire les jaunes et les noirs »", Revue Tierce Université de Poitiers 2021, no 5, 8 mars 2022.
  - "Colonies : Robespierre et la loi du 4 avril 1792", site de l'ARBR les Amis de Robespierre, 17 février 2022.
  - « 11 août 1792 : l’abrogation des primes négrières », « 11 août 1792 : l’abrogation des primes négrières », Site de l'ARBR-Les Amis de Robespierre, 30 mars 2022.
  - "Robespierre et les colonies enre la politique et les principes (janvier 1791-juillet 1794)", site de l'ARBR les Amis de Robespierre, 30 janvier 2023.
- Dominique Rondelot, « Robespierre contre l'esclavage », Bulletin de l'AMRID, no 6,‎ avril 1998 (lire en ligne).
- Jean-René Suratteau, « La question coloniale à la Constituante », Annales historiques de la Révolution française, no 299,‎ janvier-mars 1995, p. 33-38.
- Jacques Thibau, Le Temps de Saint-Domingue ; l'esclavage et la Révolution française, Paris, Jean-Claude Lattès, 1989.

##### Condition des Juifs
- Robert Badinter, « Libres et égaux… » : l'émancipation des Juifs sous la Révolution française, 1789-1791, Paris, Fayard, 1989, 237 p. (ISBN 2-213-02352-2, présentation en ligne)Réédition : Robert Badinter, « Libres et égaux... » : l'émancipation des Juifs sous la Révolution française, 1789-1791, Paris, Librairie générale française, coll. « Le Livre de poche » (no 6732), 1990, 219 p. (ISBN 2-253-05239-6).

### Conférences
- « Yannick Bosc, intervention lors du colloque sur Henri Guillemin et la révolution française organisé le 26 octobre 2013 à Paris »
- « Le grand méchant Robespierre », par Yannick Bosc et Marc Belissa, épisode de La grande H., émission d'histoire, 7 juin 2019.
- « Anne-Marie Coustou Miralles, « Robespierre et la question de la guerre », ARBR (Amis de Robespierre pour le Bicentenaire de la Révolution), conférence à Arras le 5 mars 2016 »
- « Florence Gauthier, conférence au lycée Pierre Bourdan, à Guéret, le 5 mars 2013 »
- « Henri Guillemin, conférence du 12 février 1970 à propos de « Maximilien De Robespierre et la révolution Française » »
- « Hervé Leuwers, conférence à l'université de Rouen »
- « Jean-Clément Martin dans Le voix de l'histoire »
- « Jean-Clément Martin, conférence au Café Histoire de l’association Thucydide le 18 janvier 2017 »